# Drážďany
Drážďany (německy  Dresden, hornolužickosrbsky Drježdźany, původně Drežďany od praslovanského slova drezga: „les, houština“) jsou zemské hlavní město (Landeshauptstadt) Svobodného státu Sasko. Město, v němž žije přibližně 566 tisíc obyvatel, disponuje postavením městského okresu (Kreisfreie Stadt). Drážďany jsou druhým největším městem Saska po Lipsku a sídlí zde státní vláda, zemský sněm a další úřady. Kromě toho jsou zde soustředěny četné saské vzdělávací a kulturní instituce, mezi nimi Technická univerzita v Drážďanech, Vysoká škola techniky a ekonomie, Vysoká škola výtvarných umění a Vysoká hudební škola Carla Marii von Webera. Město na Labi je dopravním uzlem a hospodářským centrem stejnojmenné metropolitní oblasti, v níž žije na 750 000 obyvatel. Jedná se o jeden z ekonomicky nejdynamičtějších regionů Německa, v němž hrají klíčovou roli inovace a moderní technologie jako např. informační technologie a nanoelektronika. Značnou přidanou hodnotu mají v oblasti Drážďan rovněž obory jako farmacie, kosmetika, strojírenství, stavebnictví, potravinářství, optický průmysl, služby, obchod a cestovní ruch.
Již v době kamenné existovala na březích Labe první sídliště. První písemná zmínka o Drážďanech se dochovala v jedné listině z roku 1206. Na konci 15. století učinil panovnický rod Wettinů město sídlem své vlády, a tím i rezidenčním městem saských kurfiřtů a králů. V roce 1685 byly někdejší Staré Drážďany na severním břehu Labe zničeny velkým požárem. Následně zde bylo vystavěno „nové královské město“ (dnešní Vnitřní Neustadt) s velkolepými budovami v barokním slohu, čímž získala tato část města svou dnešní podobu. V roce 1694 započala vláda kurfiřta a polského krále Fridricha Augusta I. – známého také jako „August II. Silný“ (1670–1733). Pod jeho patronací se Drážďany rozvinuly v umělecké a kulturní centrum. Když za sedmileté války město napadli Prusové, ztratilo Sasko svoje mocenské postavení. V roce 1918 přestala existovat dosavadní monarchie a Drážďany jsou od té doby (s výjimkou let 1933–1945 a 1952–1990) hlavním městem Svobodného státu Sasko.
Mezinárodně známé jsou Drážďany četnými stavebními památkami, jako je barokní Zwinger, význačnými muzei, jako je Galerie starých mistrů, a slavnými hudebními tělesy, např. Sächsische Staatskapelle Dresden nebo chlapecký sbor Dresdner Kreuzchor. Drážďanské Staré město, zničené bombardováním, bylo zčásti rekonstruováno a poskytuje tak svědectví o různých architektonických epochách. Vedle Zwingeru je to např. Frauenkirche na náměstí Neumarkt, Semperova opera, Katedrála Nejsvětější Trojice (Hofkirche) a Rezidenční zámek, sídlo saských kurfiřtů a králů. Drážďanský Striezelmarkt, založený v roce 1434, je jedním z nejstarších a nejznámějších vánočních trhů v Německu. Drážďany, nazývané také „Florencie na Labi“, což původně souviselo především s uměleckými sbírkami, se vyznačují jak barokní a středomořsky stylizovanou architekturou, tak i malebnou a klimaticky příznivou polohou v údolí Labe.

## Geografie

### Poloha a rozloha
| „                                  | Drážďany – zde byla vynalezena krása. Nic než řeka a louky – v těch nejjemnějších barvách a v pohádkovém světle. | “ |
| — Johann Joachim Winckelmann, 1755 | |   |

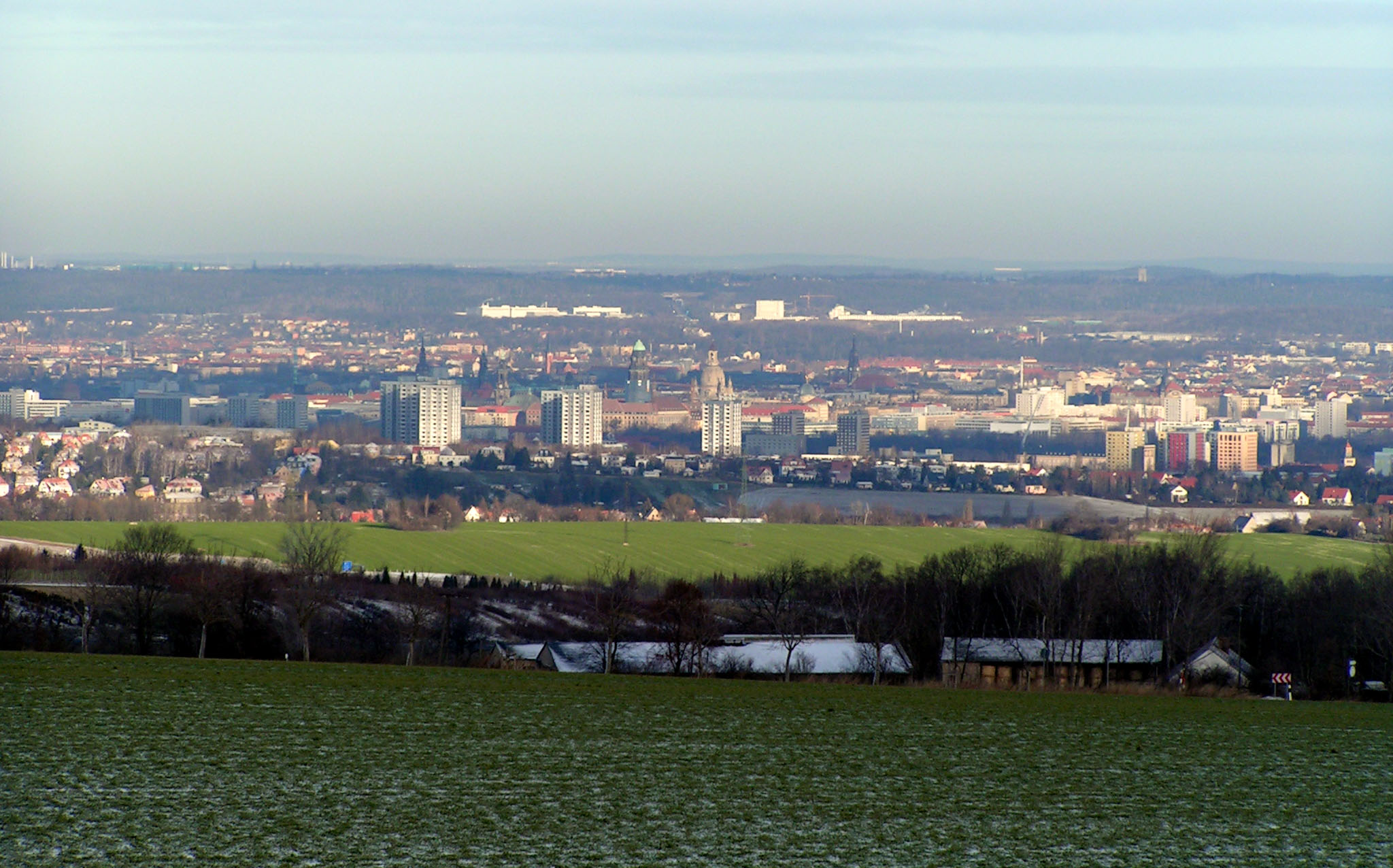
Pohled na jihojihovýchod u městské části Goppeln; zleva: Räcknitz, Zschertnitz a části předměstí Südvorstadt

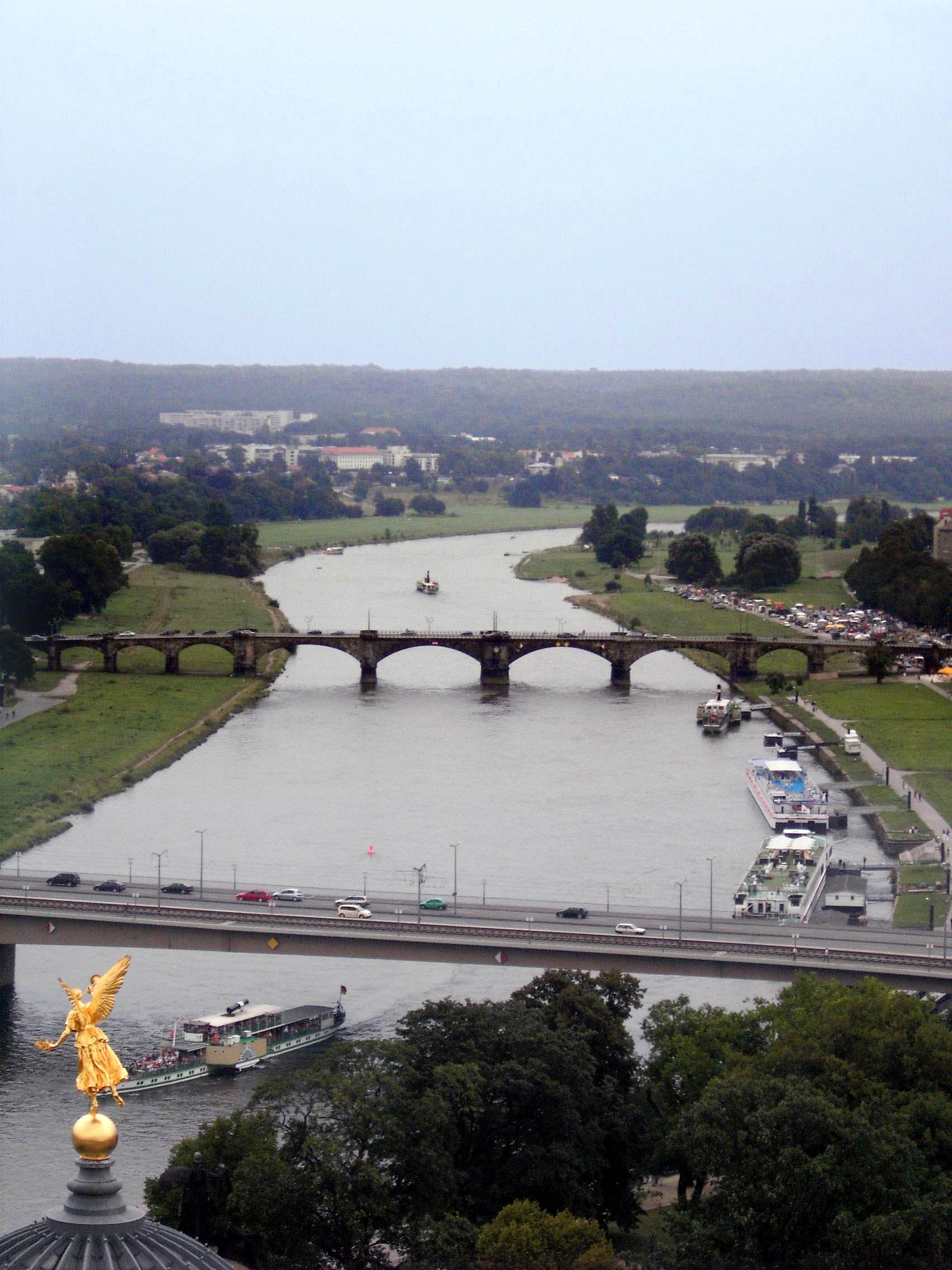
Pohled z Frauenkirche k řece

Město leží na obou stranách Labe zejména v Drážďanské pánvi, zasazené mezi úpatími Krušných hor, prudkým poklesem Lužické granitové desky a Labským pískovcovým pohořím (nazývaným na české straně hranice Děčínská vrchovina). Zároveň leží na přechodu od Severovýchodní německé nížiny k východní Středoněmecké vysočině na jihovýchodě Německa.
Severní a severovýchodní městská oblast proto přirozeně náleží k západu Hornolužické vrchoviny (Drážďanský les a Schönfeldská vysočina). Jih je utvářen vyústěními údolí krušnohorských přítoků a hornatin na přechodu k východnímu předhůří Krušných hor, jež je v užším slova smyslu označováno jako Drážďanské předhůří Krušných hor a Míšeňská vrchovina. Rozšíření labského údolí v oblasti Drážďan je dílčí jednotkou Saského Polabí. Dle Spolkového úřadu pro ochranu přírody celé území Drážďan patří k velkoplošné přírodní krajině „D19 Sächsisches Hügelland und Erzgebirgsvorland“. Referenční nadmořskou výškou Drážďan je centrální náměstí Altmarkt s nadmořskou výškou 113 m, nulovým bodem je potom hladina Labe ležící ve výšce 103 m n. m. Nejvyšší vyvýšeninou z celé dnešní rozlohy města je vrch Triebenberg na pravém břehu Labe s výškou 383 m, naopak nejníže položeným místem je břeh Labe v městské části Niederwartha ve výšce 101 m.
Město je svou rozlohou po několika rozšířeních o další území čtvrtým největším velkoměstem Německa hned po Berlínu, Hamburku a Kolíně nad Rýnem – před Brémami a Mnichovem a v žebříčku největších německých obcí z hlediska rozlohy zaujímá 14. místo. Obvod městské hranice činí 140 km. Území města měří 22,6 km ve směru sever-jih a 27,1 km ve směru východ-západ.
Městskou oblastí protékají s výjimkou splavného Labe (délka v městské oblasti: 30 km) rovněž ve východních Krušných horách pramenící přítoky: zleva Lockwitzbach a Weißeritz a vpravo tekoucí Prießnitz. Městem protékají také menší toky jako Kaitzbach, Landgraben a Lausenbach.

### Reliéf, geologie, půdy

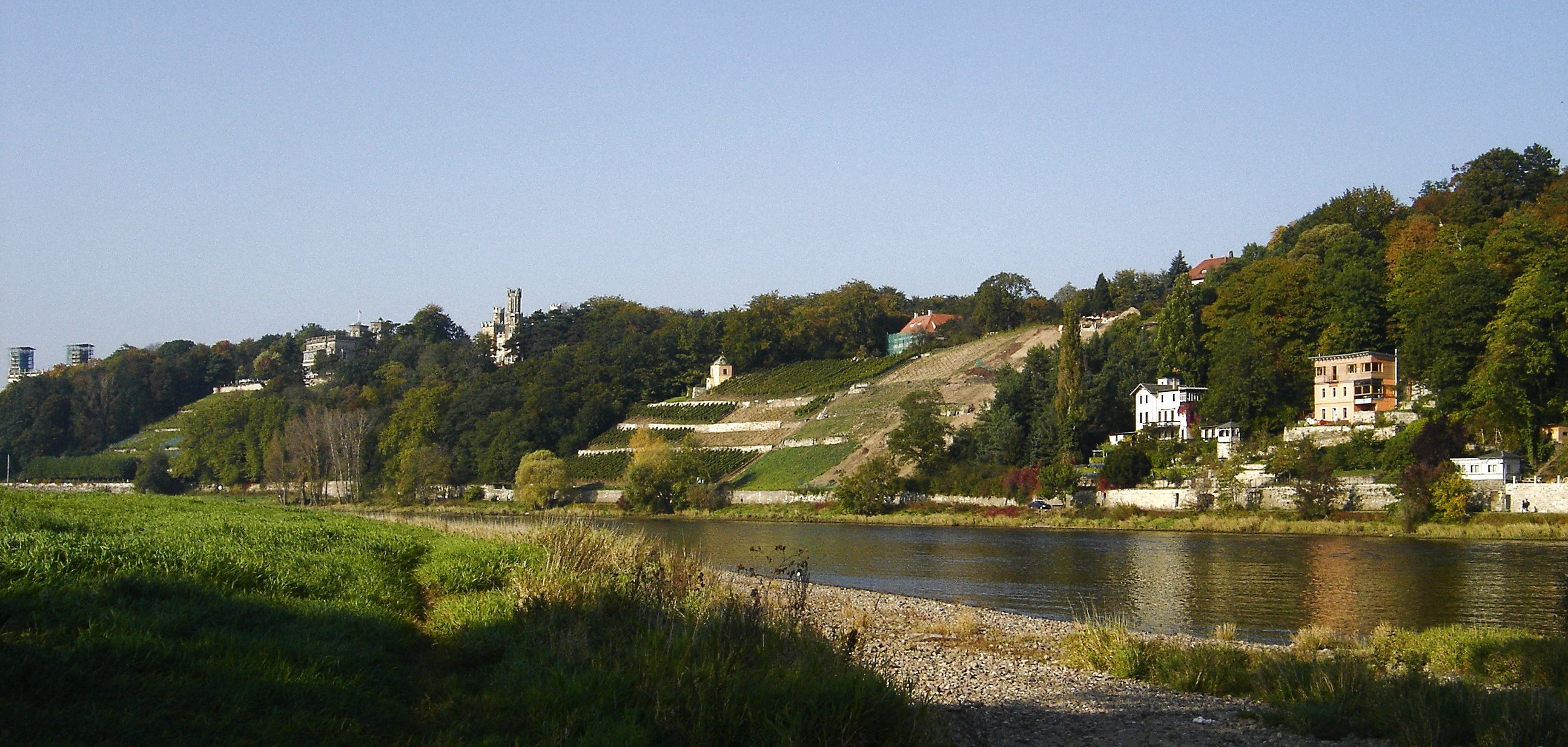
Břeh Labe směrem k Lužickému zlomu

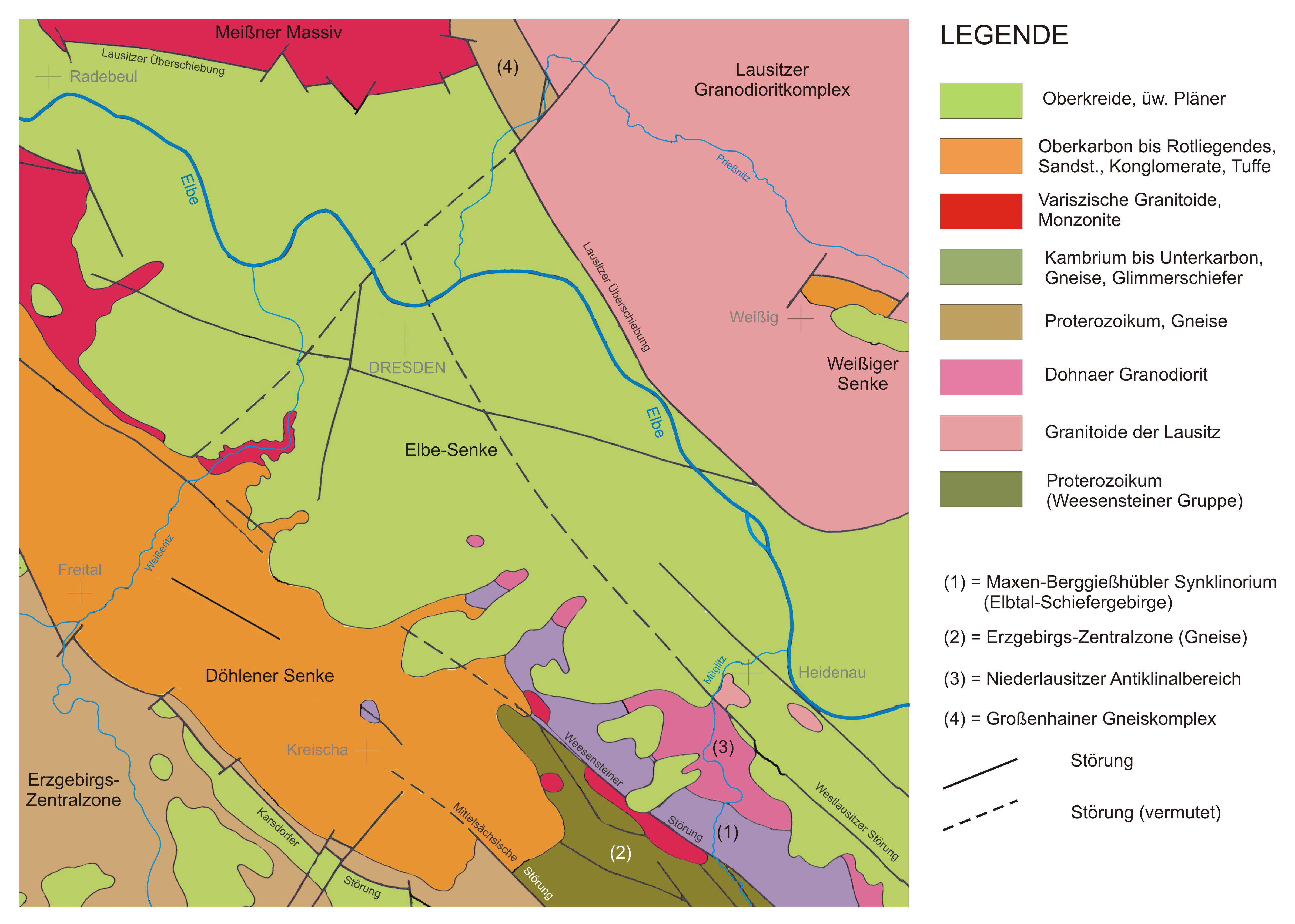
Zjednodušená geologická mapa Drážďan a okolí

Reliéf městské oblasti je od jihovýchodu na severozápad utvářen labskými nivami, svahy, zlomy a bočními údolími, stejně jako ohraničenými vyvýšeninami na východě, severu a severozápadě. Labská niva značně přeformovaná povodňovými hrázemi a osídlením je zde až 5 km široká. Absolutní nadmořská výška Labe tu dosahuje 103 m n. m. Sever území napravo od Labe je formován svahy tektonické linie tzv. Lužického zlomu. V oblasti Loschwitz se rozkládá Drážďanské vřesoviště (Dresdner Heide) vzniklé na glaciálních písečných terasách. Srázy a svahy v městském území mají sklon přes 18 %. Lužická deska je mírně zvlněná oblast s nadmořskou výškou mezi 200 až 300 m n. m. Vedle nejvýše položeného vrchu Triebenberg jsou markantními vyvýšeninami rovněž vrchy Borsberg (355 m n. m.) a Napoleonstein (342 m n. m.). Výškový rozdíl dosahuje u koupaliště Cossebaude více než 105 m. Současný morfologický vývoj se vyznačuje procesem zplošťování či vyrovnávání půdy a postupujícími erozemi. Reliéf labských niv je rovněž ovlivněn nanášením a hromaděním anorganických i organických hmot (akumulace), ke kterému dochází v souvislosti s budováním protipovodňových bariér.
V oblasti Drážďan vznikaly v relativně úzkém prostoru krajinné prvky, která se obvykle nacházejí jen daleko od sebe: ledovcové kopce a náhorní plošiny, sprašové a tudíž intenzivně využívané zemědělské kopce, různé formy pískovců, křídových skal, širokých niv a úzkých říčních údolí. Pro tuto rozmanitost zdejší krajiny je rozhodující turbulentní geologická historie drážďanské oblasti. Základní geologická struktura se utvářela již v prvohorách (paleozoikum, až 545 milionů let) a poté několikrát procházela dalšími změnami. Mezi Lužickou antiklinální zónou a Krušnohorským antiklinoriem se vytvořila zóna Labe, tzv. Elbe-Lineament. Podstatným rysem tohoto území je tedy zřetelné členění mezi hlubokými zlomy, které ohraničují jednotlivé strukturální jednotky. Těmi nejznámějšími jsou Středosaský a Západolužický zlom a Lužická porucha. Zóna Labe tu byla v průběhu geologického vývoje znovu aktivována, což ovlivnilo krajinné formy na jihovýchodě Saska. V petrologickém ohledu je podloží v tomto prostoru určováno především granodiority a drobami Lužického masivu, stejně jako monzonity a extruzivními horninami Míšeňského masivu. Ten je tektonicky vymezen skalními masivy Labského břidličného pohoří (Elbtalschiefergebirge), které zase zčásti ohraničuje krušnohorská rula.
V permu (296 až 251 milionů let) vznikla v Labském údolí velká sedimentární pánev, jež zahrnuje různé na povrchu obvykle červeně zabarvené magmatické i porfyrické horniny. Po delším období eroze došlo na konci křídy k reaktivaci starší vlhké zóny. Od severu do drážďanské oblasti proniklo křídové moře (asi před 100 miliony let), v němž se nahromadily povrchové mořské sedimenty. Pozůstatky po tomto období lze pozorovat obzvláště dobře na podloží Ratssteinského zlomu v městské části Plauen. Jihovýchodně od Drážďan se v okrajových oblastech bývalého křídového moře, které se dnes morfologicky jeví jako Labské pískovcové hory, usadily převážně písčité sedimentární facie. Na konci křídy (až 65 miliónů let) zde v souvislosti s alpinským utvářením hor působily tektonické síly, které v místě Lužického zlomu zanechaly další křídové sedimenty. V terciéru (65 až 2,6 milionu let) převažovaly v drážďanské oblasti procesy eroze a nivelace. Dříve se pohybující reliéf byl z velké části zarovnán. Labe v té době protékalo rovinatou zemí širokým ústím na severu (Klotzscher Elbelauf). Pro další vývoj oblasti bylo důležité období pleistocénu (2,6 milionu až 10 000 let). Posun skandinávského vnitrozemského ledu v elsteru zcela změnil tok Labe, přičemž se severní část dnešního Labského údolí zvedla až o 40 m. V erozních dolinách menších přítoků je morfologicky obzvláště dobře patrný rozdílný odpor podložních hornin. Během kontinentálního zalednění (Weichsel, 15 000 až 10 000 let) byla oblast v podstatě prostá vegetace nebo pokryta vegetací podobnou tundře. Na severu se objevovaly přikrývky a duny. Na jihu se naopak jemnější prach ukládal ve formě uzavřené sprašové vrstvy. To vytvořilo kontrast mezi písečnou a suchou severní stranou údolí Labe a úrodnými jižními svahy, což se ukázalo jako hlavní faktor pro vývoj kolonizace. Geologický vývoj drážďanské oblasti tak byl základem pro vznik dnešní vysoce diferencované a tvarově bohaté krajiny.

### Vodstvo

Údolí Labe v Drážďanech

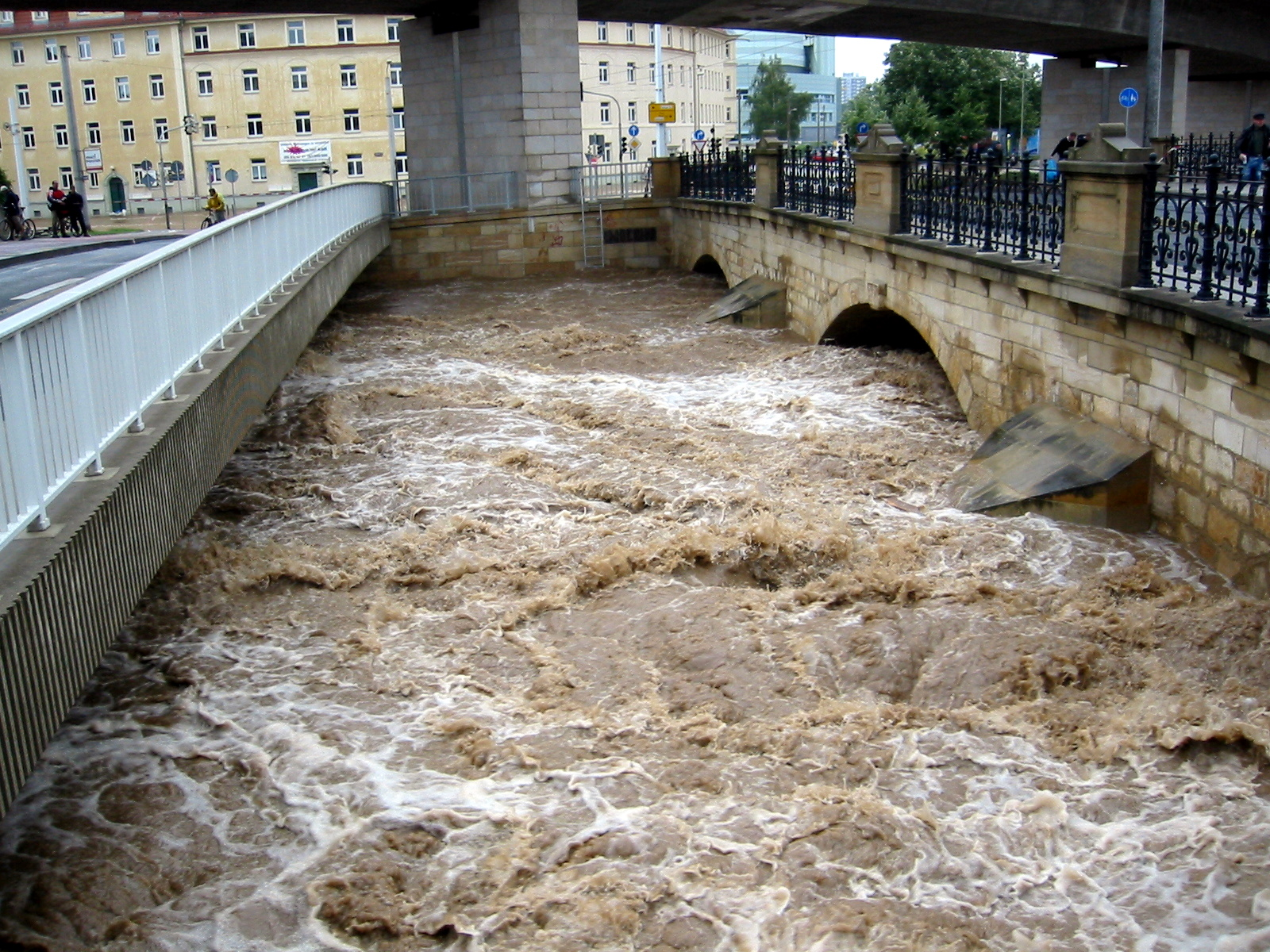
Rozvodněný tok Weisseritz v městské části Löbtau

Drážďany mají příznivou hydrologickou základnu díky svému mírnému vlhkému klimatu. Průměrné roční množství srážek převažuje nad vypařováním. Přebytek vody zásobuje četné toky v městské oblasti. Nejvýznamnější řekou ve městě je Labe, které nad Drážďany protéká přes Labské pískovcové hory a jejich většinou relativně úzká údolí. Labe protéká městem v délce 30 km. Střední průřezová rychlost proudění je 320 m³/s. V oblasti Drážďan je rovněž více než 490 menších vodních toků. Podle saského Zákona o vodách jsou přítoky Vereinigte Weißeritz a Lockwitzbach s Niedersedlitzer Flutgraben a Große Röder vodstvy prvního řádu náležícími pod svrchovanost Svobodného státu Sasko. Tyto přítoky pramení v Krušných horách; Weißeritz jako nízký horský potok má obzvláště vysokou dynamiku toku a sedimentu, Lockwitzbach zase vysokou dynamiku odvodnění. Všechny ostatní potoky jsou vodstvy druhého řádu podléhající bezprostředně zemskému hlavnímu městu. Největším z nich je Prießnitz. Tyto přítoky se vlévají do Labe přímo nebo prostřednictvím jiného toku. Způsob, jakým oblastí protékají a jak je jejich voda distribuována, jasně odráží diferenciaci geologického podloží. Na pravém břehu Labe se rozkládá široce rozvětvená síť na granodioritovém podkladu, v oblasti vřesovišť ovšem toky často ztrácejí infiltrací tolik vody, že se nedostanou k Labi, a končí předčasně jako „ztracené vody“. Levý břeh se vyznačuje prodlouženými průběhy toků na sprašovém podloží.
Pitnou vodou město zásobuje společnost DREWAG Stadtwerke Dresden GmbH. Tato voda pochází z vodovodů Wasserwerk Coschütz, Wasserwerk Hosterwitz, Wasserwerk Tolkewitz a Wasserwerk Albertstadt a získává se jak filtrací vody z Labe a vodních nádrží, tak z podzemní vody. Tyto veřejné vodovody, v nichž je voda upravována podle přísných hygienických norem, používá 99,98 % obyvatel Drážďan. Cena vody se od roku 2001 ustálila na přibližně 2,00 € za m³. Od února 2024 cena byla stanovena na 2,60 € za m³.

### Povodňová ochrana
Povodňová ochrana vždy měla a nadále má pro Drážďany značný význam, neboť město leží na Labi a v blízkosti Krušných hor, v nichž se mnoho vody zachytává v podobě sněhu. Jako významná ochranná opatření v urbanistickém rozvoji byly v blízkosti luk u Labe uvolněny pobřežní oblasti, odstraněny skládky, načež vznikly dva povodňové kanály. Historické centrum města a četné obce venkovského charakteru podél Labe mají větší nadmořskou výšku, a proto jsou chráněny před většinou povodní. Povodně v roce 2002 ovšem způsobily velké škody také v centru Drážďan. Po desetiletích bez větších povodní se tak znovu probudilo obecné povědomí o nutnosti protipovodňových opatření. K poslední větší povodni došlo v roce 2013.

### Podnebí
V Drážďanech je vlhké podnebí odpovídající chladnému mírnému klimatickému pásmu, ale přechod do kontinentálního klimatu je citelný. Největší část městské aglomerace leží v údolí Labe. Zde existuje mírnější mikroklima než v okrscích na svazích a kopcích v okolí. Meteorologická stanice se nachází na severním okraji města nad povodím Labe na letišti Drážďany-Klotzsche. Leží na 227 m n. m., což je celoročně asi o 1-2 stupně chladnější oblast než v centru města. V rozmezí let 1981 až 2010 byla průměrná teplota v Klotzsche v lednu 0,1 °C a v červenci 19,0 °C. Měsíční teploty v centru města přibližně odpovídají teplotám v jihozápadních německých městech. S průměrnou roční teplotou ve vnitřní oblasti města 10,4 °C jsou Drážďany jedním z nejteplejších měst v Německu. Zejména v létě jsou v Drážďanech znát teplotní rozdíly až 10 stupňů Celsia mezi regionem Lužice a Krušnými horami. Hranice města funguje v jistém smyslu jako izoterma. V Drážďanech je průměrně 1641 hodin slunečního svitu ročně. S průměrem méně než 40 mm srážek je únor měsícem s největším množstvím srážek v dlouhodobém průměru od roku 1981 do roku 2010, nejvlhčím měsícem je červenec. V západních okresech (stanice Dresden-Gohlis, 591 mm) bývá množství srážek v průměru o 10 % nižší než ve východních částech města (stanice Dresden-Hosterwitz, 670 mm). Nejvíce srážek za 24 hodin bylo 12. srpna 2002: 158 mm. V takzvané povětrnostní situaci Vb, která vedla k této srážkové události a zasáhla celou saskou a českou oblast, došlo k silné povodni na Labi. Rekordním chladem v Drážďanech je teplota minus 30,5 °C, jež byla naměřena 11. února 1929 v centru města.

| Drážďany – podnebí           | Drážďany – podnebí | Drážďany – podnebí | Drážďany – podnebí | Drážďany – podnebí | Drážďany – podnebí | Drážďany – podnebí | Drážďany – podnebí | Drážďany – podnebí | Drážďany – podnebí | Drážďany – podnebí | Drážďany – podnebí | Drážďany – podnebí | Drážďany – podnebí |
| Období                       | leden              | únor               | březen             | duben              | květen             | červen             | červenec           | srpen              | září               | říjen              | listopad           | prosinec           | rok                |
| ---------------------------- | ------------------ | ------------------ | ------------------ | ------------------ | ------------------ | ------------------ | ------------------ | ------------------ | ------------------ | ------------------ | ------------------ | ------------------ | ------------------ |
| Nejvyšší teplota [°C]        | 2,7                | 4,1                | 8,4                | 12,9               | 18,7               | 21,3               | 23,6               | 23,7               | 18,8               | 13,5               | 6,9                | 4,0                | 13,3               |
| Průměrné denní minimum [°C]  | 2,2                | 1,8                | 1,3                | 3,9                | 8,6                | 11,8               | 13,7               | 13,6               | 10,4               | 6,4                | 1,9                | −0,6               | 6,3                |
| Průměrné srážky [mm]         | 44,3               | 34,9               | 43,1               | 47,3               | 60,0               | 68,5               | 82,0               | 77,9               | 49,6               | 44,5               | 53,5               | 56,9               | 662,5              |
| Dní s deštěm                 | 9,8                | 8,9                | 8,8                | 9,3                | 8,6                | 10,5               | 10,3               | 9,2                | 8,3                | 8,2                | 10,6               | 11,1               | 113,6              |
| Zdroj: DWD ; wetterkontor.de |                    |                    |                    |                    |                    |                    |                    |                    |                    |                    |                    |                    |                    |

### Flora a fauna

Platanová alej v ulici Bremer Straße (2014)

I přes značný vliv lidí a jejich sídel mají Drážďany stále na mnoha místech zbytky polopřirozené vegetace a vzácné i ohrožené druhy. Patří k nim například listnaté lesy v postranních údolích Labe, vegetace přizpůsobená suchu a teplu na jižně exponovaných svazích Labe a v městské části Plauen, rostlinná společenstva říčních břehů a luk. Drážďanské vřesoviště disponuje nejen lesy s měkkými dřevinami, ale také listnatými a smíšenými lesy, malými zbytky rašelinišť – včetně známého rašeliniště Saugartenmoor – a neporušenými potoky, zejména Prießnitz. Ve venkovských oblastech jsou pole, louky a pastviny, polní plodiny a žijí zde charakteristické rostliny a zvířata. V hustě obydlených městských částech vytváří malá změna místních podmínek pozoruhodnou biologickou rozmanitost s vysokým podílem druhů teplomilných organismů, které těží z vyšších teplot v důsledku nadmořské výšky Labe a přehřátí města. Jako reprezentativní jsou zmiňovány ječmen myší (Hordeum murinum), locika kompasová (Lactuca serriola), šedivka šedá (Berteroa incana), křižák pruhovaný (Argiope bruennichi), cvrček domácí (Acheta domesticus, alt. domestica) a některé druhy sršňovitých (Vespidae). K typickým zástupcům městské vegetace mezi jinými patří truskavce (Polygonum), ruderální společenstva, společenstva žijící ve spárách zdiva a pionýrské druhy stromů a keřů.

Veverka v ulici Zinzendorfstraße

Rostlinný a živočišný svět se živí kulturními produkty osad a zemědělské krajiny, ale také zdroji z některých druhů přírodních stanovišť. Mezi savci jsou běžní jeleni a divočáci, také liška a kuna obecná, vzácněji jezevec. Z malých savců je běžný ježek a krtek i několik zástupců myší. K tomu lze připočítat rejsky a netopýry. Ti požívají přísné právní ochrany, stejně jako kdysi téměř vyhynulý poddruh bobra evropského (Castor fiber) bobr labský, jehož stavy se mezitím opět zvýšily. Mnohem viditelnější jsou četné druhy ptáků, včetně druhů hnízdících na budovách, např. rorýs obecný (Apus apus), vrabec domácí (Passer domesticus), rehek domácí (Phoenicurus ochruros), poštolka obecná (Falco tinnunculus), dále druhy žijící na zahradách, jako jsou kos černý (Turdus merula), špačkovití, sýkora modřinka (Cyanistes caeruleus) a sýkora koňadra (Parus major), pěnice slavíková (Sylvia borin), pěnice pokřovní (Sylvia curruca), holub hřivnáč (Columba palumbus), do města migruje rovněž stále více lesních ptáků (např. pěnkava, sojka a strakapoud). Konečně na okraji polí a luk žijí mimo jiné skřivan polní (Alauda arvensis), strnad obecný (Emberiza citrinella) a konipas bílý (Motacilla alba). Ze skupiny plazů se zde vyskytuje slepýš křehký (Anguis fragilis), ještěrka živorodá (Zootoca vivipara) a užovka obojková (Natrix natrix), stejně jako přísně chráněná užovka hladká (Coronella austriaca), ještěrka obecná (Lacerta agilis Linnaeus) a jako rarita, z jihu pocházející naturalizovaný druh ještěrka zední (Podarcis muralis).

### Ochrana životního prostředí

Most Küchenbrücke v Drážďanském vřesovišti

Díky 62 procentům lesů a zeleně jsou Drážďany považovány za jedno z nejzelenějších měst v Evropě. Na severu se rozprostírá Drážďanské vřesoviště, což je největší uzavřená lesní oblast města. V centru leží rozsáhlý park Großer Garten. Město v údolí Labe leží v kopcovité krajině mezi vinicemi na jihozápadě a oblastmi s vysokou nadmořskou výškou na severovýchodě. Městem protéká Labe, které je obklopeno širokými loukami. Dlouhodobě prozíravé územní plánování zajistilo, že Drážďany mohou být dodnes vnímány jako součást polabské krajiny. Rozvoj města po staletí usiluje o harmonické integrování městských struktur do okolní přírody a zachování bohatství tohoto zvláštního přírodního prostředí.
Na základě § 23 Zákona o ochraně přírody a pěstování krajiny (Gesetz über Naturschutz und Landschaftspflege; zkráceně: BNatSchG) jsou na katastru města chráněny biotopy čtyř přírodních rezervací (Naturschutzgebiet ; zkráceně: NSG): NSG1 Elbinseln Pillnitz und Gauerenitz, NSG2 Dresdner Elbtalhänge, NSG3 Seifersdorfer Tal a NSG4 Ziegeleigruben Prohlis und Torna. Dále deset chráněných krajinných oblastí (Landschaftsschutzgebiet ; LSG): LSG1 Dresdner Heide, LSG2 Elbhänge Dresden-Pirna und Schönfelder Hochland, LSG3 Lockwitztal und Gebergrund, LSG4 Zschonergrund, LSG5 Elbtal zwischen Dresden und Meißen mit linkselbischen Tälern und Spaargebirge, LSG6 Dresdner Elbwiesen und –altarme, LSG7 Bühlauer Wiesen, LSG8 Wilschdorf-Rähnitzer Sandhügelland, LSG10 Moritzburger Kleinkuppenlandschaft, LSG11 Seifersdorfer Tal. Dále deset oblastí chráněných podle Směrnice o stanovištích (Fauna-Flora-Habitat-Richtlinie ; zkráceně: FFH): FFH1 Elbtalhänge zwischen Loschwitz und Bonnewitz, FFH2 Elbtal zwischen Schöna und Mühlberg, FFH3 Täler von Vereinigter und Wilder Weißeritz, FFH4 Rödertal oberhalb Medingen, FFH5 Lößnitzgrund und Lößnitzhänge, FFH6 Dresdner Heller, FFH7 Prießnitzgrund, FFH8 Linkselbische Täler zwischen Dresden und Meißen, FFH9 Lockwitzgrund und Wilisch, FFH10 Separate Fledermausquartiere im Großraum Dresden. Dále oblasti chráněné podle Směrnice o ptácích (zkráceně: SPA): SPA1 Moritzburger Kleinkuppenlandschaft, SPA2 Elbtal zwischen Schöna und Mühlberg, SPA3 Linkselbische Bachtäler a konečně 138 přírodních památek.

## Historie

### První osídlení, založení města a středověk
Již v mladší době kamenné vznikala v prostoru Drážďan první sídliště. Kruhové příkopové dispozice v městské části Nickern z 5. století př. n. l. byly prvními monumentálními stavbami na dnešním území města.
Brod přes Labe v úrovni dnešního Starého města vznikl pravděpodobně už v raném středověku. Osidlování bylo ovšem navzdory lukrativní poloze na Labi kvůli neprodyšným lesním porostům problematické. Název Dresden odvozený ze starosrbského slova drežďany (= „obyvatelé bažiny“ nebo „lužního lesa“, množné číslo) označuje původní slovanské osídlení. Dresdene ležely v tehdejší nisanské župě, která byla součástí Čech do roku 1142, kdy přešla na římského krále Konráda III. V blízkosti Míšně bylo od roku 968 sídlo markraběte z Míšně, které se pak rozvinulo v ústřední místo Míšeňského markrabství a sehrálo důležitou roli během expanze a začleňování srbských sídelních oblastí východně od Labe a Sály. Jihovýchodně od Drážďan se od roku 1156 nacházelo purkrabství Donín (Dohna), jež bylo českým zbožím v Říši.

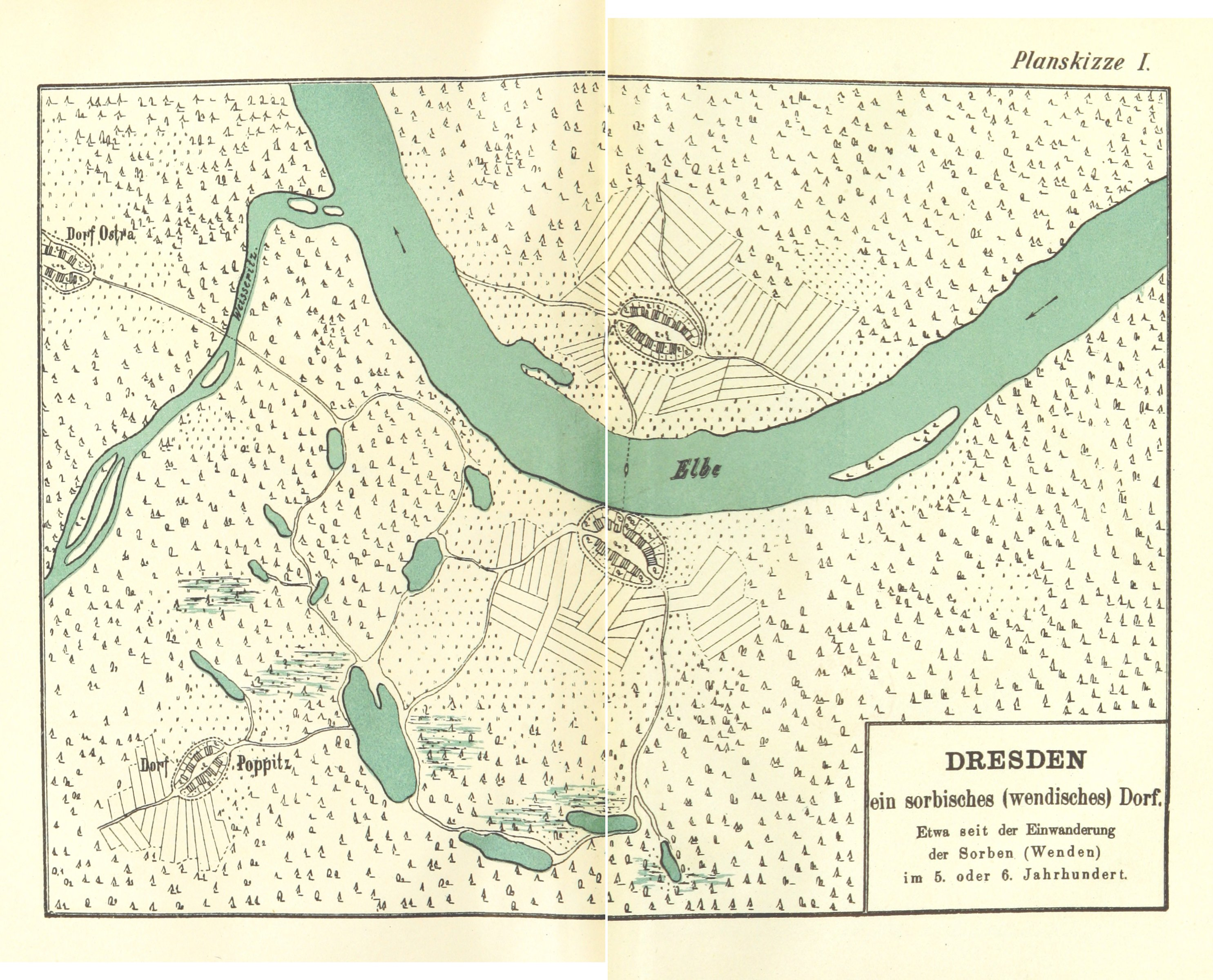
Drážďany v 5. a 6. století
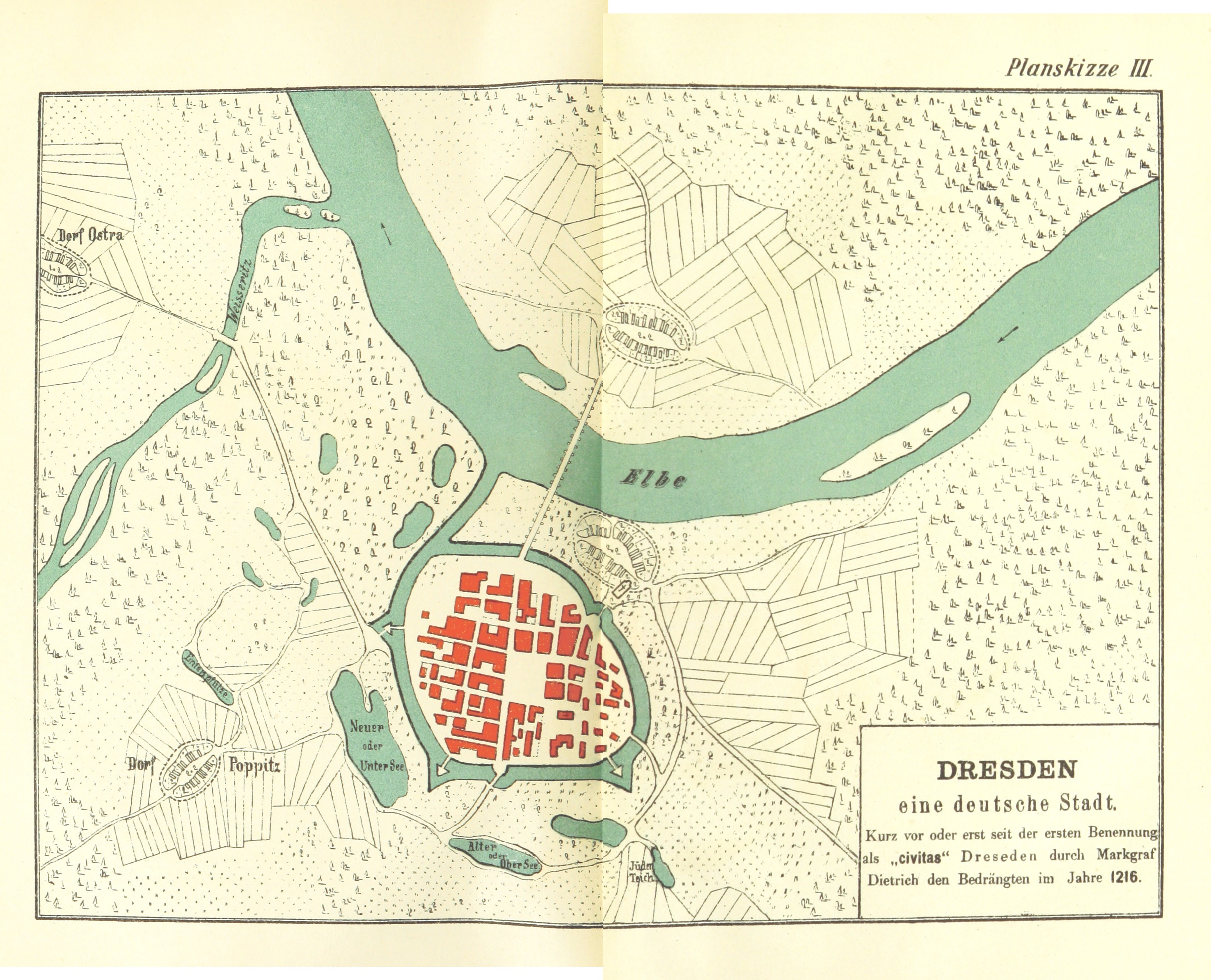
Drážďany kolem roku 1216
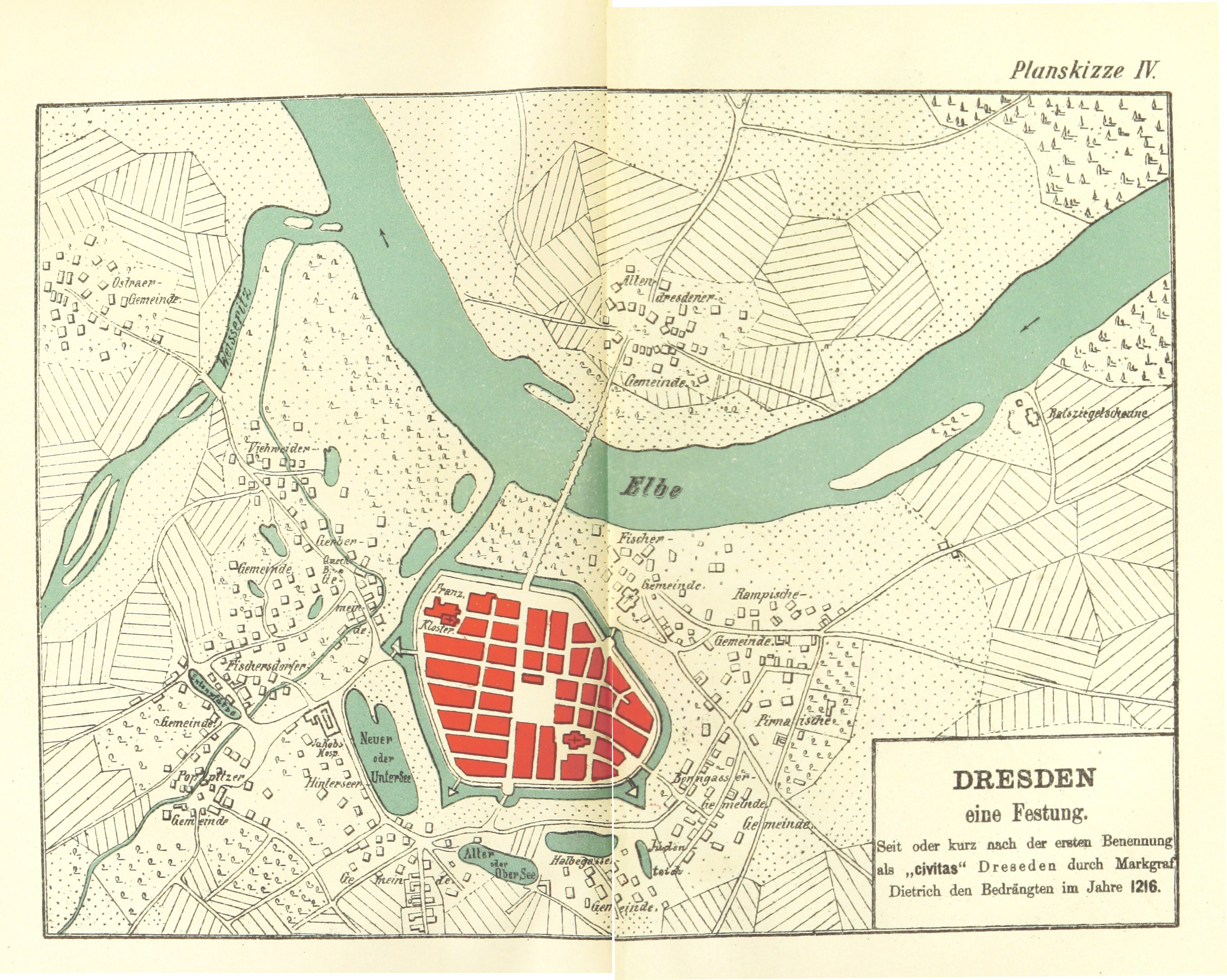
Drážďany kolem roku 1270
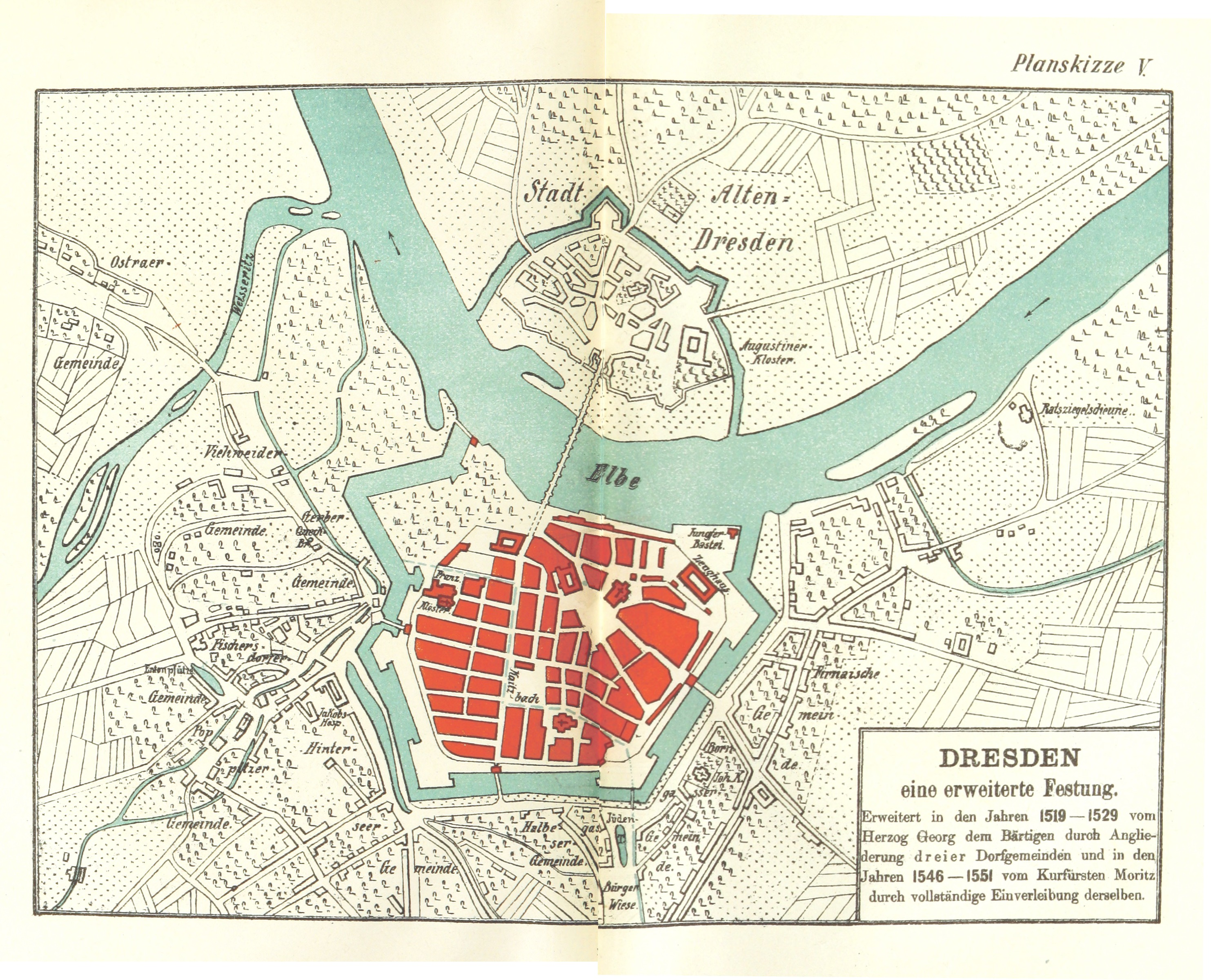
Drážďany 1529

V roce 1206 byly Drážďany poprvé zmíněny v dochované listině nazvané: Acta sunt hec Dresdene. Dokument zhotovený v Drážďanech se zabývá soudním řízením kvůli zboření hradu Thorun na Burgwartsbergu, který leží v oblasti dnešního města Freital jižně od Drážďan mezi obcemi Potschappel a Pesterwitz. V listině z 21. ledna 1216 jsou již Drážďany zmiňovány jako město: „Acta sunt hec ... in civitate nostra Dresden.“ Listina k udělení městských práv dosud nebyla nalezena, avšak z roku 1350 pochází první zmínka o městu Drážďany na pravém břehu Labe (Staré Drážďany) v místě, kde dnes leží centrum Neustadtu, jako o samostatném sídlišti „Antiqua Dressdin“. K propůjčení městských práv těmto Starým Drážďanům mělo dojít 21. prosince 1403 z moci Viléma I. Míšeňského. Na konci 20. let 15. století zasáhly na celém území Míšeňska husitské války, přičemž byly Drážďany vypáleny.
Po smrti Fridricha II. z panovnického rodu Wettinů převzali v roce 1464 vládu společně jeho synové Arnošt a Albrecht. Jejich společné sídlo bylo přemístěno z Míšně do Drážďan, což byl počátek Drážďan jakožto rezidenčního města. Po rozdělení wettinských držav (Lipské dělení) mezi Arnoštem a Albrechtem se město v roce 1485 stalo trvalým sídlem Albertinské linie Wettinů.
Teprve 29. března 1549 umožnil kurfiřt Mořic Saský spojení obou osídlení na pravém a levém břehu Labe do jednoho města. Mořic vtiskl Starému město nový ráz, vystavěl ulici Moritzstraße a zajistil řádnou městskou správu. Jeho bratr a následovník August nechal vydláždit ulice, vystavěl školu sv. Kříže, kostel sv. Anny, Zeughaus, Jägerhof a mnoho dalších veřejných budov a stal se zakladatelem knihovny a většiny vědeckých a uměleckých sbírek. Mincovna, která se nacházela v blízkosti Rezidenčního zámku, se po uzavření všech provinčních mincoven stala jedinou mincovnou v Saském kurfiřtství.

### Raný novověk

#### Třicetiletá válka
Od roku 1620 se Sasové účastnili bojů v rámci třicetileté války střídavě na císařské a švédské straně. Město samotné nebylo dobyto, hlad, mor a ekonomický úpadek však vedly k vážné krizi v jeho rozvoji. V následujících desetiletích se ovšem městu podařilo rychle obnovit starou krásu, zejména prostřednictvím podpory kulturního a ekonomického rozvoje ze strany dvora. Ve Friedrichstadtu byly postaveny první manufaktury, založené v roce 1670. Pro dvorské slavnosti byl vytvořen park Großer Garten, byly postaveny první výstavné barokní budovy a díky dílu skladatele Heinricha Schütze, který přišel do Drážďan v roce 1614 a zemřel tam v roce 1672, dosáhl hudební život města vynikající úrovně. 

#### Augustovské období

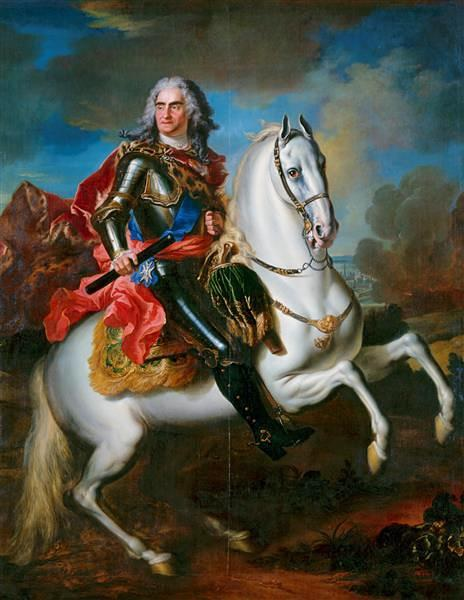
Král August II. na koni s maršálskou holí (malba od de Silvestre ca 1718, olej na plátně (55 × 70 cm), Jagdschloss Moritzburg)

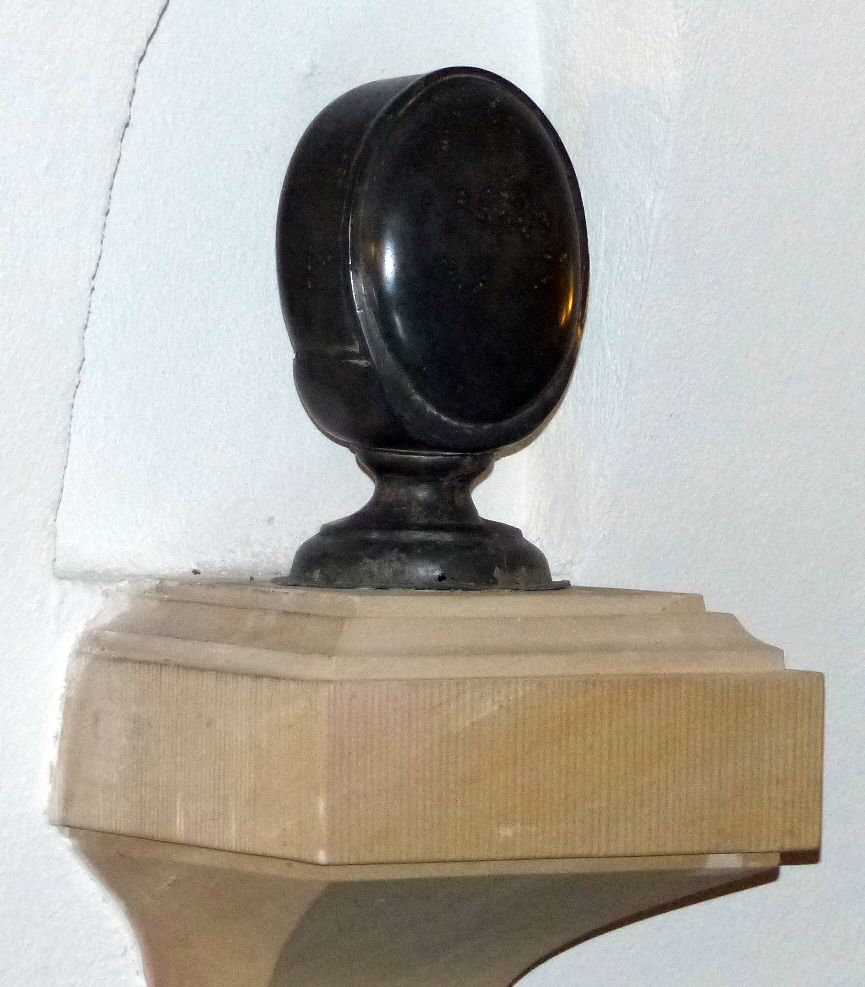
Kapsle se srdcem Augusta Silného v kryptě Hofkirche

Nejvěhlasnější období v dějinách města začalo s vládou kurfiřta Fridricha Augusta I. (známého spíše pod jménem August II. Silný), jenž se po volbě v roce 1697 stal jakožto August II. králem Polska, čímž byla založena sasko-polská personální unie. Staré Drážďany, které vyhořely roku 1685, byly znovu vystavěny podle velkorysého plánu a nadále nazývány jako Nové město (Dresden-Neustadt). V této době vznikly také četné stavby ve stylu drážďanského baroka, např. Blockhaus, Rytířská akademie, Japonský palác, Zwinger (zamýšlený jako nádvoří k nikdy nepostavenému novému zámku), kostel Tří králů, nynější kostel Panny Marie a další stavby. Také umělecké sbírky stejně jako knihovna byly podstatně obohaceny a rozšířeny.
Fridrich August II. (jako August III., polský král v letech 1733–1763) dokončil vícero staveb, jež započal jeho otec, a v letech 1739–1754 nechal vystavět Katedrálu Nejsvětější Trojice (Hofkirche). Velký rozmach saského dvorského života s sebou přinesl ztrojnásobení počtu obyvatel města, jenž v letech 1700–1755 dosáhl 63 000 osob. V této době rovněž poprvé od vyhnání roku 1430 opět vznikla větší židovská obec. Konverze Augusta Silného ke katolicismu v rámci jeho snah o získání polské koruny vedla v luteránských Drážďanech ke konfesionálnímu napětí, což se v roce 1726 odrazilo v zavraždění kazatele kostela sv. Kříže Hermanna Joachima Hahna katolíkem Franzem Laublerem.
Když Drážďany po bitvě u Kesselsdorfu (15. prosince 1745) dobyli Prusové došlo dne 25. prosince 1745 k smíru mezi Rakouskem, Pruskem a Saskem.

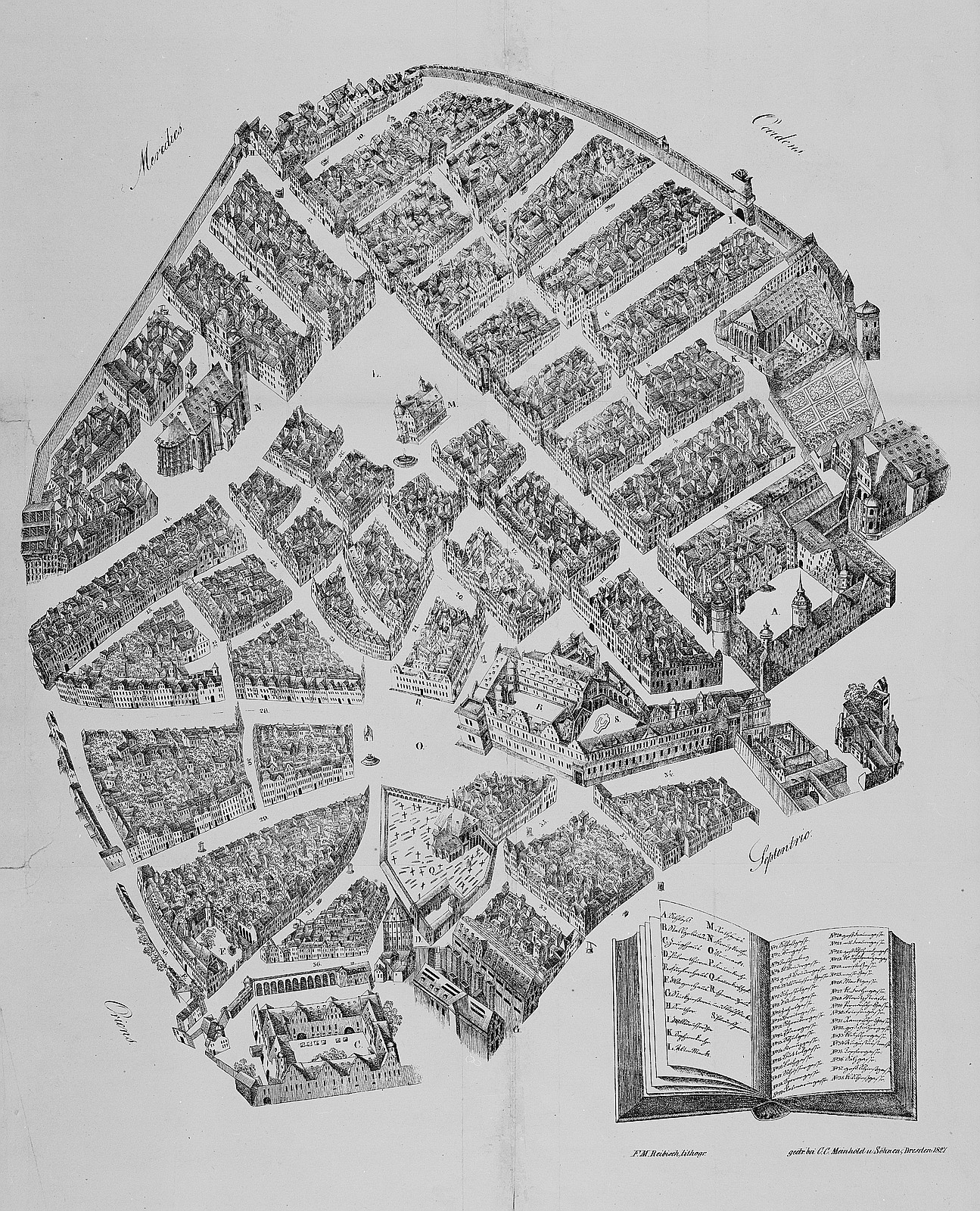
Isometrický pohled na město;1634
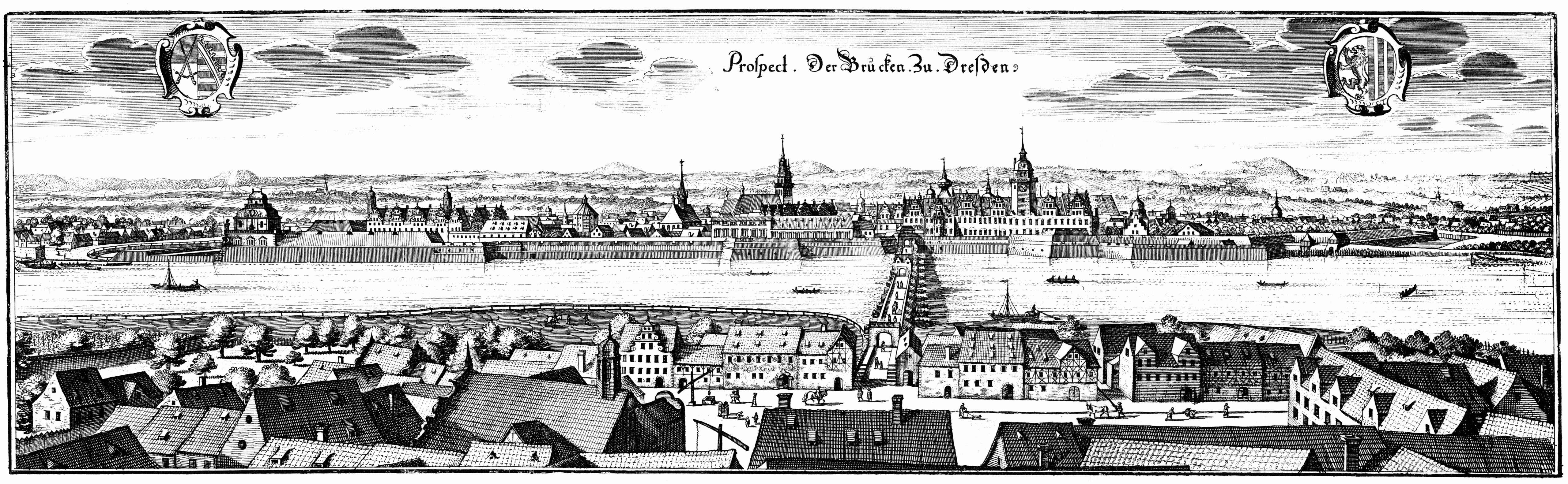
Pohled na Drážďany, kolem roku 1650
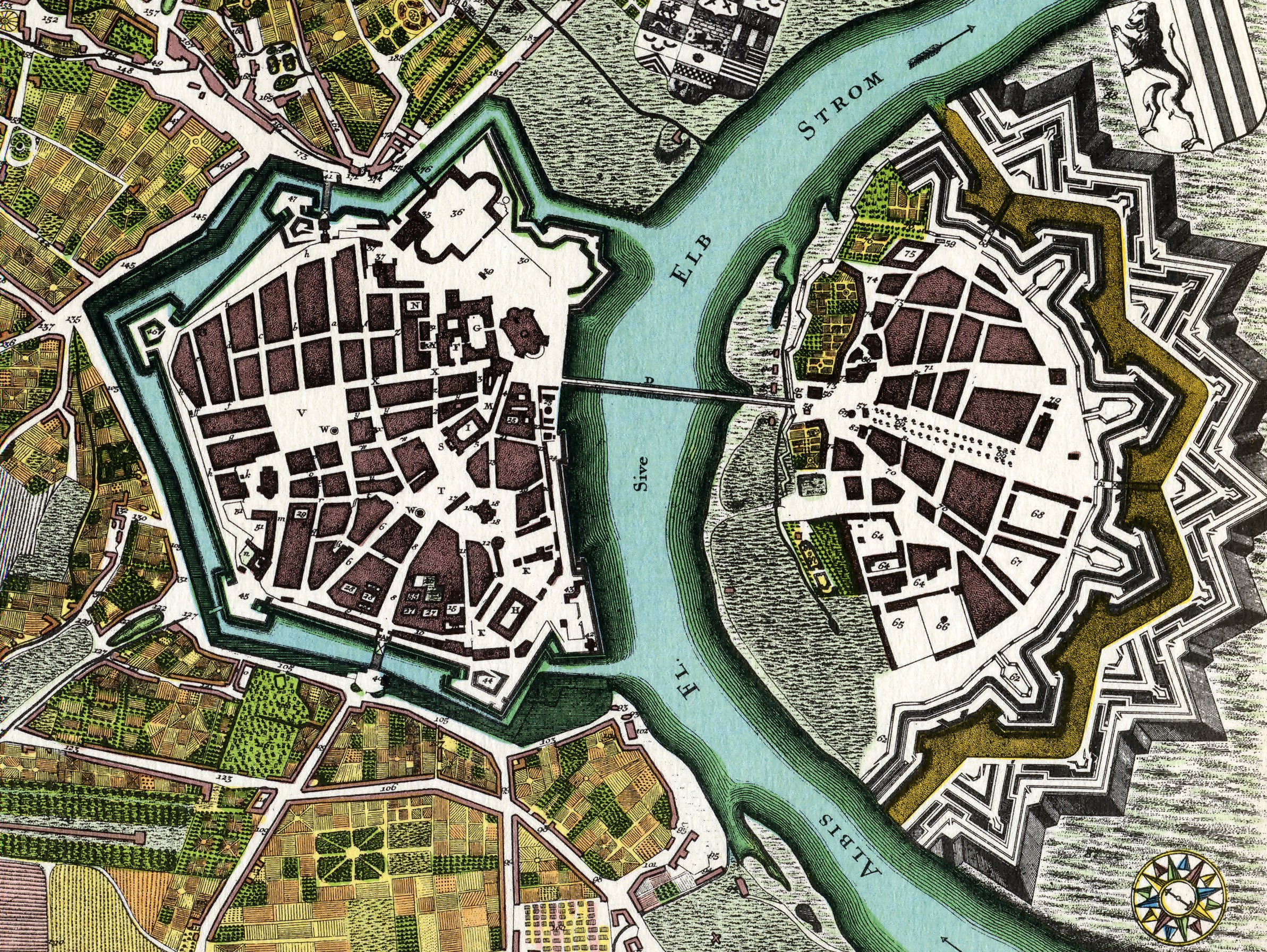
Městské opevnění Drážďan, kolem roku 1750
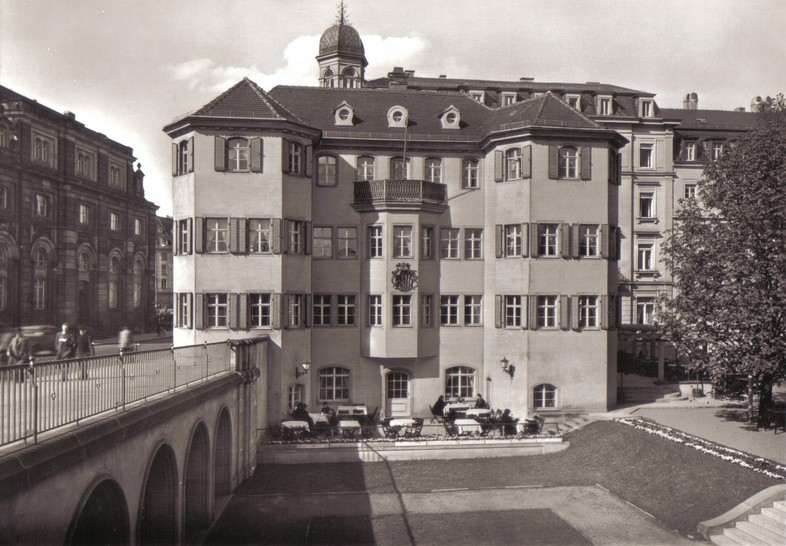
Pohled na Narrenhäusel, který se nacházel od roku 1755 (do roku 1945) na Augustově mostu

#### Sedmiletá válka

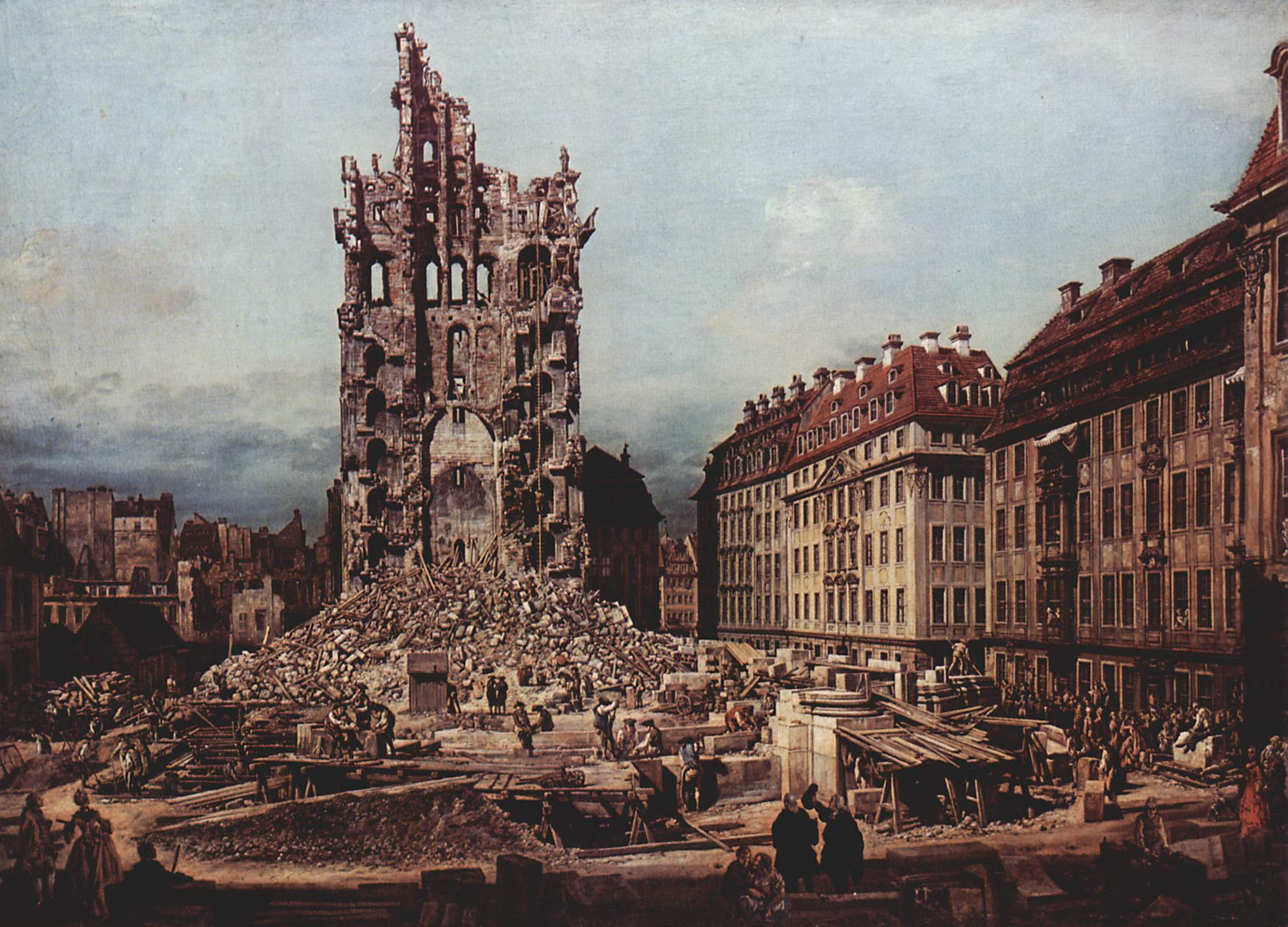
Zřícenina Kreuzkirche (1765)

Sedmiletá válka na dlouhou dobu přerušila rozkvět Drážďan. Fridrich II. Veliký vtáhl 9. září 1756 do města a „zajal“ saskou armádu obklíčenou u Pirny. Když se na začátku listopadu 1758 říšská armáda a hlavní rakouská armáda přiblížily k městu, nechal pruský guvernér, generálporučík Karl Christoph hrabě von Schmettau podpálit Pirnské a později Wilsdrufferské předměstí. Jakmile se po bitvě u Kunersdorfu 26. srpna 1759 před Drážďanami objevily nepřátelské jednotky, vytlačily Prusy nejprve z Neustadtu, načež došlo 4. září ke kapitulaci celého města. Nejtěžšímu utrpení bylo město vystaveno při neúspěšném obléhání a bombardování Prusů v červenci 1760 pod velením samotného Fridricha II. Velikého.

#### Po Sedmileté válce
Kurfiřt Fridrich August III. (1763–1827), který coby třetí syn Fridricha Augusta II. vystřídal na trůnu kurfiřta Fridricha Christiana, který vládl pouhých 74 dní. Z důvodu jeho nezletilosti vládl až do roku 1768 princ Xaver. V době opatrovnické vlády bylo město obnoveno, rozšířeno a v roce 1764 byla založena akademie umění. Přesto se město ekonomicky zotavovalo jen velmi pomalu, trvalo 60 let, než se počet obyvatel vrátil do stavu před vypuknutím sedmileté války. Po dosažení plnoletosti přivedl Fridrich August k dokonalosti to, co začal již jeho opatrovník. Francouzská revoluce přivedla do Drážďan mnoho emigrantů, ještě více jich ale přibylo po posledním dělení Polska. Po porážce saské armády 14. října 1806 v bitvě u Jeny na straně Pruska obsadil 25. října Drážďany francouzský generál Thiard. Avšak 20. prosince, poté, co se kurfiřt připojil k Rýnskému spolku a přijal královskou hodnost (nyní jako král Fridrich August I.), se staly Drážďany saským královským městem. Během války s Rakouskem v roce 1809 byly Drážďany několikrát na krátkou dobu okupovány Rakušany. V roce 1810 začaly práce na demolici opevnění, ale tato práce byla přerušena při vypuknutí rusko-francouzské války.

#### Napoleonské období

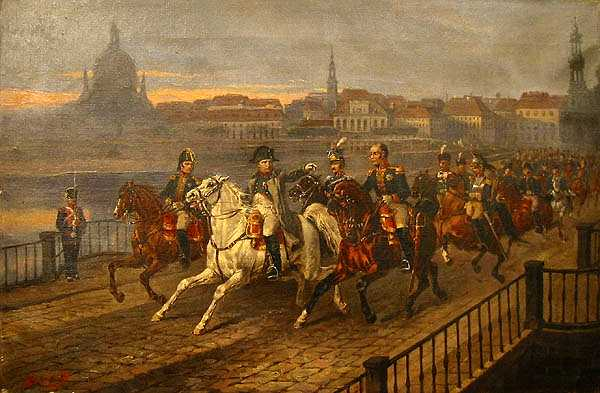
Napoleon překračuje Labe od Józefa Brodowského (1895)

Od 16. do 28. května 1812 se v Drážďanech konalo prominentní setkání Napoleona, rakouského císaře, pruského krále a různých dalších knížat. V roce 1813 bylo město ústředním bodem vojenských operací Napoleona, který zde postavil na obou březích Labe celou svou armádou a do svých taktických úloh zahrnul i Pirnu, Lilienstein, Königstein a Stolpen, takže oblast připomínala obrovský vojenský tábor.
Dne 13. března se maršál Davout vrátil z Míšně do Drážďan s 12 000 muži a převzal nejvyšší velení. Vzhledem k tomu, že před novým městem proběhly potyčky s kozáky, nechal maršál 19. března vyhodit do povětří jeden pilíř a dva oblouky Labského mostu a odtáhl se svými jednotkami, načež Rusové 22. března obsadili Drážďany. Po bitvě u Großgörschenu Rusové město vyklidili a 12. května se do Drážďan vrátil saský král. Francouzi tehdy opevnili Neustadt, a když v srpnu po rakouském vyhlášení války Francii vypukla válka, Drážďany zůstaly středem manévrů francouzské armády. Ve dnech 26. a 27. srpna byly během bitvy u Drážďan napadeny českou armádou. Zde Napoleon uspěl ve svém posledním vojenském vítězství na německé půdě.
Na základě zprávy, že francouzský generál Vandamme, jenž 25. překročil Labe u Königsteinu, postupoval proti Pirně a ohrožoval spojení s Čechami, se spojenci v noci ze 27. na 28. srpna vrátili. Ztratili 15 000 mrtvých a zraněných a přes 20 000 zajatců. Ale i Francouzi napočítali více než 10 000 zraněných mužů. Dne 7. října přiměl přístup spojenců Napoleona a saského krále k opuštění města. V Drážďanech a okolí zůstala armáda asi 30 000 mužů pod francouzským generálem Saint Cyrem a hrabětem Lobauem. Město, poprvé střežené pouze malým vojenským útvarem, bylo po bitvě národů u Lipska zablokováno rakouským generálem Janem z Klenové. Nedostatek jídla a časté horečky donutily Saint Cyra, aby se vzdal, za což mu měl být umožněn volný průchod. Avšak Karel Filip ze Schwarzenbergu nesouhlasil a Saint Cyr musel ustoupit s 35 000 svých mužů do válečného zajetí. Tehdy se do města vrátili Rusové pod velením generála Gouriewa a Drážďany se 17. listopadu 1814 staly sídlem ruské územní správy pod velením prince Repnina-Wolkonského, než byly 8. listopadu 1814 předány pruskému guvernéru von der Reckemu.

### 19. století a počátek 20. století

#### Drážďany vSaském království

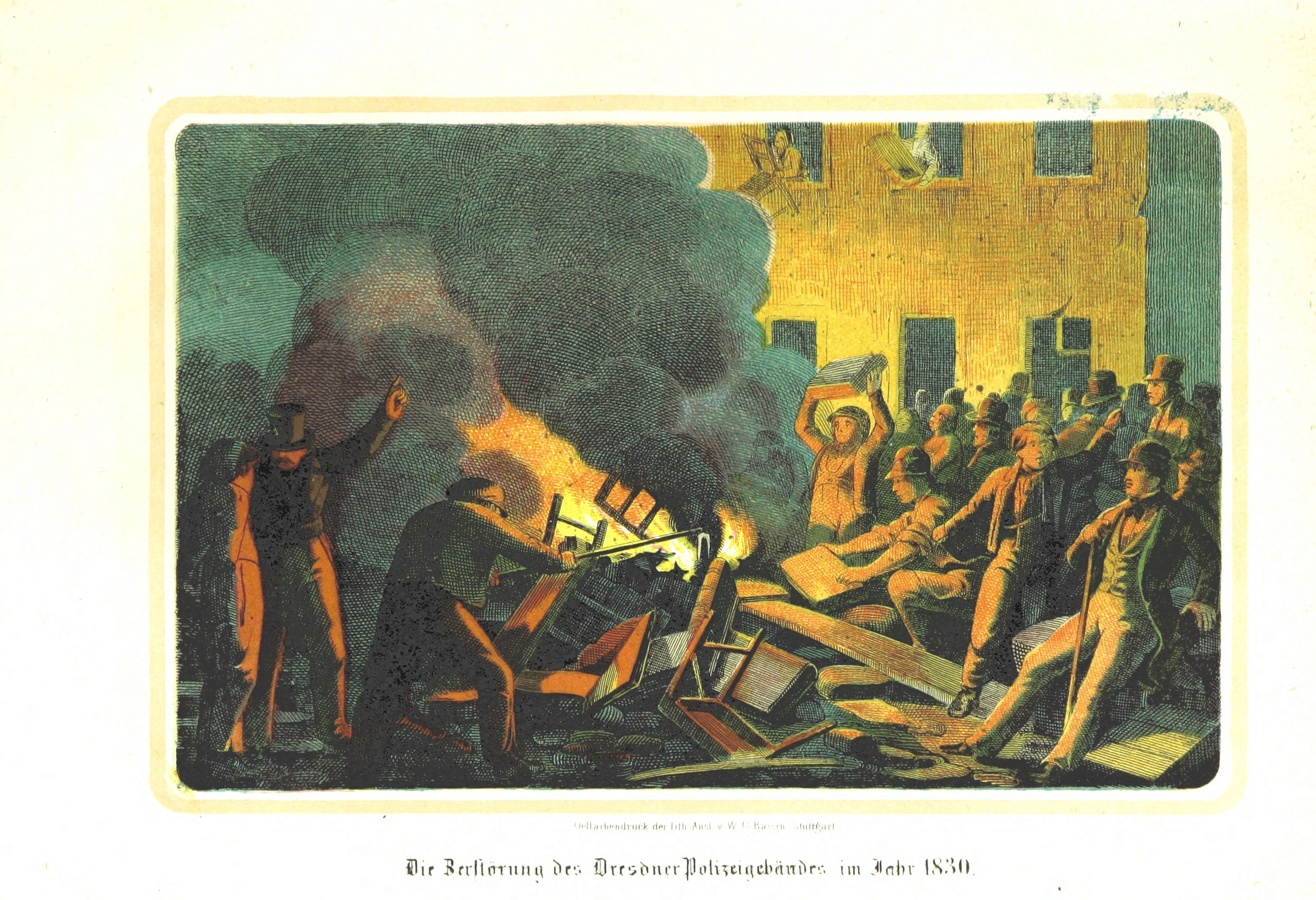
Zničení drážďanské policejní budovy v roce 1830

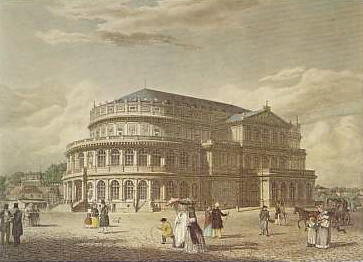
Královské dvorní divadlo (První Semperova opera)

Po nastolení míru a za vlády krále Fridricha Augusta, který se vrátil do své země 7. června 1815, Drážďany postupně získávaly stále přívětivější vzhled, zejména v důsledku odstranění opevnění, na němž se znovu začalo pracovat v roce 1817. Za vlády krále Antona (1827–1836) bylo zavedeno plynové osvětlení, postavena městská pošta, kasárny jezdectva v Neustadtu, hlavní Staroměstská strážnice, nová pošta ve Starém městě a Weißeritzův most ve Friedrichstadtu. V roce 1828, za vlády krále Antonína Saského, bylo vytvořeno nové technické vzdělávací zařízení, tzv. Polytechnikum. Rozšířená část města na straně Neustadtu byla v roce 1835 integrována do čtvrtého městského okrsku pod názvem Antonstadt, načež obdržela městská práva.
Povstání, které vypuklo 9. září 1830 v důsledku červencové revoluce ve Francii, mělo za následek zejména transformaci policejního systému ve městě a zavedení územního plánování. O dalším rozvoji města rozhodoval již ne jen královský soud, ale stále více se zapojovaly hospodářské subjekty a měšťanstvo. Vznikaly průmyslové podniky (1836 strojírenská společnost Übigau), v roce 1825 byl založen Technický vzdělávací institut v roce 1839 a do provozu byla uvedena první německá dálková železnice na trase Lipsko–Drážďany.
Také za vlády krále Fridricha Augusta II. (1836–1854) byly Drážďany rozšířeny a zkrášleny, zejména novým Královským dvorním divadlem, které 21. září 1869 lehlo popelem, budovou Královské oranžérie a Belvederem na Brühlské terase. V důsledku odmítnutí německé říšské ústavy, vypracované po březnové revoluci v roce 1848, ze strany saského krále, došlo 3. května 1849 k drážďanskému květnovému povstání a boji na barikádách. Od 23. prosince 1850 do 15. května 1851 se zde konaly ministerské konference německých států.

#### Industrializace

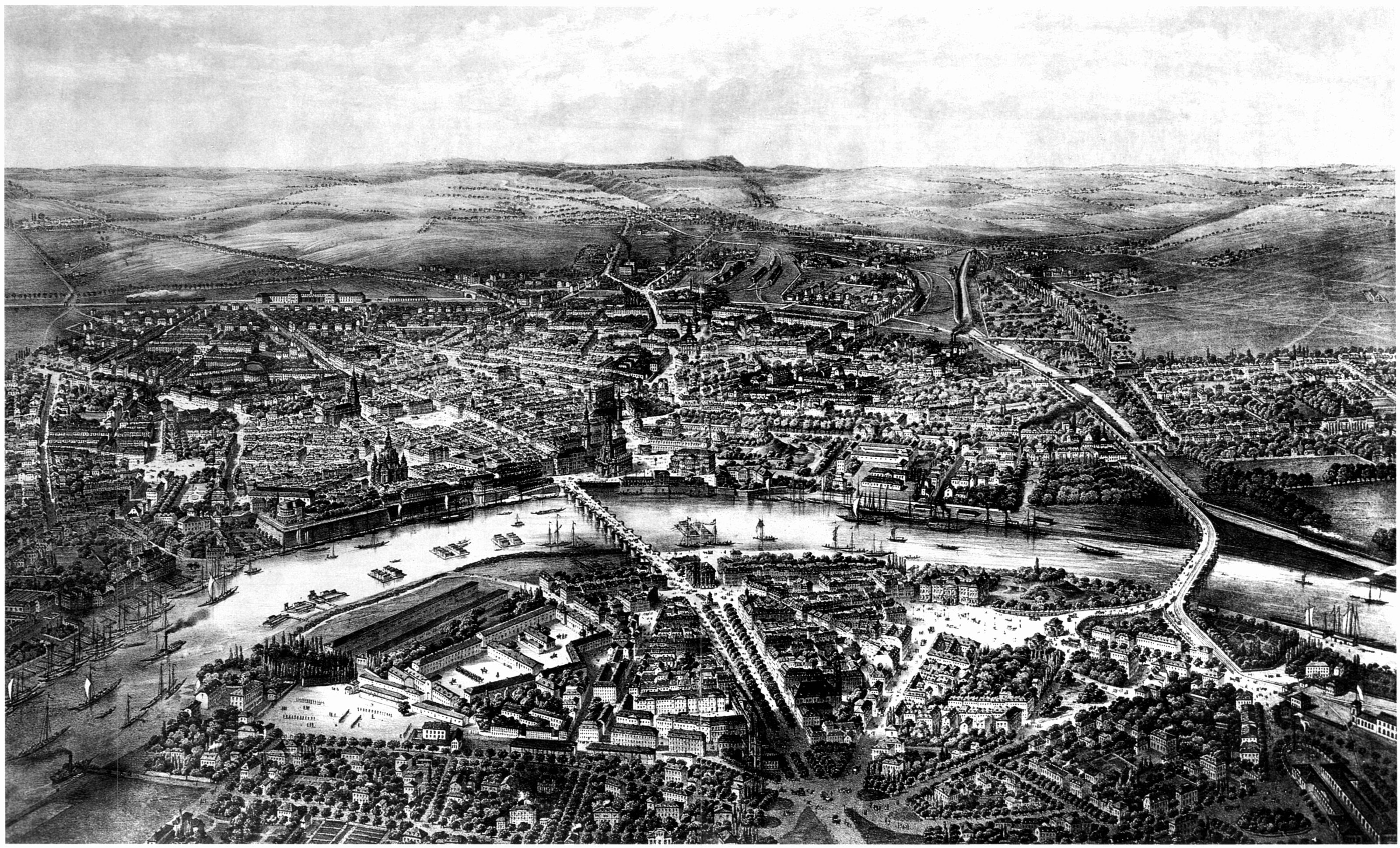
Pohled na Drážďany z balónu ca 1865

S nástupem industrializace se růst populace zvýšil. Ve městě v roce 1800 žilo ve městě asi 62 000 lidí, v době německého spolku (1815–1866) počet obyvatel překročil hranici 100 000, čímž se v roce 1852 stala metropole Saského království velkoměstem. Drážďany jsou tak jedním z nejstarších německých velkoměst po Berlíně (od roku 1747), Hamburku (1787) a Vratislavi (1840) spolu s Mnichovem a Kolínem (od roku 1852 rovněž hlavní města). Do roku 1880 počet obyvatel vzrostl na více než 220 000 a do konce roku 1905 se počet za 25 let více než zdvojnásobil na téměř 517 000. Nejvyšší hodnoty v historii Drážďan bylo dosaženo v roce 1933 s 649 252 obyvateli.
Za vlády krále Jana I. Saského (1854–1873) se Drážďany těšily výraznému rozmachu, pokud jde o vnitřní a vnější rozvoj a zkrášlování.
Centrum města bylo obohaceno mnoha novými budovami a díky rychlému nárůstu počtu obyvatel se předměstí snažila se svými vilami stále více propojovat s nejbližšími příměstskými oblastmi. Události roku 1866, kdy byly Drážďany obklopeny pruskou stranou jako strategický bod, které v novější době ztratily svůj varovný charakter, dokázaly tomuto rozkvětu bránit jen na krátkou dobu. Také ekonomika velmi rychle rostla: V desetiletích po roce 1850 byla pro Drážďany typická precizní mechanika (Universelle, Seidel & Naumann), optika (Ihagee, Ernemann, ICA – od roku 1926 Zeiss Ikon), výroba pochoutkové čokolády (Hartwig & Vogel, Jordan & Timaeus) a cigaret (Jasmatzi & Sons). Na východním okraji Friedrichstadtu byla roku 1909 dokončena továrna na cigarety Yenidze (značka Salem). Její dodnes z daleka viditelná budova na způsob mešity je vysoká 62 metrů.
Po založení Německého císařství v roce 1871 byla ve městě umístěna jedna z největších císařských posádek. Pro tento saský XII. Armádní sbor bylo postaveno několik kasáren (zejména rozsáhlý komplex Albertstadt na severu města). Drážďanská koněspřežná tramvaj otevřela svou první linku v roce 1872. „Druhá“ Semperova opera byla slavnostně otevřena v roce 1878. Zejména v době Belle Époque na přelomu století (fin de siècle) následovaly různé budovy veřejné správy, jako například budova ministerstva z roku 1904 (dnes Saská státní kancelář) nebo Nová radnice (1910). Tvář města změnily rozsáhlé dopravní stavby: železniční tratě a stanice, další mosty přes Labe, např. Loschwitzský silniční most (Modrý zázrak) v 1893 a roku 1901 dokončený most Marienbrücke pro železniční dopravu, který byl vystavěn pro Albertův přístav (Alberthafen) v Drážďanech-Friedrichstadtu. Na přelomu století byly Drážďany pátým největším městem Německého císařství díky řadě připojených území s 400 000 obyvateli, a navzdory bouřlivému vývoji si městská krajina dokázala udržet své kouzlo díky pečlivým stavebním předpisům.

### Výmarská republika

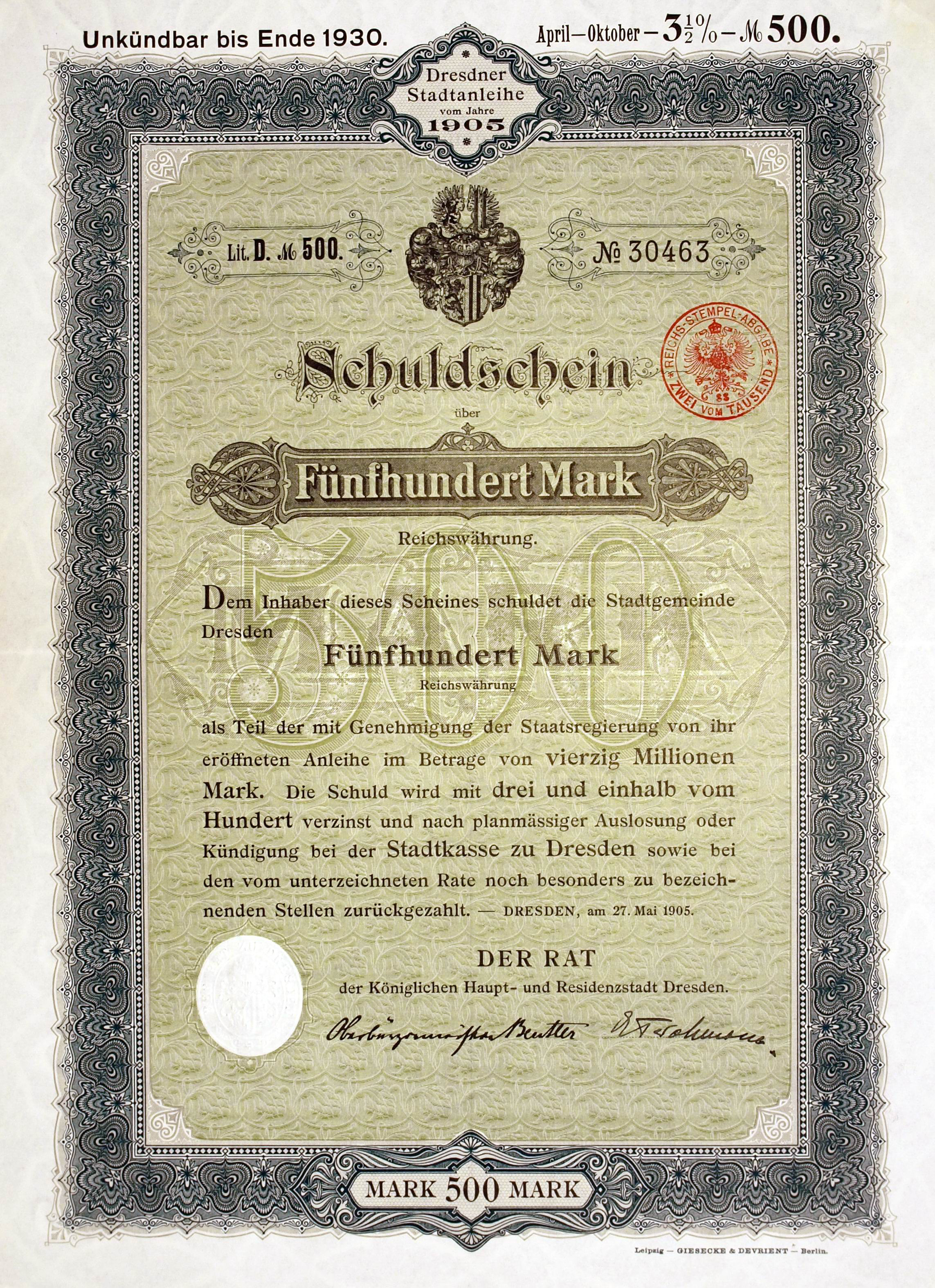
Dluhopis na 500 marek (Drážďany 27. května 1905)

Po listopadové revoluci v roce 1918 se Drážďany staly hlavním městem (prvního) Svobodného státu Sasko. Byly jedním z deseti největších měst v Německu a zároveň kulturním a hospodářským centrem Výmarské republiky. V roce 1919 započalo svou činnost hnutí drážďanské secese, jehož nejznámějším členem byl Otto Dix. Této epoše předcházela ještě před první světovou válkou umělecká skupina Die Brücke (Most). V roce 1925 byla založena další tentokrát taneční umělecká škola Palucca-Schule Dresden vedle stávající Vysoké školy výtvarných umění. Saská státní opera uvedla řadu důležitých světových premiér. Teprve v roce 1913 byla otevřena divadelní budova Schauspielhausu.
Přestože Dresdner Bank, založená v roce 1872, přestěhovala své hlavní sídlo ještě v 19. století do Berlína, zůstaly Drážďany důležitým bankovním centrem, zejména pro menší rodinné rodinné banky až do 20. let 20. století. Přední společnosti zde existovaly v letech 1918–1933 v (elektrickém) strojírenství, farmacii a kosmetice, jakož i v odvětví zpracování tabáku a potravin či nápojů. Některé z těchto společností přežily (často v nově založené podobě) až do současnosti. Provoz městské tramvaje převzatý městem roku 1909 byl v roce 1930 znovu privatizován jako Dresdner Straßenbahn AG.

### Období nacionálního socialismu
Za nacionálně socialistické diktatury bylo vyhnáno a později deportováno do koncentračních táborů 5000 židovských obyvatel Drážďan, kteří byli ještě v roce 1933 členy židovské obce. Antisemitismus v Drážďanech je zdokumentován hlavně deníky Viktora Klemperera (Chci vydat svědectví). Po druhé světové válce žilo ve městě jen 41 Židů.
Při pálení knih 10. května 1933 mělo být mezi jinými „symbolicky navždy vyhlazeno“ také dílo drážďanského spisovatele Ericha Kästnera. V roce 1933 byl zadušen primárně expresionistický kulturní život Drážďan z první čtvrtiny 20. století. Díla Ernsta Ludwiga Kirchnera, Maxe Pechsteina, Karla Schmidta-Rottluffa nebo Otto Dixe byla součástí výstavy „zvrhlého umění“. Zabaveno bylo 56 děl Galerie nových mistrů. Režim rovněž ovlivňoval dění kolem Státní opery, která tehdy žila díly Richarda Strausse. Již v březnu 1933 byl skrze divadelní skandál inscenovaný SA při uvedení „Rigoletta“ z Drážďan vypuzen její slavný dlouholetý hudební režisér Fritz Busch; Erna Bergerová, kdysi objevená Buschem, která tehdy byla v angažmá ve Státní opeře v Berlíně a jež zde hostovala ten večer jako Gilda, byla svědkem tohoto barbarství. Straussova opera Die schweigsame Frau měla kvůli svému židovskému libretistovi Stefanovi Zweigovi premiéru až v roce 1935, a to pouze díky prominenci jejího skladatele. Nakonec musela být z repertoáru odstraněna po pouhých třech opakováních a v Německu zmizela ze scény.

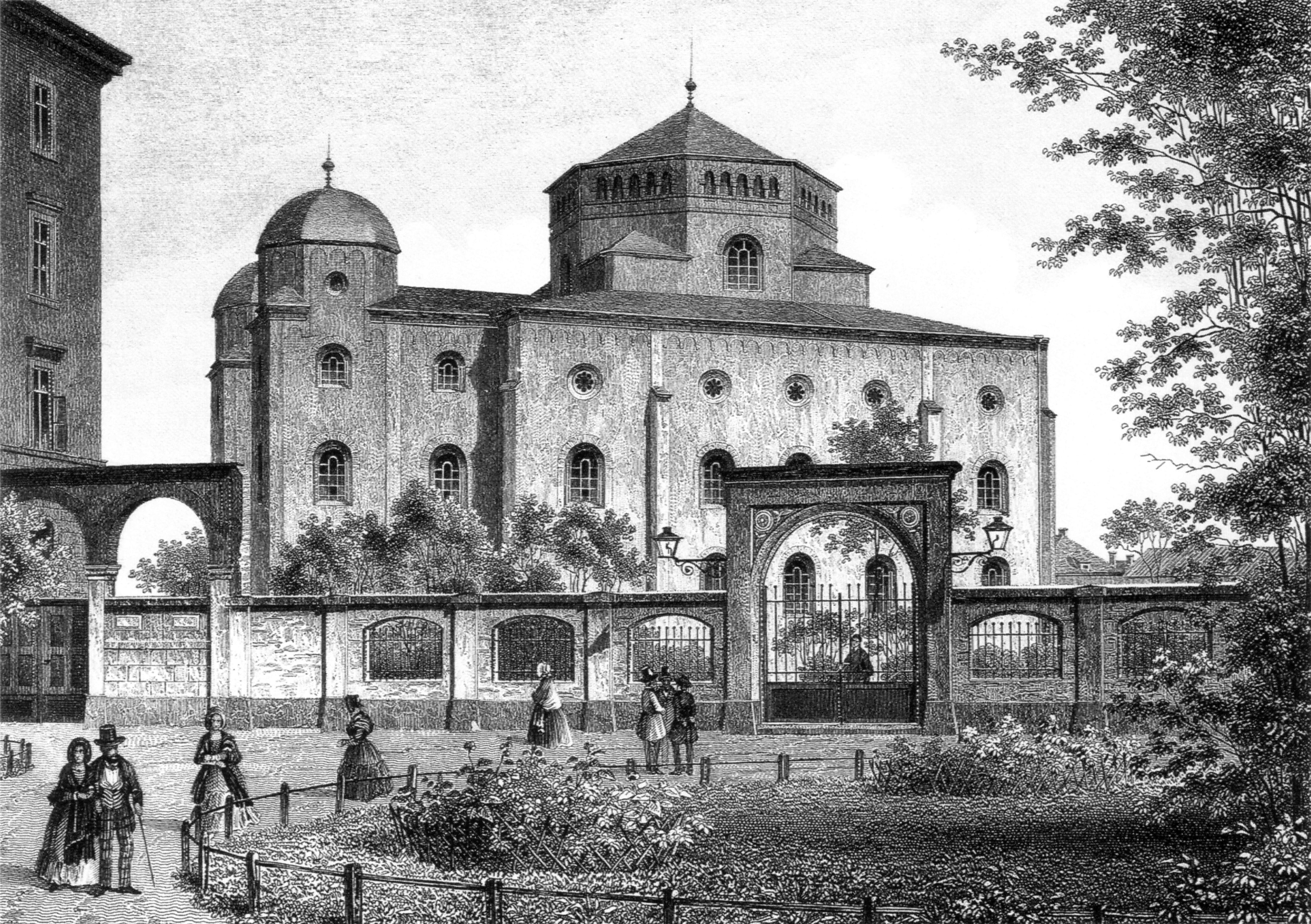
Semperova synagoga zničená v roce 1938, litographie od Ludwiga Thümlinga,kolem roku 1860

Během listopadových pogromů v roce 1938 byla vypálena stará Semperova synagoga. Četné obchody a byty byly před zraky policie zničeny a vypleněny, židovští občané týráni. Bohatí Židé byli poté deportováni do koncentračních táborů, aby tak byli donuceni k emigraci a k následné arizaci svého majetku.
Mezi lety 1939 a 1945 byli tito občané vězni koncentračních táborů Auschwitz a Flossenbürg. Několik stovek žen muselo vykonávat nucenou práci ve zbrojním průmyslu v podniku Zeiss Ikon (685 žen v továrně Goehle a 400 žen v Drážďanech-Reicku) a v továrně na univerzální stroje (685 žen). V táboře Schandauer Straße 68 v Drážďanech-Striesen byl stejnojmenný koncentrační tábor pro berlínskou zbrojní továrnu Bernsdorf & Co. 500 Židů zde muselo vykonávat nucenou práci v kovárně Striesen a po bombardování Drážďan byli prozatímně do Pirny a později do Zwodau evakuováni vězni z Terezína. V cizineckém středisku péče o děti „Kiesgrube Dresden“ se narodilo 497 dětí a zemřelo zde 225 kojenců a batolat. Přeživší soukromé banky vlastněné židovskými rodinami byly pod nátlakem připojeny k Dresdner Bank. Drážďany byly po staletí vojenským střediskem a sloužily až do roku 1945 k dislokování velkých vojenských svazů. Albertstadt severně od centra města byl navržen jako soběstačné vojenské město a během období nacionálního socialismu byl dále rozšiřován.

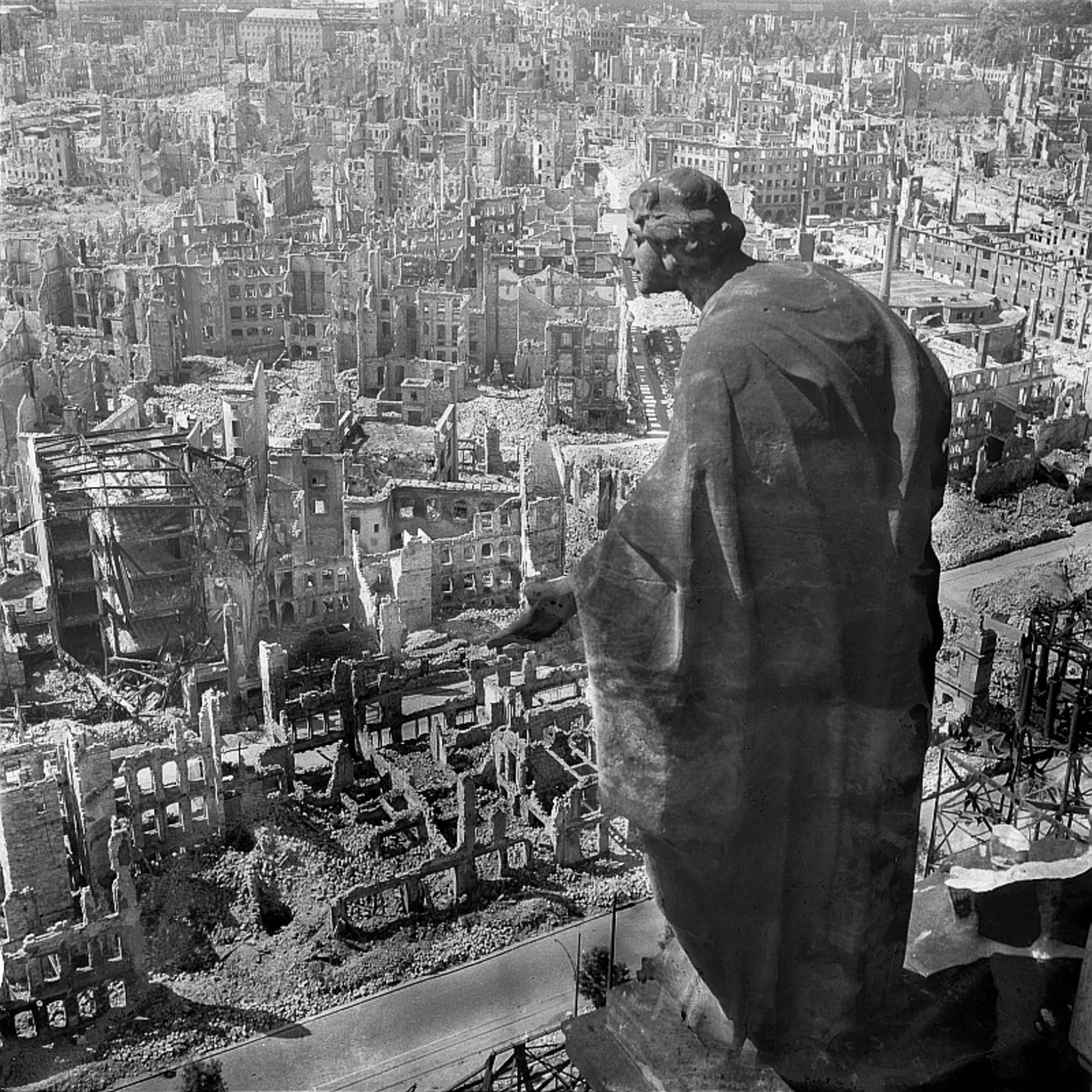
Radniční věž po bombardování, snímek Richarda Petera

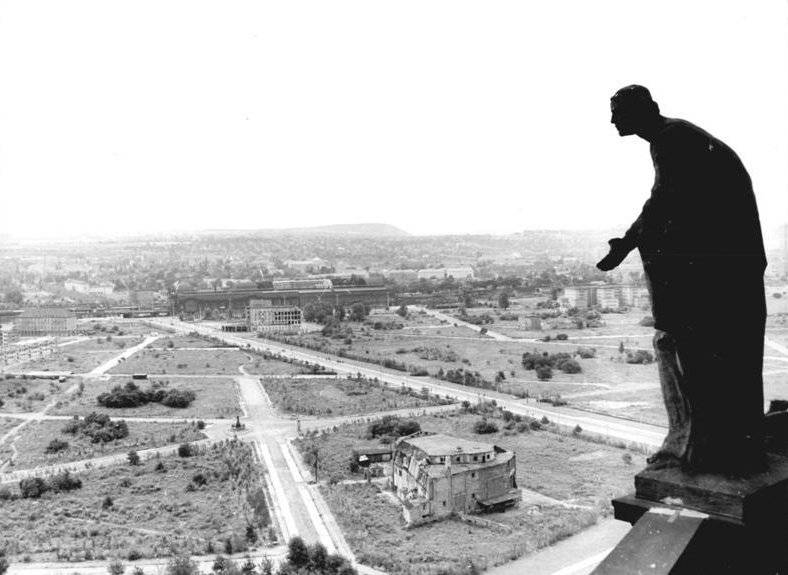
Stejný pohled po odklizení ruin, 1958

Během druhé světové války byly první letecké nálety na metropolitní oblast provedeny již v srpnu 1944 a město bylo na bombardování připraveno. Při náletech na Drážďany byly velké části městské oblasti silně poškozeny britskými a americkými bombardéry, jež zasáhly ve čtyřech po sobě jdoucích nočních vlnách od 13. do 15. února 1945. Přesný počet obětí je nejistý. Dříve se objevoval u jednotlivých revizionistických či extrémně pravicových historiků chybný údaj o asi 350 000 mrtvých. Také text Report of the Joint Relief 1941–1946 od Mezinárodního červeného kříže uvádí nepravdivý počet obětí ve výši 275 000 osob. V poslední době byl počet obětí upraven na 22 700, maximálně na 25 000. Podle historika Fredericka Taylora je nadsazený počet obětí následkem strategie samotných nacistů, kteří k údaji jednoduše přidali nulu, aby poškodili spojence v neutrálních médiích a zemích. Poškození budov je také často nadhodnoceno. Útoky bylo těžce zasaženo 60 procent městské oblasti, celkem 15 km² od středu města bylo zcela zničeno; městské části na severu a severozápadě však byly poničeny jen málo. Oblasti severně od tehdejšího letiště Drážďany-Klotzsche, které se nachází na okraji města a z něhož byla od února 1945 až do 6. května zásobována Vratislav, spíše než Drážďany samotné, byly 8. května, v den bezpodmínečné kapitulace Wehrmachtu, obsazeny Rudou armádou. Předtím v jedné tajné akci skupina pěti osob, mezi nimiž byli z jedné pamětní desky známí Paul Zickler a Erich Stöckel, zhatila odstřelení Modrého zázraku, jež bylo plánováno SS.

### Období NDR
Od roku 1952 do roku 1990 byly Drážďany hlavním městem stejnojmenného okresu. V době socialismu bylo odklizeno mnoho trosek těžce poničeného města. Mnohé ruiny v Drážďanech, včetně zbytků Sophienkirche, ale především historických obytných budov, bylo zbořeno nebo odstřeleno. Historické centrum bylo vyklizeno a průběžně dostavováno. Okolí kdysi přeplněné Prager Straße připomínalo krajinu úhorů, než bylo začátkem šedesátých let přestavěno v socialistickém stylu. Obnoveny nebo zcela zrekonstruovány byly historické monumentální budovy, jako například Stavovský dům (1946), Augustusbrücke (1949), Kreuzkirche (do roku 1955), Zwinger (do roku 1963), katolická katedrála Hofkirche (do roku 1965), Semperova opera (do roku 1985), Japonský palác (do roku 1987) a dvě největší nádraží. Některé z těchto prací, ovlivněné celkovou ekonomickou situací NDR, se táhly po celá desetiletí a někdy byly na dlouhou dobu přerušeny. Zámek byl po mnoho let zabezpečen a části byly rekonstruovány (např. dvůr). Teprve od roku 1986 začala rekonstrukce, která trvá dodnes. Zřícenina Frauenkirche na Neumarktu měla zůstat jako protiválečný památník.
Zatímco Divadelní a Zámecké náměstí bylo v roce 1990 dostavěno podle historického modelu, Neumarkt zůstal nezastavěný. Altmarkt je naproti tomu charakteristický budovami v socialistickém klasicismu a prostorovým designem a orientací podle socialistických ideálů (např. Palác kultury). Od roku 1955 do roku 1958 byla vrácena velká část uměleckých pokladů odvlečených Sovětským svazem, takže od roku 1960 bylo možné ve znovu postavených budovách nebo na dočasných výstavách otevřít mnoho muzeí Státních uměleckých sbírek. Významné orchestry, jako je Staatskapelle Dresden, vystupovaly na alternativních místech (například v Paláci kultury od roku 1969). Část kulturních institucí byla přesunuta z centra města (např. Zemská knihovna do Albertstadtu).

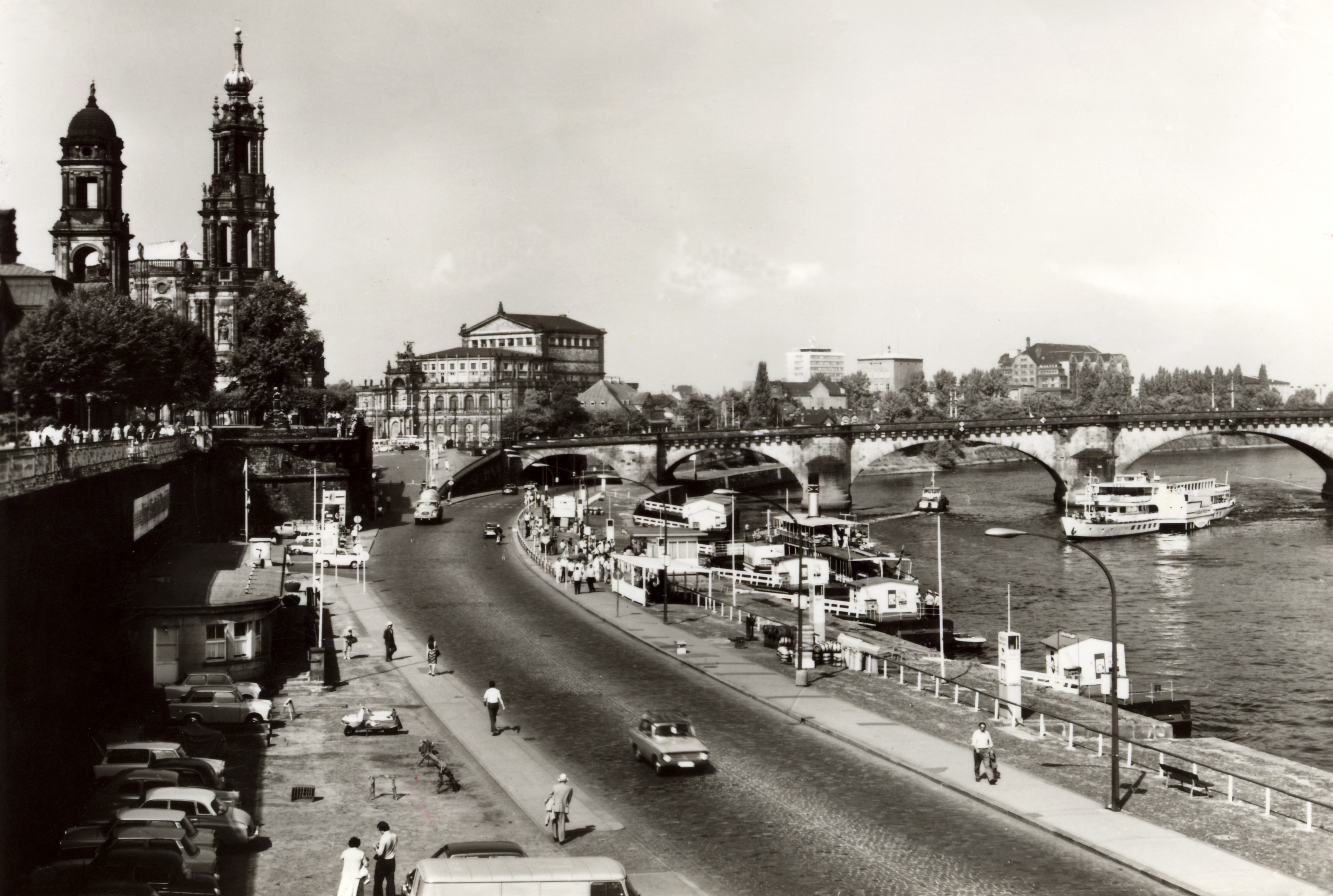
Břeh Labe, vlevo je Brühlská terasa (1980)
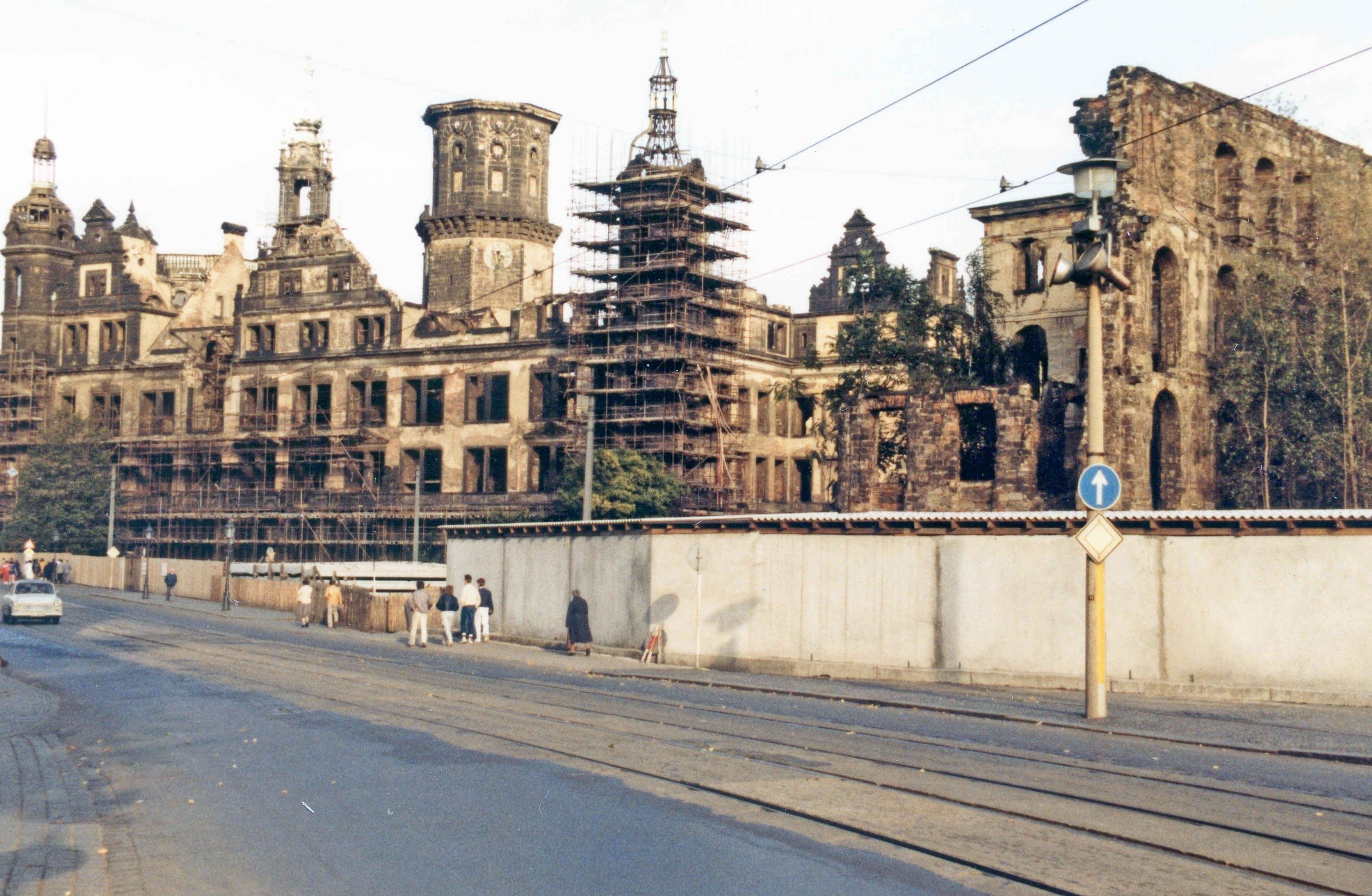
Ruiny Rezidenčního zámku (1985)
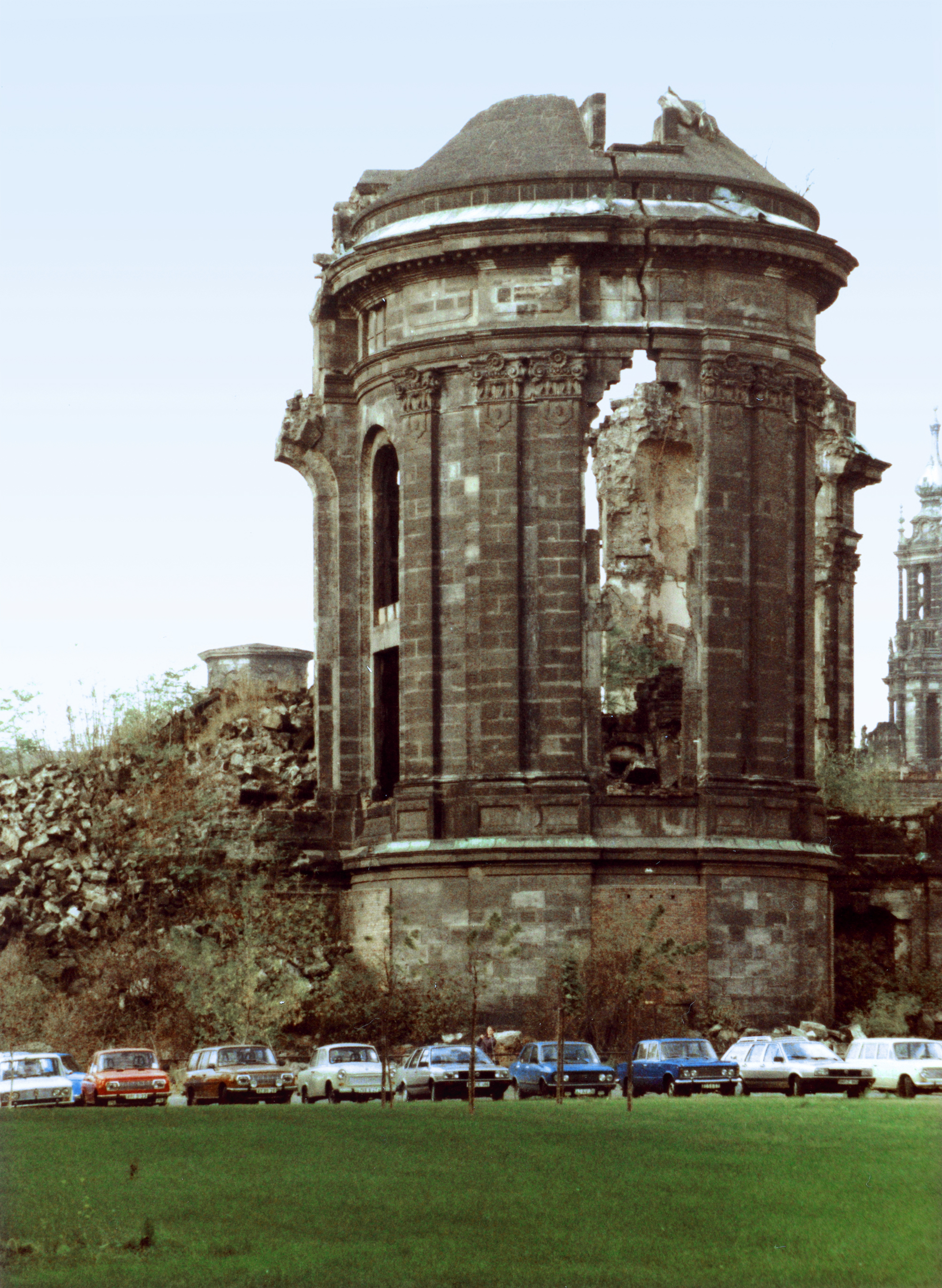
Ruiny Frauenkirche (1985)
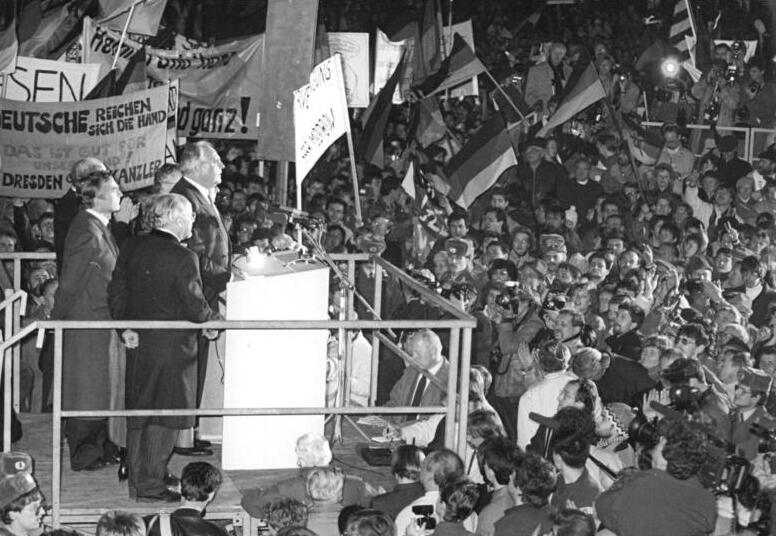
Helmut Kohl mluví 19. prosince 1989 před ruinou Frauenkirche na náměstí Neumarkt|alt=Černobílá fotografie zachycující zábradlím ohrazené pódium s několika řečníky obklopené davem s vlajkami a transparenty

Válkou téměř nepoškozený Vnější Neustadt zůstal na základě občanských protestů zachován v plném rozsahu. V 80. letech zde totiž hrozily demolice, protože čtvrť byla velmi zanedbána. V městských částech Prohlis a Gorbitz vzniklo velké sídliště z prefabrikovaných staveb na dříve nezastavěné půdě. Johannstadt a další oblasti v centru města byly rovněž přebudovány velkými bloky nových budov. Nejlépe se dochovaly vilové čtvrti Blasewitz, Striesen, Kleinzschachwitz, Loschwitz a Weißer Hirsch. Až do konce studené války byla v Drážďanech a kolem nich rozmístěna 1. gardová tanková armáda sovětské armády a 7. obrněná divize Národní lidové armády. Po období převratu v NDR byly od roku 1989 sovětské jednotky z Německa staženy a NVA byla rozpuštěna podle ustanovení Smlouvy dva plus čtyři z roku 1990.
Mezi 30. zářím a 5. říjnem 1989 odcestovaly speciální vlaky s uprchlíky z německého spolkového velvyslanectví v Praze přes Drážďany a Plauen do Spolkové republiky. Zejména v noci ve dnech 4. až 5. října se na hlavní stanici shromáždily tisíce lidí. To vedlo k násilným střetům mezi bezpečnostními silami a občany. Dne 8. října Drážďany prošlo asi 20 000 lidí, kteří demonstrovali za svobodu pohybu a projevu. Velká část z nich byla obklopena policií na Prager Straße. Přitom se spontánně utvořila „Skupina dvaceti“, která další den přednesla primátorovi za SED Wolfgangu Berghoferovi požadavky demonstrantů. Následující den se v Lipsku konala první velká pondělní demonstrace, která pak proběhla také v Drážďanech.

### Po roce 1990
Po politických změnách v roce 1989 a znovusjednocení Německa v roce 1990 se Drážďany staly hlavním městem obnoveného státu Sasko. Ve městě byly opět strženo několik starých budov. Mnoho dalších však bylo pomocí daňových dotací restaurováno. Četné oblasti Drážďan jsou proto považovány za příklady úspěšné obnovy stavebních památek a jsou jako jednotlivé celky pod památkovou ochranou. V srpnu 2002 bylo město zasaženo „stoletou vodou“. Město zaplavily toky Weißeritz a Labe spolu s několika jejich přítoky. Labe dosáhlo takové hladiny vody, která překonala dosud nejtěžší povodeň z roku 1845. Povodňová vlna kulminovala na 8,9 metrech. Z okolí bylo evakuováno na 30 000 lidí a důležité kulturní památky, například byla vyklizena galerie v Zwingeru. Oprava infrastruktury pokračuje po povodni až do současnosti.
Díky výstavbě mostu Waldschlößchenbrücke získaly v roce 2013 Drážďany čtvrtý Labský most určený pro silniční dopravu. Dne 30. října 2005 byla znovu vysvěcena Frauenkirche po desetileté rekonstrukci, která byla z velké části financována z darů. V roce 2006 město oslavilo 800. výročí svého založení. Vrcholem této akce byla rekonstrukce kompletního Knížecího průvodu jezdci v historických kostýmech. Dne 5. června 2009 město poprvé navštívil americký prezident Barack Obama a setkal se zde s německou kancléřkou Angelou Merkelovou v Rezidenčním zámku. Poté navštívil Frauenkirche. V roce 2012 byla Technická univerzita v Drážďanech přijata do kruhu „elitních univerzit“ v Německu. V říjnu 2014 začalo protiislámské a xenofobní hnutí Pegida pořádat demonstrace v Drážďanech a následně v dalších městech. Dne 21. dubna 2015 město získalo společně se švédským městem Vara Cenu Evropy, kterou každoročně uděluje Rada Evropy obcím, které se mimořádně zasloužily o evropskou myšlenku.

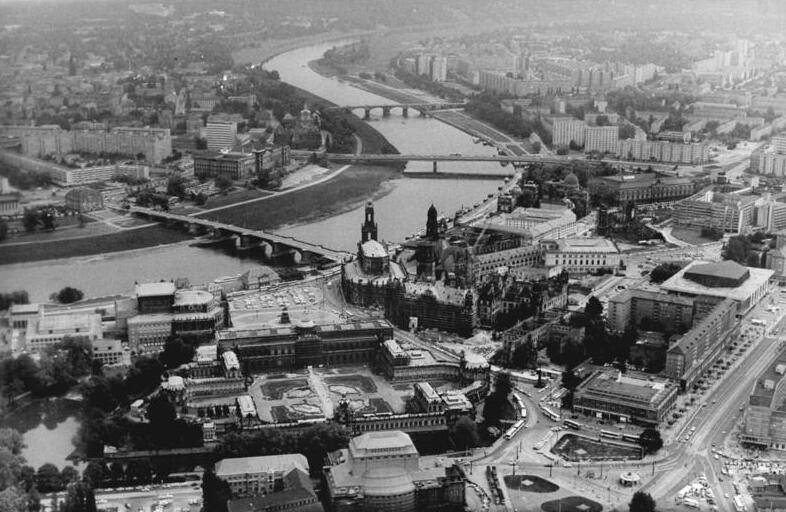
Pohled na centrum města (1990)
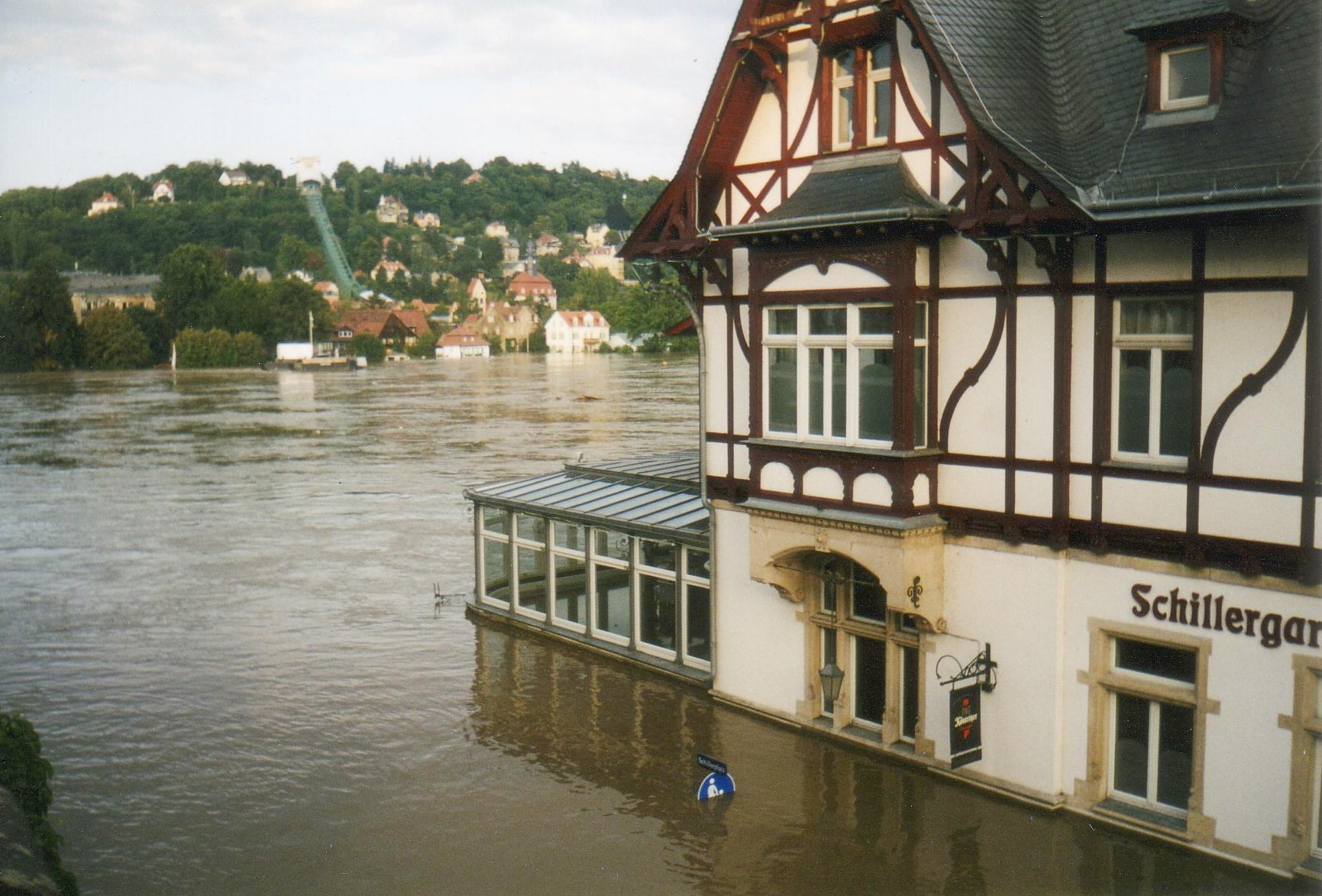
Schillerova zahrada s pohledem na Loschwitz, povodeň v roce 2002|alt=Barevná fotografie zobrazující hrázděný dům obklopený vodní hladinou
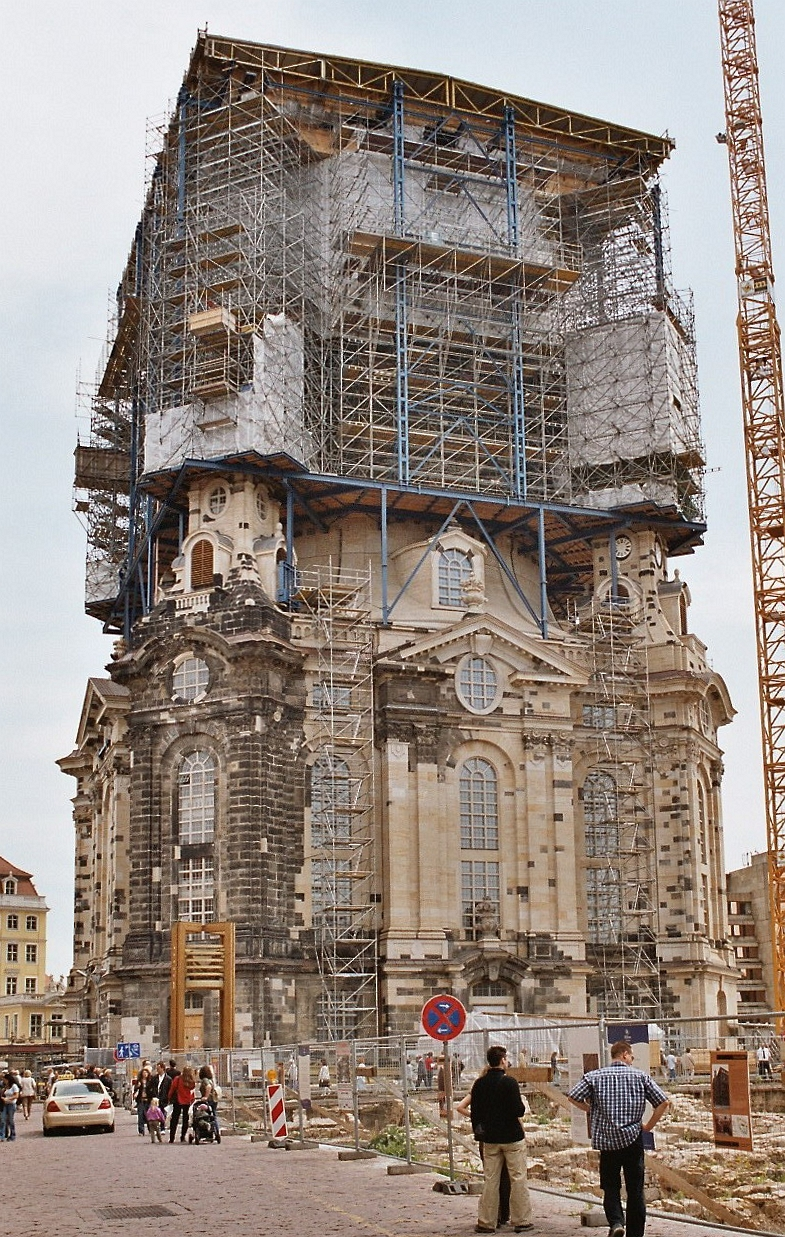
Výstavba Frauenkirche
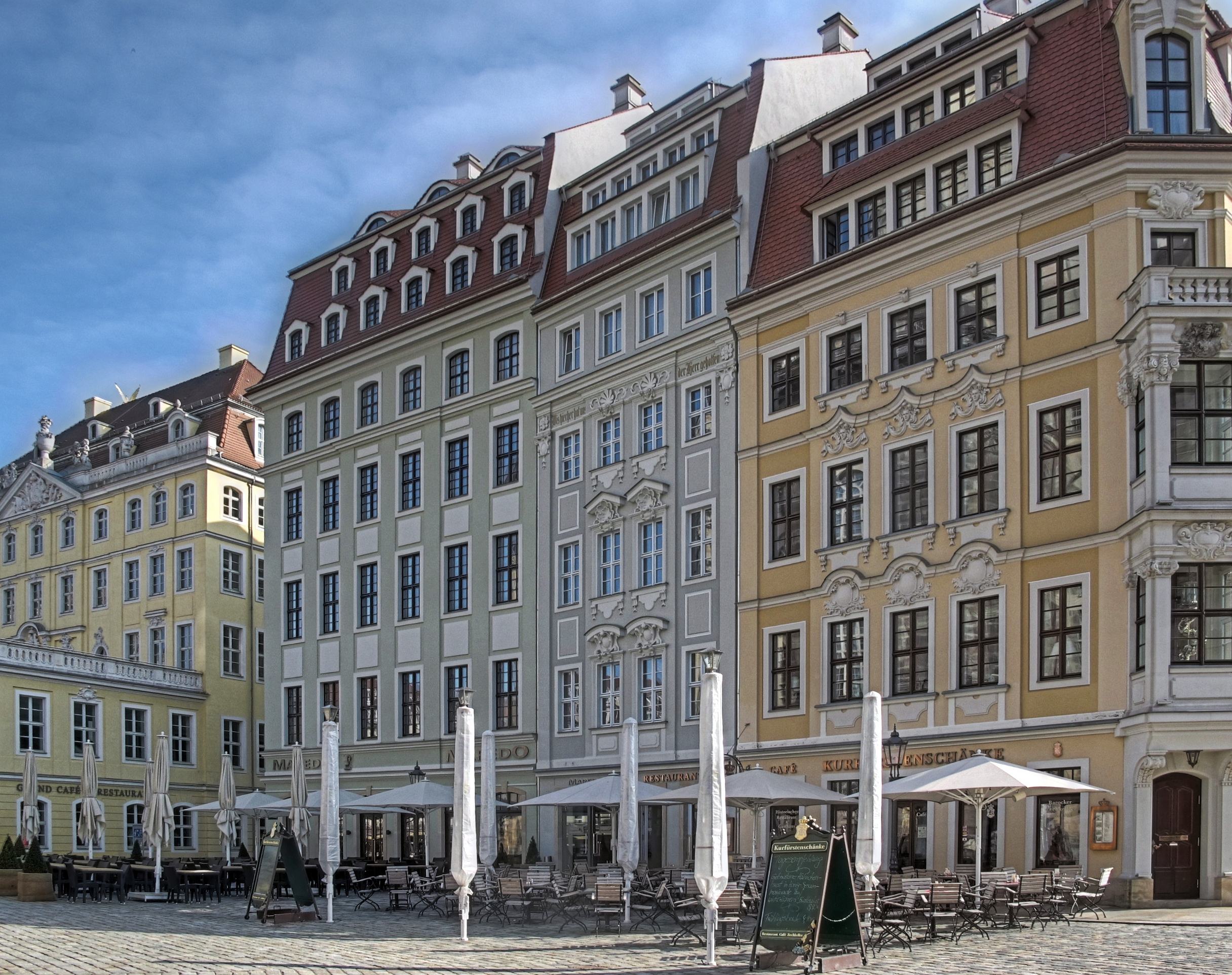
Náměstí Neumarkt s replikami původních staveb, 2011

## Městské symboly

### Znak
Blason: „V rozpůleném štítě napravo je na zlatém pozadí doprava rozkročený černý míšeňský lev s červeným jazykem a červenými drápy, vlevo jsou na zlatém pozadí dva černé landsberské kůly.“ 
Legenda: Lev ve znaku zastupuje Míšeňské markrabství, „landsberské kůly“ zase Landsberské markrabství, což bylo v obou případech rodové jmění Wettinů, kteří od středověku městu vládli. Oba symboly se již od roku 1309 objevují na městských pečetích. Kůly byly původně modré (srov. znak Lipska a Chemnitz), později však obdržely černou barvu, aby nebyly zaměnitelné právě s těmito městy. Městské barvy jsou tudíž černá a žlutá.

### Vlajka
Vlajka Drážďan je tvořena listem o poměru stran 3:5 se dvěma vodorovnými pruhy – černým a žlutým. Uprostřed listu je umístěn městský znak.

## Vývoj městské oblasti a městské části

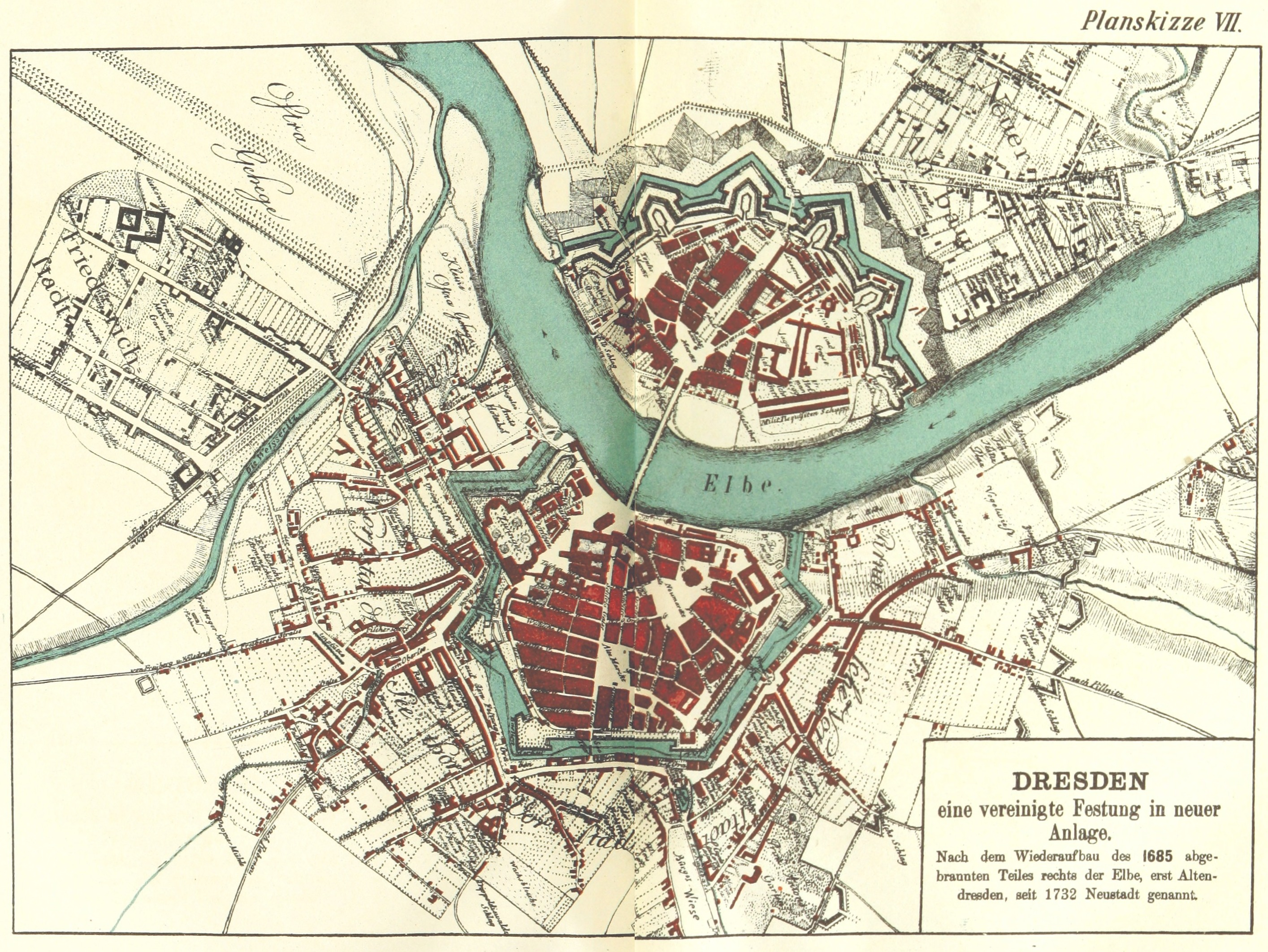
Drážďany, asi 1750

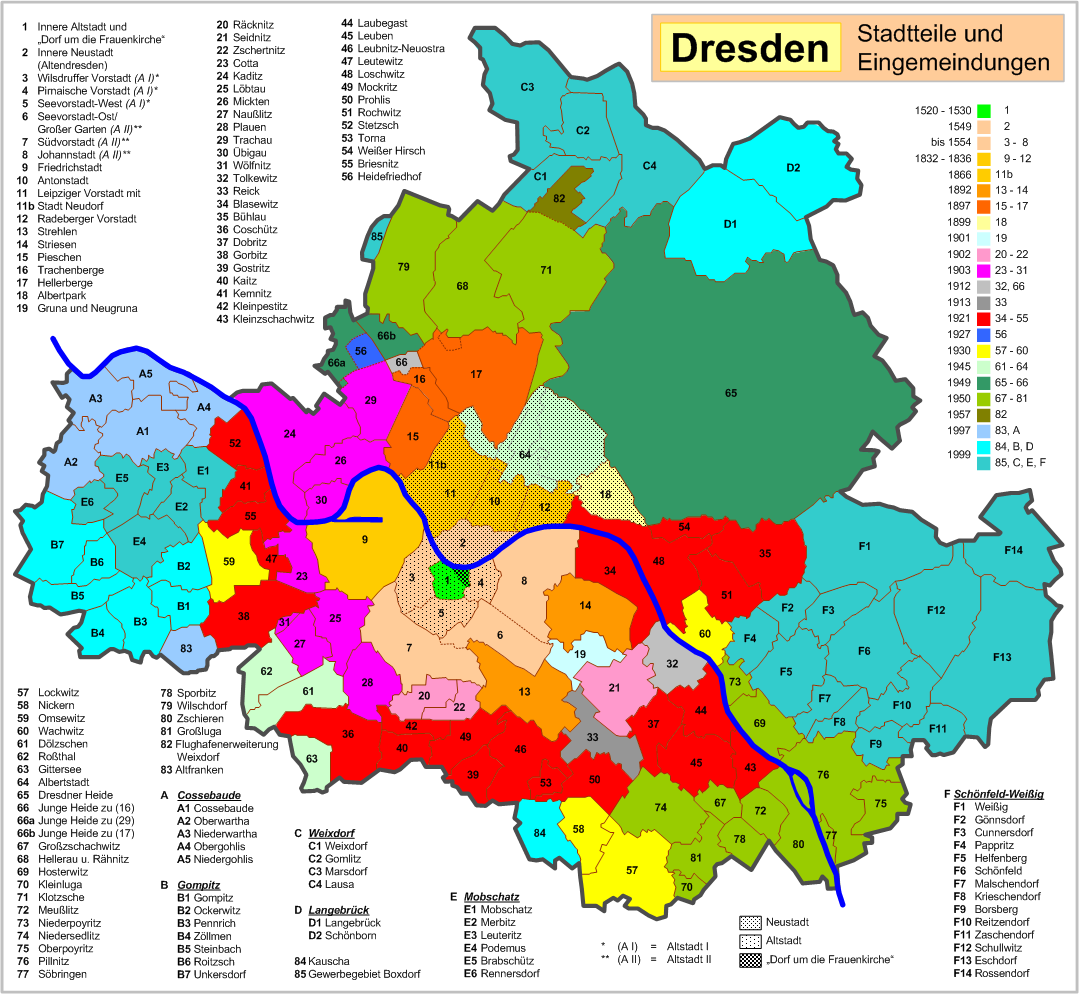
Městské části

Panorama od Starého města k Neustadtu

Původně nejstarší část města ležela na pravém břehu Labe, tedy severně od řeky. Tato městská část Staré Drážďany však již neexistuje. Poté, co vyhořela, byla v roce 1732 přestavěna na Nové královské město, což bylo později zkráceno na Neustadt, který se překrýval s dnešním Vnitřním Neustadtem. Jako historické Staré město je dnes nazývána městská část jižně od Labe. Plošší jižní údolí se rozvíjelo dynamičtěji, takže se celé město posunulo na jih. Město se nerozprostírá rovnoměrně, ale následuje údolí Labe v jihovýchodním nebo severozápadním směru. V Drážďanech vyrostla nejprve předměstí, která byla zpočátku opevněná. Začlenění okolních obcí započalo v roce 1835, kdy se Drážďany rozšířily na sever a západ. Od té doby bylo do Drážďan začleněno 65 venkovských obcí, čtyři statky (Albertstadt, Wilder Mann, Gorbitzer a Pillnitz Kammergut) a město Klotzsche. Venkovské obce začleněné po roce 1990 získaly zvláštní status „městeček“ v rámci nadřazené městské struktury. Nejvýznamnější připojenou jednotkou byl Schönfeld-Weißig na východě města.
Nejen kvůli připojování dalších částí v 90. letech 20. století jsou Drážďany rozsáhlým městem s velmi různě strukturovanými okrsky. Mnohé městské části mají dochovaná venkovská centra; některé mají zcela venkovský charakter. Dalšími strukturami jsou předměstí, individuálně rozvíjené oblasti městských vil a panelová sídliště. Nejstarší části původního města jsou dnes téměř všechny součástí okrsků Altstadt a Neustadt. Kromě těchto městských částí ležících za původním městským opevněním mimo městské hradby zahrnuje drážďanský katastr předměstí, která byla zčásti vybudována podle pokynů saských panovníků a některá nesou i jejich jména (Friedrichstadt, Albertstadt, Johannstadt). Další drážďanská předměstí byla pojmenována podle městských bran nebo dopravních tepen (Wilsdruffer Vorstadt, Pirnaische Vorstadt) nebo podle – již neexistujících – přírodních prvků (Seevorstadt). Antonstadt je dnes znám pod názvem Äußere Neustadt. Další předměstí pojmenovaná po saských králích si své názvy zachovala. Později se město rozšiřovalo hlavně v 19. století, když byly venkovské obce v okolí hustěji zastavěny. Pro jiné části města nebyl po první světové válce pojem předměstí používán. Od roku 1957 do roku 1991 bylo město rozděleno do pěti městských oblastí Drážďany-střed, -východ, -západ, -jih a -sever.

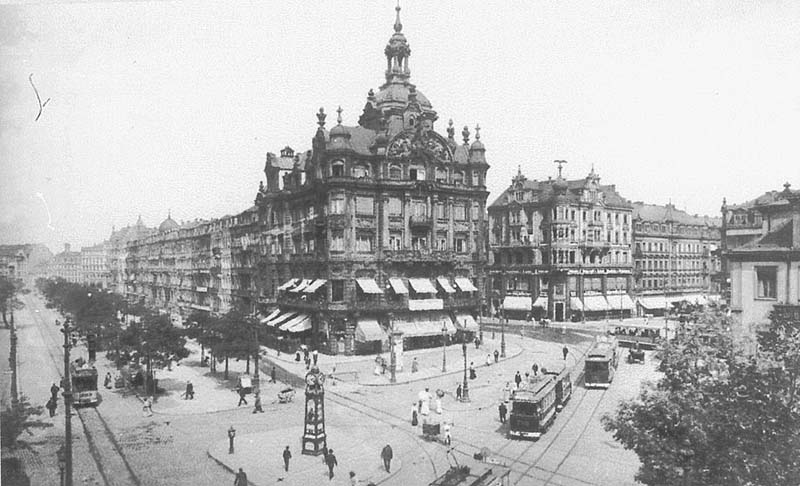
Předměstí Pirnaische Vorstadt (kolem roku 1910)
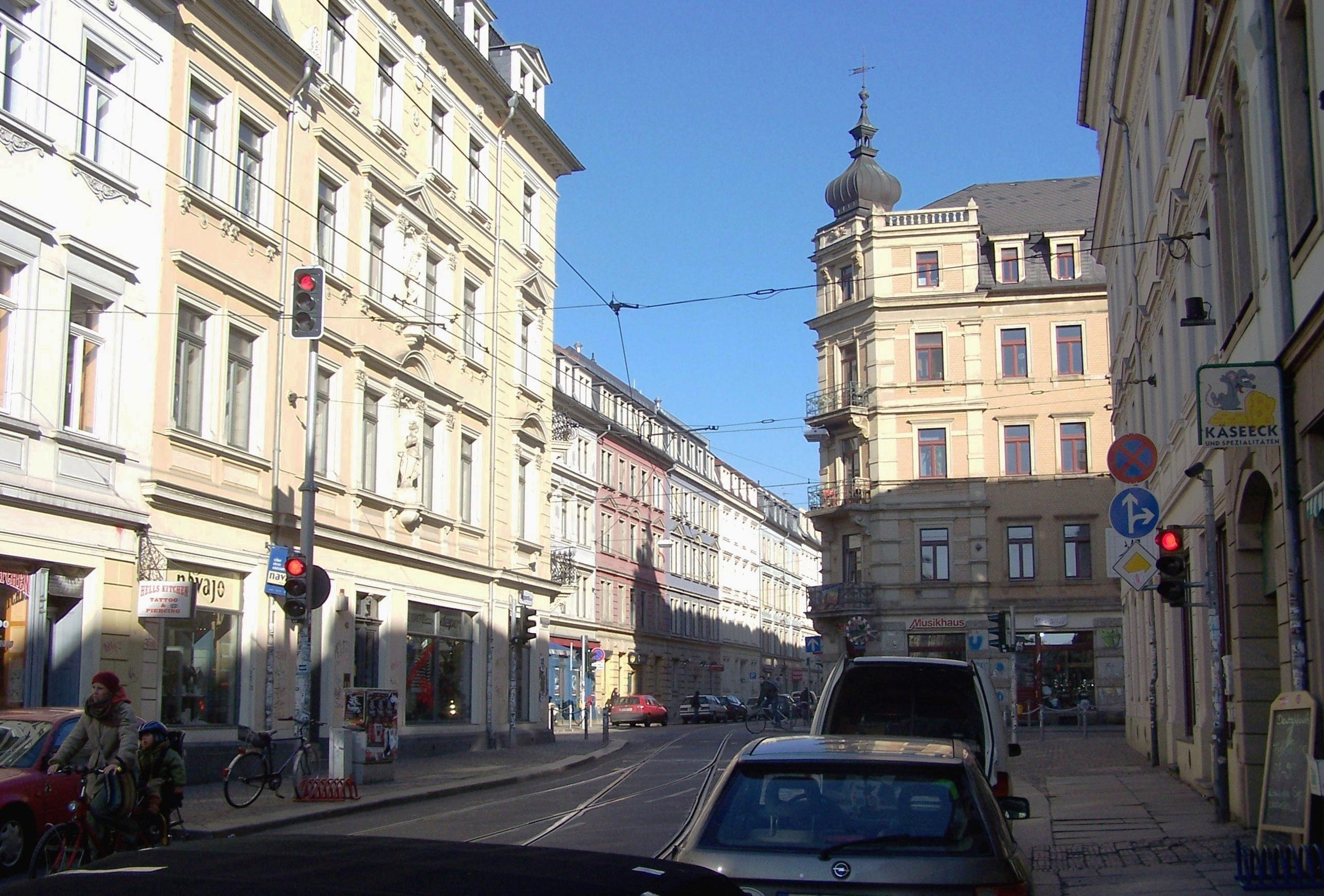
Vnější Neustadt
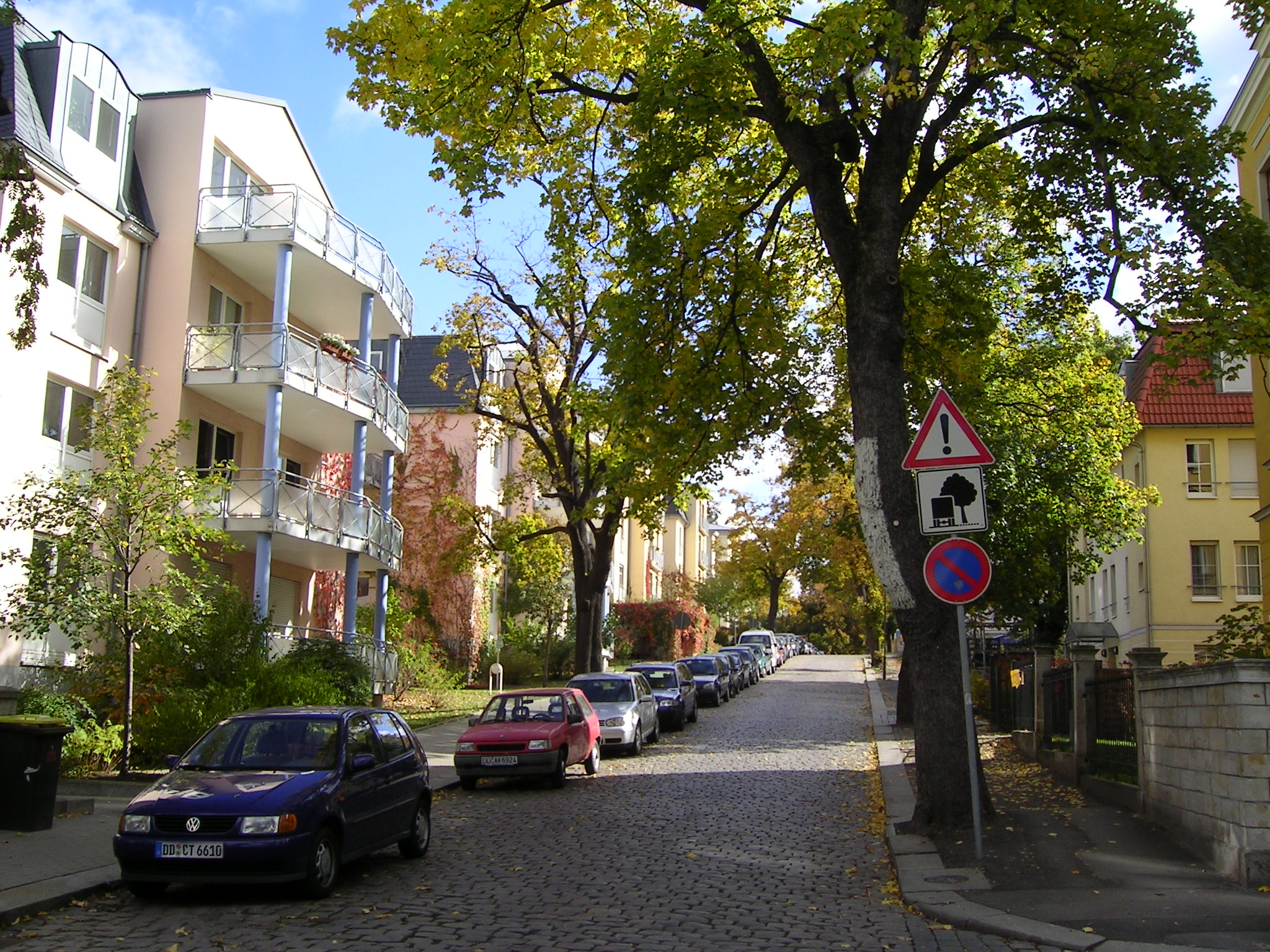
Radeberger Vorstadt
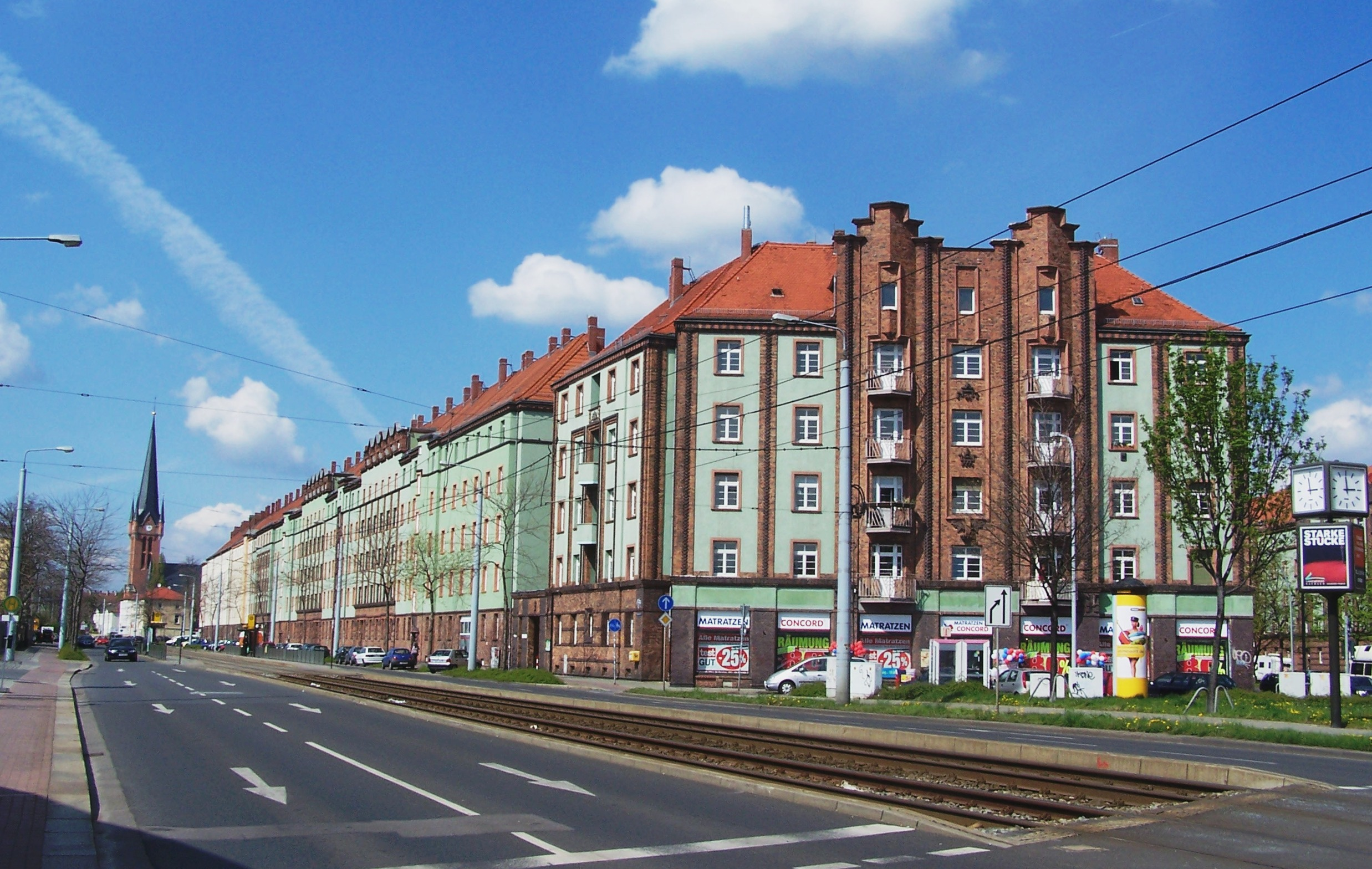
Leipziger Vorstadt
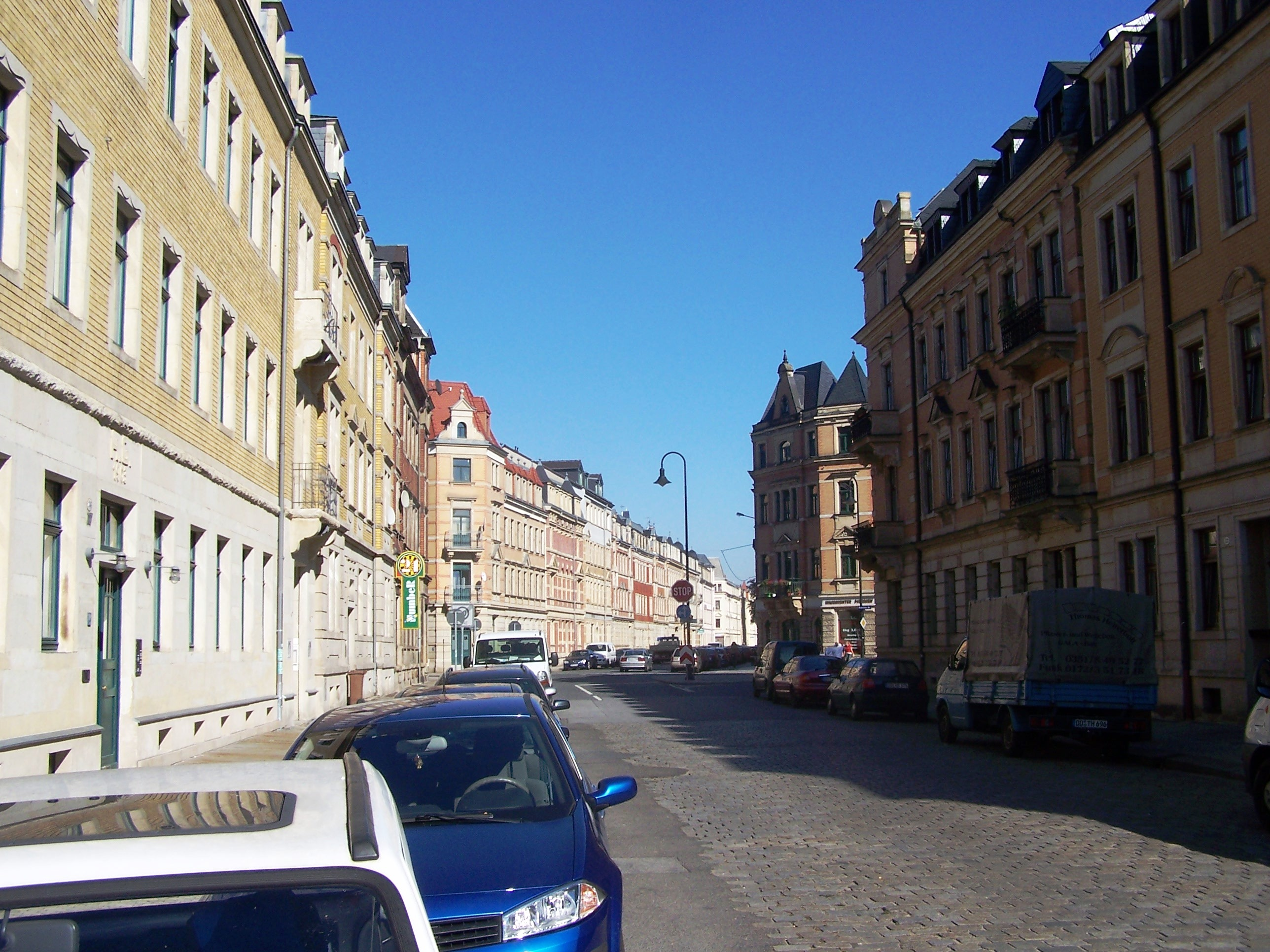
Pieschen – připojeno v roce 1897
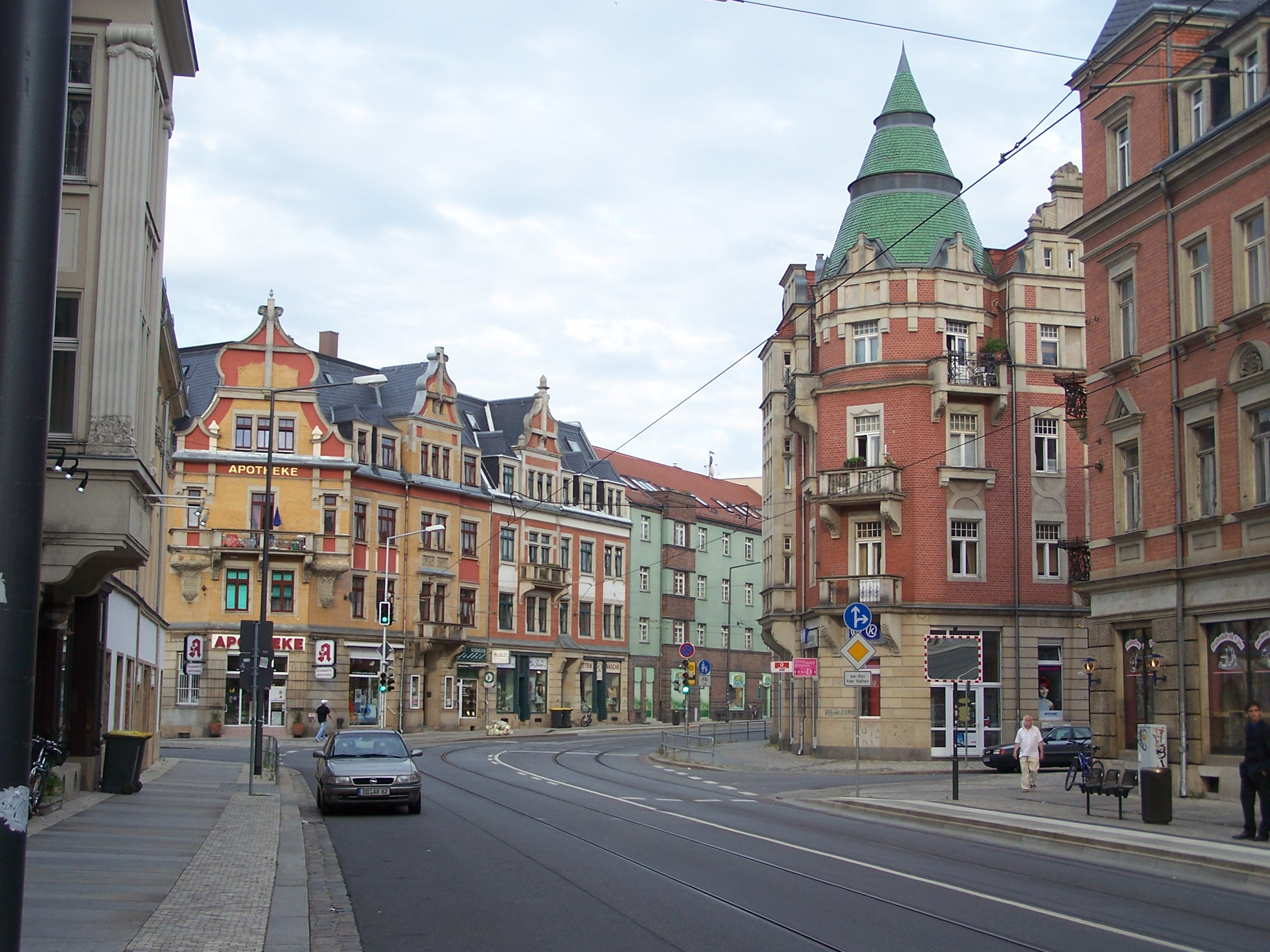
Trachau – připojeno v roce 1903
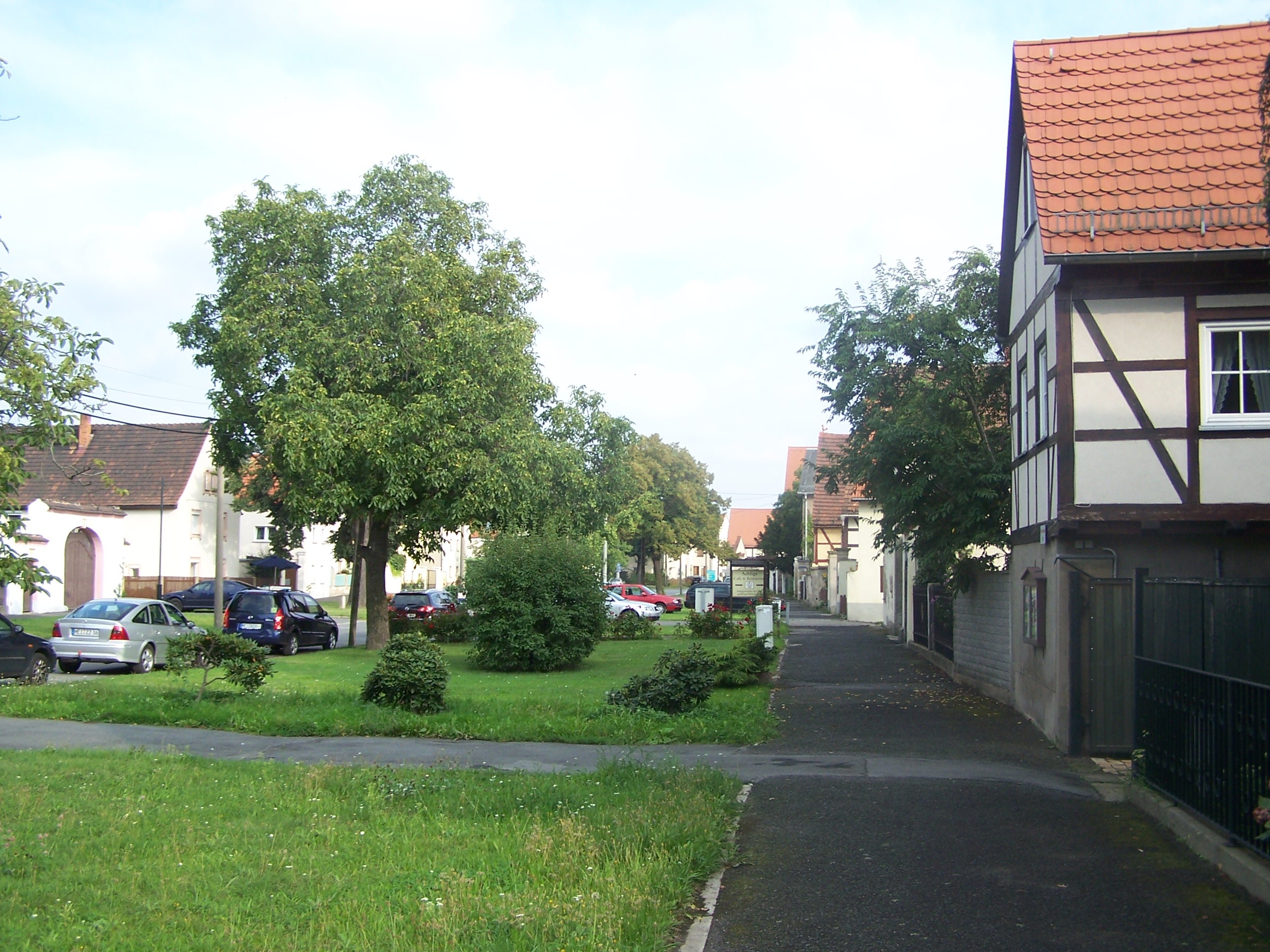
Kaditz – připojeno v roce 1903
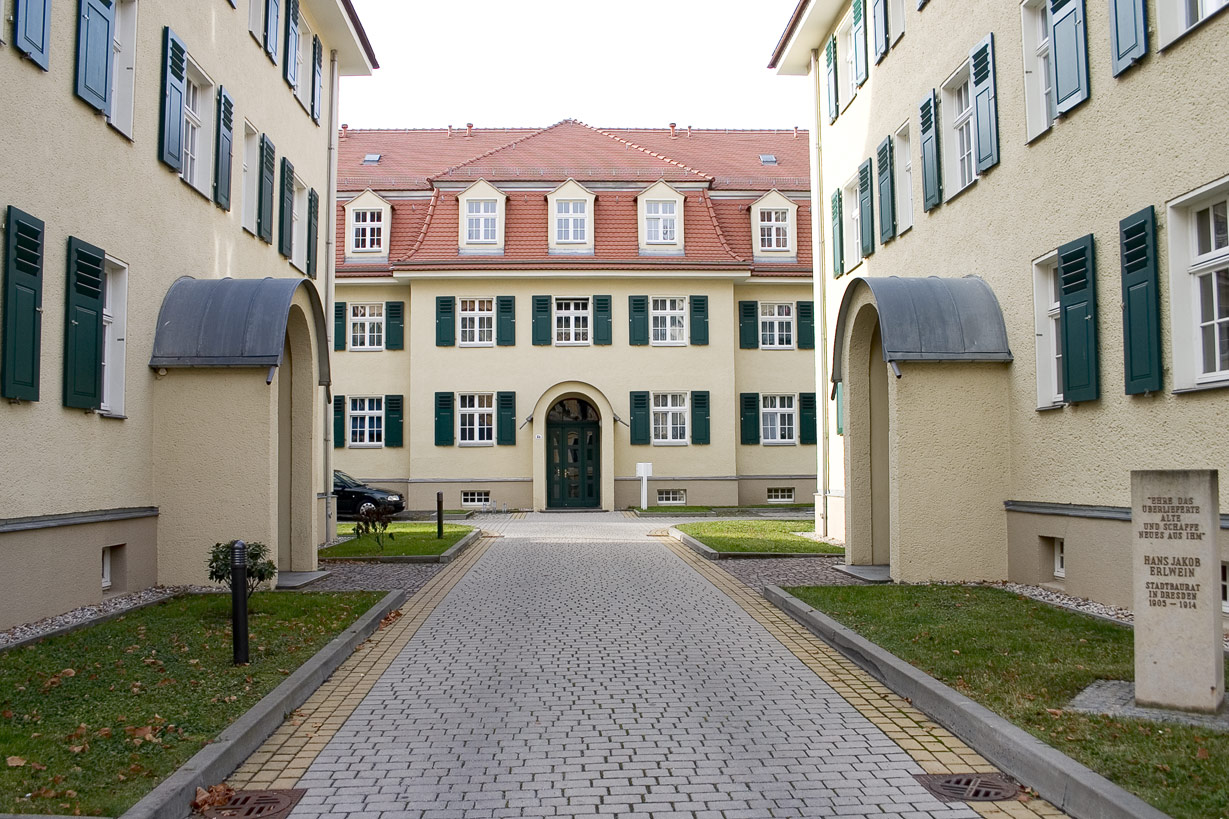
Löbtau – připojeno v roce 1903
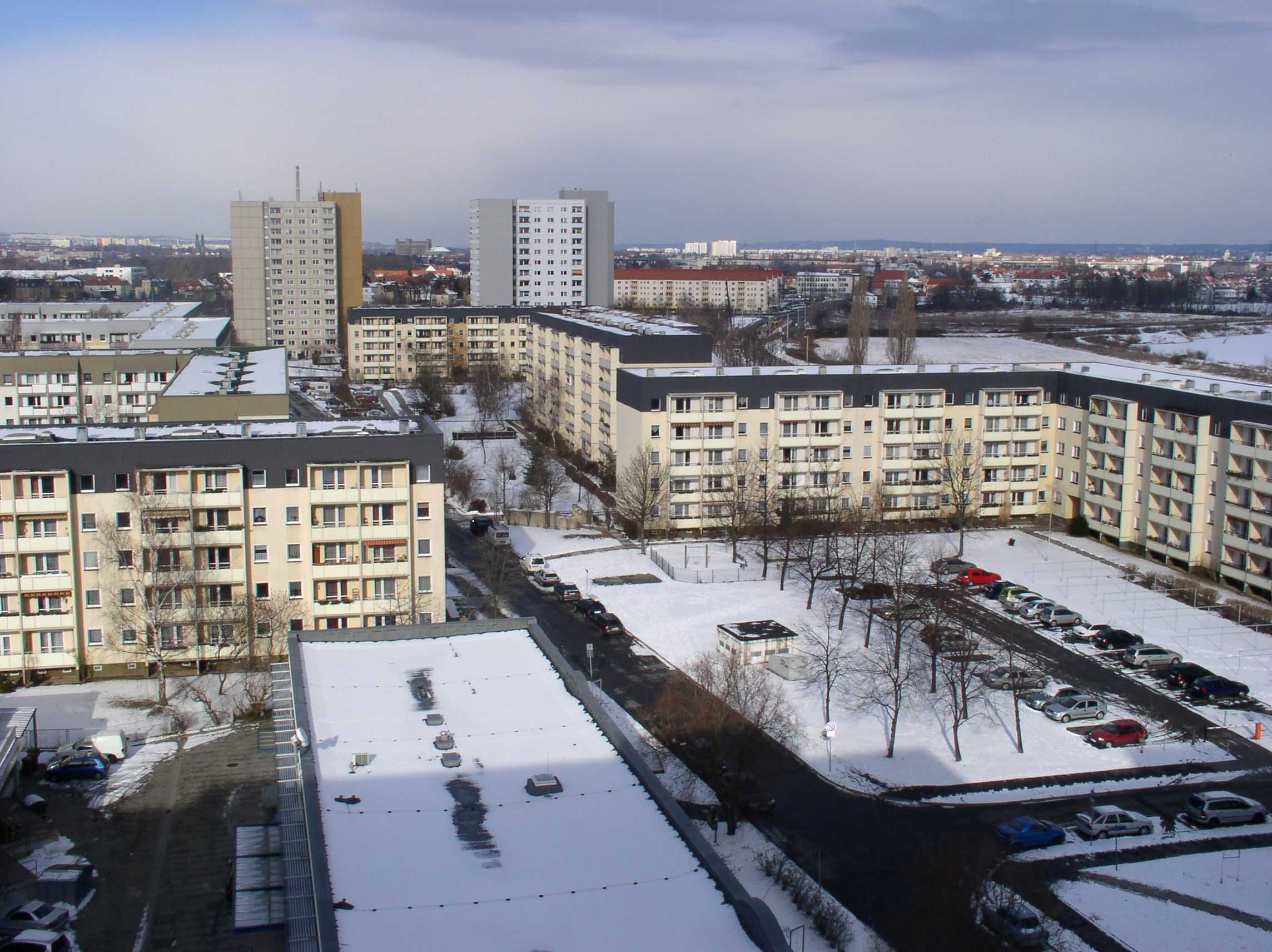
Leuben – připojeno v roce 1921
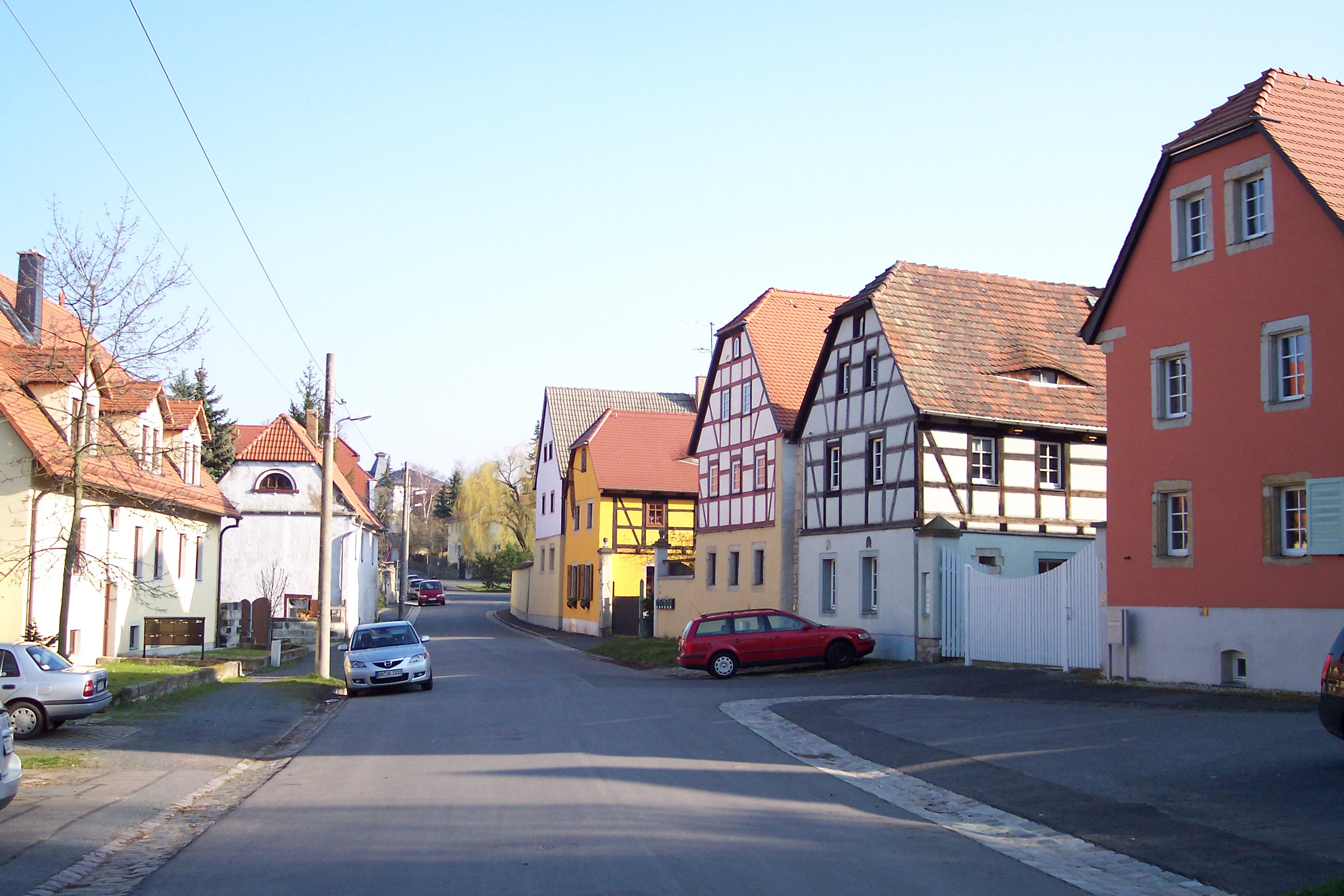
Coschütz – připojeno v roce 1921
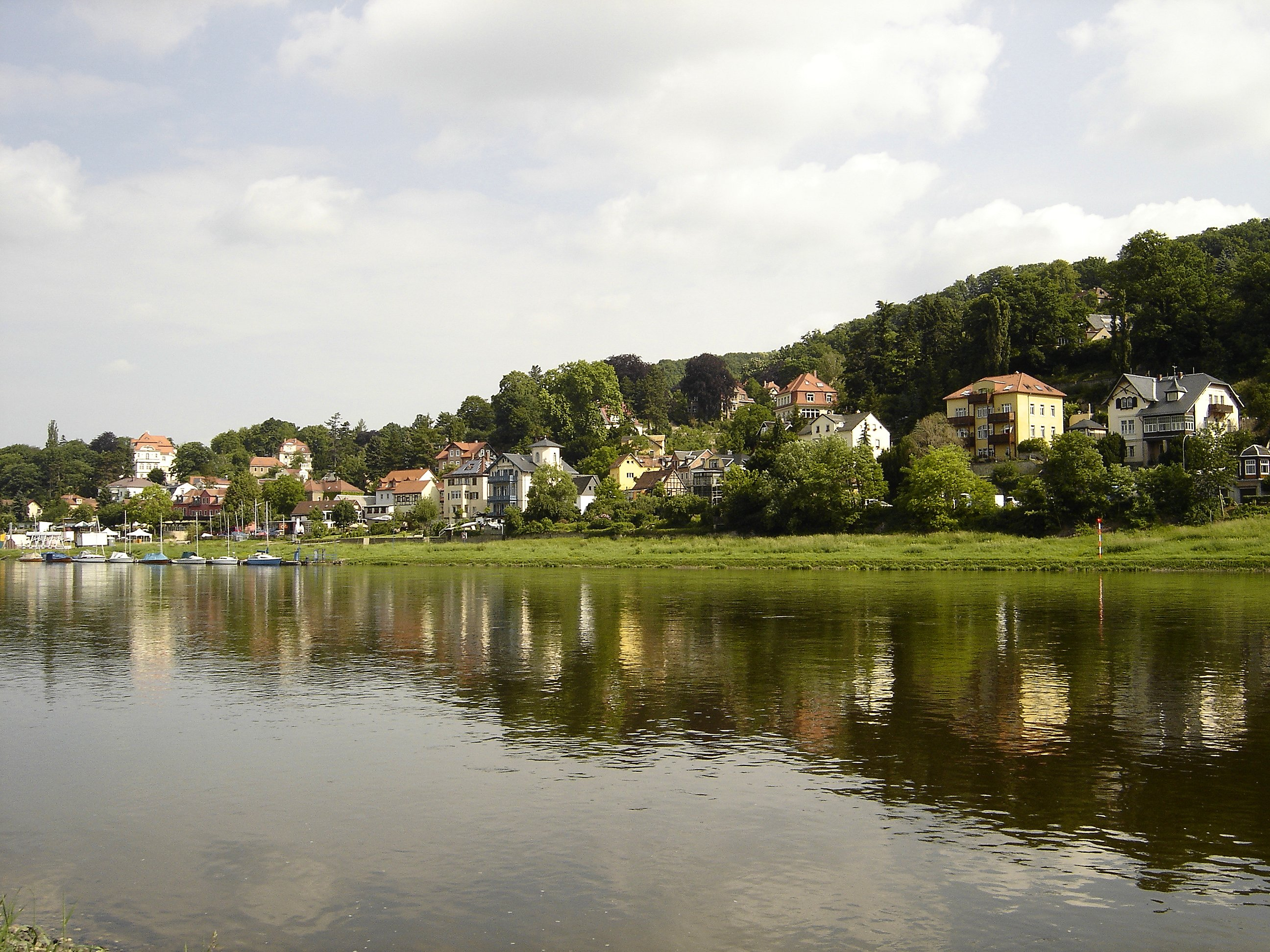
Wachwitz – připojeno v roce 1930

### Městské okrsky a místní části

Městské okrsky (světle šedá) a místní části (tmavě šedá)

Od roku 1991 existuje rozdělení na deset městských částí (pro městská území před rokem 1990) a devět osad (oblasti začleněné po roce 1990). Městské okrsky jsou městské popřípadě místní části územně vymezené 31. prosince 1990, každá z nich má městský úřad, tj. radnici, jakož i obecní radu ve smyslu § 71 saského zákoníku, ve všech důležitých oblastech. Předsedou okresní rady je starosta nebo jím pověřená osoba. Tato pověřená osoba je obvykle vedoucím nebo vedoucím správy městského okrsku (městské části). Čestní členové okresních rad jsou voleni městskou radou podle zastoupení stran a hnutí, které vychází z volebních výsledků ve volbách do městské rady v příslušných obcích. Členové okrskové rady musí mít své trvalé bydliště v příslušné obci.
Okrskem s největším počtem obyvatel je Blasewitz, největší co do rozlohy je Loschwitz. Centrum Drážďan se nachází v městských částech Staré město (Altstadt) a Neustadt. Až do změny hlavního statutu v září 2018 byly městské okrsky označovány pojmem Ortsamtsbereiche. Podle toho byly do té doby svolávány městské rady, městské obvodní úřady a vedoucí městských okrsků (Ortsbeiräte), místní úřady a vedoucí místních úřadů (Ortsamtsleiter). V devíti osadách, které se zčásti skládají z několika místních částí, jsou začleněny do té doby samostatné obce. Pro obce bylo zřízeno celkem pět správních úřadů, pouze město Altfranken je spravováno společně s městem Cotta. Každá lokalita má obecní radu, která je na rozdíl od obecních zastupitelstev osad volena přímo občany obce současně s městskou radou. Každá místní rada si pro svou obec volí svého představeného. Na rozdíl od obecních rad mají místní rady své vlastní rozhodovací pravomoci a své vlastní rozpočty v rámci rozpočtu města. Pokud jejich rozhodovací pravomoci nevyplývají ze saského obecního zákoníku, vládnou pouze v rámci kompetencí příslušné prováděcí dohody, která upravuje jejich pravomoci. Největší a nejhustěji osídlenou místní oblastí je Schönfeld-Weißig, která se rozprostírá na Schönfeldské vrchovině. Byla vytvořena z několika bývalých komunit, které se původně spojily v 90. letech jako obec Schönfeld-Weißig. Dlouhá léta je neoficiálně diskutováno zavedení místní ústavy pro celé město Drážďany, které bylo v roce 2014 tématem volební kampaně a mělo by být představeno i v rámci následných voleb do městské rady v roce 2019. Novela Saského zákoníku v roce 2018, která posiluje práva místních rad, nakonec zavedení místní ústavy zabránila.

### Původ názvů městských částí
Řada názvů drážďanských městských částí je lužickosrbského původu. Typickým zakončením názvu bývá „-itz“ a rovněž sufix „-witz“. Obě zakončení mají adjektivní funkci; první je odvozeno od apelativ, druhé od osobních jmen ve smyslu patronyma. -nitz není etymologicky žádnou koncovkou, nýbrž spojením znělého -n s koncovkou -itz. Následkem osidlování východních území docházelo ke zpětnému poněmčování těchto místních názvů. Například osada Leutewitz se nejdříve jmenovala Ludiwice „u Ludischen, tj. míněno u lidí z Ludu, vesnice Ludu“. Pillnitz bylo původně nazýváno Belenewitz „Belanova vesnice“. Jiné místní názvy byly vytvořeny podle geografických znaků; takže Klotzsche znamená „vyklučený les“. Velmi málo míst má, jako např. Langebrück, svůj původ v německém jazyce. (Novější) místní jména „Weißer Hirsch“ a „Wilder Mann“ odkazují na hostince, které se nacházely v těchto okrajích města. Název městské části Gittersee je lidovou etymologií, která se vyvinula se ze slovanského slova „Geterssin“.

## Obyvatelstvo

### Vývoj počtu obyvatel

Vývoj počtu obyvatel v Drážďanech v letech 1871–2018

Na začátku 20. století byly Drážďany jedním z pěti nejlidnatějších měst Německa. V roce 1933 byla s 642 143 obyvateli dosažena dosud nejvyšší hodnota v historii města. Sčítání lidu dne 17. května 1939 zaznamenalo 629 713 obyvatel, z toho 281 379 mužů a 348 334 žen. Během druhé světové války populace města klesla na asi 468,000 osob (sčítání lidu v roce 1946). Do poloviny 80. let se počet obyvatel zvýšil na přibližně 520 000 osob. Poté pod vlivem migrace a suburbanizace trvale klesal počet obyvatel s trvalým bydlištěm na přibližně 453 000 obyvatel v roce 1998, a to i navzdory začlenění některých menších oblastí v 50. letech. Potom se počet zvýšil s dalšími připojenými územími a nadále se trvale zvyšuje mírným přebytkem migrace a nově narozených. Dne 30. června 2006 dosáhla populace přesně 500 068 osob (pouze trvalé bydliště). Dne 12. srpna 2006 přesáhl díky nově narozeným symbolické hranice 500 000 osob. S více než 6 000 narozenými (v roce 2012) byly Drážďany do roku 2014 považovány za „hlavní město nově narozených“ mezi německými velkoměsty. Dne 31. prosince 2017 žilo v Drážďanech podle registračních registrů 557 098 obyvatel s hustotou zalidnění 1 696 obyvatel na kilometr čtvereční. 31. prosince 2018 mělo podle registračního rejstříku v Drážďanech trvalé bydliště 560 641 obyvatel. Drážďany byly v roce 2019 na 44. místě v žebříčku největších měst Evropské unie.

### Migrace
Němci migračního původu: K 31. prosinci 2018 žilo ve městě asi 23 176 osob, které pocházely ze zahraničí a zároveň měly německou státní příslušnost. Tento údaj odpovídá 4,1 % ze všech obyvatel Drážďan.
Cizinci/uprchlíci/žadatelé o azyl: Podíl cizinců (obyvatel bez německé státní příslušnosti) stoupl 31. prosince 2018 na 8,0 procent. Od roku 2010 do roku 2018 vystoupal podíl cizinců z 4,7 na 8,00 %, respektive z 24 692 na 44 665 osob. Mezi cizinci jsou početně nejvíce zastoupeny osoby ze Sýrie (512 osob), Eritreje (216), Číny (172), Indie (129), Tuniska (109) a Libye (78). V roce 2013 přijaly Drážďany 1 333 žadatelů o azyl, v roce 2014 dosáhl jejich počet 1 740 osob. V červenci 2015 žilo ve městě asi 2 600 žadatelů o azyl. Na základě rostoucího počtu uprchlíků plánovaly Drážďany uvést do provozu 14 nových dočasných ubytoven. Uvažovalo se rovněž o zvýšení počtu těchto ubytoven na 19.

### Dialekt
Stejně jako jiná velkoměsta mají i Drážďany vlastní dialekt, který je variantou jednoho z hornosaských nářečí, konkrétně tzv. jihovýchodního míšeňského dialektu (Südostmeißnisch). Drážďanský dialekt se vyznačuje specifickou hláskovou skladbou, prozódií, větnou melodií i vlastním lexikem. V tomto nářečí, jež se vyskytuje v prostoru Drážďany-Míšeň-Pirna, dochází k hláskovým změnám, např. Kleid → „Kleed“, Baum → „Boom“. Dalším typickým znakem je to, že obyvatelé Drážďan říkají místo „nein“ „ni“, místo „ich weiß nicht“ se zde říká „schweeßni“ a místo „haben wir sie“ zase „hammorse“. „Ja“ je potom vyslovováno jako „nu“ apod. Toto regionální zabarvení činí z drážďanské němčiny mezi Němci ten nejméně sympatický dialekt, a to i přesto, že je srozumitelnější než bavorština nebo švábština. Tato devalvace drážďanského, popř. saského dialektu patrně souvisí s historickými důvody, zejména s mocenským úpadkem Saska po sedmileté válce.

## Náboženský život

Pohled na Frauenkirche z nádvoří Rezidenčního zámku

Reformace se v Drážďanech prosadila v roce 1539. Asi od roku 1571 bylo již město striktně luteránské. V roce 1661 se zde poprvé opět konaly katolické bohoslužby. Když byl kurfiřt Fridrich August I. coby August II. korunován polským králem, přihlásil se se svým dvorem ke katolické víře. Katolické farnosti však byly s těmi evangelickými zrovnoprávněny až v roce 1807 a zůstaly počtem farníků nepatrnou menšinou. V souvislosti se zánikem monarchie došlo v Sasku k oddělení církve a státu, což vedlo roku 1922 k volbě prvního zemského evangelického biskupa. V období NDR poklesl podíl členů evangelických církevních obcí z 85 % (1949) na 22 % (1989). V roce 1980 se Drážďany staly sídlem katolického biskupa a děkanátu diecéze drážďansko-míšeňské, pročež byl někdejší dvorní kostel Nejsvětější Trojice (Hofkirche) povýšen na katedrálu.
81,3 % z počtu obyvatel Drážďan je dnes bez konfese. Na konci roku 2018 patřilo 78 782 obyvatel (14,1 %) k některé z evangelicko-luterských obcí a 25 776 (4,6 %) k římsko-katolické církvi. Městské zastupitelstvo odhaduje počet členů dalších křesťanských církví, jako je např. ruská pravoslavná církev, svobodné církve a ne-křesťanská náboženská společenství na přibližně 5000 osob. V Drážďanech žije asi 760 Židů. Dalšími registrovanými náboženskými komunitami jsou muslimská, buddhistická a hinduistická společenství a komunita baháistů.

## Politika a správa

### Městská správa

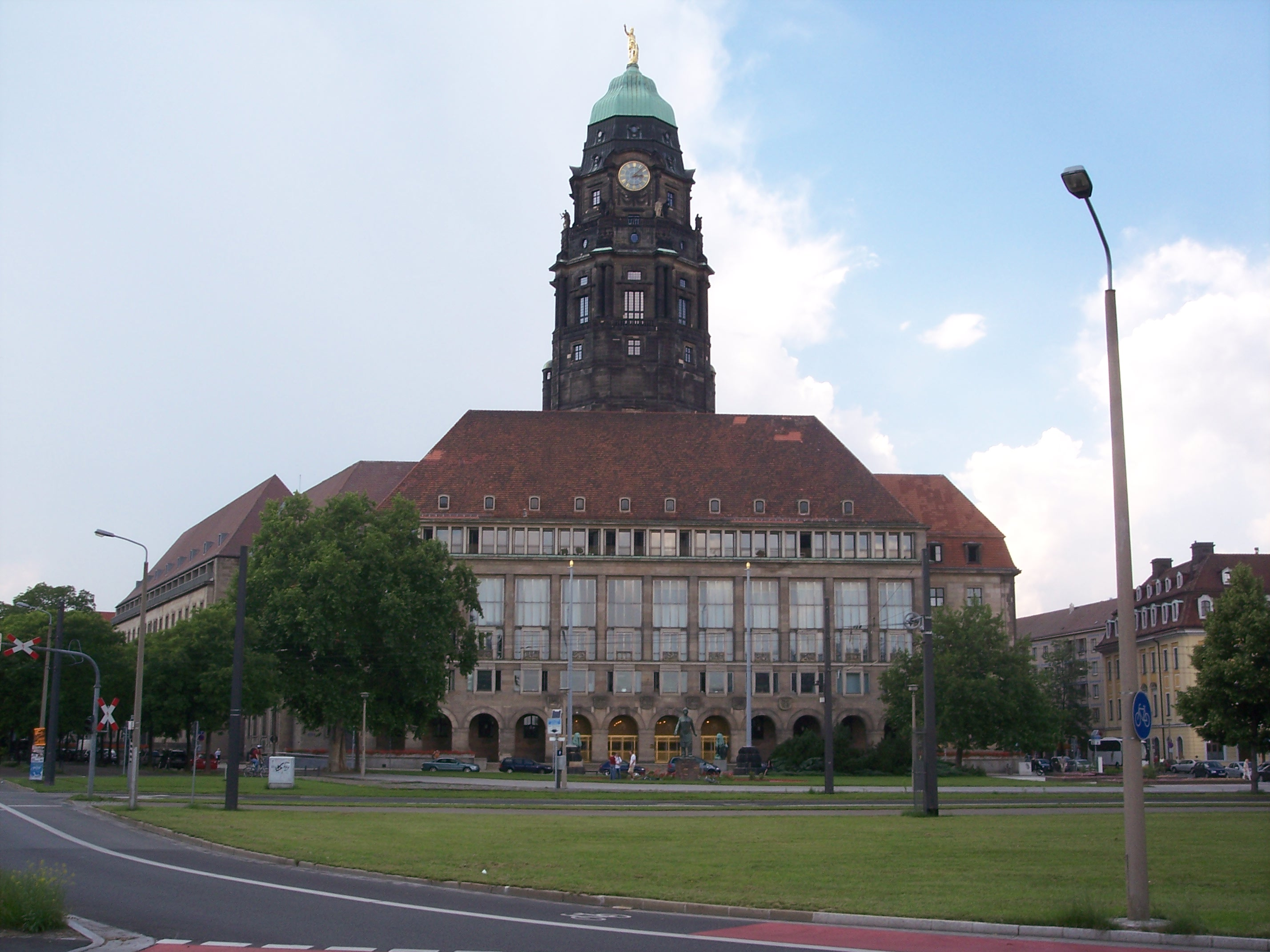
Nová radnice

Celkem 70 městských rad v Drážďanech je voleno na dobu pěti let podle saského vícehlasého systému obvyklého na komunální úrovni vždy třemi hlasy, což umožňuje kumulaci a panašování. Město samotné je před každou místní volbou rozděleno do volebních obvodů, které jsou založeny na přibližně stejném počtu voličů, čímž se ovšem jejich hranice jednu volbu od druhé posouvají. Rozdělení křesel v městské radě se počítá podle D'Hondtovy metody (§ 22 KomWG) a na tomto základě jsou nejprve podle příslušného nejvyššího počtu hlasů ve volebním obvodu a poté podle získaných preferenčních hlasů v příslušném volebním obvodu, zvoleny jednotlivé osoby.
Hlavním orgánem města je městská rada, jež vykonává své zákonné pravomoci, vydává obecně platná nařízení a řeší rozhodnutí, která musí městská správa (včetně starostů) přijímat. Jako orgán se zabývá záležitostmi, které jsou mimo jurisdikci primátora. Členové každé strany městské rady tvoří jednotlivé frakce. Městské rady pracují v jedenácti rozhodovacích výborech a v jednom poradním výboru a účastní se také sedmi poradních sborů. Jednotlivý člen má právo na rozsáhlé dotazovací právo na informace, jakož i právo na nahlédnutí do spisu.
Primátor (Oberbürgermeister) je výlučně zodpovědný za řízení města podle spolkového a státního práva. Řídí správu města, odpovídá za každodenní jednání a zastupuje město navenek. V souladu s ustanoveními Saského městského zákoníku (SächsGemO) je občany volen přímo na dobu sedmi let. Pomáhá mu sedm supervizorů, kteří jsou odpovědní za jednotlivé poradní orgány a odpovídají za jejich správu. Primátorka Helma Orosz odešla v roce 2015 ze zdravotních důvodů předčasně do důchodu. Jejím zástupcem, který byl od roku 2008 prvním starostou, se stal Dirk Hilbert (FDP). Dne 5. července 2015 byl ve druhém hlasování s 54,2 % hlasů zvolen do funkce primátora. Město Drážďany má 6 500 zaměstnanců, kteří jsou rozmístěni na více než 50 místech ve městě.

### Městská rada
Při posledních komunálních volbách 26. května 2019 byla zvolena následující městská rada:

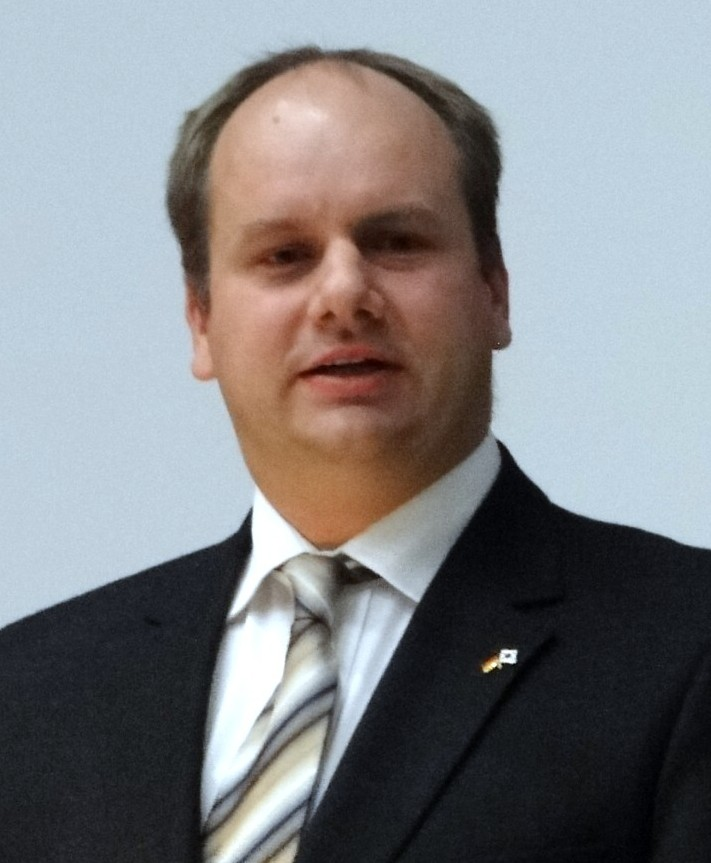
Dirk Hilbert, úřadující primátor Drážďan (FDP)

| Strany a volební sdružení  | Strany a volební sdružení                                                                     | Počet procent 2019 | Místa 2019 | Počet procent 2014 | Místa 2014 |
| -------------------------- | --------------------------------------------------------------------------------------------- | ------------------ | ---------- | ------------------ | ---------- |
| Grüne                      | Svaz 90/Zelení                                                                                | 20,5               | 15         | 15,7               | 11         |
| CDU                        | Křesťanskodemokratická unie                                                                   | 18,3               | 13         | 27,6               | 21         |
| AfD                        | Alternativa pro Německo                                                                       | 17,1               | 12         | 7,0                | 5          |
| Linke                      | Die Linke                                                                                     | 16,2               | 12         | 20,9               | 15         |
| SPD                        | Sociálnědemokratická strana Německa                                                           | 8,8                | 6          | 12,8               | 9          |
| FDP                        | Svobodná demokratická strana                                                                  | 7,5                | 5          | 5,0                | 3          |
| FW                         | Freie Wähler Dresden                                                                          | 5,3                | 4          | 0,1                | –          |
| Piraten                    | Pirátská strana Německa                                                                       | 2,4                | 1          | 3,3                | 2          |
| Die PARTEI                 | Partei für Arbeit, Rechtsstaat, Tierschutz, Elitenförderung und basisdemokratische Initiative | 1,8                | 1          | 0,9                | –          |
| FB                         | Bündnis Freie Bürger Dresden                                                                  | 1,5                | 1          | 5,3                | 2          |
| NPD                        | Nationaldemokratische Partei Deutschlands                                                     | 0,6                | –          | 2,8                | 2          |
| Ostatní                    | Ostatní                                                                                       | –                  | –          | 3,9                | –          |
| Celkem                     | Celkem                                                                                        | 100,0              | 70         | 100,0              | 70         |
| Volební účast v procentech | Volební účast v procentech                                                                    | 66,9               | 66,9       | 49,0               | 49,0       |

### Témata komunální politiky nadregionálního významu

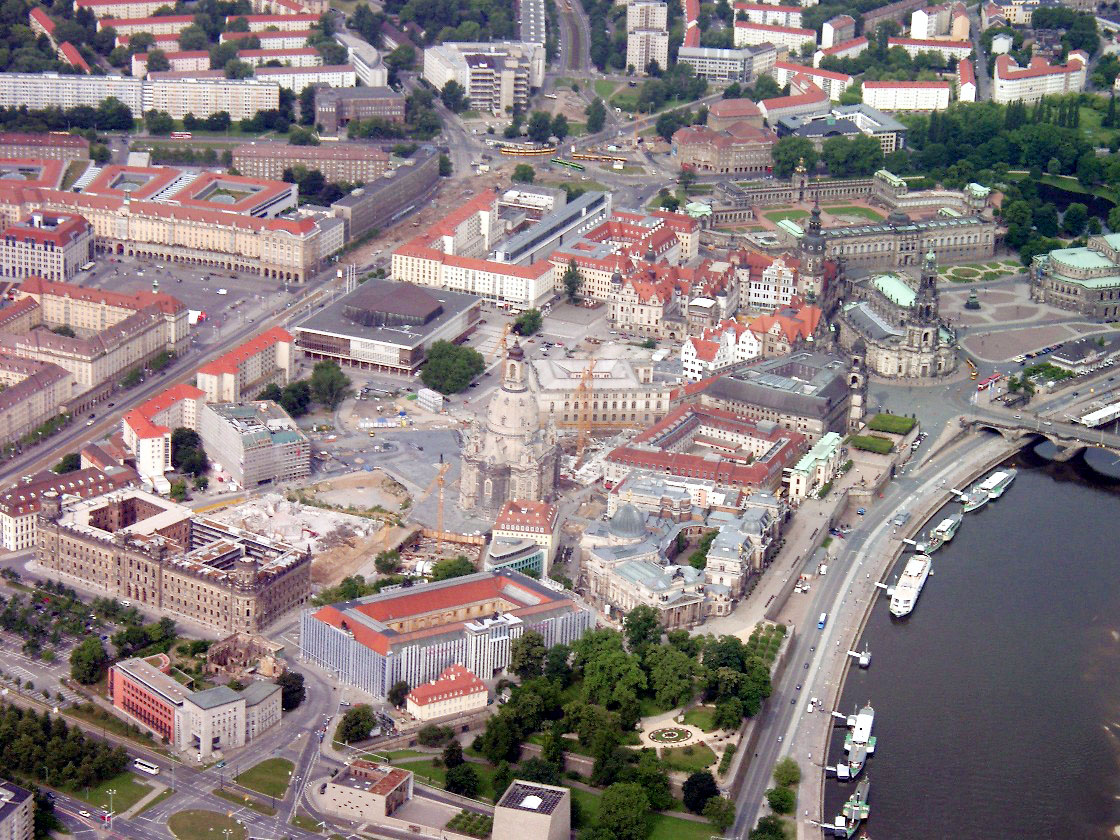
Staré město s náměstími Neumarkt a Postplatz (2005)

Spor o stavbu mostu

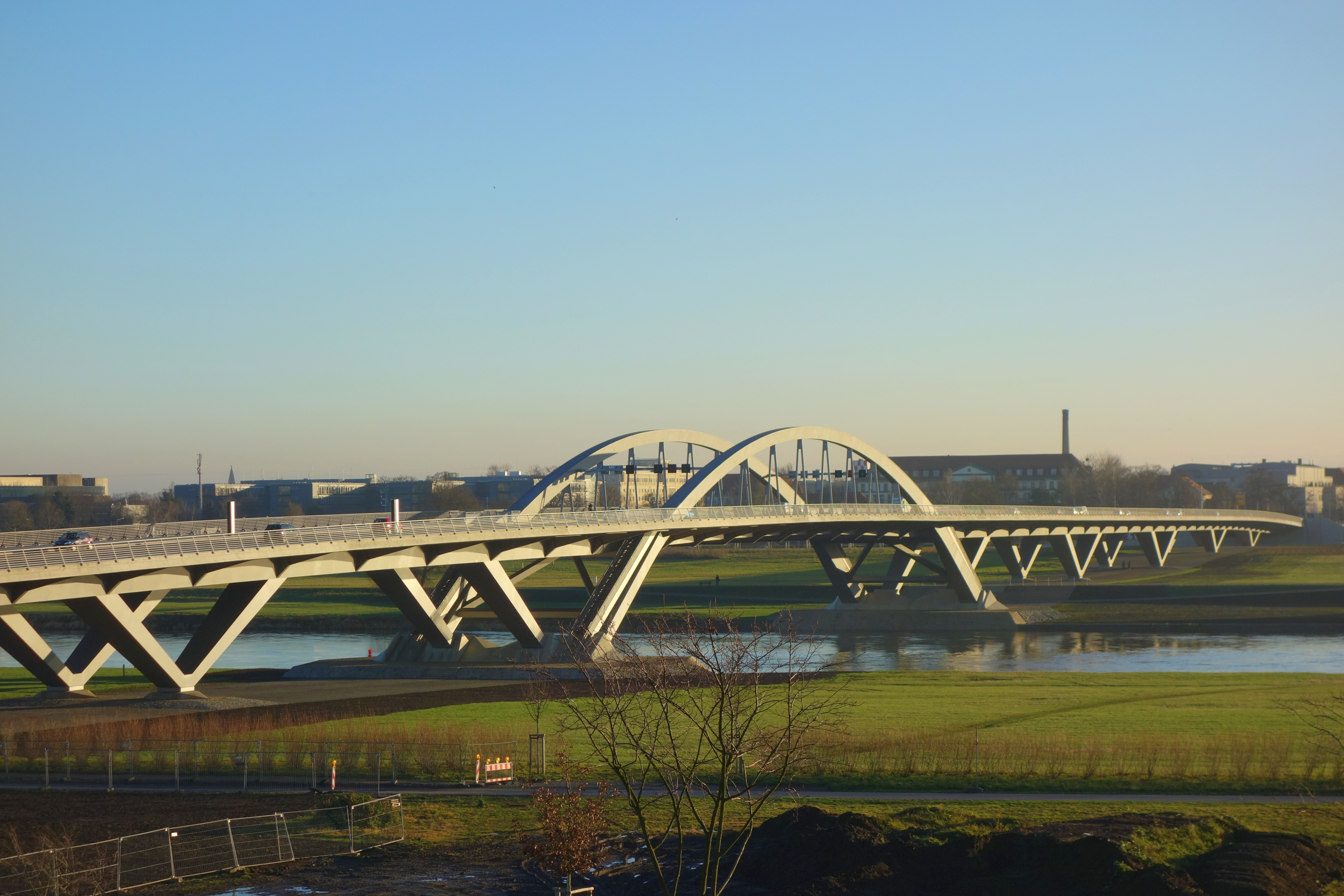
Waldschlößchenbrücke, 2013

Stavba nového mostu přes Labe nazvaného Waldschlößchenbrücke vyvolala rozbouřenou debatu, jakmile organizace UNESCO považovala stavbu mostu za natolik důležitou, že pohrozila Drážďanům odebráním titulu Světové kulturní dědictví 2009. Občané však rozhodli pro stavbu mostu, takže v listopadu 2007 byla zahájena výstavba, v srpnu 2013 pak byl otevřen nový most. V důsledku toho Drážďany ztratily titul Světové kulturní dědictví 2009.
Oddlužení města prodejem společnosti Woba
V březnu 2006 se městská rada rozhodla prodat bytovou společnost Woba Dresden s 47 000 byty americké investiční společnosti Fortress Investment Group LLC. Díky tomu se Drážďany staly prvním prakticky oddluženým městem v Německu. Prodej byl kontroverzní a vyvolal širokou mediální reakci. Byl zajištěn rozsáhlou sociální chartou zahrnující mj. právo na bezplatné přednostní právo na 8 000 bytů po celých 20 let, jakož i ochranu nájemníků, četná omezení ukončení a zvýšení nájemného. Dne 21. června 2007 přijala městská rada v hlavním statutu města zákaz dluhu s 37 až 12 hlasy (9 členů se zdrželo hlasování). Zatímco v roce 2006, v době prodeje, byl trh s nemovitostmi v Drážďanech charakterizován vysokou mírou neobsazenosti, v posledních letech investoři, jako je Capital Holding S.A. a Intershop Holding AG (MiKa-Quartier), Adler Real Estate AG (Hufewiesen Alttrachau) nebo Immokles AG (Lingner Altstadtgarten Dresden) objevují trh s nemovitostmi v Drážďanech jako investici s velkou návratností. Poměr nákladů na bydlení představuje v Drážďanech 32 % celkového příjmu rodin, což město řadí na 4 místo, prakticky na stejnou úroveň jako Norimberk. Politická řešení tohoto problému, jako je např. odkup bývalého městského bydlení, uplatňovaný například v Berlíně, nebo založení státních bytových společností, jak je obvyklé například v Bavorsku, nepřipadají v Drážďanech v úvahu, protože je třeba zachovat status městské dluhové svobody.
Neumarkt
Znovupostavení náměstí Neumarkt – v jakékoli podobě, ať už moderní nebo historizované – dokládá mezinárodní zájem o drážďanskou architekturu. Kvůli tomuto sporu byla založena Společnost Historischer Neumarkt Dresden.
Opatření proti pravicovému extremismu
Městská rada v Drážďanech přijala 30. října 2019 politické prohlášení proti pravicovému extremismu. To bylo v mezinárodním i národním zpravodajství interpretováno jako stav ohrožení neonacismem. Primátor Hilbert se od této formulace distancoval až o několik hodin později. Deklarace byla přijata napříč všemi frakcemi na základě hlasování SPD, Aliance 90/Zelení, Die Linke, FDP a bezpartijních a předpokládá „posílení struktur demokratické každodennosti“, „důraz na občanství a svornost občanské společnosti oddané lidským právům“. Jejím cílem je podpora a pomoc obětem pravicového násilí, důsledné stíhání pachatele a zamezení šíření lidem nepřátelských a extrémně pravicových postojů na veřejných místech.

### Zastoupení vBundestagu
Volební obvod 159 (Drážďany I) zahrnuje okresy jižně od Labe s výjimkou některých západních oblastí. V tomto volebním obvodu je zástupcem poslanec Markus Reichel zvoleným za CDU.
Volební obvod 160 (Drážďany II) zahrnuje všechny části města severně od Labe a některé západně od Labe a sahá až do okresu Míšeň. Zástupcem tohoto volebního obvodu je Lars Rohwer z CDU.
Dále jsou reprezentovány zemskými listinami příslušných stran Katja Kippingová (Die Linke) a Stephan Kühn (Zelení) a míšeňská členka Bundestagu Susann Rüthrich (SPD).

### Partnerská města

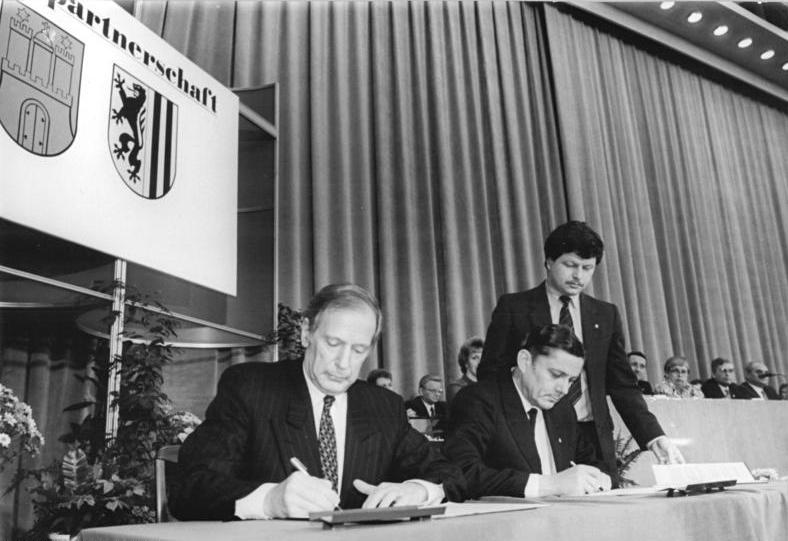
Dne 14. prosince 1987 podepsali drážďanský primátor Wolfgang Berghofer (vpravo), a prezident úřední rady a 1. starosta města Hamburku Klaus von Dohnanyi dohodu o rozvoji komunálních vztahů v plenárním sále radnice v Drážďanech

- Vratislav, Polsko (1959)
- Coventry, Spojené království (1959)
- Petrohrad, Rusko (1961)
- Skopje, Severní Makedonie (1967)
- Ostrava, Česko (1971)
- Brazzaville, Konžská republika (1975)
- Florencie, Itálie (1978)
- Hamburk, Německo (1987)
- Rotterdam, Nizozemsko (1988)
- Štrasburk, Francie (1990)
- Salcburk, Rakousko (1991)
- Columbus, Spojené státy americké (1992)
- Chang-čou, Čína (2009)

### Konzuláty a zahraniční mise
Vedle českého generálního konzulátu se v Drážďanech nacházejí honorární konzuláty Dánska, Ekvádoru, Finska, Itálie, Kapverd, Kazachstánu, Chorvatska, Litvy, Lucemburska, Nizozemska, Rakouska, Panamy, Filipín, Švýcarska, Slovinska, Španělska, Jižní Afriky, Jižní Koreje a Maďarska. Kromě toho je v Drážďanech Institut français.

## Kultura

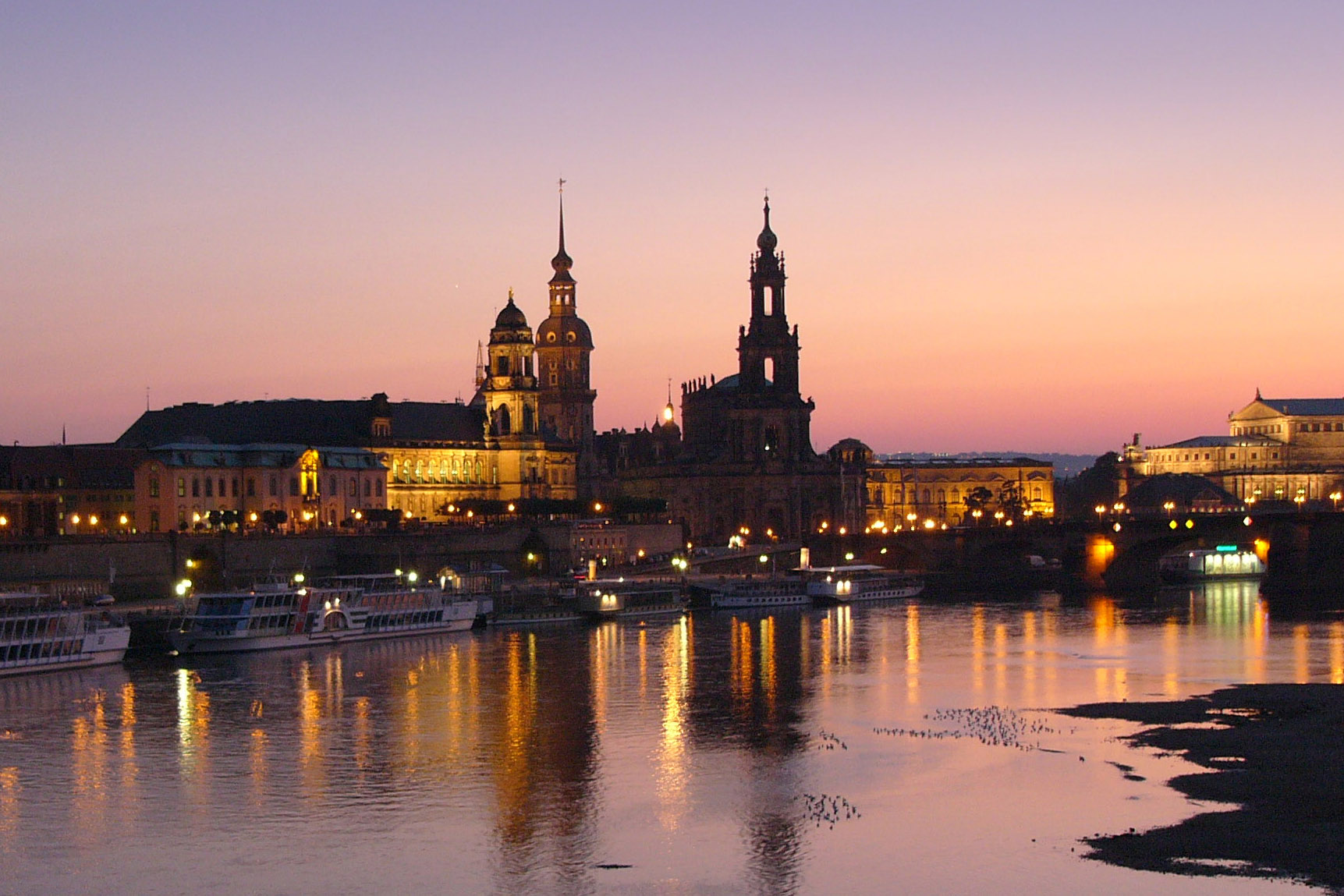
Terasovitý břeh Labe

Drážďany jsou světovým městem kultury a umění a od roku 2004 do roku 2009 byly na seznamu světového dědictví UNESCO. Ve městě je přes 50 muzeí, více než 35 divadel a kabaretů a vynikajících souborů. Významné akce přitahují každý rok domácí i zahraniční hosty. Každoročně se uděluje Umělecká cena města Drážďany.

### Divadlo

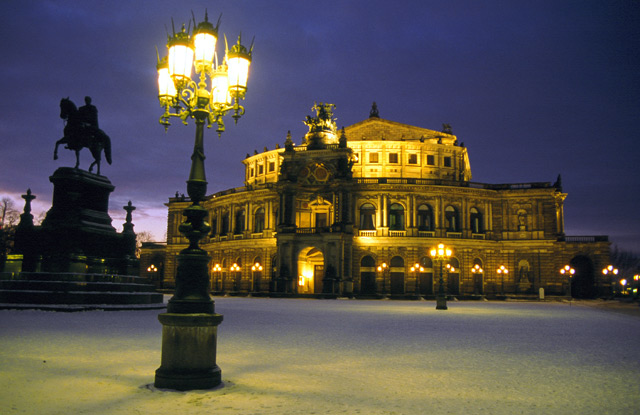
Semperova opera

Saská státní opera v Drážďanech byla založena v roce 1841 na svém nynějším místě ve známé budově Semperovy opery. Tato budova byla ve své historii dvakrát zničena. Celkově vzato byla Státní opera po více než 50 let své 160leté historie nucena hrát na jiném místě než v Semperově opeře. V Semperově opeře a jejích předchůdkyních byly mj. v premiéře uvedeny opery Richarda Wagnera a Richarda Strausse. Orchestrem opery je Sächsische Staatskapelle Dresden (viz sekce Hudba). Semperova opera má rovněž komorní scénu „Semper Zwei“.
Státní divadlo v Drážďanech (Staatsschauspiel Dresden) provozuje „Schauspielhaus“ – všeobecně nazývaný „Großes Haus“ –, což je největší divadlo ve městě, a rovněž „Kleines Haus“ v ulici Glacisstraße. Na Divadelním náměstí (Theaterplatz) se nachází divadlo Theaterkahn Dresden, což je scéna na palubě lodi. Státní opereta v Drážďanech sídlí v bývalé elektrárně na fosilní palivo Kraftwerk Mitte.
Nejvýznamnějšími kabarety ve městě jsou „Die Herkuleskeule“, „Breschke & Schuch“, „Comödie Dresden“ a „Boulevardtheater Dresden“.
Divadlo moderních forem je zastoupeno scénou Theater Junge Generation, ke které patří i loutkové divadlo Puppentheater, dále neubauLABOR sídlící v budově „Kleines Haus“ a zvláště Festspielhaus Hellerau, v němž sídlí Evropské centrum umění. Další divadla a scény jsou Societaetstheater, „die bühne“, „Das Projekttheater“ stejně jako „Theaterruine St. Pauli“ v Neustadtu a „Boulevardtheater Dresden“. Představení se konají také pod záštitou kulturních spolků „Mimenstudio Dresden e. V.“, „Kulturverein riesa efau“ a „Motorenhalle – Projektzentrum für zeitgenössische Kunst“, město je rovněž domovskou scénou tanečního divadla Tanztheater Derewo.

### Hudba

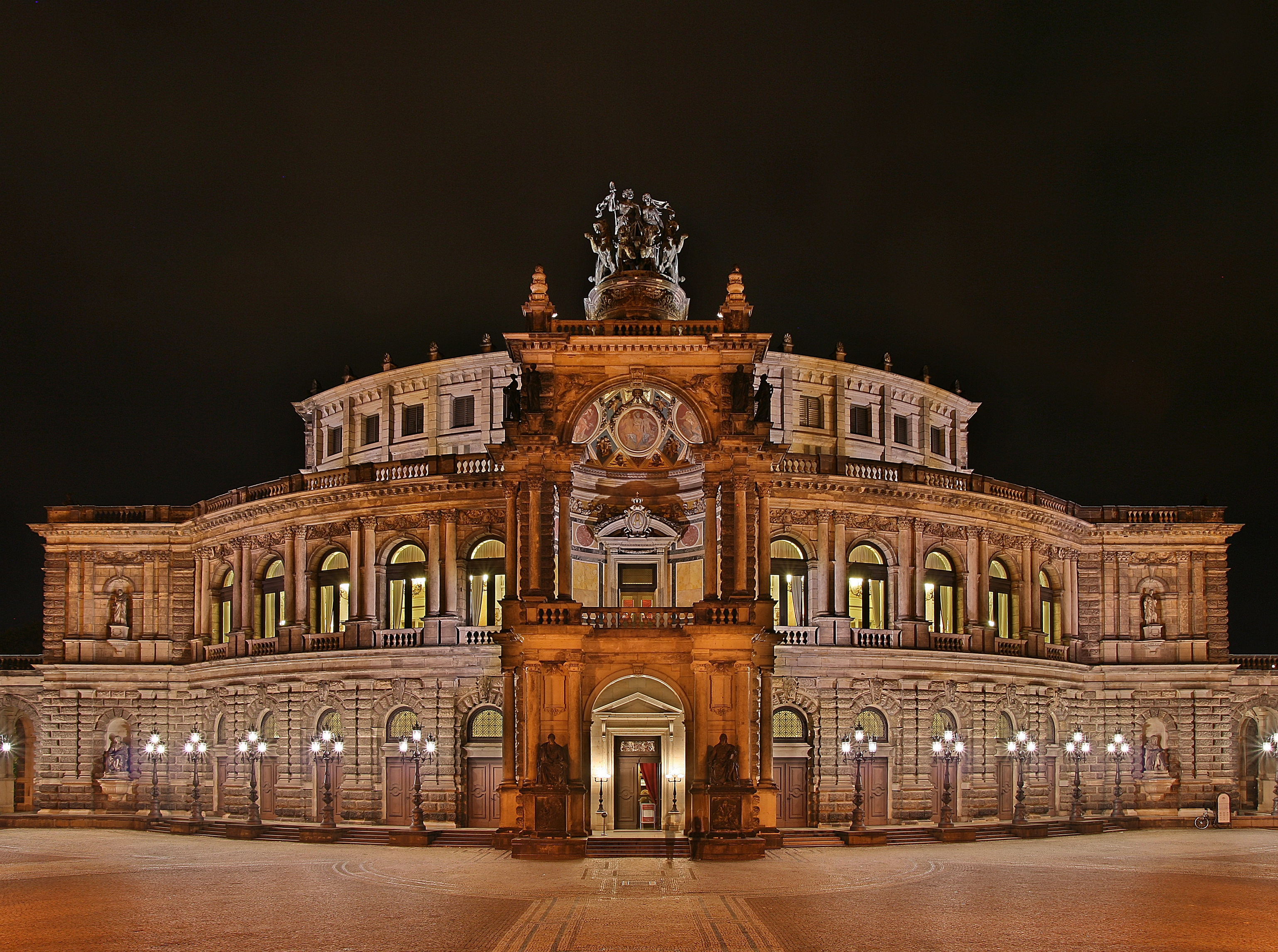
Semperova opera v noci

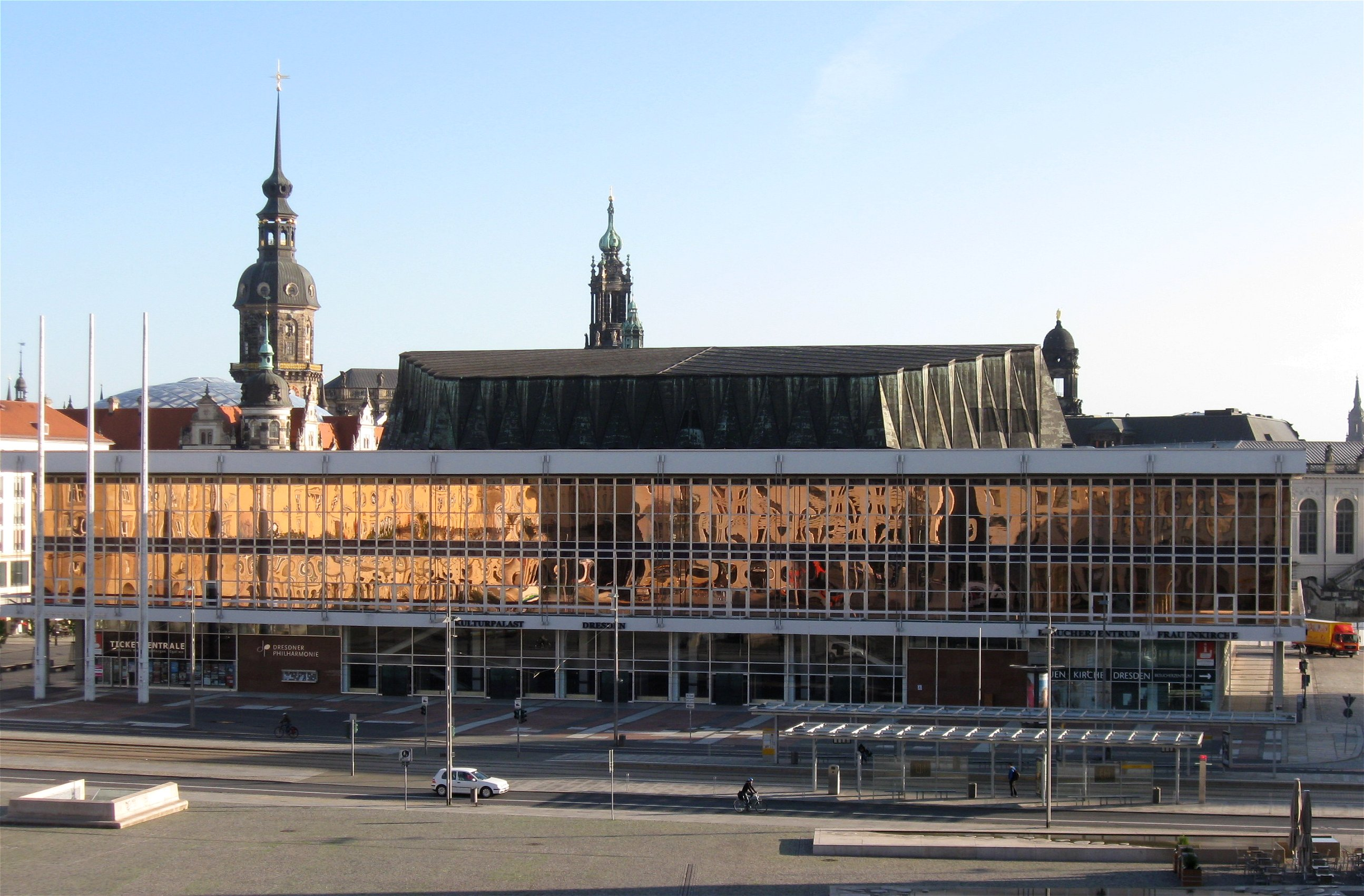
Palác kultury znovuotevřený v roce 2017

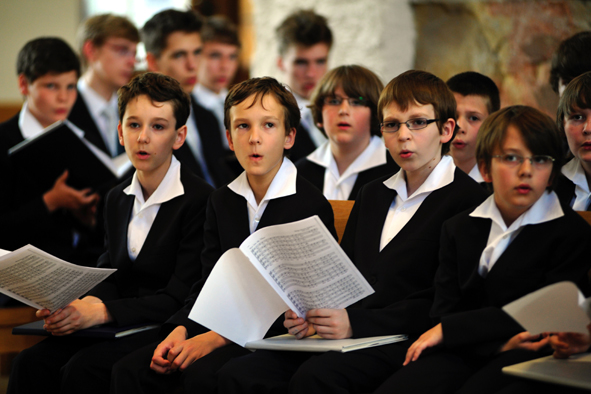
Dresdner Kreuzchor v Kreuzkirche (2012)

V Drážďanech sídlí vícero slavných orchestrů a sborů.
Sächsische Staatskapelle Dresden je považována za nejstarší nepřetržitě fungující orchestr světa a je stále jedním z nejlepších souborů vůbec. Její předchůdkyně, Königliche Hofcantorey, byla Mořicem Saským založena již roku 1548. Na počátku 17. století začalo toto hudební těleso doprovázet operní představení, jeho kapelník Heinrich Schütz složil a v roce 1627 v Torgau uvedl první německojazyčnou operu Daphne. Autorem libreta přeloženého z italské opery Jacopa Periho byl Martin Opitz. Johann Georg Pisendel, od roku 1728 koncertní mistr, zavedl „moderní orchestrální dirigování“, díky němuž se orchestr v první polovině 18. století dostal mezi nejvýznamnější v Evropě. Hudebními řediteli v 19. století byli mimo jiné Carl Maria von Weber a Heinrich Marschner. Richard Wagner byl asistentem. Od září 2012 je šéfdirigentem souboru Christian Thielemann.
Drážďanská filharmonie, mezinárodně uznávaný městský koncertní orchestr, byla založena v roce 1871. Do roku 1915 nesl orchestr název „Gewerbehaus-Kapelle“, až do roku 1923 „Dresdner Philharmonisches Orchester“. Hlavní dirigenti byli do nedávna Kurt Masur a Marek Janowski. Aktuálním šéfdirigentem je Michael Sanderling.
Mladým orchestrem je od roku 1996 hudební těleso Dresdner Sinfoniker založené Svenem Helbigem a Markusem Rindtem. Tento symfonický orchestr se kromě běžného koncertního repertoáru věnuje výhradně současné hudbě. V roce 2004 byl vyznamenán cenou ECHO Klassik a jeho důležitým hudebním počinem bylo společně se skupinou Pet Shop Boys vytvoření hudby k filmu Křižník Potěmkin.
Dalšími orchestry jsou ansábly specializované na dobovou komorní hudbu, např. Sinfonietta Dresden, Dresdner Barockorchester, Dresdner Kapellsolisten a Virtuosi Saxoniae.
V roce 2012 pro drážďanské slavnostní hry založen Dresdner Festspielorchester (DFO), což je mezinárodně obsazený ansábl pod vedením Ivora Boltona, který roku 2016 vydal své první CD.
Drážďany mají dva slavné sbory s dlouhou historií:
- Dresdner Kreuzchor (Capella sanctae crucis) je chlapeckým sborem při chrámu Kreuzkirche, s nímž je identifikován, třebaže je od svého založení až dodnes sborem městským. Některé zdroje jej považují za tak starý jako samo město a kladou jeho vznik do 13. století.
- Chlapecký sbor při katedrále Hofkirche známý jako Dresdner Kapellknaben je katolickým protějškem Kreuzchoru.[76]

Další sbory v Drážďanech jsou:
- Dresdner Kammerchor – mezinárodní renomovaný sbor s širokým repertoárem od staré hudby k romantismu, založený v roce 1985 a vedený Hansem-Christophem Rademannem.
- Sächsisches Vocalensemble – založený v roce 1996; těžištěm repertoáru je stará hudba, sbor vede dirigent Matthias Jung.
- Philharmonische Chöre Dresden – založený v roce 1967; spolupracuje převážně s filharmonií, současným dirigentem je Gunter Berger.
- Knabenchor Dresden – založený roku 1971 studijním radou Manfredem Winterem, veden Matthiasem Jungem.
- Singakademie Dresden – je jedním z nejvýznamnějších laických sborů ve středním Německu, vyšel ze spolku Dresdner Lehrergesangverein, založeného v roce 1884, sestávajícího z dětí, komorního, oratorního a seniorského sboru, dirigentem je Ekkehard Klemm.[76]
- Chorus 116[76]

Sven Helbig byl zároveň producentem skupiny Polarkreis 18, která byla první drážďanskou skupinou, jejíž píseň Allein Allein se stala hitem číslo jedna v německých singlových žebříčcích. V sedmdesátých letech byly Drážďany centrem rockové hudby v NDR s kapelami jako Electra a Lift. Členy těchto kapel byli především studenti Vysoké hudební školy Carla Marii von Webera. Zde zahájila svou hudební kariéru mj. zpěvačka Veronika Fischer. Na počátku 90. let patřili Freunde der italienischen Oper podle mnoha novinářů k nejlepším a nejvíce inovativním kapelám v nových spolkových zemích. Skupina Ray & the Rockets publikovala v roce 1998, 44 let po „vynálezu“ rock'n'rollu první rock'n'rollvý nosič z Drážďan.
Mezi známé skladatele, kteří působili v Drážďanech, patří Fritz Geissler, Jörg Herchet, Heinrich Schütz, Richard Wagner, Carl Maria von Weber, Jan Dismas Zelenka a Udo Zimmermann. Dnes v Drážďanech žijí skladatelé Thuon Burtevitz, Alexander Keuk, Wilfried Krätzschmar, Karoline Schulz a Jorge García del Valle Méndez.

### Muzea a galerie

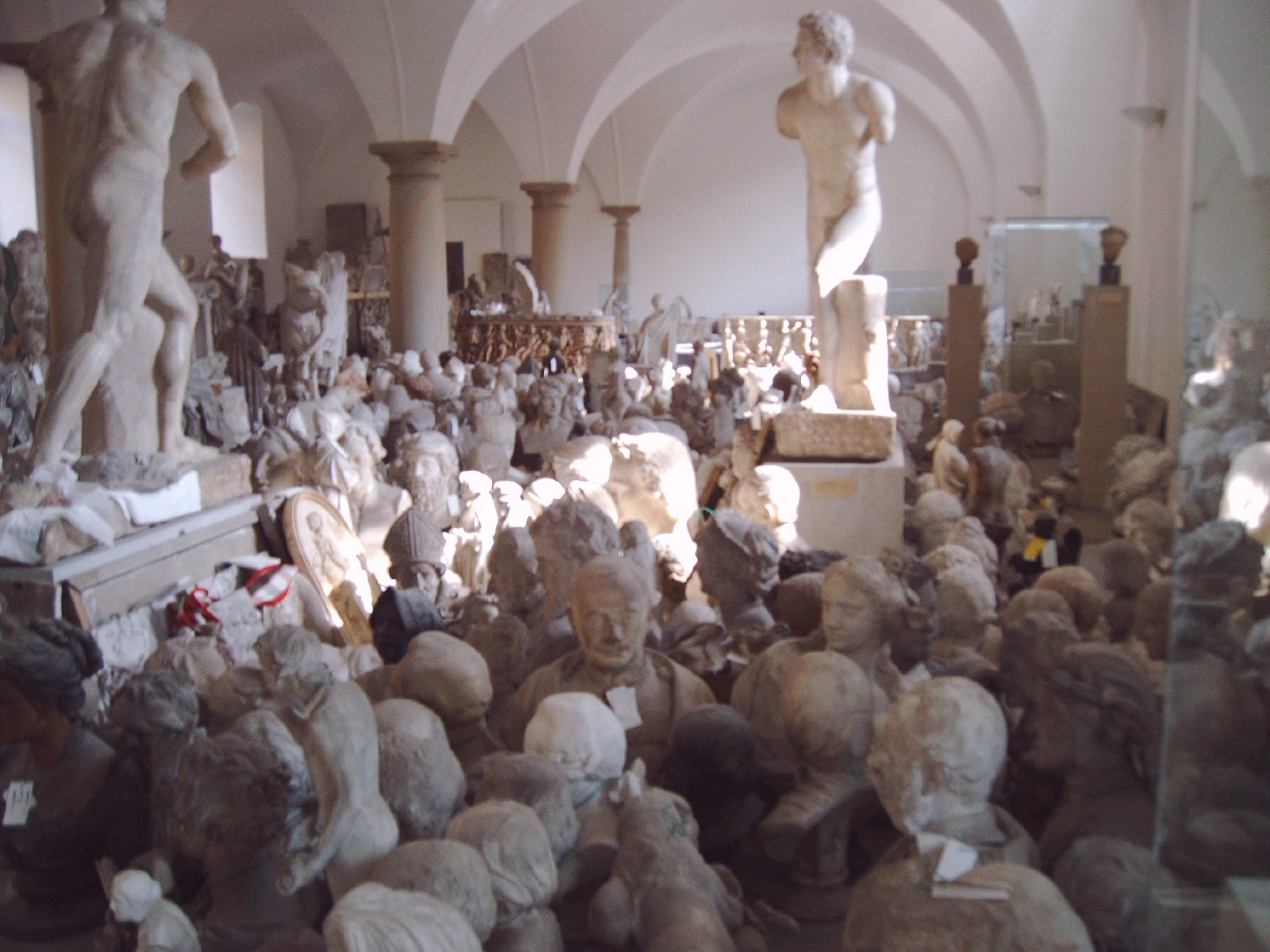
Pohled na sochařské sbírky

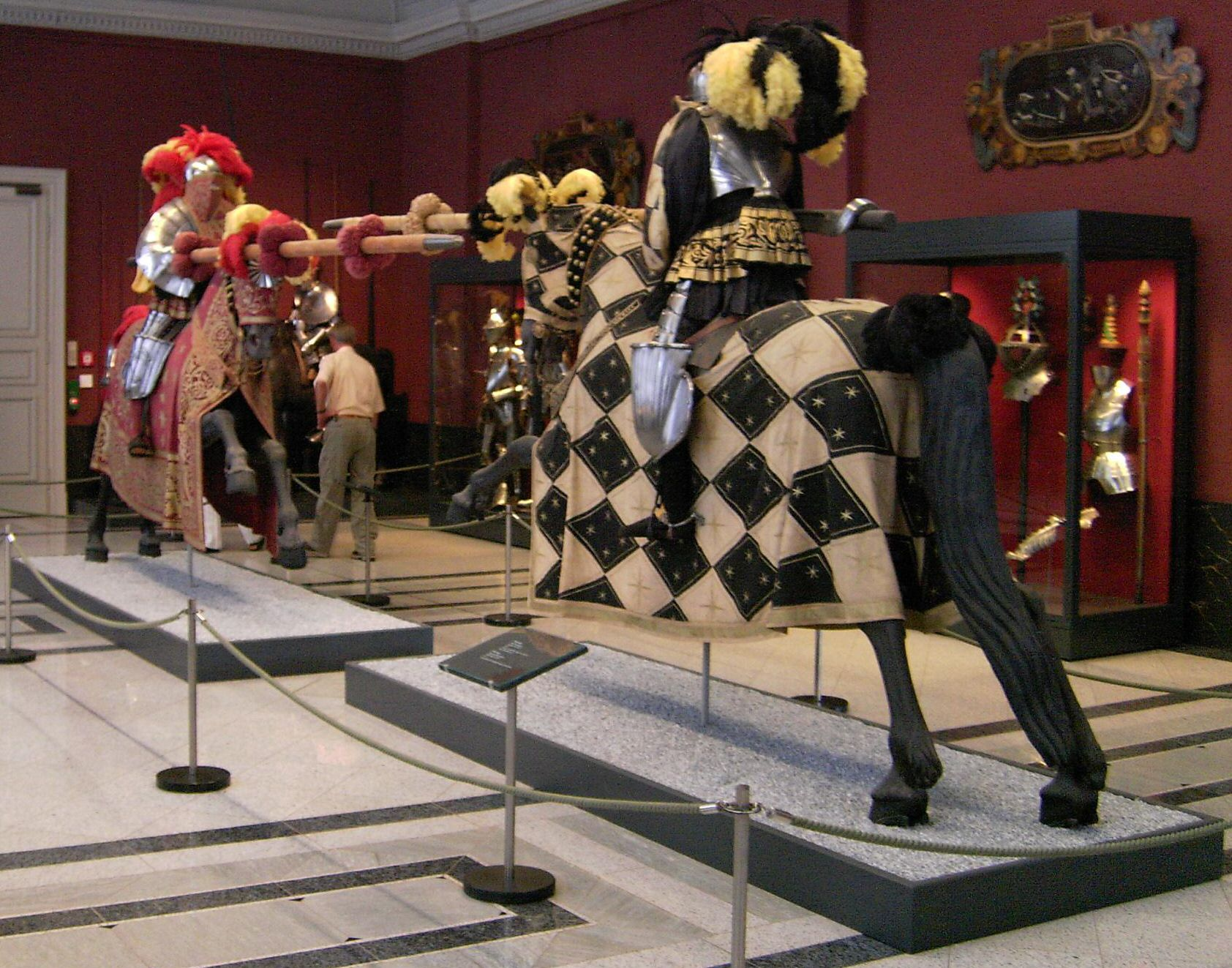
Expozice Zbrojnice

Drážďany mají mimořádně rozmanitou muzejní krajinu složenou z historicky zavedených i mladých institucí. Staletý kulturní příspěvek Drážďan představuje asi 50 muzeí, včetně mnoha napůl státních a soukromých institucí.

#### Zemská muzea
Drážďanské Státní umělecké sbírky (SKD) zahrnují nejznámější muzea ve městě. Ústředními institucemi uměleckých sbírek jsou Rezidenční zámek a Zwinger.
Obrazová galerie starých mistrů se nachází v Semperově budově náležející k Zwingeru od roku 1855. Nejznámějším exponátem je Sixtinská Madonna od Raffaela, která byla původně namalována v letech 1512/13 jako oltářní obraz. V galerii jsou kromě jiného Rembrandtovy, Rubensovy, Bellottovy a další renesanční a barokní malby. Termín „Staří mistři“ je určen k vymezení vůči malířům z Galerie nových mistrů.
Mezi tyto nové mistry patří malíři jako Caspar David Friedrich, Max Liebermann, Max Slevogt, Otto Dix a členové umělecké skupiny Die Brücke. Galerie tak nabízí díla romantismu, impresionismu a expresionismu. Na rozdíl od Galerie starých mistrů mělo mnoho umělců v této galerii osobní spojení s Drážďany, studovalo nebo učilo na zdejší Vysoké škole výtvarných umění.
Dalším zařízením SKD je Grünes Gewölbe. V expozicích Rezidenčního zámku je k vidění sbírka saských kurfiřtů a králů. Poklad ve formě šperků a reprezentativních exponátů je sbírkou evropského zlatnictví a výtvarného umění. Nejznámější díla vytvořil dvorní zlatník Johann Melchior Dinglinger a Balthasar Permoser. Jedním z vynikajících kousků sbírky je „Dvůr z Dillí k narozeninám velkého mogula Aurang-Zebeho“. Obzvláště dobře známé je také třešňové jádro se 185 vyřezávanými lidskými hlavami.
Zvláštním muzeem SKD je Matematicko-fyzikální salon, který je umístěn ve Zwingeru. Obsahuje matematické a fyzikální nástroje z období baroka a osvícenství, jakož i glóby a objekty astronomické kartografie. Jedná se o jeden z nejčasnějších důkazů o spojení kultury a vědy v Drážďanech a byl založen v roce 1728 z obecné umělecké sbírky. Základy této sbírky byly položeny již před staletími.
K dalším zařízením uměleckých sbírek patří Kunstgewerbemuseum na zámku Pillnitz, Grafický kabinet s archivem Josefa Hegenbartha, Muzeum saského lidového umění, Porcelánová sbírka, což je sbírka čínského a míšeňského porcelánu, Sbírka loutek, Kabinet mincí, Zbrojnice, sbírka soch a budova Kunsthalle v Lipsiově budově.

#### Národní muzea

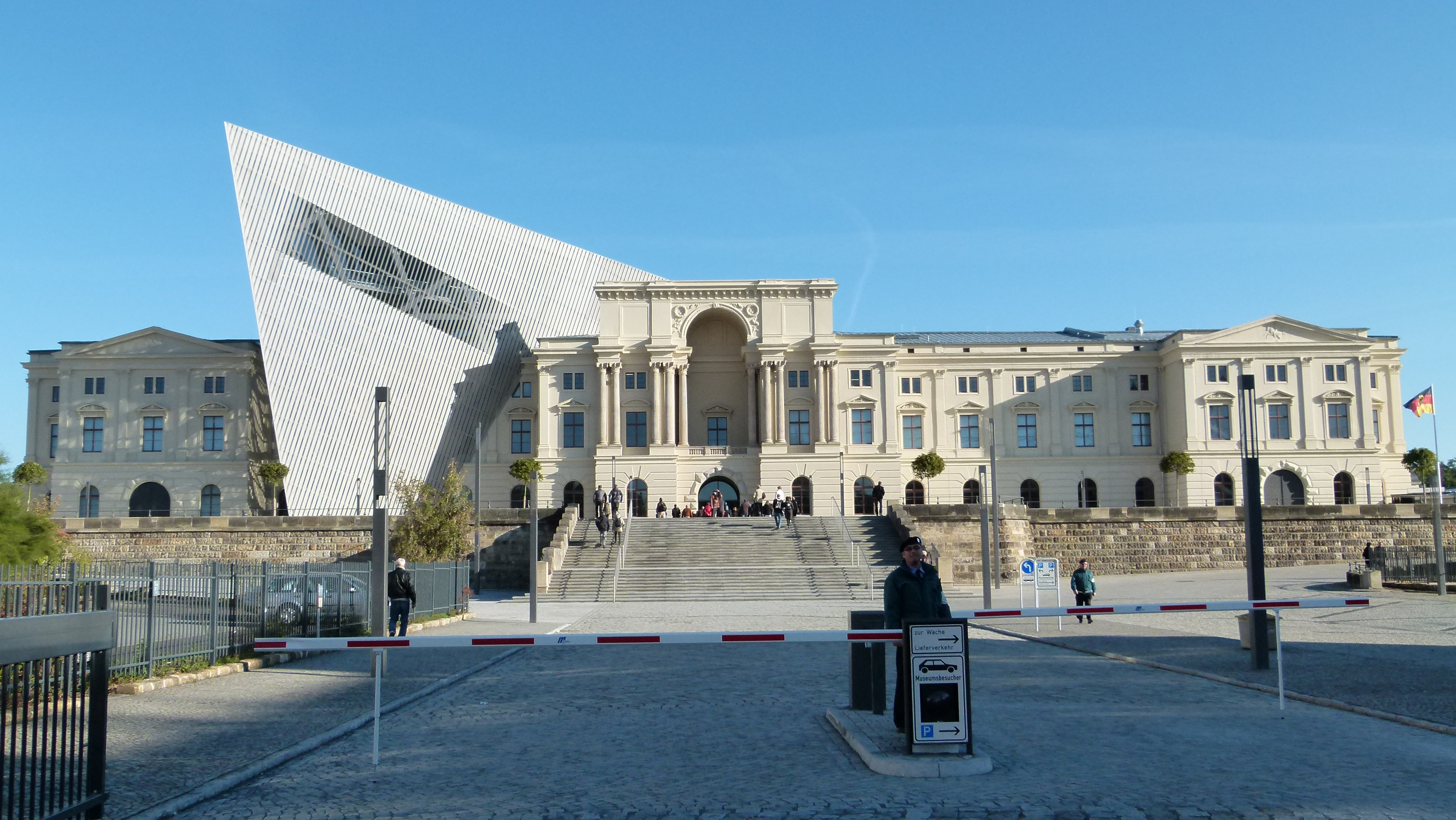
Vojensko-historické muzeum Bundeswehru

Německé muzeum hygieny (Deutsches Hygiene-Museum), založené v roce 1912, slouží ke zdravotnické, humánně-biologické a lékařské osvětě široké veřejnosti. Nejznámějším exponátem je skleněná žena, která umožňuje plastický pohled na všechny vnitřní orgány.
Na severu města, v bývalém kasárenském předměstí Albertstadtu, leží Vojenské historické muzeum Bundeswehru (Militärhistorische Museum der Bundeswehr). Bylo přestavěno v letech 2006–2011 podle plánů Daniela Libeskinda. 10 000 exponátů přibližuje kulturní historii násilí. Sbírka zahrnuje zbraně a válečné vybavení z několika století.

#### Městská muzea

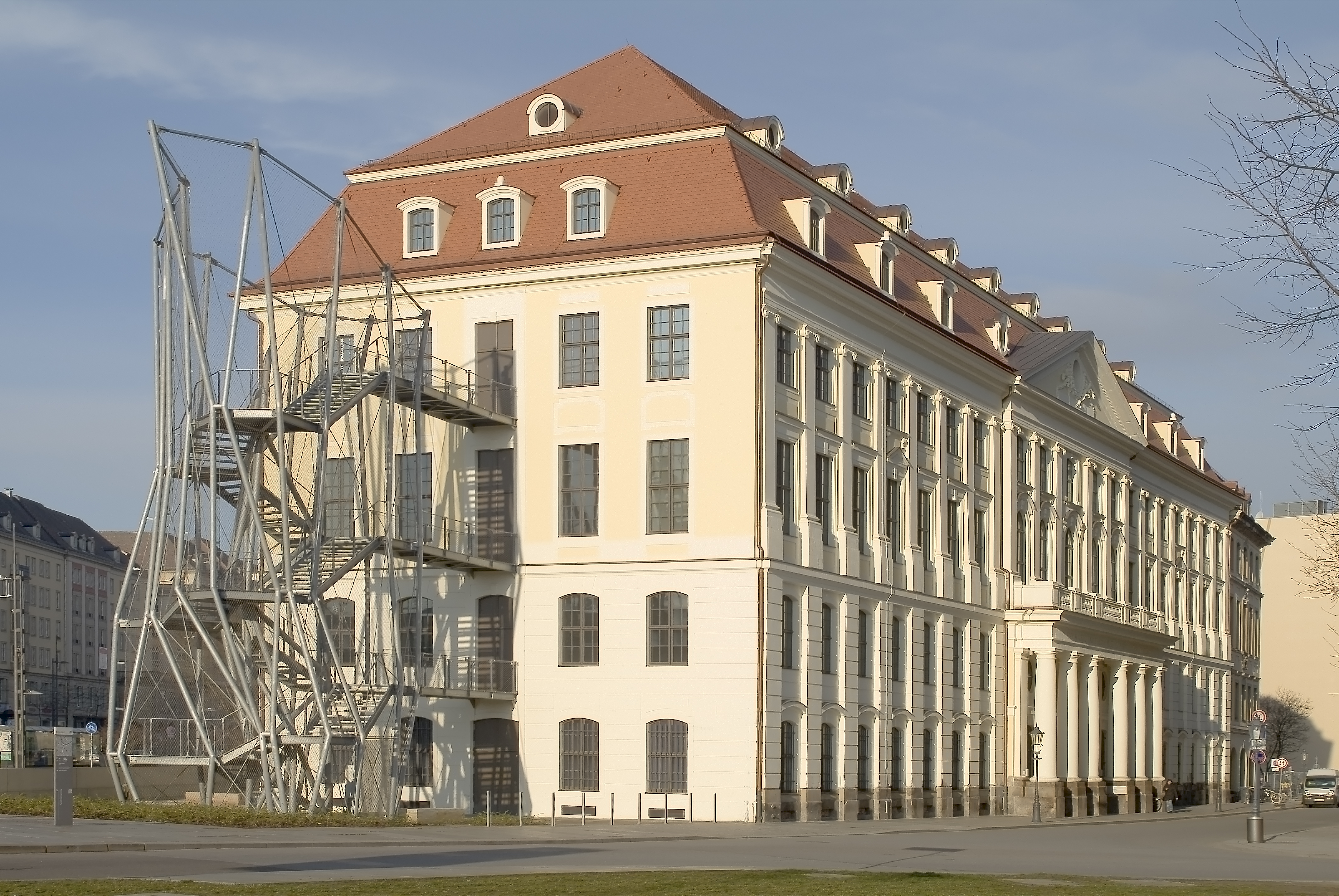
Landhaus na náměstí Pirnaischer Platz

Městské muzeum v Drážďanech (Stadtmuseum Dresden) a Městská galerie se nacházejí v Landhausu (první sněmovní budova zemských stavů) na náměstí Pirnaischer Platz.
Další muzea spadající pod město jsou Technické sbírky (Technischen Sammlungen), Carl-Maria-von-Weber-Museum, Kraszewski-Museum, Kügelgenhaus – Museum der Dresdner Romantik, Schillerhäuschen, Palitzsch-Museum, Leonhardi-Museum a Kunsthaus Dresden.

### Knihovny

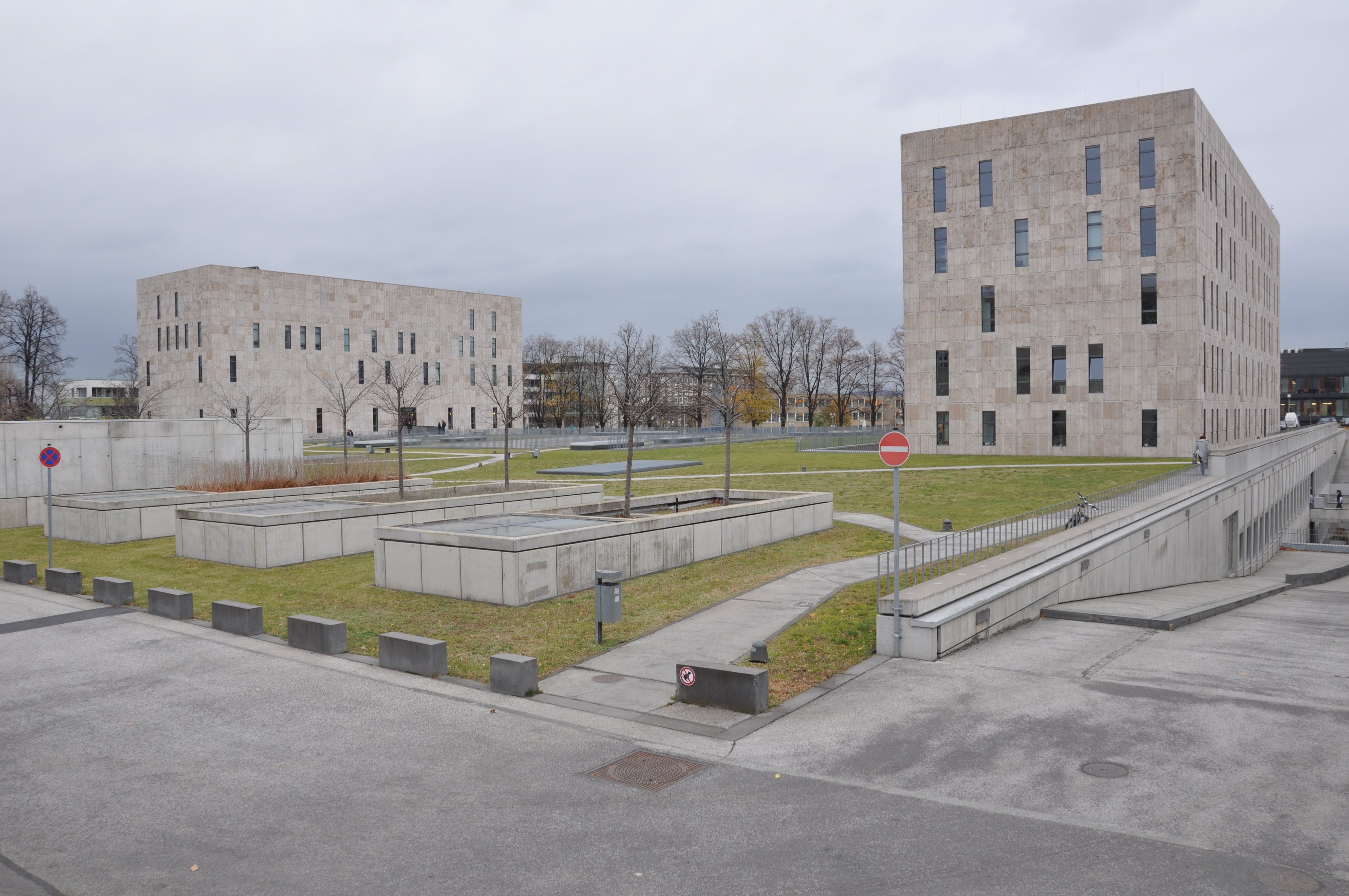
Saská zemská a univerzitní knihovna (SLUB)

Saská zemská knihovna, respektive Saská zemská a univerzitní knihovna v Drážďanech, se nachází v jižní části města v kampusu Technické univerzity. Vznikla v roce 1996 sloučením Drážďanské univerzitní knihovny se Saskou zemskou knihovnou, která byla založena v roce 1556 jako dvorní knihovna. Je to jedna z největších knihoven v Německu s přibližně devíti miliony knižních jednotek a zákonnou povinností uchovávat knihy vydávané v Sasku. V knihovně sídlí Německá fototéka.
Univerzitní knihovny existují na Vysoké škole obchodní a technologické, na Vysoké hudební škole Carla Marii von Webera, na Vysoké škole výtvarných umění a ve společném kampusu Berufsakademie Dresden a na Protestantské univerzitě v Drážďanech.
Městská knihovna v Drážďanech je jednou z nejintenzivněji používaných knihoven v Německu. Ročně půjčuje více než pět milionů médií. Kromě centrální knihovny existuje 19 okresních knihoven a mobilní knihovna.
Město Drážďany má několik městských archivů a Hlavní státní archiv.

### Kina

Kino Schauburg

V Drážďanech je velmi široká nabídka kin. Funguje zde 18 kin s asi 10 700 místy. Vedle kin CinemaxX v Blasewitz (otevřeno roku 2000), UCI v Labském parku (otevřeno roku 1997) a kina Ufa-Kristallpalast v ulici Prager Straße (1998) existují celkem tři multiplexová kina. Po jejich otevření se s 12 000 místy staly Drážďany německým městem s více než 200 000 obyvatel, v němž na počet obyvatel připadá nejvíce míst v kině. Po populačním nárůstu byly Drážďany v roce 2010 v této statistice na třetím místě za Augsburgem a Magdeburgem. Architektonicky zajímavý je zejména palác UFA; tento palác ze „skleněného křišťálu“ navržený architektonickou firmou Coop Himmelb(l)au (viz část o architektuře) stojí hned vedle stejně markantního oválného kina z doby NDR.
Navzdory trendu multiplexových kin stále existují různá programová kina a se Schauburgem v Neustadtu velké „klasické“ kino. I přes konkurenci zvítězil například Schauburg opakovaně v anketách městského časopisu o nejoblíbenější kino. Mezi programová kina patří především Programmkino Ost, Kino im Dach, Kino im Kasten a Thalia. V roce 2006 bylo znovu otevřeno Kino in der Fabrik, zkráceně KIF, což není čistě programové kino. Za zmínku stojí jeho neobvyklá atmosféra kina v bývalé továrně, které mimo jiné zaujme fantastickým barevným schématem.

### Kuchyně
- Drážďanská štóla
- Russisch Brot
- Dominostein
- Dresdner Eierschecke
- Pflaumentoffel
- Quarkkäulchen

## Pamětihodnosti

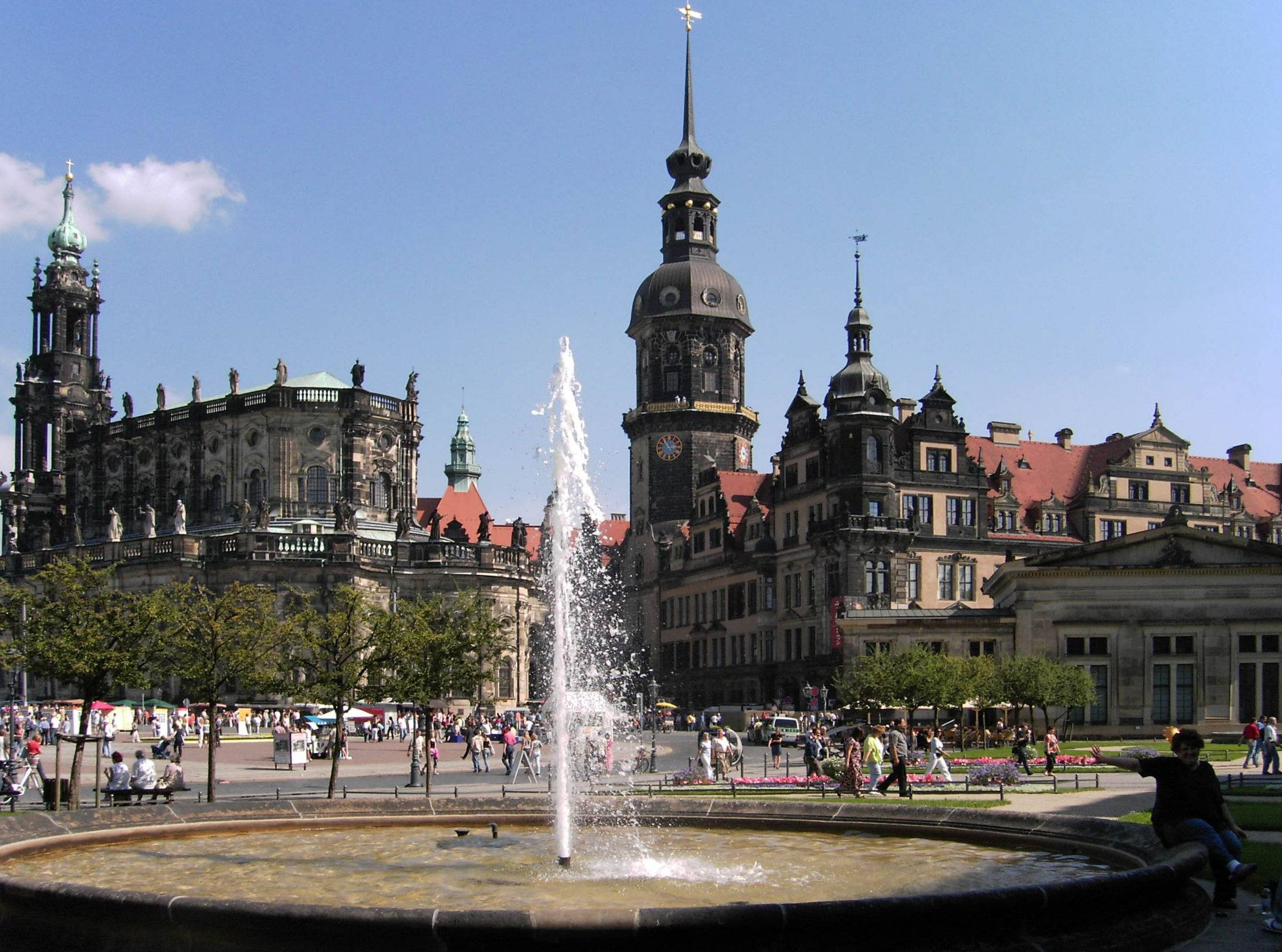
Zámek (vpravo) a Hofkirche na náměstí Theaterplatz

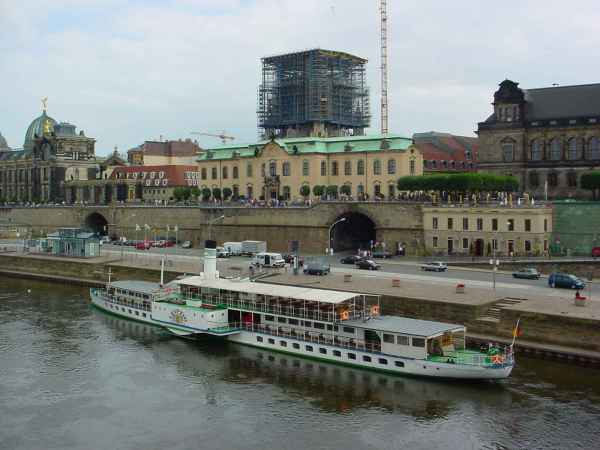
Brühlská terasa s Frauenkirche v rekonstrukci

Drážďany jsou známé jako město baroka, třebaže s výjimkou Vnitřního Neustadtu, žádným barokním městem v pravém slova smyslu nejsou. V oblasti architektury se zde vyvinulo drážďanské baroko, přičemž dochované stavby byly postaveny převážně pro saské monarchy a částečně jsou již novobarokní. Existuje však i několik dochovaných příkladů původního měšťanského baroka. Na druhé straně je mnoho budov baroku nesprávně připisováno, neboť rozsáhlé oblasti města byly budovány buď ve stylu renesance, nebo klasicismu, ale zejména v pozdějším historismu. Skutečně barokní přístup vyznačující se uspořádáním v jasných symetrických formách byl uplatňován v územním plánování na volných prostranstvích kolem Labe.

### Památky světového dědictví UNESCO
Kulturní krajina údolí drážďanského Labského údolí od zámku Pillnitz k zámku Übigau byla v roce 2004 zařazena na seznam památek světového dědictví UNESCO, ale v roce 2009 to bylo zrušeno v důsledku stavby mostu Waldschlößchenbrücke. Organizace UNESCO viděla v mostě hrozbu pro krajinu jakožto světové dědictví.
Na začátku dvacátého století byly v drážďanské oblasti postaveny významné budovy reformního umění. První německé zahradní město Drážďany-Hellerau, které bylo založeno v roce 1909, usiluje od roku 2011 o zařazení do seznamu světového dědictví UNESCO pro tuto drážďanskou čtvrť. Na návrhu reformního sídliště založeného Karlem Schmidtem-Hellerauem se podíleli známí umělci a architekti jako Richard Riemerschmid, Hermann Muthesius, Theodor Fischer, Kurt Frick a Heinrich Tessenow.

### Sakrální stavby

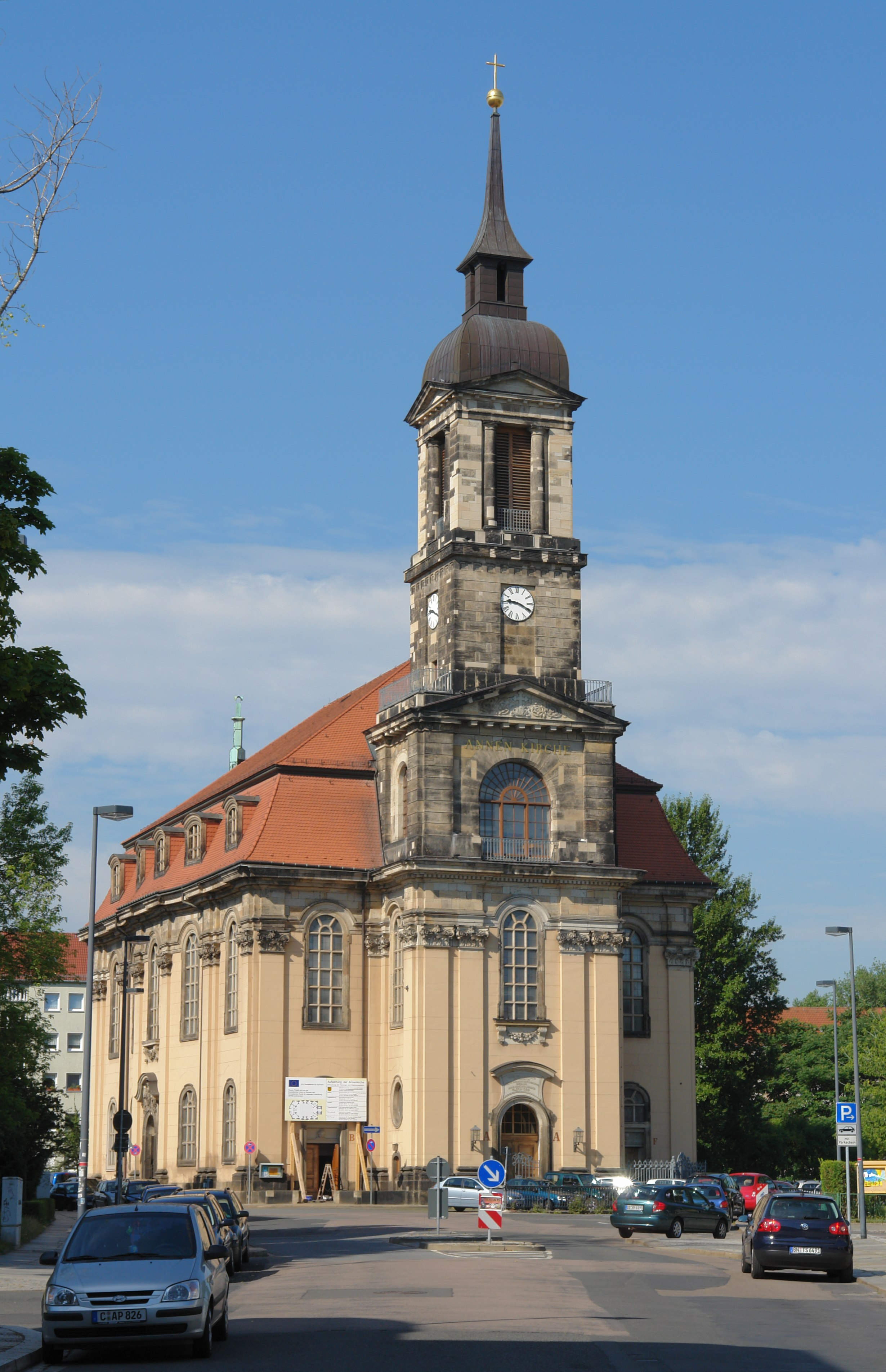
Kostel svaté Anny

- Frauenkirche – (původně: Kirche Unserer Lieben Frau „Kostel naší milé paní“), česky kostel Panny Marie, je evangelicko-luterský kostel a formativní monumentální stavba drážďanského Neumarktu. Je považován za velkolepý doklad protestantské náboženské budovy, má jednu z největších kamenných kostelních kopulí severně od Alp a je považován za jednu z největších pískovcových budov na světě. Frauenkirche byla postavena v letech 1726–1743 podle návrhu Georga Bähra a stala se symbolem drážďanského baroka a součástí městského panoramatu. Na konci druhé světové války byla takřka zničena při náletech na Drážďany. V období NDR byla zřícenina zachována a ponechána jako protiválečný památník. Po převratu začalo roku 1993 třídění ruin a fragmentů a od roku 1994 pak rekonstrukce kostela. Většina prací dokončených v roce 2005 byla financována sponzorskými sdruženími a dárci z celého světa, včetně americké nadace „Friends of Dresden“. Dne 30. října 2005 se ve Frauenkirche konala slavnostní bohoslužba. Z ruiny se tak stal oficiální symbol smíření.[85]
- Katedrála Nejsvětější Trojice (Katholische Hofkirche der heiligsten Dreifaltigkeit) – Katolický dvorní kostel zasvěcený Nejsvětější Trojici (Sanctissimae Trinitatis), je katedrálou Drážďansko-míšeňské diecéze a zároveň farním kostelem. Byl postaven v období 1739–1755 v barokním slohu za kurfiřta Fridricha Augusta II. Gaetanem Chiaverim. Jako bývalý dvorní kostel je propojen nadchodem přes Chiaveriho ulici s Rezidenčním zámkem. Stojí na Starém městě mezi náměstími Schlossplatz a Theaterplatz. Jeho plánování začalo deset let po zahájení výstavby protestantské Frauenkirche, která je o 300 metrů dál na Neumarktu.[85]

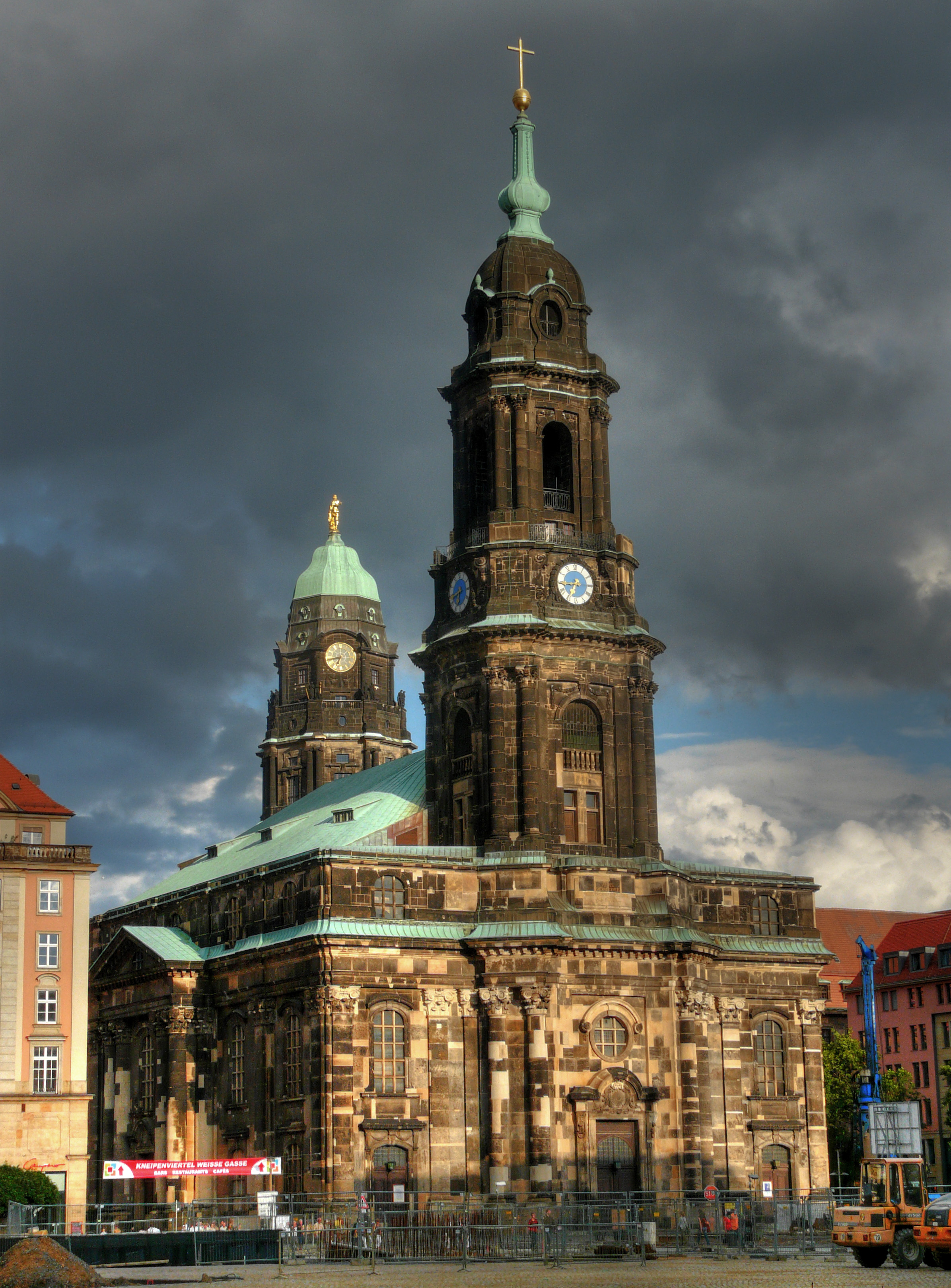
Kreuzkirche (2008)

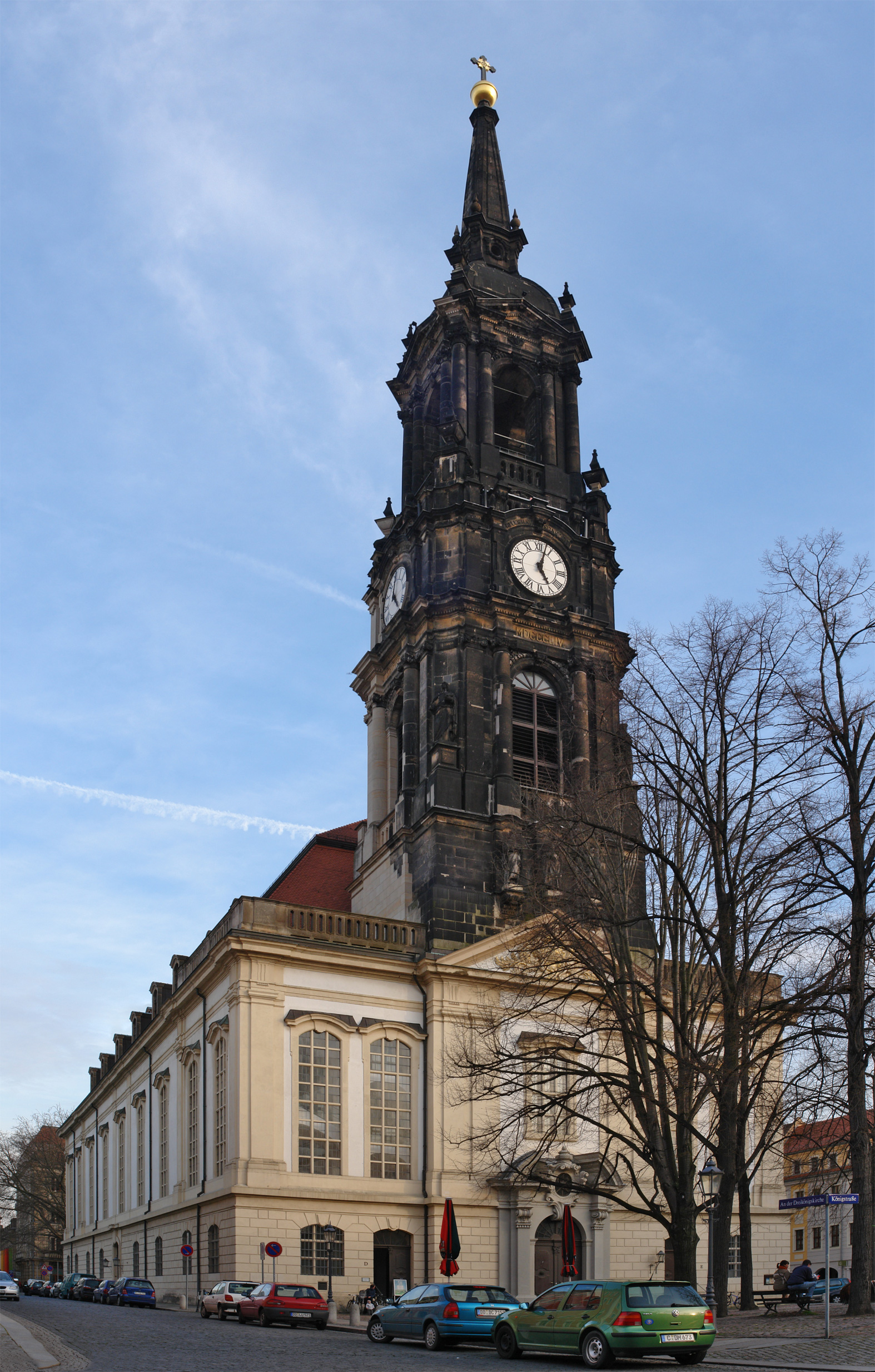
Kostel Tří králů

- Kreuzkirche – Je hlavním městským protestantským kostelem v Drážďanech. Vedle míšeňského Dómu je to rovněž kostel určený ke kázání saského zemského biskupa evangelicko-luteránské církve Saska. Kreuzkirche s více než 3000 místy je největším kostelem v Sasku. Jako působiště sboru Dresdner Kreuzchor a zdejších varhaníků je také centrem církevní hudby ve městě. Kostel byl ve své historii zničen pětkrát, naposledy za druhé světové války. Vnější rekonstrukce proběhla v letech 1946–1955, rekonstrukce interiéru se secesními prvky pokračuje dodnes. Světoznámý saský dvorní malíř Bernardo Bellotto (zvaný „Canaletto“), který ve svých obrazech zachytil staré Drážďany, zachytil pohled na kostel v jeho gotické a renesanční podobě.[85]
- Kostel svaté Sofie (Sophienkirche) – Kostel svaté Sofie byla evangelická sakrální budova nedaleko Zwingeru. Byl postaven v roce 1351 jako kostel františkánského kláštera a byl tak v době svého zničení jediným zachovaným gotickým kostelem ve městě. Během náletů na Drážďany v roce 1945 byl vážně poškozen. Přes četné protesty i za hranicemi NDR byly v letech 1962–1963 zbořeny jeho ruiny a na jejich místě byla postavena rozsáhlá restaurace.[85]
- Kostel Tří králů (Dreikönigskirche) – Kostel Tří králů je sakrální stavba na vnitřním Neustadtu. Je centrem farnosti a používá se také pod názvem Dům církve k různým událostem. Na tomto místě byl kostel poprvé zmíněn počátkem 15. století. Po jeho rozsáhlém poškození za druhé světové války byl koncem 80. let přestavěn. Od roku 1990 do roku 1993 sloužil jako sídlo Saského zemského sněmu. Kostel a fontána před ním jsou kulturními památkami města Drážďany.[85]

- Kostel svaté Anny (Annenkirche) – Kostel postavený v roce 1578 na Wilsdrufferském předměstí je nejstarším příměstským kostelem v Drážďanech. Stavba byla také první protestantskou církevní stavbou ve městě. Dnešní pískovcový kostel byl postaven v letech 1764–1769 poté, co byla budova jeho předchůdce zničena za sedmileté války.[85]
- Kostel svatého Matouše (Matthäuskirche) – Kostel svatého Matouše je evangelickým luteránským farním kostelem v drážďanské čtvrti Friedrichstadt. Barokní kostel, který byl postaven v 18. století, byl v roce 1945 těžce poškozen a v poválečném období přestavěn. Je zapsán jako památka v seznamu památek města Drážďany.[85]
- Ruský pravoslavný kostel (Russisch-Orthodoxe Kirche) – Kostel postavil v letech 1872–1874 architekt Harald Julius von Bosse, což byl ruský státní rada německého původu, který byl rovněž stavitelem německého kostela v Petrohradě, a architekt Karl Weißbach v ulici Reichsstraße (nyní Fritz-Löffler-Straße) na jižním předměstí. Ruský státní rada, Simeon Wikulin, věnoval asi sedm desetin stavební částky 520 000 říšských marek. Podle něho byl kostel pojmenován podle svatého patrona Symeona Stylita mladšího.[85]
- Kostel Martina Luthera (Martin-Luther-Kirche) – Pískovcová stavba byla postavena Ernstem Giesem a Paulem Weidnerem v letech 1883–1887. Architektura stylistickými prostředky odpovídá historismu, přičemž novorománské prvky, jako je oblouk, byly kombinovány s neogotickými proporcemi.[85]
- St. Pauli (Divadlo) – St. Pauli je zřícenina evangelického luteránského kostela sv. Pavla v rezidenční čtvrti Hechtviertel, která slouží jako letní divadlo a kostel.[85]
- Kostel svaté Trojice (Trinitätiskirche) – Trinitätiskirche je ruina kostela v drážďanské čtvrti Johannstadt na náměstí Trinitatisplatz mezi ulicemi Blasewitzer Straße a Fiedlerstraße.[85]
- Kostel svatého Martina (Posádkový kostel) (St. Martin/Garnisonskirche) – Posádkový kostel sv. Martina (vlastně simultánní kostel sv. Martina) je kostel ve čtvrti Albertstadt, který byl vytvořen pro vojenské město saské armády. Byl postaven v letech 1893–1900 uprostřed kasárenského komplexu. Je rozdělen na protestantskou a římsko-katolickou část, z nichž se od roku 1945 používá pouze část katolická.[85]
- Kostel svatého Lukáše (Lukaskirche) – Lukaskirche v Drážďanském jižním předměstí je církevní stavba protestantské obce sv. Lukáše v Drážďanech. Exteriér kostela je charakterizován historizujícím stylem novorenesance, v interiéru původně dominovala secese. Věž kostela, který kdysi dotvářel městské panorama, chybí od svého zničení za války. O její rekonstrukci usiluje občanská iniciativa.[85]
- Zionskirche – Označení „Zionskirche“ náleželo dvěma protestantsko-luteránským kostelům v drážďanském předměstí Südvorstadtu. Starý Zionskirche je od roku 1945 ruinou, Nový Zionskirche je novostavbou z roku 1965.[85]
- Synagoga (Synagoge) – Nová synagoga je synagogou židovské komunity v Drážďanech od roku 2001. Nachází se na Hasenbergu 1 na vyvýšeném starém městě Labe mezi bývalými opevněními na Brühlské terase a mostem Carolabrücke.[85]

### Sakrální stavby městských částí začleněných po roce 1892
- Briesnitz, Farní kostel (Briesnitz, Pfarrkirche)[86]
- Cotta, Kostel Vykupitele (Cotta, Heilandskirche)[86]
- Cotta, Kostel Panny Marie (Cotta, Marienkirche)[86]
- Hosterwitz, Maria am Wasser[86]
- Hosterwitz, Maria am Wege[86]
- Kaditz, Emauzský kostel (Kaditz, Emmauskirche)[86]
- Klotzsche, Starý kostel (Klotzsche, Alte Kirche)[86]
- Klotzsche, Kristův kostel (Klotzsche, Christuskirche)[86]
- Lausa, Farní kostel (Lausa, Pfarrkirche)[86]
- Leuben, Kostel Nanebevzetí (Leuben, Himmelfahrtskirche)[86]
- Leubnitz, Farní kostel (Leubnitz, Pfarrkirche)[86]
- Löbtau, Mírový kostel (Löbtau, Friedenskirche)[86]
- Löbtau, Kostel svatého Antonína (Löbtau, St Antonius)[86]
- Löbtau, Kostel Naděje (Löbtau, Hoffnungskirche)[86]
- Loschwitz, Farní kostel (Loschwitz, Pfarrkirche)[86]
- Pieschen, Kostel svatého Josefa (Pieschen, St Josef)[86]
- Pieschen, Kostel svatého Marka (Pieschen, Markuskirche)[86]
- Pillnitz, Viničný kostel svatého Ducha (Pillnitz, Weinbergkirche „Zum Heiligen Geist")[86]
- Plauen, Kostel Zmrtvýchvstání (Plauen, Auferstehungskirche)[86]
- Strehlen, Kristův kostel (Strehlen, Christuskirche)[86]
- Strehlen, Obecní kostel Ježíše Krista posledních dnů (Strehlen, Gemeindehaus der Kirche Jesu Christi der Heiligen der letzten Tage)[86]
- Strehlen, Kostel svatého Petra (Strehlen, St Petrus)[86]
- Striesen, Kostel Nejsvětějšího srdce Ježíšova (Striesen, Herz-Jesu-Kirche)[86]
- Striesen, Kostel Smíření (Striesen, Versöhnungskirche)[86]
- Tolkewitz, Betlémský kostel (Tolkewitz, Bethlehemkirche)[86]
- Trachau, Apoštolský kostel (Trachau, Apostelkirche)[86]
- Weißer Hirsch, Evangelický kostel (Weißer Hirsch, Evangelische Kirche)[86]
- Weißer Hirsch, Kostel svatého Huberta (Weißer Hirsch, St. Hubertus)[86]
- Wilschdorf, Kostel svatého Kryštofa (Wilschdorf, Christophoruskirche)[86]

### Hřbitovy

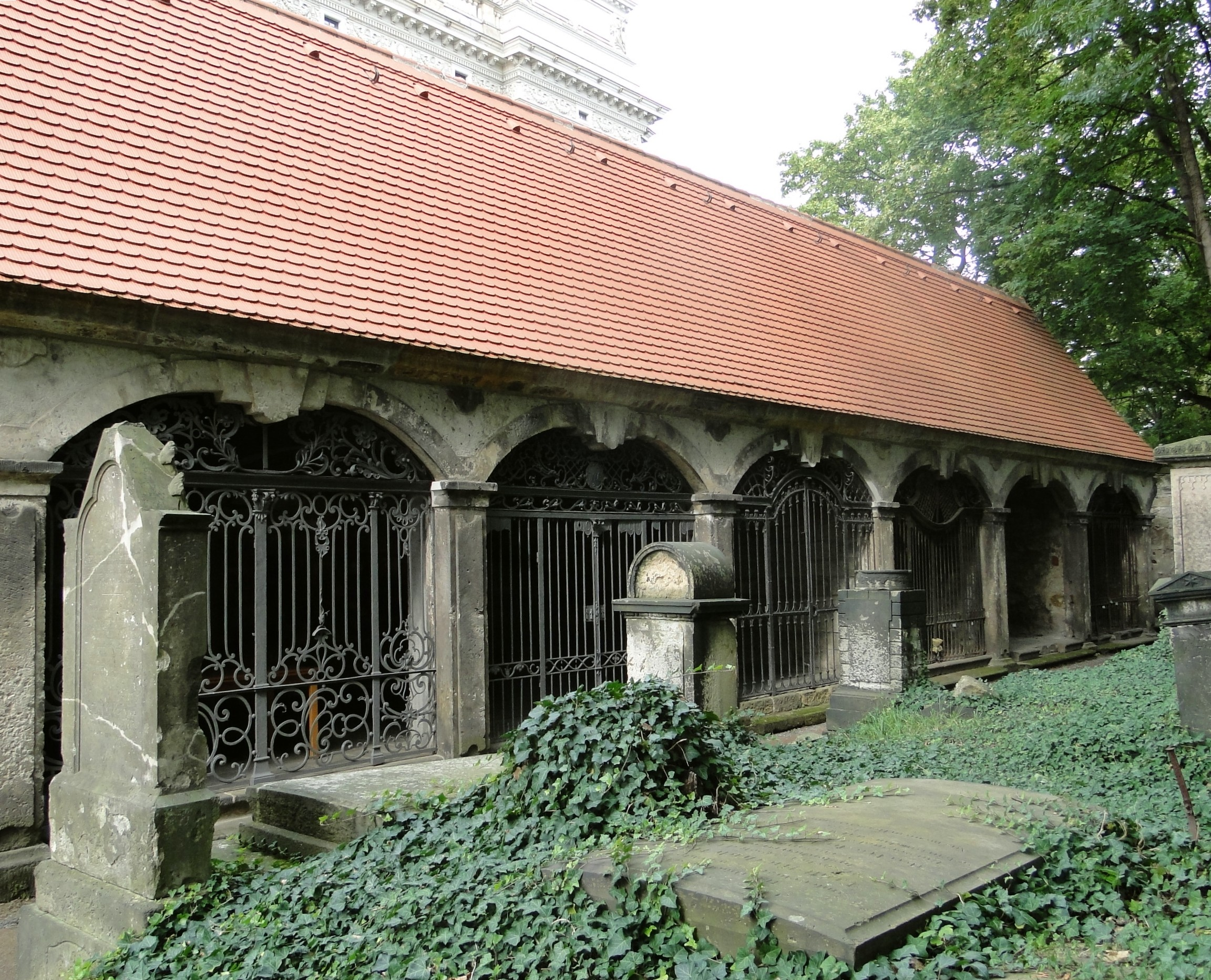
Restaurované hrobky od architekta Georga Bähra na severní straně Eliášova hřbitova

- Starý katolický hřbitov (Alter (Innerer) Katholischer Friedhof) – Je jedním z nejstarších existujících pohřebišť v Drážďanech a v době svého vysvěcení v roce 1724 byl prvním katolickým hřbitovem ve městě. Z důvodu velkého množství barokních, rokokových a klasicistních náhrobků, je považován za kulturněhistoricky nejdůležitější hřbitov v Drážďanech. Hřbitov patří mezi kulturní památky drážďanského Friedrichstadtu. Mezi jinými jsou zde pohřbeni Balthasar Permoser, Friedrich von Schlegel, Franz Anton Schubert, Josef Tichatschek a Carl Maria von Weber.[87]
- Eliášův hřbitov (Eliasfriedhof) – Tento hřbitov je v kulturně-historickém ohledu považován za nejdůležitější ve městě. Uzavřen je od roku 1876, autorem některých hrobek je architekt Frauenkirche George Bähr. Hřbitov byl v roce 2015 zařazen do programu financování „celonárodně cenných kulturních památek“ spolkové vlády.[87]
- Starý židovský hřbitov (Alter Jüdischer Friedhof) – Starý židovský hřbitov v Drážďanech je nejstarším dochovaným židovským hřbitovem v Sasku. Nachází se severně od ulice Bautzner Straße v ulici Pulsnitzer Straße (původně Juden-Gasse) v Neustadtu, poblíž kostela Martina Luthera a zahrnuje pouze 3500 metrů čtverečních. Je chráněn jako kulturní památka.[87]
- Neustadtský hřbitov (Innerer Neustädter Friedhof) – Hřbitov Vnitřního Neustadtu je jedním z nejstarších hřbitovů v Drážďanech a nachází se jižně od Bischofsplatz na předměstí Lipska. Název odkazuje na původní umístění hřbitova uvnitř drážďanského opevnění. Díky svým dochovaným barokním hrobkám je jedním z historicky nejzajímavějších hřbitovů v Drážďanech.[87]
- Nový hřbitov svaté Anny (Neuer Annenfriedhof) – Nový hřbitov svaté Anny leží v drážďanské čtvrti Löbtau a je památkově chráněn.[87]
- Urnový háj Drážďany-Tolkewitz (Urnenhain Dresden-Tolkewitz) – Městský hřbitov a Urnový háj Drážďany-Tolkewitz je lesní hřbitov v drážďanské čtvrti Tolkewitz, kde se konají pouze pohřby žehem. Hřbitov se nachází vedle hřbitova Johannisfriedhof v ulici Wehlener Straße a je v komunálních rukou. Jedná se o šestý největší hřbitov v Drážďanech o rozloze 70 500 metrů čtverečních.[87]

### Rezidenční stavby (Staré město)

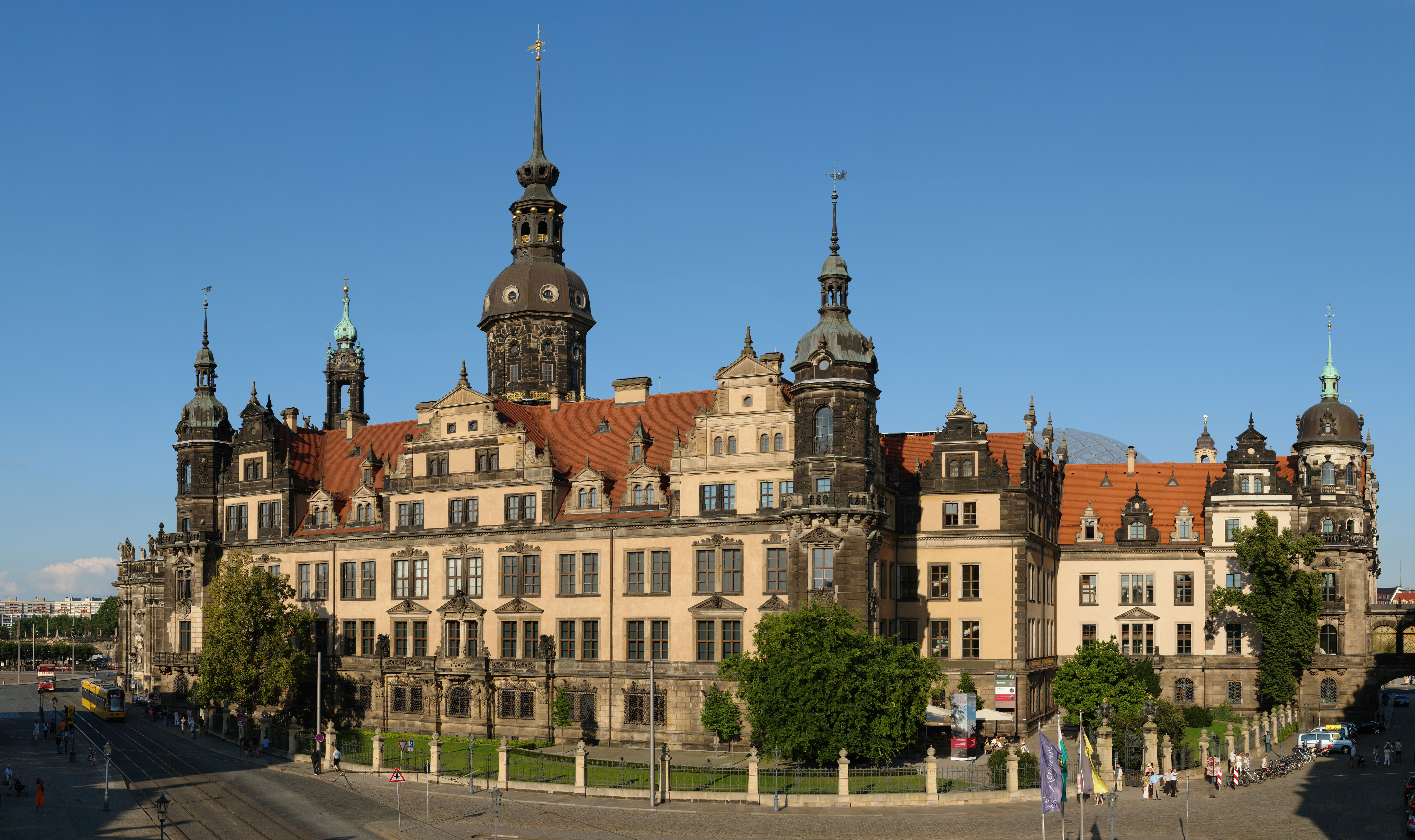
Rezidenční zámek, pohled od Zwingeru k ulici Sophienstraße

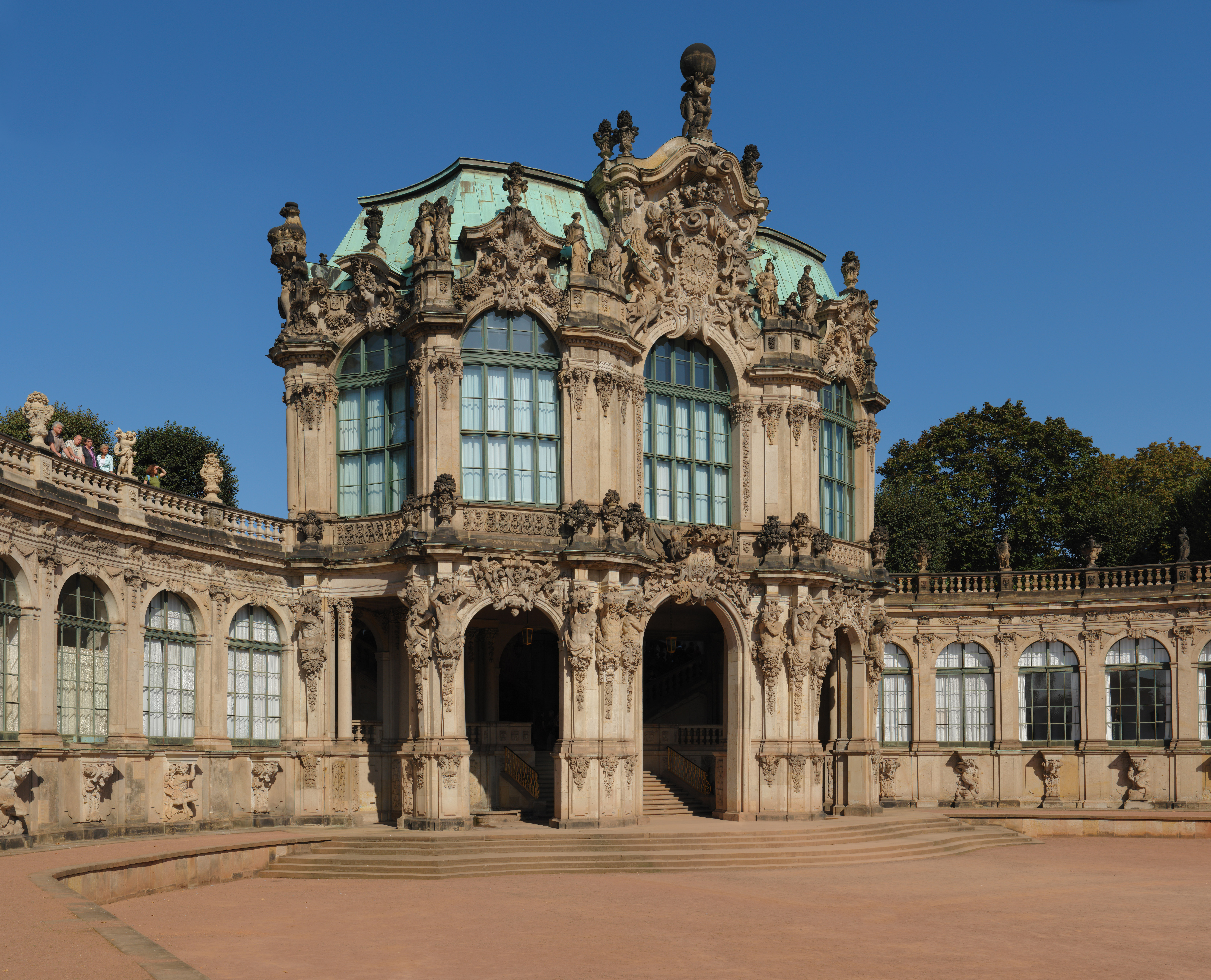
Wallpavillon

- Rezidenční zámek (Residenzschloss) – Rezidenční zámek je renesanční stavba v centru Drážďan. Byl sídlem drážďanského dvora, jenž patřil saským kurfiřtům (1547–1806) a králům (1806–1918). Jako sídlo Albertinské linie panovnického rodu Wettinů formoval kulturní rozvoj Drážďan již od 16. století. Zámek je jednou z nejstarších budov ve městě a je významnou architektonickou památkou, protože na něm zanechaly stopy všechny styly od románského slohu po historismus. Komplex byl znovu vystavěn od 80. let 20. století a po rekonstrukci je sídlem pěti muzeí: Historické a nové části Grünes Gewölbe, Kabinetu mincí, Grafického kabinetu a Zbrojnice se sálem Türckische Cammer. Je zde také knihovna zaměřená na dějiny umění a generální ředitelství Státních uměleckých sbírek Drážďany (Staatliche Kunstsammlungen Dresden, SKD).[88]
- Velká zahrada (Großer Garten) – Velká zahrada v Drážďanech je parkem barokního původu. Současný největší park ve městě byl vybudován od roku 1676 na příkaz kurfiřta Jana Jiřího III. a byl v průběhu své historie několikrát prodloužen, takže má dnes přibližně obdélníkový půdorys na ploše přibližně 1,8 km². Jeho podélný rozsah je asi 1900 metrů, šířka dosahuje maximálně 950 metrů. Nejvýznamnější stavbou uprostřed parku je Letní palác (Sommerpalais) postavený kolem roku 1680 Johannem Georgem Starckesem. Během své více než třísetleté historie prošel areál mnoha změnami, takže barokní základní struktura zůstala dodnes rozpoznatelná, ale již nelze hovořit o barokní zahradě v užším slova smyslu.[88]
- Palác Taschenberg (Taschenbergpalais) – Znovu vystavěný palác je sídlem Hotelu Taschenbergpalais Kempinski. Název pochází od Taschenbergu, dnes neznatelného kopce, na kterém byla budova kdysi postavena. Nachází se vedle Rezidenčního zámku a přímo naproti Zwingeru.[88]
- Zwinger – Zwinger je stavební komplex se zahradami založený na souhře architektury, sochařství a malby. Areál byl postaven pod vedením architekta Matthäuse Daniela Pöppelmanna a sochaře Balthasara Permosera. Je jednou z nejvýznamnějších barokních staveb a vedle Frauenkirche je nejznámější architektonickou památkou Drážďan. Označení Zwinger se vrací ke středověkému názvu prostoru mezi vnější a vnitřní stěnou opevnění. Zwinger byl postaven v roce 1709 jako oranžerie, zahrada a reprezentativní festivalový areál. Jeho ozdobené pavilony a galerie lemované balustrádami, figurami a vázami svědčí o výtvarném stylu éry kurfiřta Fridricha Augusta I. V původním návrhu byl areál koncipován jako nádvoří nového zámku, který nebyl realizován. Teprve o století později byl Zwinger uzavřen Semperovou galerií podle návrhu architekta Gottfrieda Sempera.[88]
- Městské opevnění (Stadtbefestigung) – Drážďanské opevnění je poprvé písemně zmíněno v roce 1299 a rostlo s městem až do svého zboření na začátku 19. století. Pevnost Drážďany obklopovala vnitřní Staré město ve tvaru prstenu. Nejznámější dochovanou částí opevnění je Brühlská terasa, pod níž je zřízeno Museum Festung Dresden.[88]

### Zámky a šlechtické paláce

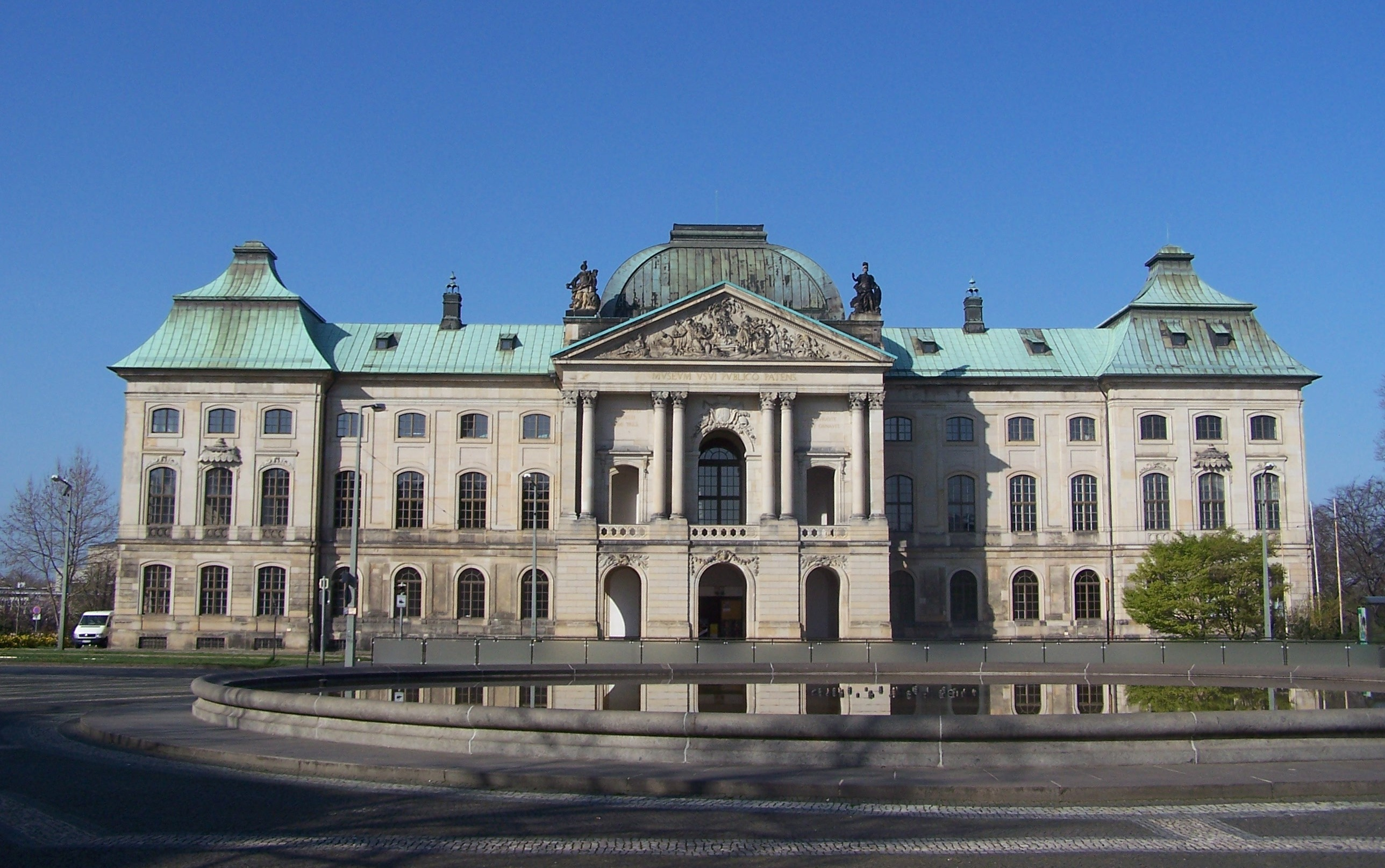
Japonský palác v pohledu z náměstí Palaisplatz

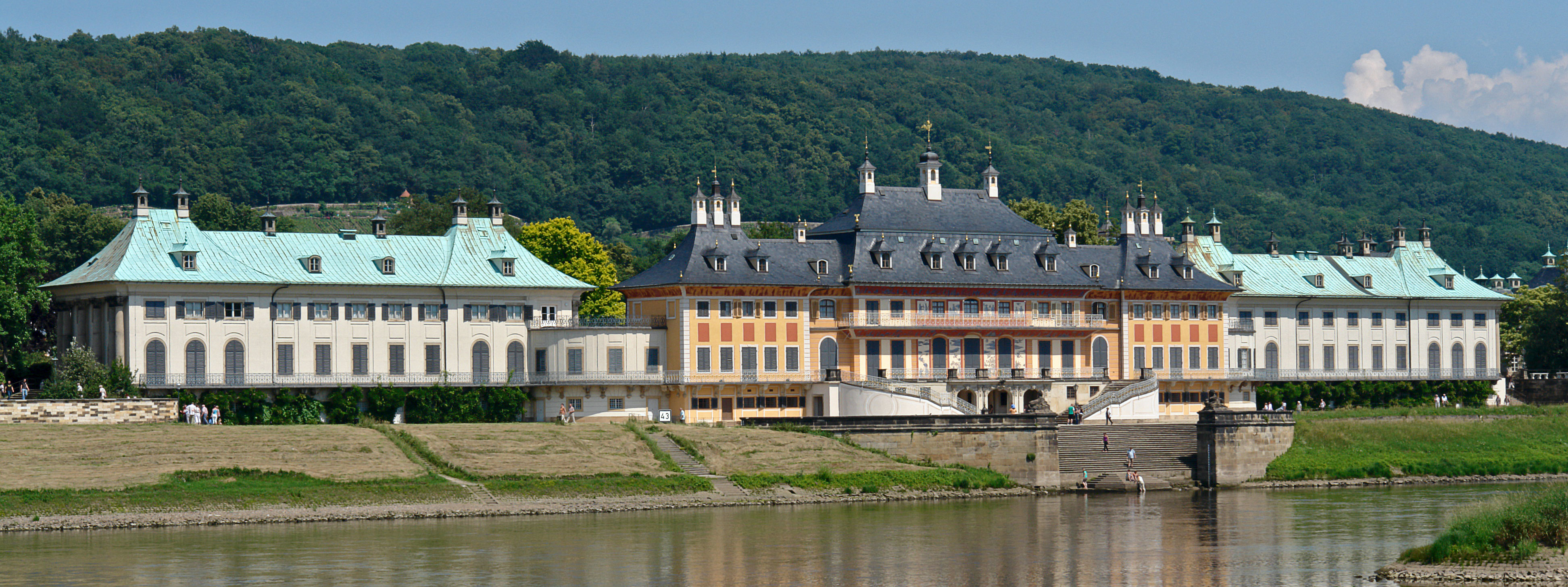
Panorama Zámku Pillnitz

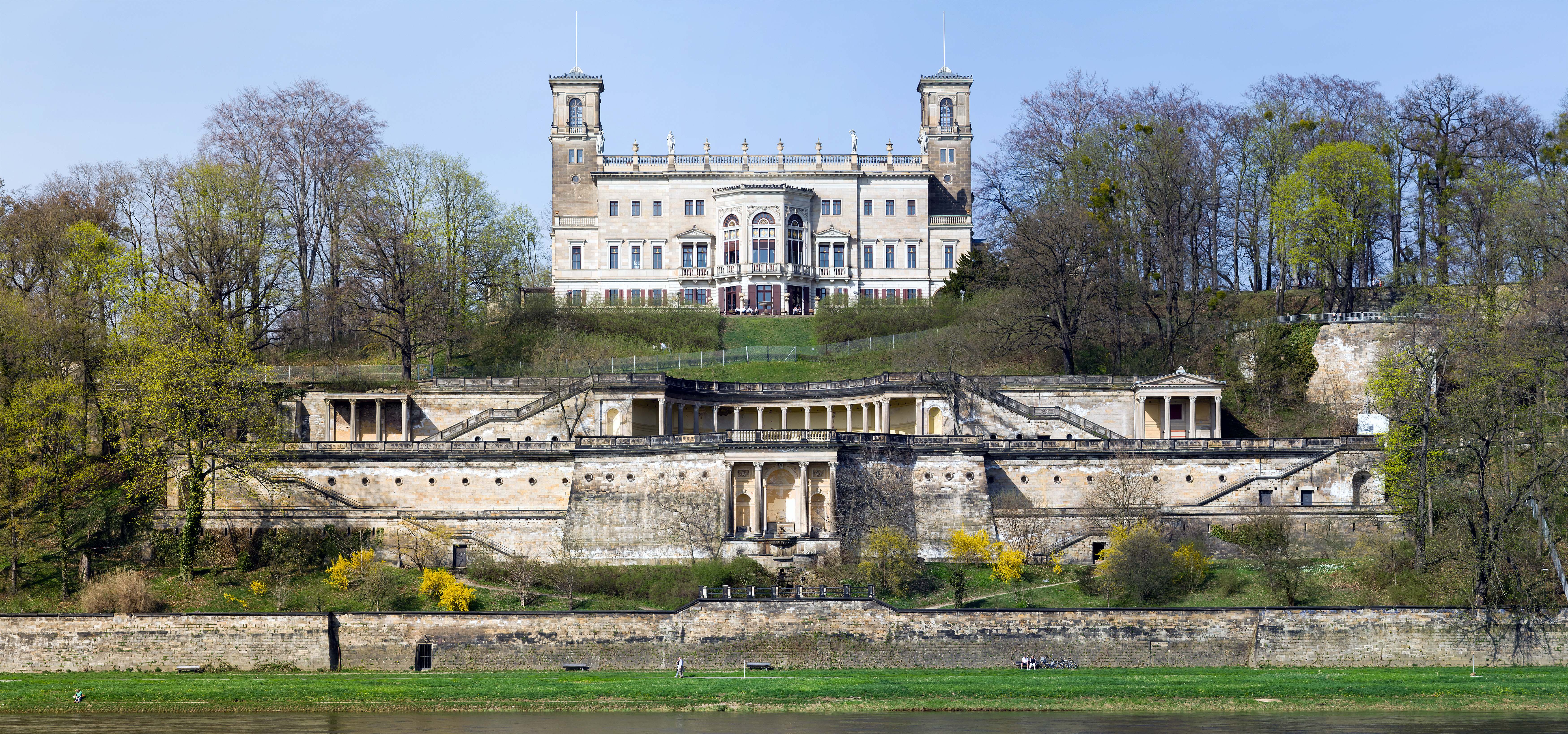
Zámek Albrechtsberg z druhé strany Labe

- Zámek Schönfeld (Schloss Schönfeld) – Zámek Schönfeld je zámek v drážďanské místní části Schönfeld. Tento renesanční zámek, postavený v 16. století, stojí na místě středověkého vodního hradu.[89]
- Japonský palác (Japanisches Palais) – Japonský palác je historická budova ve vnitřním Neustadtu. Leží mezi náměstím Palaisplatz a neustadtským břehem Labe. Japonský palác slouží jako budova muzea a sídlí zde Muzeum etnologie a Senckenbergova přírodovědná sbírka.[89]
- Palác Kurländer (Kurländer Palais) – Palác Kurländer je historická budova v Drážďanech. Byl postaven v letech 1728–29 Johannem Christophem Knöffelem pro hraběte Augusta Christopha von Wackerbartha ve stylu drážďanského baroka a je považován za první rokokovou budovu v Drážďanech. Za druhé světové války byl až na obvodové zdi zničen, zůstal po dlouhou dobu poslední staroměstskou válečnou zříceninou; od roku 2006 do roku 2008 byl znovu vybudován.[89]
- Zámek Pillnitz (Schloss Pillnitz) – Zámek z 18. století se nachází na řece Labi v bývalé obci Pillnitz, která je dnes součástí Drážďan. Skládá se ze tří částí: Wasserpalais na Labi, Bergpalais naproti svahu a Neues Palais na východní straně. Barokní rekreační zahrada obklopená budovami je doplněna okolním zámeckým parkem. Zámek Pillnitz je vynikajícím příkladem čínské módy 18. století. Krátce po dokončení se zde v roce 1791 konalo shromáždění knížat, jehož výsledek vstoupil do světové historie jako Pillnitzská deklarace.[89]
- Zámek Übigau (Schloss Übigau) – Zámek Übigau je barokní stavba postavená v letech 1724–1726 pro císařského hraběte Jacoba Heinricha von Flemminga, avšak krátce před jeho dokončením byl získán kurfiřtem a králem Augustem Silným. V polovině 19. století tu sídlilo správní ředitelství strojírenské firmy Übigau, a stavba je tak úzce spjata s výstavbou první lokomotivy postavené mimo Anglii. Ve dvacátých letech 20. století sloužil jako sídlo společnosti sousední loděnice Übigau.[89]
- Palác Brühl-Marcolini (Palais Brühl-Marcolini) – Palác Brühl-Marcolini je zahradní palác postavený v roce 1727 v dnešní čtvrti Friedrichstadt. Dnes je v paláci umístěna nemocnice Krankenhaus Dresden-Friedrichstadt.[89]
- Palác Cosel (Palais Cosel) – Tento palác ve vnitřním Starém městě v Drážďanech, na adrese An der Frauenkirche 12. Historický palác byl jedním z pozdních děl drážďanského baroka. Po zničení za druhé světové války došlo k postupné rekonstrukci dokončené roku 2000. Palác, rekonstruovaný v upravené podobě, slouží jako administrativní budova a restaurace.[89]
- Palác Beichlingen (Palais Beichlingen) – Palác Beichlingen byl barokní palác postavený v roce 1715 poblíž Neumarktu. Nachází se mezi vnitřní Pirnaische Gasse (dnes Landhausstraße) a Moritzstraße, s fasádami na obou stranách. Krátce po výstavbě byly obě části budovy strukturálně odděleny. Část vnitřní na Pirnaische Gasse je známá jako britský hotel, jižní část paláce se jmenovala Palais de Saxe. Stavba zničená za druhé světové války byla znovu vystavěna roku 2010.[89]
- Keppschloss (Keppschloss) – Keppschloss na Dresdner Straße 97 v Drážďanech-Hosterwitz je bývalá selská usedlost. Dnešní podoba je výsledkem rekonstrukce.[89]
- Zámek Albrechtsberg (Schloss Albrechtsberg) – Zámek Albrechtsberg v Drážďanech, nazývaný také Albrechtsschloss, je jedním ze tří Labských zámků na pravém břehu Labe v městské části Loschwitz. Byl postaven v letech 1850–1854 Adolfem Lohseem pro knížete Albrechta Pruského (1809–1872), nejmladšího bratra pruských králů Fridricha Viléma IV. a Viléma I. (od roku 1871 také německého císaře). Pozdně klasicistní stavba připisovaná Karlu Friedrichu Schinkelovi je nejreprezentativnější ze tří Labských zámků. V roce 1925 jej dědici prodali městu.[89]
- Vila Stockhausen (Zámek Lingner) (Villa Stockhausen (Lingner Schloss)) – Zámek Lingner, či Villa Stockhausen, je geograficky uprostřed tří zámků na Labi. Terasa se nachází bývalém pozemku původního majitele a obyvatele budovy, Karla Augusta Lingnera, vynálezce ústní vody Odol.[89]
- Vila Souchay (Zámek Eckberg)  (Villa Souchay (Schloss Eckberg)) – Zámek Eckberg je jedním ze tří zámků na Labi a nachází se na pravém břehu Labe v Drážďanech, asi 3 km proti proudu od centra města. Západně od zámků Lingnerschloss a Albrechtsberg.[89]
- Nový Wachwitzský zámek (Neues Wachwitzer Schloss) – Zámek Wachwitz je zámek v bývalé královské vinici v městské části Wachwitz. Leží na přibližně na 27 akrové ploše uprostřed parku. Kromě zámku a královské vily zahrnuje také rododendronovou zahradu a četné přístavby.[89]

### Vládní budovy

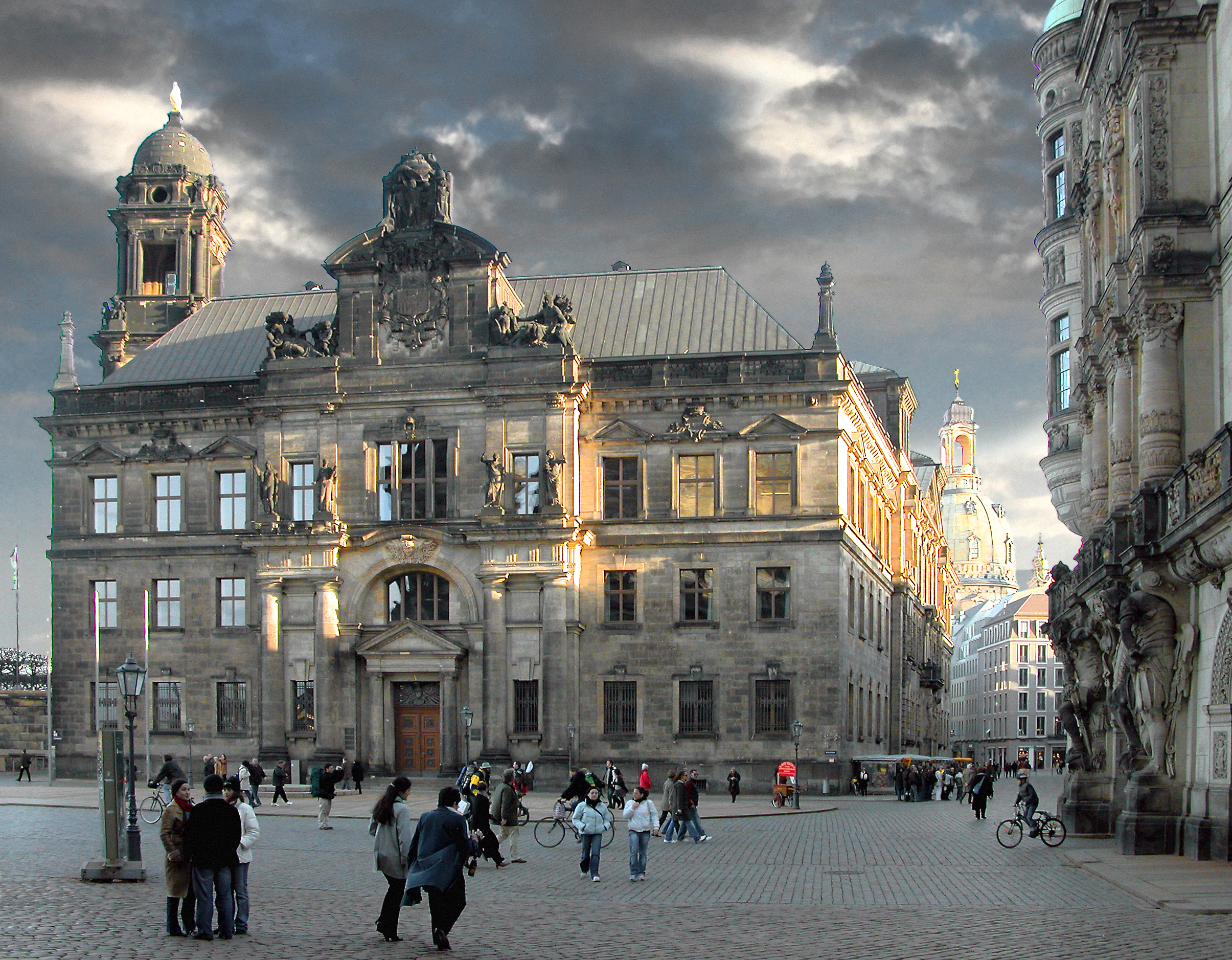
Stavovský dům na náměstí Schloßplatz

- Landhaus (Městské muzeum) (Landhaus (Stadtmuseum)) – Landhaus patří k politickým profánním stavbám města. Byl postaven v letech 1770 až 1776 Christianem Gottfriedem Hahmannem podle plánů Friedricha Augusta Krubsacia v pozdně barokním slohu na místě bývalého Paláce Flemming-Sulkowski. Pozemek a dům byly vytvořeny jako reprezentativní místo k setkávání zemských stavů. Ty byly zodpovědné za daňovou správu země. Dnes se v budově nachází Drážďanské městské muzeum a Městská galerie.[90]
- Stavovský dům (Ständehaus) – Saský stavovský dům je budova ve Starém městě, která dotváří siluetu města. Je to bývalá budova parlamentu a dnes sídlo Nejvyššího krajského soudu v Drážďanech a Saského státního úřadu pro památkovou péči.[90]
- Nový saský sněm (Neuer Sächsischer Landtag) – Nový saský sněm je státní parlament Svobodného státu Sasko. Nachází se ve stejnojmenné budově v centru hlavního města Drážďan.[90]
- Ministerstvo financí (Finanzministerium) – Saské státní ministerstvo financí (SMF) je úřadem Svobodného státu Sasko, se sídlem v hlavním městě. Budova se nachází na náměstí Carolaplatz 1 v drážďanské vládní čtvrti ve vnitřním Neustadtu.[90]
- Saská státní kancelář (Sächsische Staatskanzlei) – Saský státní kancléř (SK) je nejvyšším zemským úřadem Svobodného státu Sasko a oficiální sídlo saského předsedy vlády. Od roku 1995 existuje jako ministerstvo v zemském hlavním městě. Budova se nachází v drážďanské vládní čtvrti ve vnitřním Neustadtu.[90]

### Profánní stavby

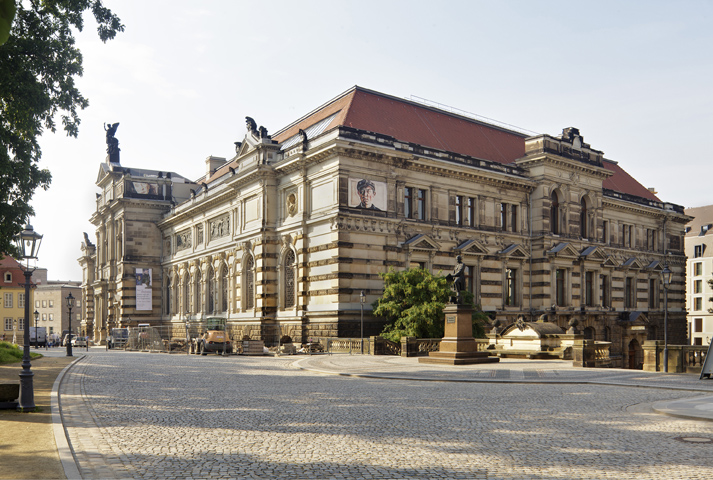
Albertinum

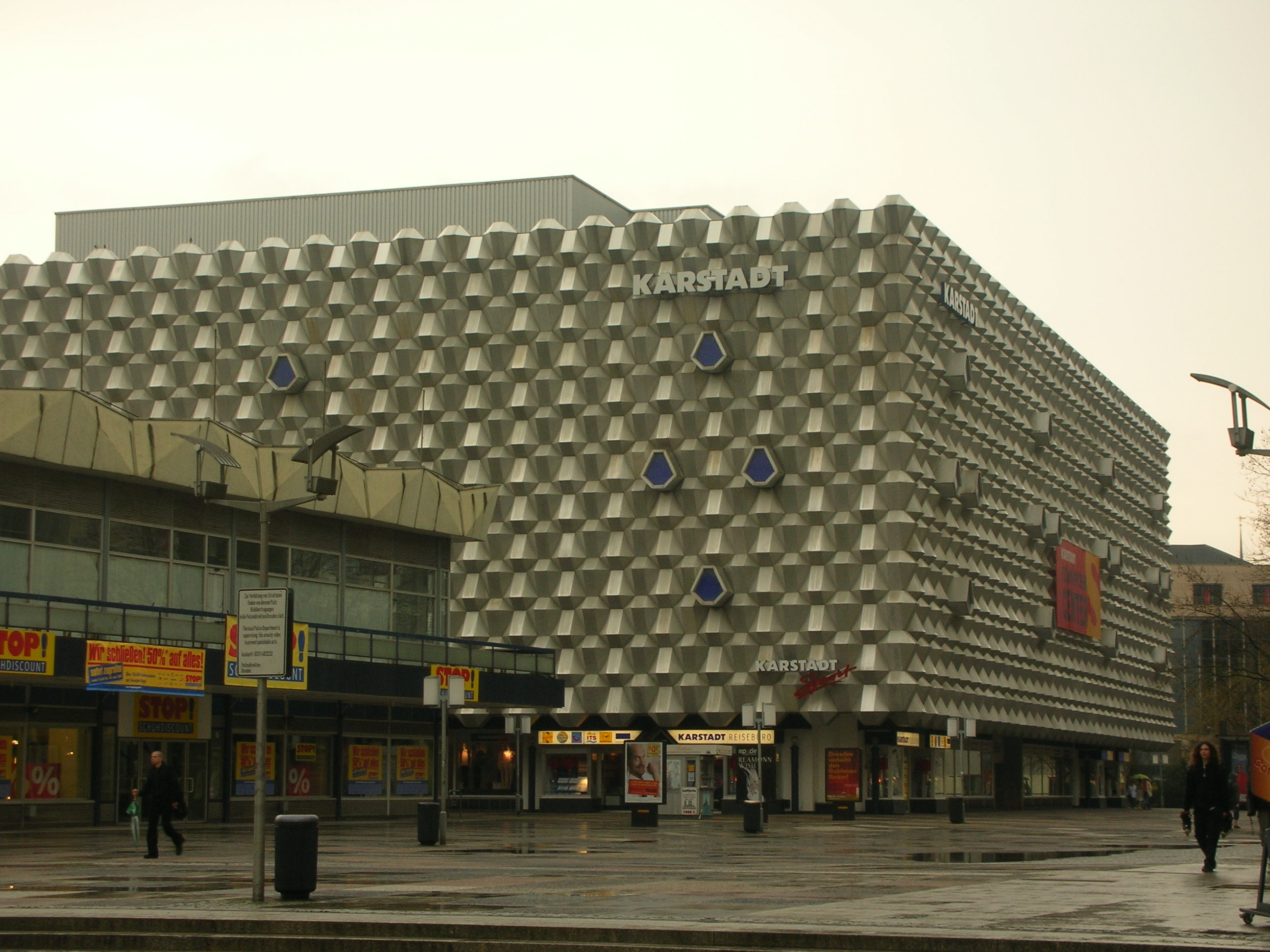
Bývalý obchodní dům Centrum je ukázkou architektury NDR

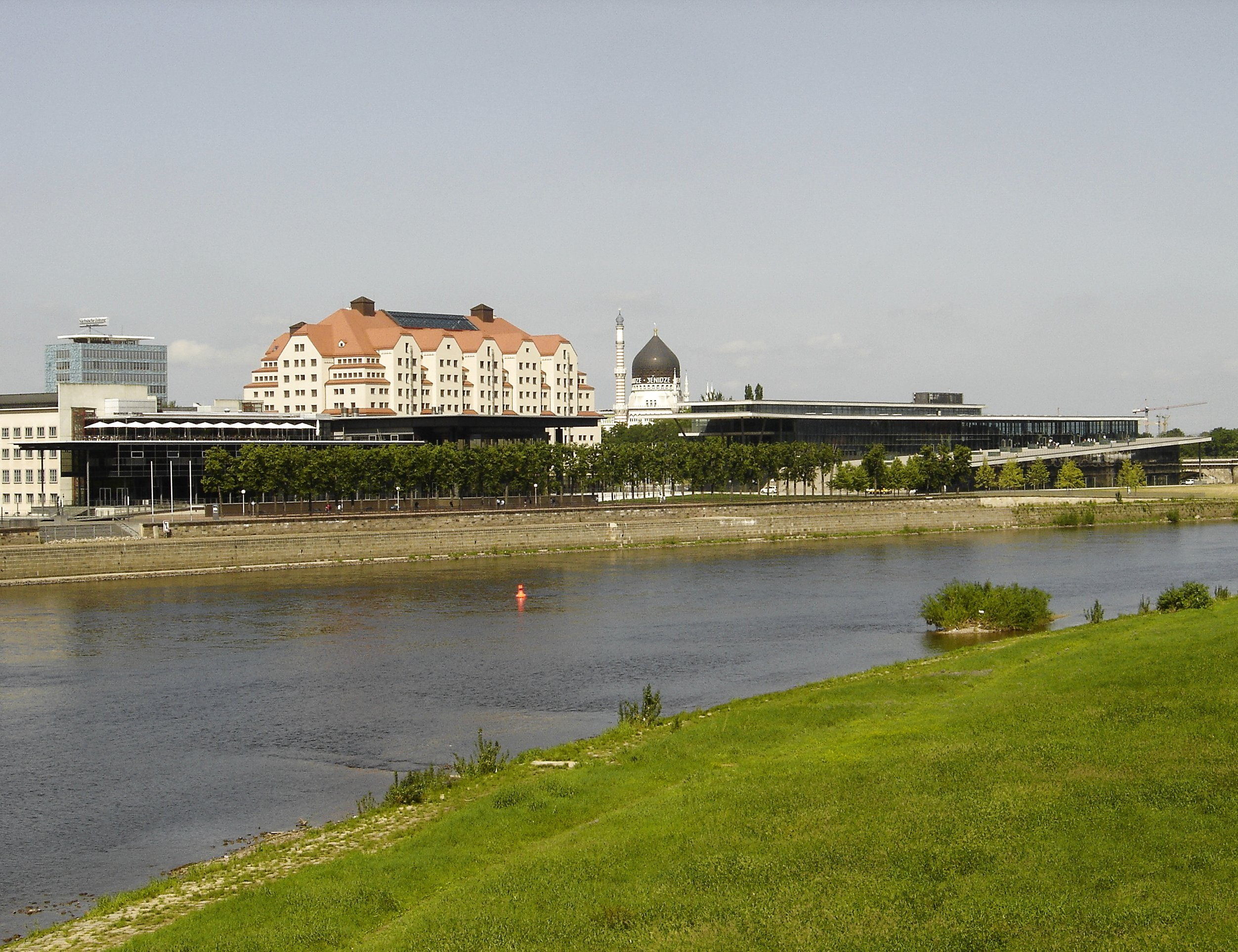
Nová terasa, ukázka moderní architektury v Drážďanech

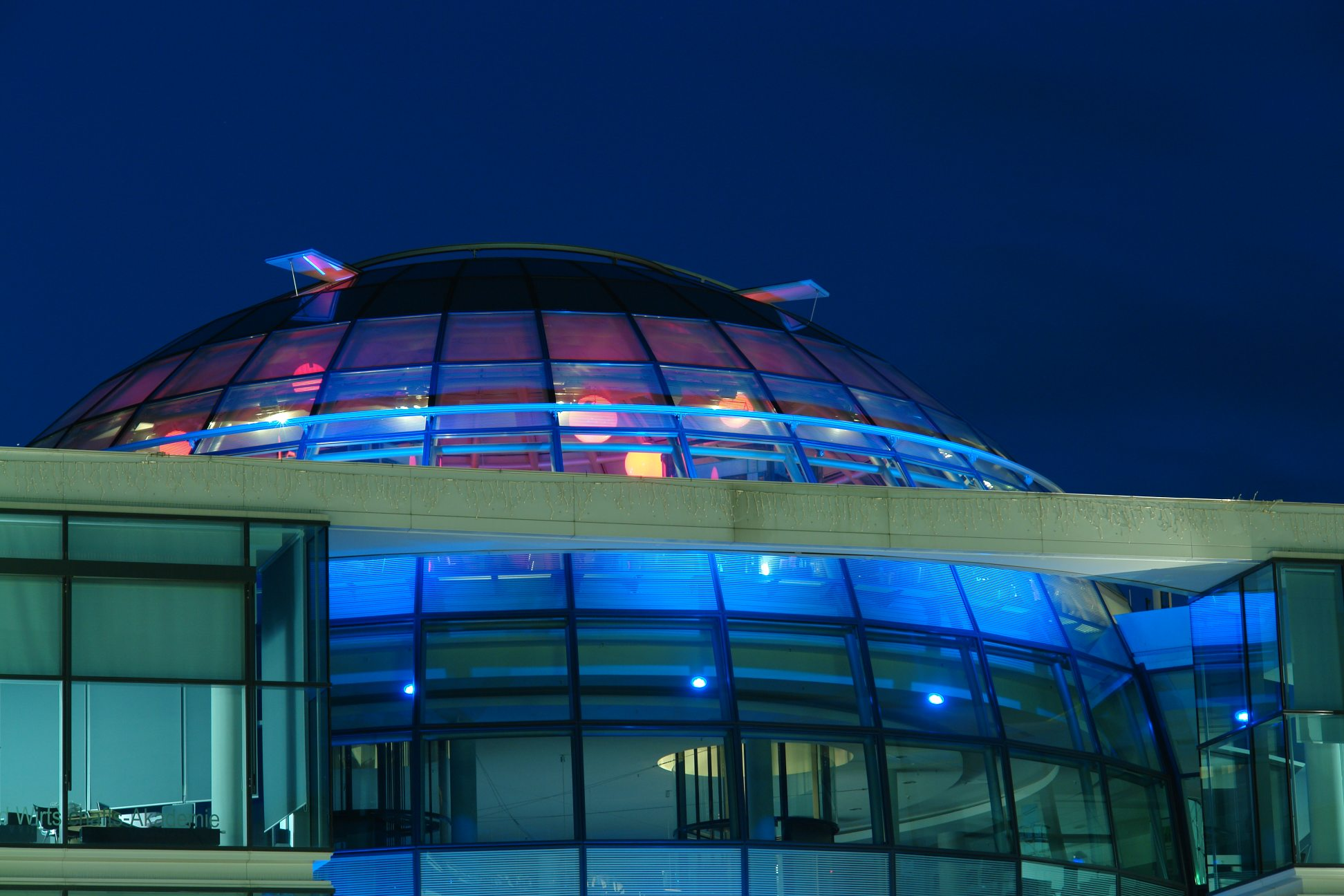
Kugelhaus

- Albertinum – Albertinum se nachází na východním konci Brühlské terasy. Původně bylo arzenálem zbraní, který byl přestavěn koncem 19. století Carlem Adolphem Canzlerem na budovu muzea. Jméno Albertinum sahá až do konce 19. století, kdy vládl král Albert I. Saský. Po rekonstrukci je v Albertinu od roku 2010 uložena sbírka soch a galerie nových mistrů drážďanských Státních uměleckých sbírek.[91]
- Jägerhof – Jägerhof je nejstarší památkou drážďanského Neustadtu. Nachází se východně od náměstí Neustädter Markt v ulici Köpckestraße. Budova byla postavena v 16. století v renesančním stylu. Původně se skládala ze čtyř křídel, z nichž se zachovalo pouze západní křídlo. Od roku 1913 je zde Muzeum saského lidového umění. V horním patře budovy je od roku 2005 umístěna sbírka loutek.[91]
- Societätstheater – Stavba byla realizována v letech 1715–1717, nachází se v ulici Hauptstraße 19. Sloužila jako měšťanské divadlo.[91]
- Blockhaus – Budova se nachází na náměstí Neustädter Markt, pár metrů od Zlatého jezdce. Název Blockhaus je pravděpodobně odvozen z tvaru stavby. Architektem byl Zacharias Longuelune.[91]
- Neues Gewandhaus – Barokní budova v centru Drážďan, která byla postavena v letech 1768–1770. Od roku 1967 slouží jako hotel.[91]
- Lesní zámeček (Waldschlösschen) – Waldschlösschen je památkově chráněná budova v městské části Radeberger Vorstadt. Postaveno podle plánů neznámého architekta z roku 1800 jako lovecký zámeček pro vlivného saského soudního úředníka Camilla Marcoliniho. Je považována za raný příklad historismu v Sasku a nejstarší novogotickou budovu v Drážďanech.[91]
- Lipská brána (Leipziger Tor) – Torhäuser Leipziger Tor jsou dvě strážnice na dnešním náměstí Palaisplatz. Patří k příkladům čistě klasických budov starých Drážďan.[91]
- Staroměstská strážnice (Altstädter Wache) – Klasicistní Staroměstská strážnice zvaná také Schinkelwache (po Karlu Friedrichu Schinkelovi) nebo Neue Hauptwache.[91]
- První Královské dvorní divadlo Gottfrieda Sempera (Erstes Königliches Hoftheater Gottfried Sempers) – První budova divadla byla postavena Gottfriedem Semperem v letech 1838–1841, vyhořela roku 1869.[91]
- Vojensko-historické muzeum Bundeswehru (Militärhistorisches Museum der Bundeswehr (ehem. Arsenalhauptgebäude)) – Budova vojenského muzea se nachází na náměstí Albertplatz a byla postavena v letech 1873–1879 architektem Clemensem Alfredem Niessem a Gustavem Adolfem Rumpelem jako sklad arzenálu. V roce 2001 vznikla přístavba Daniela Liebeskinda.[91]
- Operní dům (Druhé Královské dvorní divadlo Gottfrieda Sempera) (Opernhaus (Zweites Königliches Hoftheater Gottfried Sempers)) – Budova byla navržena v roce 1869 podle plánů Karla Moritze Haenela, veřejnost si však vyžádala, aby se stavba realizovala opět podle plánů Gottfrieda Sempera. V roce 1871 byl položen základní kámen. Stavbu řídil Manfred Semper.[91]
- Gymnázium Wettinů (Wettiner Gymnasium (Hochschule für Musik Carl Maria von Weber)) – Gymnázium bylo založeno v roce 1879 jako druhé městské zařízení tohoto druhu. Dnes je sídlem Vysoké hudební školy Carla Marii von Webera.[91]
- Akademie umění a výstavní budova (Kunstakademie- und Kunstausstellungsgebäude) – Budova byla vystavěna podle plánů Karla Moritze Haenela a Georga Hermanna Nicolaie v letech 1841, popř. 1863 a 1880–1881. Návrh realizoval Konstantin Lipsius.[91]
- Obvodní soud (Amtsgericht) – Budova byla postavena Arwedem Roßbachem v ulici Lothringer Straße. V roce 1945 částečně vyhořela, do roku 1958 trvala její rekonstrukce.[91]
- Policejní prezídium (Polizeipräsidium) – Budova vznikla podle plánů Julia Eduarda Tempera v ulici Schießgasse v letech 1895–1900. V letech 2002–2005 byla rekonstruována.[91]
- Evangelicko-luterský zemský církevní úřad (Evangelisch Lutherisches Landeskirchenamt) – Tuto pískovcovou budovu v ulici Lukasstraßse postavil v roce 1897 Ludwig Wilhelm Lippold. Dodnes je sídlem církevního úřadu.[91]
- Vysoká škola užitého umění (Kunstgewerbeschule (Hochschule für Bildende Künste)) – Novostavba z let 1903–1906 byla realizována podle plánů Karla Schmidta, Herrmanna Viehwegera, Williama Lossowa a Hanse Maxe Kühneho.[91]
- Nová radnice (Neues Rathaus) – Nová radnice vznikla na místě své středověké předchůdkyně v letech 1905–1910 podle plánů Karla Rotha, realizována s mírnými modifikacemi byla pod vedením Rotha a Edmunda Brätera.[91]
- Divadlo (Schauspielhaus) – Budova měšťanského divadla byla realizována podle vítězného návrhu architektonického studia Williama Lossowa a Hanse Maxe Kühneho v letech 1911–1913 a otevřena jako Královské divadlo.[91]
- Festspielhaus Hellerau – Stavba byla založena v roce 1902 podle anglické předlohy pro Společnost Zahradní město Hellerau v tzv. reformním slohu.
- Italská vesnička (Italienisches Dörfchen) – Původní stavba hostince v místě, kde byli ubytováni italští kameníci pracující na stavbě Hoffkirche, byla postavena Hansem Erlweinem v letech 1911–1913. Dnešní stav je po rekonstrukci v letech 1955–1957.
- Městský dům (Stadthaus) – Dům vznikl v souvislosti s připojením dalších městských částí v letech 1922/23 podle plánů Ludwiga Wirtha.[91]
- Německé muzeum hygieny (Deutsches Hygiene-Museum) – Budova muzea byla po velkém úspěchu 1. Mezinárodní hygienické výstavy vystavěna v letech 1928–1930 pod vedením Wilhelma Kreise bezprostředně před Palácem prince Jiřího.[91]
- Bývalé Letecké komando (Ehem. Luftgaukommando) – Areál určený pro IV. Letecké komando vznikl podle plánů Wilhelma Kreise v roce 1938.[91]
- Palác kultury (Kulturpalast) – Modernistická stavba na náměstí Altmarkt. Vznikla v duchu tehdejší moderní architektury Východního Německa. Stavba podle návrhu architekta Wolfganga Hänsche byla dokončena v roce 1969 a od té doby slouží veřejnosti. Jeho průčelí odpovídá uliční čáře nedaleké třídy Wildsruffer Straße.[91]
- Gymnázium svatého Benna (St. Benno-Gymnasium) – Moderní novostavba gymnázia byla postavena podle plánů Güntera Behnische a Ericha Wiesnera v letech 1994–1996.[91]
- Dům dětí a mládeže Schieferburg Gruna (Kinder- und Jugendhaus Schieferburg Gruna) – Areál vznikl podle plánů Andrease Weise Kelfa Uweho Treunera v letech 1995–1996.[91]
- UFA Kristallpalast (UFA-Kristallpalast) – Stavba je jedním z nejvýraznějších děl rakouské skupiny COOP Himmelb(l)au, postavena byla v letech 1993–1998. V roce 1999 byla tato budova oceněna Německou cenou za architekturu.[91]
- Saská zemská a univerzitní knihovna (Sächsische Landesbibliothek – Staats- und Universitätsbibliothek Dresden) – Moderní budova Saské zemské knihovny, jejíž funkcí mělo být shromáždit Zemskou a Univerzitní knihovnu pod jednou střechou, vznikla v letech 1999–2003 podle plánů Architektonického studia Manfreda Ortnera.[91]
- Kongresové centrum (Kongresszentrum) – Novostavba Kongresového centra byla postavena v letech 2001–2004 podle plánů architektonického studia Storch Ehleers Partner.[91]

### Vily a domy
- Rezidence Heinricha Schütze (Heinrich-Schütz-Residenz)
- Venkovský dům Johanna Melchiora Dinglingera (Landhaus Johann Melchior Dinglingers)
- Friedrichstraße 29
- Vládní dům (Regierung)
- Leonhardiho muzeum (Leonhardi-Museum)
- Muzeum Carla Marii von Webera (Carl-Maria-von Weber-Museum)
- Schillerův domek (Schillerhäuschen)
- Bývalá Brockhausova vila (Ehemalige Brockhaus-Villa)
- Vila Ilgen (Villa Ilgen)
- Pfundova mlékárna (Pfunds Molkerei)
- Vila Weigang (Villa Weigang)
- Vila Rothermund (Villa Rothermund)
- Dům umělců Loschwitz (Künstlerhaus Loschwitz)
- Vila San Remo (Villa San Remo)
- Sekundogenitur
- Vila Eschebach (Villa Eschebach)
- Vila Westendstraße (Villa Westendstraße)
- Art'otel
- Pasáž umělců (Kunsthofpassage)

### Kašny a pomníky
- Mořicův monument (Moritzmonument)
- Turecká kašna (Türkenbrunnen)
- Jezdecký pomník krále Augusta II. (Reiterdenkmal König August II.)
- Moreauův pomník (Moreau-Denkmal)
- Pomník krále Fridricha Augusta I. (Denkmal König Friedrich August I)
- Cholerová kašna (Cholera-Brunnen)
- Schody k Brühlské terase (Freitreppe zur Brühischen Terrasse)
- Mauzoleum rodiny Kap-herr (Mausoleum der Familie Kap-herr)
- Pomník Carla Marii von Webera (Carl-Maria-von-Weber-Denkmal)
- Pomník Ernsta Rietschela (Ernst-Rietschel-Denkmal)
- Jezdecký pomník krále Jana (Reiterdenkmal König Johanns)
- Pomník Martina Luthera (Martin-Luther-Denkmal)
- Pomník Gottfrieda Sempera (Gottfried-Semper-Denkmal)
- Pomník Wolfganga Amadea Mozarta (Wolfgang-Amadeus-Mozart-Denkmal)

### Technické a hospodářské stavby
- Augustův most (Augustusbrücke)
- Větrný mlýn Gohlis (Windmühle Gohlis)
- Vodárna Saloppe (Wasserwerk Saloppe)
- Plynárna Reick (Gasanstalt Reick)
- Loschwitzský most (Modrý zázrak) (Loschwitzer Brücke (Blaues Wunder))
- Drážďany hlavní nádraží (Dresden Hauptbahnhof)
- Yenidze (Fabrik Yenidze)
- Erlweinova sýpka (Erlweinspeicher)
- Televizní věž (Fernsehturm)
- World Trade Center (World Trade Center)
- Letiště Drážďany-Klotzsche (Flughafen Dresden-Klotzsche)
- Skleněná manufaktura (Gläserne Manufaktur)

## Volný čas

### Sport

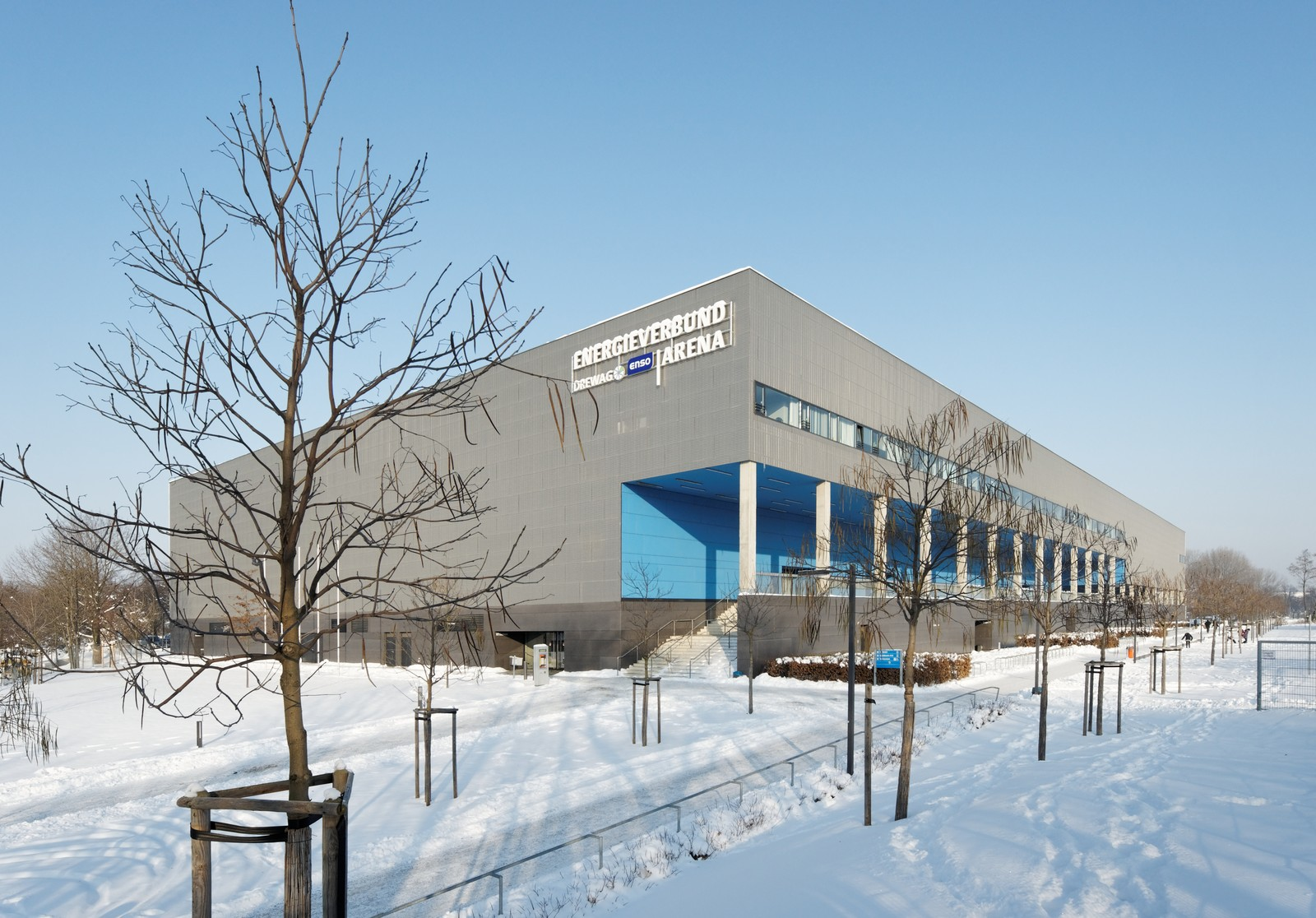
EnergieVerbund Arena

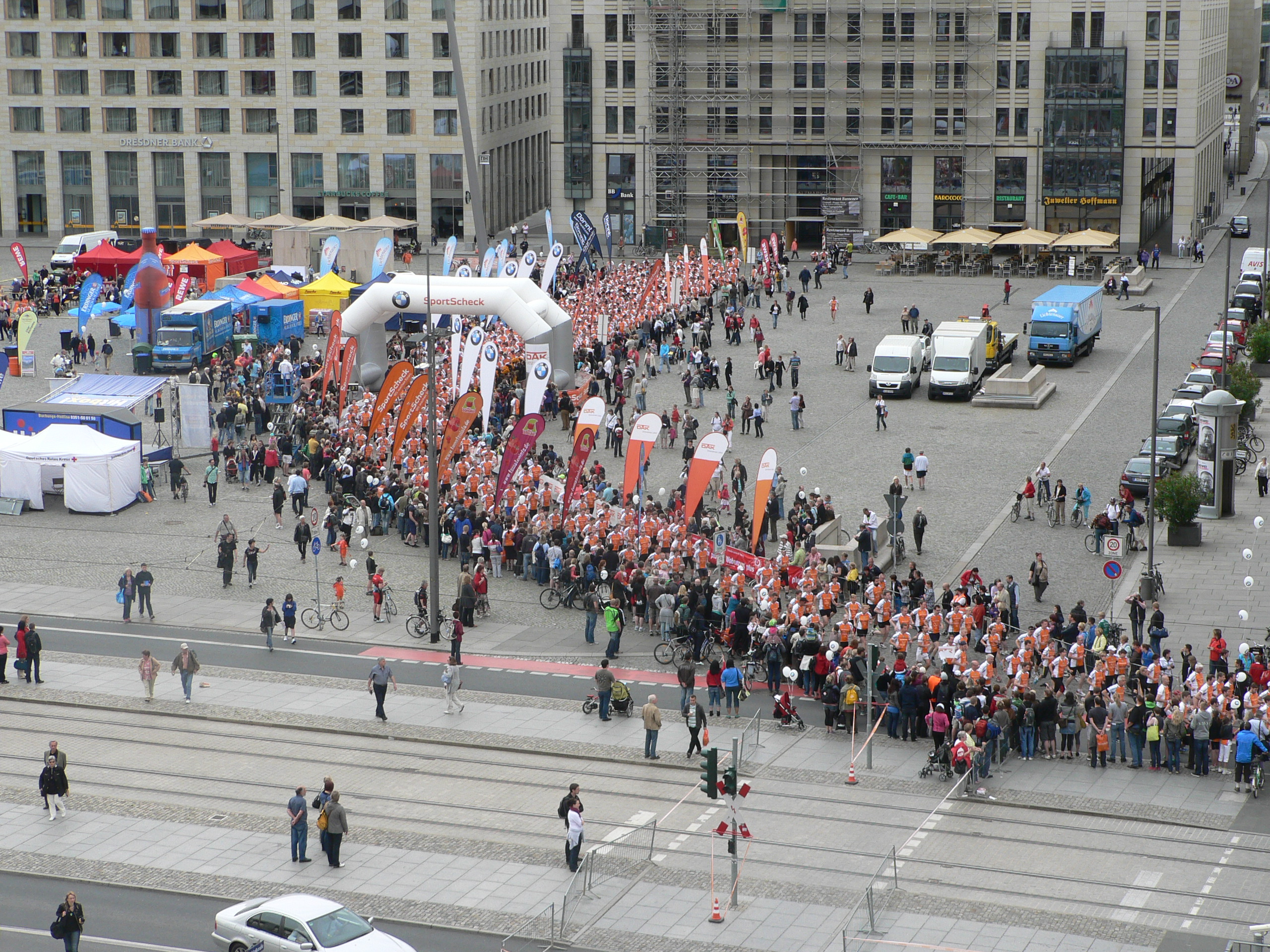
Dresden Citylauf, 2012

#### Sportovní spolky
Prvním fotbalovým klubem v Drážďanech byl Dresden English Football Club. Během druhé světové války dokázal Dresdner Sportclub 1898 e. V. (DSC) pod vedením pozdějšího spolkového trenéra Helmuta Schöna vyhrát dvakrát německý pohár (Tschammerpokal) a německé mistrovství. Dresdner SC hraje od roku 2012 pouze v okresní lize (7. liga).
Nejlépe hodnocený současný fotbalový klub SG Dynamo Dresden hrál od roku 1968 do roku 1991 nepřetržitě v první lize, nejvyšší divizi ve fotbale NDR. Celkem osmkrát se týmu podařilo vyhrát šampionát. Z 98 her evropského poháru bylo největším úspěchem dosažení semifinále Poháru UEFA v roce 1989. Jako finalista v poslední sezoně ligy se klub Dynamo kvalifikoval do Bundesligy, ve které klub hrál až do roku 1995. Pak musel sestoupit kvůli odebrání licence v Regionální lize. Poté, co Dynamo Dresden mezitím hrál v Regionální lize a ve 3. fotbalové lize, je dnes klub opět ve 2. Bundeslize. Vysoká zadluženost a nižší příjmy v nižších ligových třídách vedly téměř ke bankrotu klubu. Jeho domov, Stadion Rudolfa Harbiga, byl zbořen a nahrazen novým stadionem. Nový stadion byl dějištěm německého mistrovství světa žen ve fotbale 2011. Od září 2018 nese stadion vlastněný městem Drážďany po změně názvu opět označení Stadion Rudolfa Harbiga. Fanoušci mohli hlasovat o jeho jméně na internetu. Další možností na výběr byl název Stadion Dynamo (Dynamo-Stadion).
Pro sezóně 2007/08 byly dva nejvýznamnější fotbalové kluby přejmenovány na: 1. FC Dynamo Dresden a SC Borea Dresden.
Mnohem úspěšnější než dnes fotbalové oddělení mužů v DSC je ženská sekce DSC ve volejbalu, která je čtyřnásobným německým šampionem od svého povýšení na Bundesligu a vítězem Evropského poháru 2010 Challenge Cup.
Úspěšnými sportovními kluby v jiných sportech jsou Dresden Monarchs, kteří hrají v GFL, první Bundesligu amerického fotbalu, dále HC Elbflorenz, kteří hrají v 2. házené Bundesligy a Dresdner Eislöwen, kteří hrají v DEL2. Divize ledního ledního hokeje (Dresden Cardinals) hraje v první lize.
Drážďany jsou také historickým centrem šachu v Německu. Dresdner Schachbund se skládá z více než deseti šachových klubů, z nichž některé mají dlouhou tradici; V roce 2008 se zde konala šachová olympiáda.
Klub snooker SAX-MAX Dresden hrál od roku 2013 do roku 2016 v 1. Snooker Bundeslize.
Dresdner Nachtskaten se věnuje bruslení na různých trasách ve městě. Tyto akce se konají po celé léto.
Nejstarší týmový duathlon v Německu – 100 km duathlon – se koná každé jaro od roku 1996 a běží se při něm na 100 km dlouhé závodní dráze kolem Drážďan.
V Tanečním klubu Saxonia je k dispozici část parketu pro vozíčkáře. Kromě toho trénink v turnaji pro vozíčkáře, který navázal na úspěchy posledních let, kdy dvojice několika německých šampionů v roce 2004 dosáhla na světovém poháru v Tokiu na 3. místo.
Další kluby jsou:
- FV Dresden 06, fotbal
- SG Dresden Striesen, fotbal
- SV Guts Muts Dresden, fotbal
- Dresden Titans, basketbal
- UPS TU Dresden, více disciplín

### Noční život

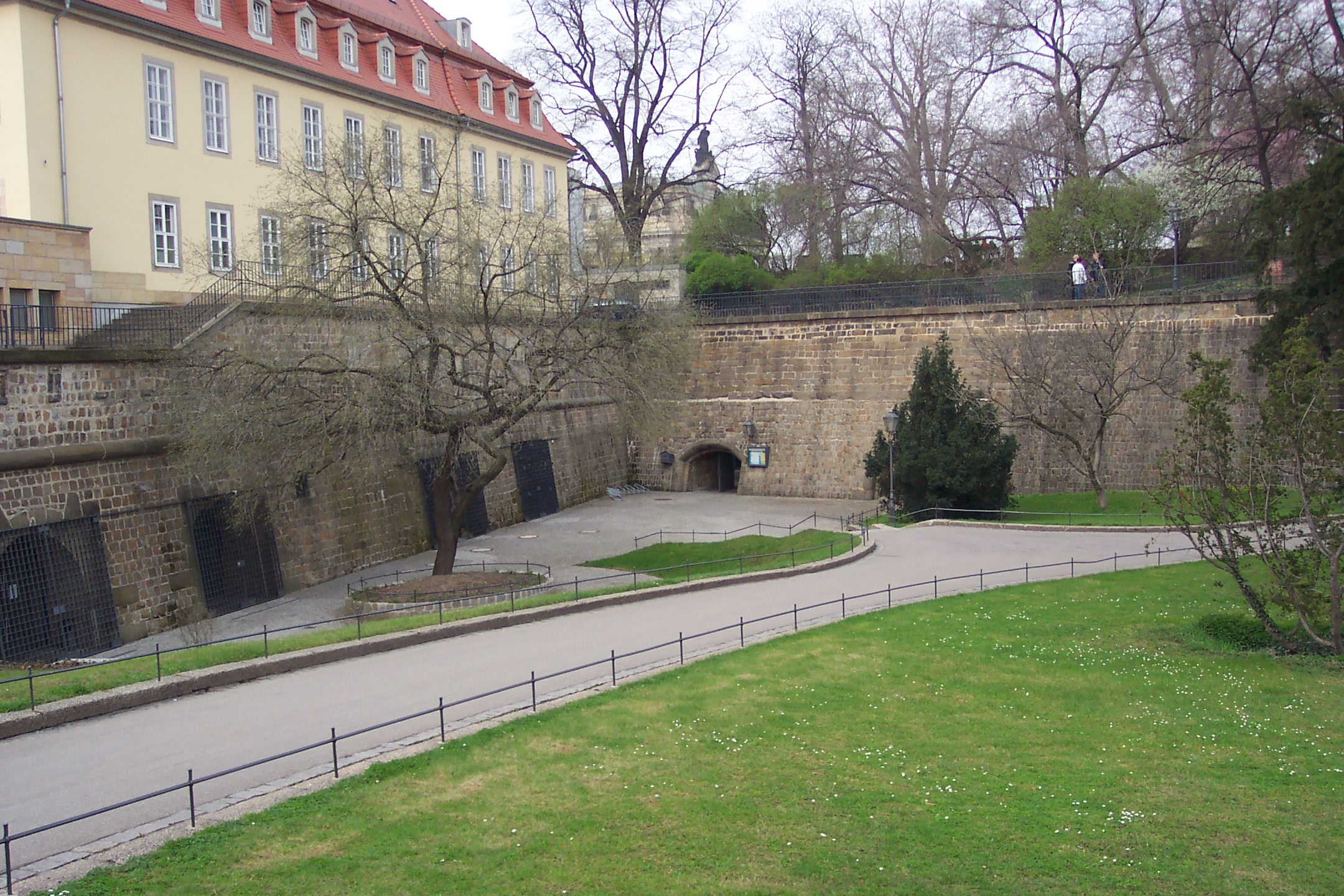
Studentský klub „Bärenzwinger“ pod Brühlskou terasou

Vnější Neustadt je jednou z největších dochovaných městských oblastí z gründerského období v Německu. Zároveň se tu nachází ve městě největší barová scéna s asi 175 restauracemi. V oblasti chátrající zástavby se ve městě rozvinula alternativní kulturní scéna. V roce 1989 někteří obyvatelé vytvořili zájmové společenství na protest proti špatné bytové situaci a demoličním plánům, které bylo v roce 1990 nazváno Bunte Republik Neustadt, aby tak ospravedlňovali módní charakter čtvrti.
V této městské části je nejvyšší koncentrace klubů, barů a hospod. Stav čtvrti se v posledních letech výrazně zlepšil, a proto je díky své univerzální kulturní nabídce jednou z nejoblíbenějších obytných oblastí u mladých lidí v Drážďanech. Nabídka restaurací je velmi rozmanitá a sahá od jazz baru, indie a electro klubů až po malé diskotéky.
Na jižní straně Labe, poblíž vysokých škol, sídlí třináct studentských klubů. Většina z nich je podporována organizací Studentenwerk Dresden, ale jsou to i nezávislá sdružení. Klub „Bärenzwinger“, který byl uveden do provozu v šedesátých letech minulého století u bývalých kasemat pod Brühlskou terasou, patří k nejstarším a nejznámějším studentským klubům v Drážďanech. Ostatní kluby jsou rovněž v areálu kolejí i v restauracích Technické univerzity a Univerzity aplikovaných věd. Od zmenšení lokálu klubu Bärenzwinger v roce 2000 se dnes mezi nejznámější studentské kluby v Drážďanech řadí i „Club Mensa“.
Velmi dobře známý je jazzový klub Tonne, založený v roce 1977, který sídlil v ruinách Paláce Kurländer v letech 1979–1997. Poté byl v klenutých sklepech v oblasti Waldschlösschen a ve vnitřním Neustadtu, po bankrotu byl obnoven a od roku 2015 se znovu nachází v mezitím přestavěném Paláci Kurländer. Motor Techno-Club, který byl umístěn v oblasti Felsenkeller v letech 2002–2013, také dosáhl velké popularity.
V průmyslové oblasti severně od centra města ve směru ke Klotzsche se nachází industriální komplex Kulturzentrum Strasse E. Mezi známé kluby v průmyslové oblasti patří Sektor Evolution, Objekt klein a Club Paula. Další kluby a místa pro koncerty se nacházejí v areálu starých jatek, průmyslové památky na Lipském předměstí, včetně Klubu Neu, Alter Schlachthof a Puschkin.
Noční život dále zahrnuje koncertní sály a domy, které se používají trvale nebo dočasně pro jevištní akce. Trvalými koncertními zařízeními jsou Stará jatka, která pojmou až 1800 návštěvníků, „Beatpol“ (do roku 2007: „Starclub“) v Briesnitz a venkovní scéna „Junge Garde“ v Großer Garten. Příležitostně se používají koncertní pódia pro veletrh v Nových jatkách, Kongresovém centru a částech kampusu TU a Labských luk. Koncerty se konají také na filmových nocích na březích Labe.

## Pravidelné události
V Drážďanech se po celý rok konají různé festivaly a významné události. Zejména hudební události mají mezinárodní ohlas. Tuto nabídku doplňují festivaly jednotlivých městských částí s různou nabídkou.

### Jaro

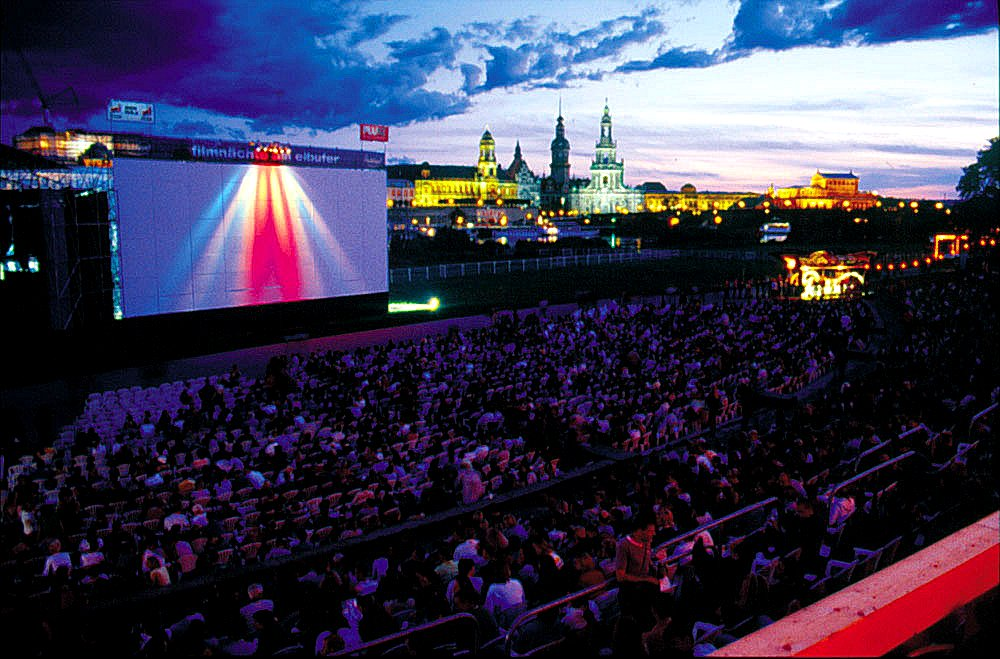
Filmová noc na břehu Labe

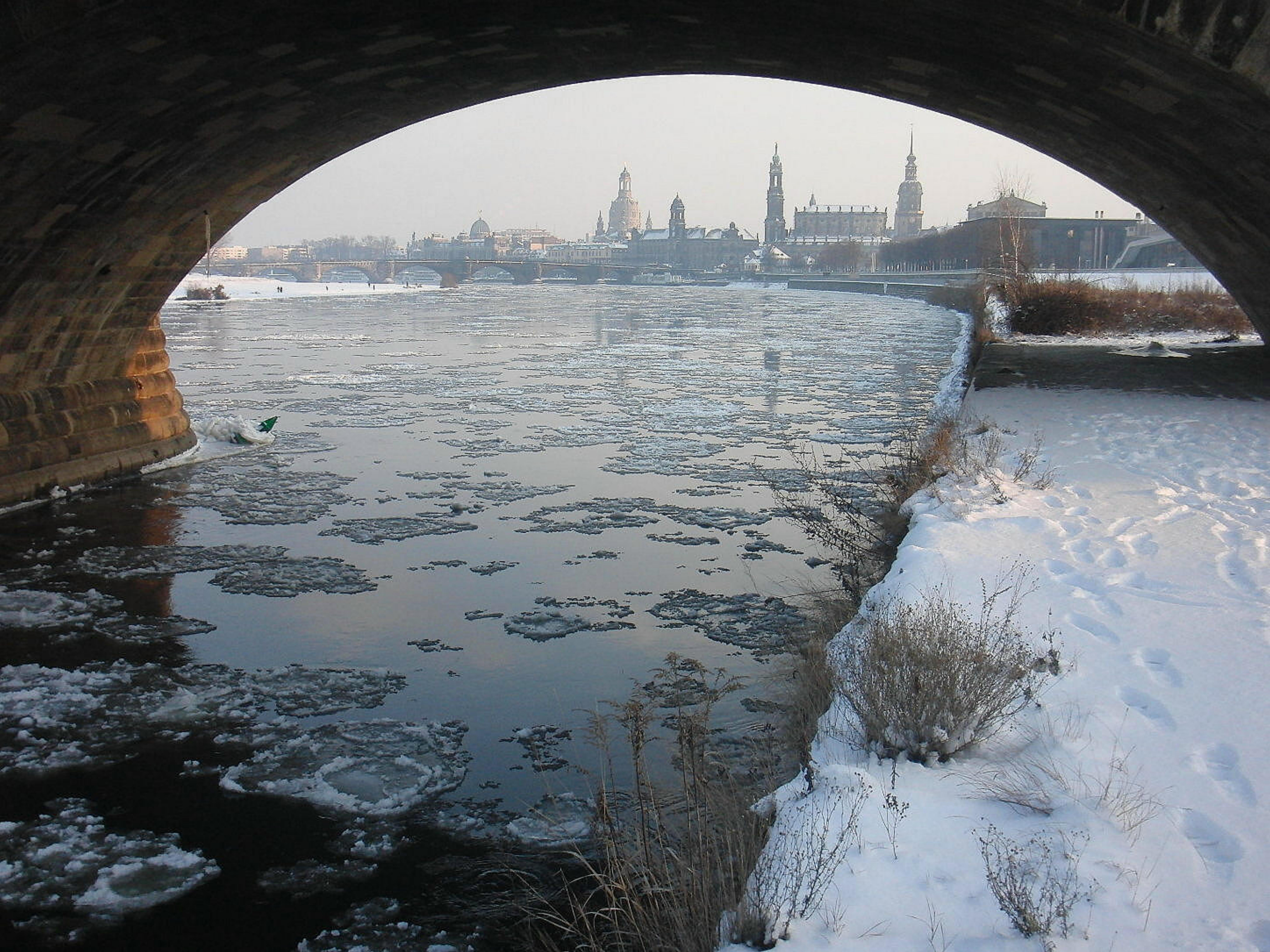
Drážďany v zimě, pohled od mostu Marienbrücke směrem k městu, únor 2012

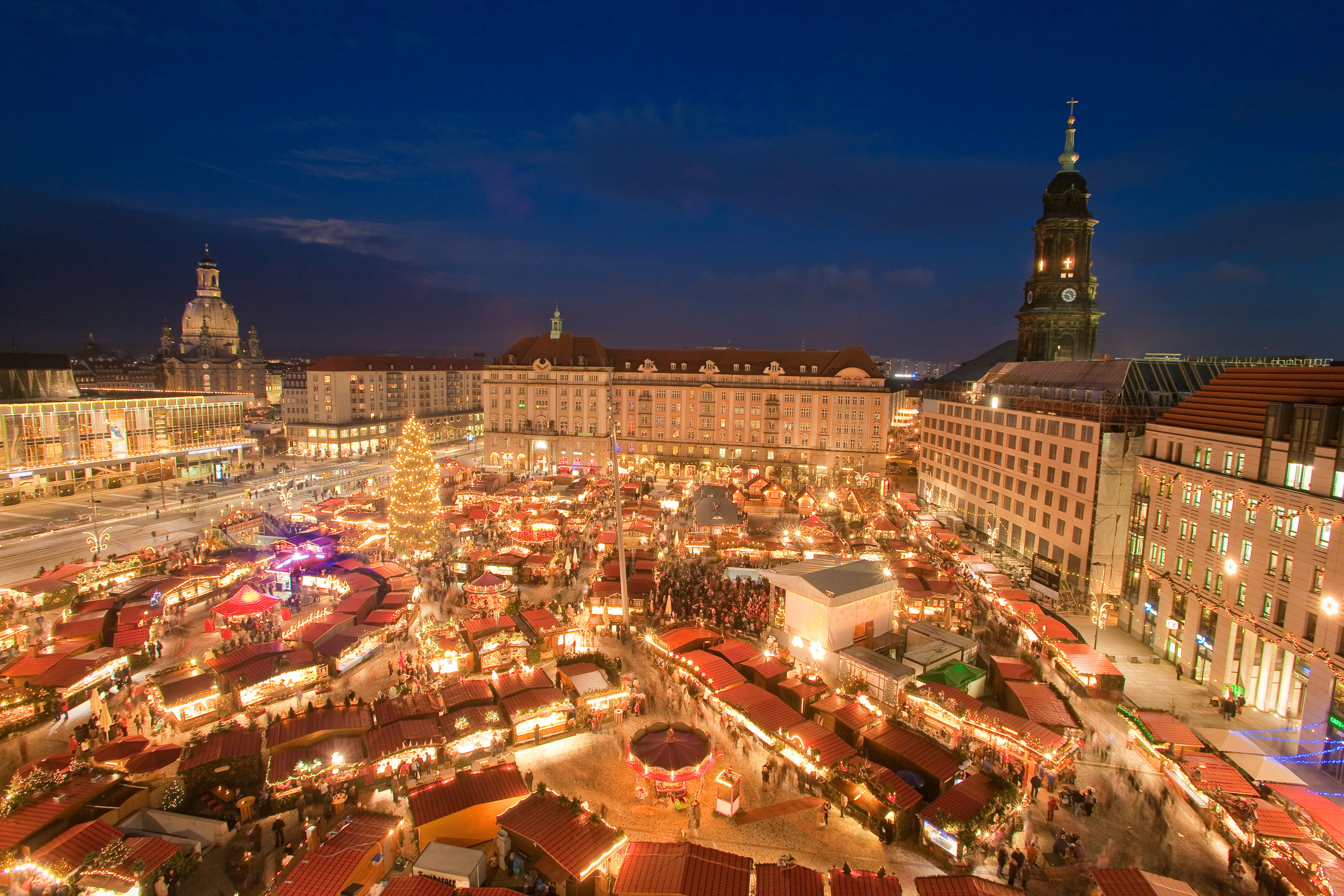
575. Drážďanský Striezelmarkt, 2009

V dubnu se koná Filmfest Dresden věnovaný animovanému a krátkému filmu. Daleko bohatší tradici má hudební festival Dresdner Musikfestspiele, jehož předchůdci jsou hudební slavnosti barokního dvora. Tyto slavnosti jsou známy po celém Německu jako událost klasické hudby.
V roce 1971 se konal první Internationale Dixieland-Festival. V celosvětovém měřítku se jedná o jednu z nejdůležitějších jazzových a bluesových událostí. S přibližně 500 000 návštěvníky ročně je také největší kulturní akcí v Sasku. K některým prvkům festivalu, jako je Jazzmeile, která prochází městem, je volný vstup. Hlavní část festivalu se však odehrává v četných klubech a barech.
Každé jaro se koná mezinárodní taneční akce Internationale Tanzwoche Dresden. Od roku 1992 představuje na několika místech v Drážďanech soubory mezinárodní úrovně od baletu, tanečního divadla až po současný tanec.

### Léto
Pod siluetou Starého města se konají od roku 1990 Filmové noci na břehu Labe (Filmnächte am Elbufer). Již poprvé trvala tato událost deset dní. Na promítání filmů, akce a koncerty přišlo za přibližně 60 dní asi 150 000 diváků, což z akce činí největší událost svého druhu v Německu.
Událostí politického původu je festival Vnějšího Neustadtu Bunte Republik Neustadt. V letech 1990–1993 se konal v Neustadtu na protest proti chátrající zástavbě a zhoršených podmínkám bydlení v této městské části. Během festivalu došlo v letech 2001 a 2002 k nepokojům, v posledních několika letech však probíhal pokojně. Festival zůstal jednou z akcí alternativní scény.
Na pravém břehu Labe se každý rok koná umělecký a kulturní festival Elbhangfest. Odehrává se v městských částech Loschwitz a Pillnitz. Vrcholem je mimo jiné přehlídka dračích lodí. Po povodni na Labi v roce 2002 se na druhé straně Labe koná ostrovní festival Inselfest.
V létě se konají nejrůznější akce ve večerních a nočních hodinách. Na konci června nebo začátkem července zvou výzkumné instituce a univerzity na Dlouhou noc věd (Langen Nacht der Wissenschaften). Akce pro univerzity, ústavy a spolupracující technologické společnosti nabízí příležitost představit svou práci širokému publiku. Od roku 1999 probíhá začátkem července Letní muzejní noc. V roce 2015 byla přejmenována na Muzejní noc a konala se v letech 2016–2017 z důvodu poklesu návštěvníků v minulých letech (často ve stejný den utkání světových pohárů a mistrovství Evropy) třetí neděli v září, od roku 2018 se koná znovu bez udání důvodu v červenci. Od roku 2003 následuje obdobná Noc kostelů, ve které otevírá své dveře na šedesát kostelů a sborů křesťanské církve. Koná se každé 2 roky, jen v roce 2016 byla zrušena kvůli Německému evangelickému festivalu hry na trubku.
V srpnu se koná městský festival, který pokrývá celé centrum města. Kromě živé hudby nabízí program přizpůsobený rodinám. Každoročně se zúčastní asi 500 000 hostů.
Dalšími letními festivaly a akcemi jsou Drážďanský umělecký festival (Dresdner Kunstfest), Kulturní noc a Noční bruslení, při němž několik tisíc inline bruslařů projíždí po uzavřených silnicích města.

### Podzim
Na podzim se koná Festival lidových tanců a flašinetářů (Volkstanzfest und Drehorgeltreffen). Další podzimní akce zahrnují Drážďanské dny soudobé hudby (Dresdner Tage der zeitgenössischen Musik), literární festival Bardinale a Festival kouzelnického umění (Festival der Zauberkunst) a Den venkovských církví (Tag der Dorfkirchen) každé dva roky. V roce 1997 bylo vrcholem kouzelnických aktivit v Drážďanech tříleté mistrovství světa mezinárodní organizace Fédération Internationale des Sociétés Magiques (FISM).
Od roku 2004 se každoročně na podzim koná událost spolku Chaos Computer Club (CCC) „Data Traces“.

### Zima
Během adventní sezóny se koná Dresdner Striezelmarkt. Tento vánoční trh, jehož počátky sahají do roku 1434, je jedním z nejstarších v Německu. Koná se obvykle ve Starém městě na náměstí Altmarkt a je jednou z největších turistických atrakcí během vánoční sezóny. Název trhu je odvozen od jeho hlavního produktu, Dresdner Stollen („Striezel“). Vrcholem trhu je Dresdner Stollenfest. Ve stejnou dobu jako Striezelmarkt se každý rok ve stájích Rezidenčního zámku koná středověký vánoční trh a na dalších místech ve městě, jako je ulice Prager Straße, náměstí Neumarkt nebo ulice Hauptstraße, jsou paralelně i další vánoční trhy.
Dne 13. ledna 2006 se poprvé po 67 letech konal v Semperově opeře Drážďanský operní ples (Dresdner Opernball). Od té doby se koná každý rok a těší se stále větší oblibě.
V únoru se koná Festival saských loutkářů.

## Ekonomika a infrastruktura

### Ekonomické ukazatele
Drážďany jsou střediskem v současné době nejsilnější ekonomické oblasti v nových spolkových zemích a jednou z nejsilnějších hospodářských oblastí v Německu. V roce 2016 poskytly Drážďany v rámci svých městských hranic hrubý domácí produkt (HDP) ve výši 20,725 miliard €, a umístily se tak na 15. místě v žebříčku německých měst podle ekonomické produkce. Ve stejném roce byl HDP na obyvatele 37 993 € (Sasko: 28 947 €, Německo 38 180 €). V roce 2016 bylo ve městě přibližně 324 900 zaměstnaných osob. Index kupní síly na obyvatele byl v roce 2013 90,1 (Německo: 100). Lze pozorovat, že index kupní síly na obyvatele každoročně klesá. V evropském srovnání by Drážďany dostaly index přibližně 121 (EU-27: 100) ve srovnání s bývalým správním obvodem Drážďany 87,7, Saskem 86.1 a Německem 115,1. Obzvláště vysoký podíl na celkové ekonomické produkci má zpracovatelský průmysl. Samotné mikroelektronické společnosti dosáhly obratu více než tří miliard €. V tzv. Atlasu budoucnosti se roku 2016 město Drážďany umístilo na 28. místě ze 402 okresů a nezávislých měst v Německu, čímž se stalo jedním z míst s „velmi příhodnou perspektivou do budoucna“. Podle studie se Drážďany řadí na první místo mezi všemi městy a okresy ve východním Německu.
V prosinci 2018 činil podíl nezaměstnaných 5,6 procenta ve srovnání se všemi civilními pracovními silami. Absolutní počet byl 16 515 osob. Míra nezaměstnanosti v Drážďanech činila v roce 2017 v průměru 6,1 procenta.
Ve městě ke konci roku 2021 pracovalo 276 000 zaměstnanců, z nichž asi 96 000 jsou dojíždějící, což je nejvíce za poslední období. Ve městě má trvalé bydliště asi 225 000 pracovníků, z toho kolem 58 000 vyjíždějících. Vzhledem k saldu vyjíždějících a dojíždějících v počtu ca. 40 000 osob jsou Drážďany městem dojíždějících.
Asi 20 procent zaměstnanců má vysokoškolské vzdělání. Tento vysoký počet a mnohá zařízení aplikovaného výzkumu ukazují, že drážďanská ekonomika se vzdaluje strukturálnímu principu „prodloužené ruky výroby“. Slabou stránkou drážďanské hospodářské struktury zůstává malý počet sídel společností ve městě: všechna hlavní sídla v posledních letech jsou v obchodním rejstříku v Drážďanech registrována pouze jako dceřiné společnosti.
V městské oblasti je 307 hektarů provozní a průmyslové plochy, 10 885 hektarů se využívá k zemědělství.

### Cestovní ruch
Jako turistická destinace jsou Drážďany známé po celém světě. Každý rok navštíví město asi sedm milionů hostů, z nichž 1,1 milionu stráví v Drážďanech průměrně asi dva dny. Tyto hodnoty již patří mezi nejvyšší hodnoty v Německu a v Evropě. Cestovní ruch je silně stimulován událostmi v kulturním životě. Počet návštěvníků se v roce 2005 (rok otevření Frauenkirche) zvýšil na 8,8 milionu hostů. Roční obrat v cestovním ruchu činí zhruba půl miliardy €.
V roce 2011 zde přenocovalo 1,9 milionu hostů, včetně asi 20 % osob ze zahraničí; 116 hotelů nabízí asi 20 000 lůžek. Zastoupeno je 26 hotelů vyšší a luxusní třídy. Kapacita se dále rozšiřuje; obsazenost lůžek je kolem 50 %. Spolu s Drážďanským veletrhem a novým kongresovým centrem se město také snaží prosadit jako místo konání konferencí. Saská kasina v Drážďanech provozují „Casino Dresden“ v Café Prag, jedno ze tří kasin v Sasku.

### Hlavní podniky

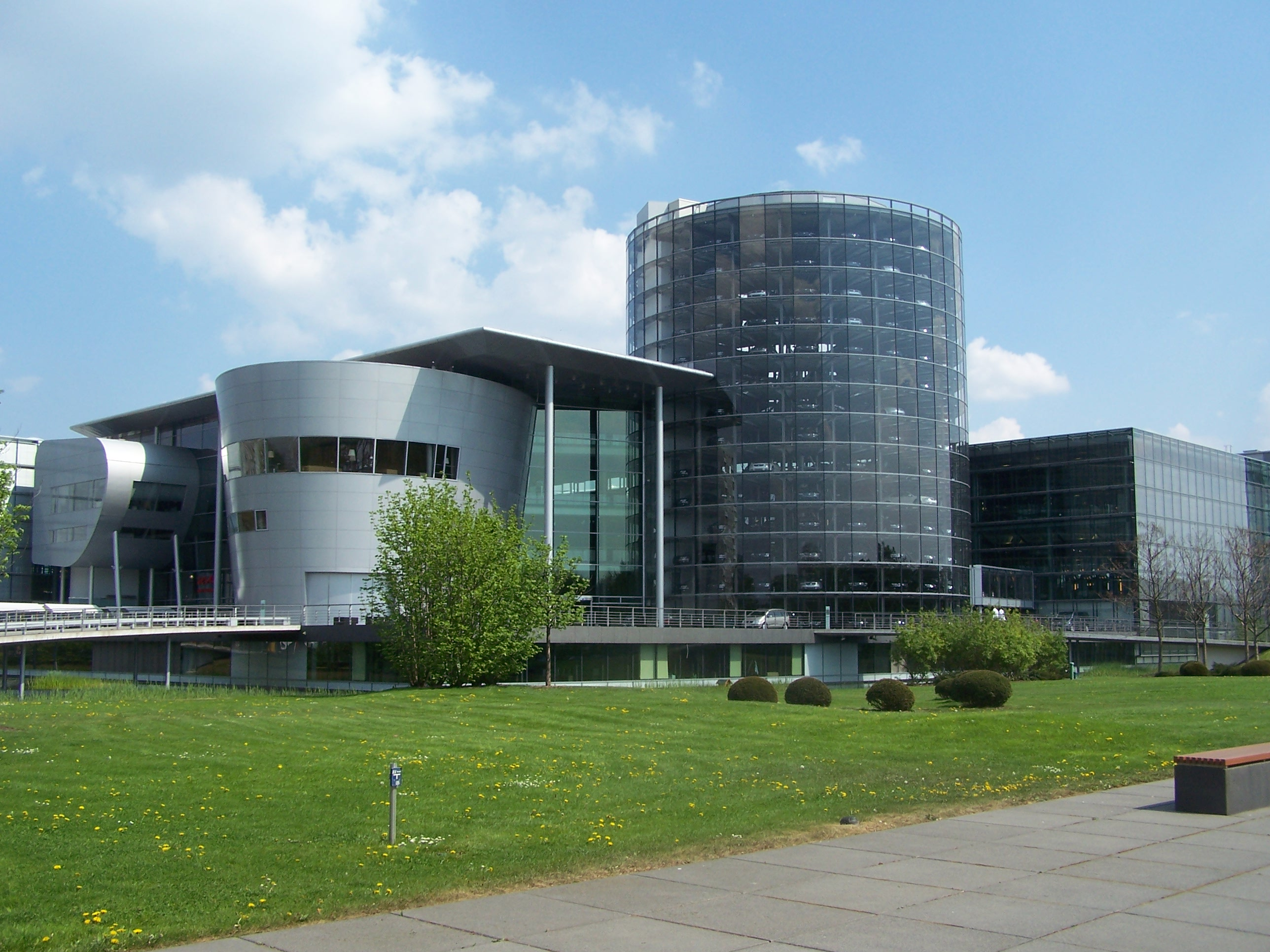
Skleněná manufaktura společnosti Volkswagen

Ve městě jsou aktivní především podniky z oblasti mikroelektroniky, informačních technologií a biotechnologií stejně jako elektrotechniky, které využívají blízkost univerzity a četných výzkumných institucí. Oblasti kompetenčních výhod Drážďan spočívají v následujících oborech:
- Mikroelektronika, informační a komunikační technologie
- Nové materiály a nanotechnologie
- Strojírenství, dopravní technologie, solární technika
- Biotechnologie, farmacie a vakcíny
- Cestovní ruch, obchod a trhy
- Vzdělávání, umění, humanitní a sociální vědy

Mnoho oblastí kompetencí se objevilo až v posledních letech. Jiné, například mikroelektronika, která měla v Drážďanech centrum už před rokem 1989, byly úspěšně rozšířeny.
Díky příležitostem pro úzkou spolupráci mezi průmyslem a místními univerzitami a výzkumnými zařízeními bylo město jedním z předních center výroby polovodičů v Evropě. V posledních letech byly vytvořeny nové výrobní závody předními společnostmi, jako jsou Globalfoundries a Infineon. Nový polovodičový závod společnosti Robert Bosch měl být uveden do provozu na konci roku 2021. Mnoho oblastí dodavatelského průmyslu (technologie čistících prostor, speciální strojní zařízení, křemíkové destičky) se nachází v Drážďanech a okolí, takže se po vzoru Silicon Valley v Kalifornii často mluví o Silicon Saxony.
Očekává se, že výzkum nanotechnologií a materiálů se stane přední obchodní oblastí pro vznikající nanoelektroniku, což bude znamenat významný skok v elektronickém zpracování dat. Rovněž se pracuje na ekonomickém využití speciálních elektromagnetických vlastností supravodičů (Meißner-Ochsenfeldův efekt).
Kromě mikroelektronického a polovodičového průmyslu je softwarový průmysl zastoupen například také dceřinou společností T-Systems MMS a pobočkami výrobců softwaru SAP Deutschland, Amazon, LogMeIn a polským Comarchem. Existuje také řada malých a středních podniků a začínajících vývojářů softwaru, jako je Lovoo.
Po znovusjednocení zřídila společnost Siemens v Drážďanech specializované pracoviště. V roce 1991 koncern koupil transformátorové a rentgenové středisko „Hermann Matern“, která navazuje na produkci Koch & Sterzel AG. Kolem tohoto závodu v městské části Übigau převzala skupina pozemek o rozloze přibližně 350 000 metrů čtverečních.
Společnost Volkswagen nechala v Skleněné manufaktuře vyrobit nový luxusní vůz (Volkswagen Phaeton). V březnu 2016 však byla výroba zastavena v 15. roce po uvedení do provozu a v dubnu 2017, po úpravách zařízení, byla zahájena nevýhradní výroba e-Golfu. Skupina Airbus (do roku 2013 EADS) má v Drážďanech dceřinou společnost Elbe Flugzeugwerke, zejména pro přestavbu letadel Airbus. Tato společnost se také podílí na vývoji Airbusu A380. Na jedné straně části interiérového designu pocházejí z továren, na druhé straně je jeden ze dvou postupů zkoušení materiálu prováděn v IABG/IMA. V Drážďanech vyrábí mnoho dodavatelů automobilového průmyslu své elektronické komponenty. Dceřiná společnost Linde navrhuje a plánuje provozy pro farmaceutický a chemický průmysl.
Drážďany hrály významnou roli ve farmaceutickém a lékařském sektoru více než sto let. Bylo tu vyvinuto a používáno mnoho metod průmyslové výroby léků. Bývalý podnik Sächsische Serumwerk Dresden (dnes součást skupiny GlaxoSmithKline) je mezinárodně významným dodavatelem vakcín proti chřipce. Jako svého hlavního klienta zahrnuje například Ministerstvo zdravotnictví USA. Na významu nabývá také farmaceutická výroba v Radebeulu, která je založena na dlouhé tradici (jako Chemische Fabrik Dr. F. von Heyden a Arzneimittelwerk Dresden) a která patří do italské skupiny Menarini.
Kromě toho má v Drážďanech sídlo výrobce cigaret Philip Morris (značka f6), které navazuje na VEB Vereinigte Zigarettenfabriken Dresden (VEZIFA) v rámci závodu z doby NDR VEB Kombinat Tabak. Společnost Feldschlößchen AG provozuje v Drážďanech největší pivovar v Sasku.

### Maloobchod
Před svým zničením leteckými nálety existovalo prestižní nákupní centrum plné specializovaných obchodů na Prager Straße, zatímco v oblasti Altmarktu dominovaly velké obchodní domy. Začátek roku 1952 znamenal výstavbu obchodního domu v ulici Wilsdruffer Straße poblíž náměstí Postplatz. V té době tato budova známkou postupného stavebního probouzení Drážďan, takže její význam pro město na začátku padesátých let v obklopení novějšími okolními budovami lze dnes stěží docenit.

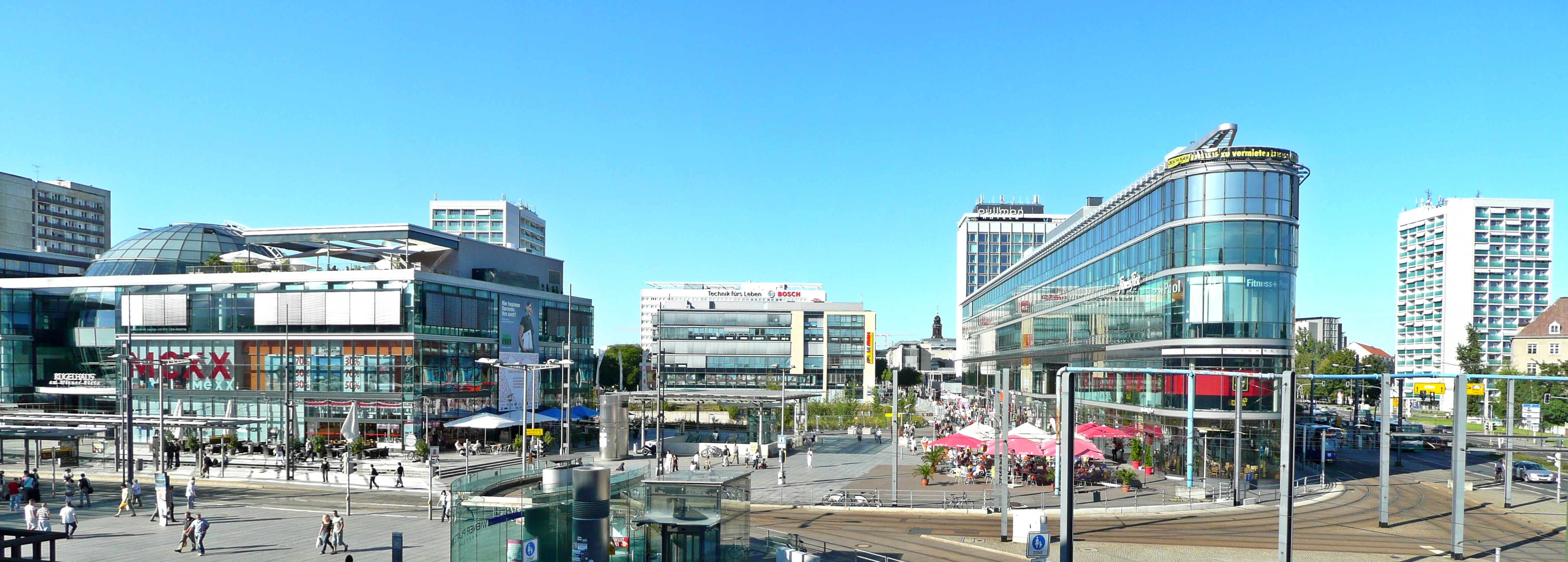
Pohled od Hlavního nádraží do ulice Prager Straße

Dnes je největší koncentrace obchodních domů a obchodů v centru Drážďan na severní straně Prager Straße a na Altmarktu. Tam se usadily pobočky hlavních obchodních řetězců a spolu s galerií Altmarkt a galerií Centrum tvoří jedno z hlavních nákupních center města. Altmarkt-Galerie byla do roku 2011 rozšířena na náměstí Postplatz a od té doby má více než 200 obchodů, včetně mnoha jedinečných značkových obchodů ve východním Německu, jako jsou Hollister, Apple a O'Neill. K areálu se dostanete několika tramvajovými zastávkami. Také hlavní nádraží na jižním konci Prager Straße je od svého dokončení a rozvoje náměstí Wiener Platz důležitým centrem maloobchodu.
Königstraße v Drážďanech-Neustadtu se stala nákupní ulicí pro vysoce kvalitní a luxusní zboží, což bylo dříve privilegium Prager Straße. Obchody tohoto cenového rozpětí jsou silně provázány s cestovním ruchem města. Podobná struktura se vyvinula na Neumarktu kolem Frauenkirche.

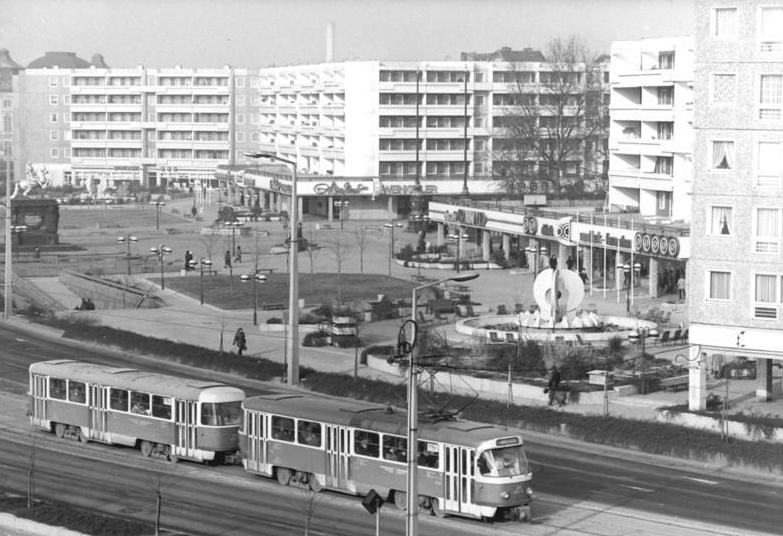
Náměstí Neustädter Markt s tzv. Zlatým jezdcem (1982)

Pěšími zónami protkaná ulice Neustadtu Hauptstraße, prožila „svůj nejlepší čas“ v 80. letech. Nedaleko je Neustädter Markthalle, malé nákupní centrum s 20 prodejci v rekonstruované secesní budově.
I ve starých centrech jednotlivých městských částí, jako je Schillerovo náměstí v Blasewitz, byla znovu vytvořena hlavní nákupní centra. Jiná zařízení, jako je Elbepark, jsou soustředěna mimo centrum města na dálničních výjezdech a mají tedy jasně nadregionální vliv. Cenový tlak na komerční oblasti v centru města prostřednictvím velkých nákupních center na periferii je patrný i v Drážďanech a je často kritizován. Centrum města (Innenstadt) představuje pouze 22 procent maloobchodních tržeb. To je relativně málo, i když existuje několik sekundárních center.

### Tradiční/bývalé společnosti
Jedna z nejznámějších společností, Dresdner Bank, byla založena 12. listopadu 1872. Již v roce 1885 bylo provozní řízení přemístěno do Berlína, ale až do roku 1950 zůstala banka zapsána v obchodním rejstříku města Drážďany.
Flotila Raddampferflotte, kterou provozuje Saská parní společnost, je považována za svého druhu největší a nejstarší na světě. Parník Stadt Wehlen postavený v roce 1879, a pojmenovaný po městě Wehlen v Saském Švýcarsku, je nejstarší lodí ve flotile. Na 13 lodích se ročně přepraví asi 500 000 cestujících.
Jen o něco mladší je družstvo Konsum Dresden, obchodní společnost, která byla založena v roce 1888 jako „Konsumverein Vorwärts“. Nekvalitní a předražené potraviny vedly k tomu, že několik rodin v Drážďanech začalo nakupovat pro sebe a společně obchodovat. S vlastní výrobní a logistickou strukturou byla zřízena prodejní síť a v roce 1931 byla otevřena první továrna na maso v Drážďanech. V současné době společnost provozuje přes 40 poboček a má kolem 25 600 členů.
Ústní voda Odol, jejž výroba byla zahájena v roce 1892 drážďanským podnikatelem Karlem Augustem Lingnerem, byla vyráběna v továrně Lingner-Werken, zničené v roce 1945.

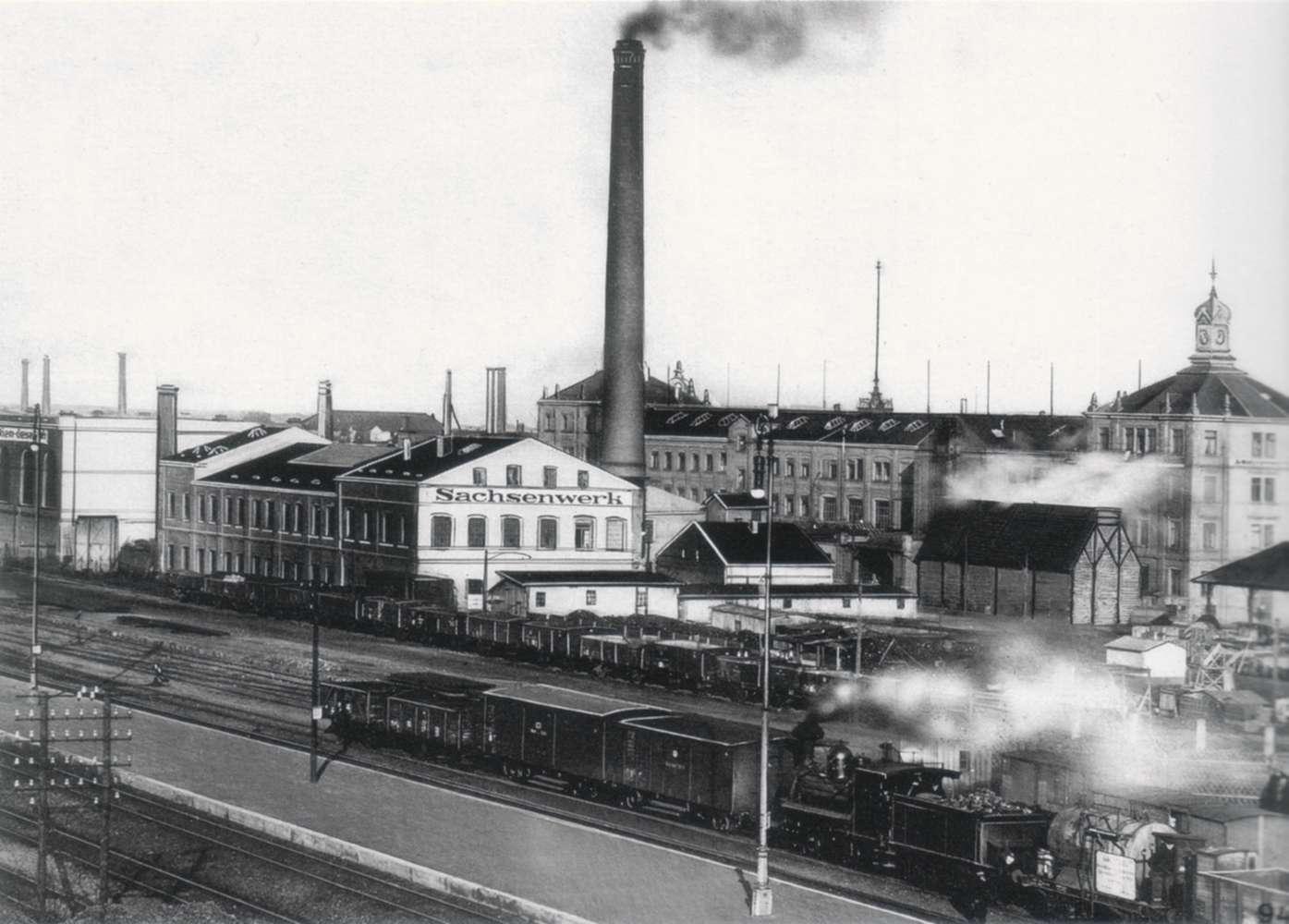
Továrna Sachsenwerk Niedersedlitz, v popředí nádraží, v roce 1900

Společnost „Sachsenwerk, Licht- und Kraft AG“ byla založena v roce 1903 a stavěla hlavně transformátory a spínací zařízení pro elektrické osvětlení a velké elektrické stroje. Od dvacátých let byla továrna významným výrobcem tramvajových a lokomotivních motorů. Dnes patří VEM Sachsenwerk GmbH do skupiny VEM.
V roce 1907 začala v podkroví lékárny Löwen výroba zubní pasty Chlorodont, která byla vyráběna a uváděna na trh od roku 1917 v nově založeném Leowerken ve stále větším množství. Nástupnická společnost dodnes stále používá původní prostory.
Společnost Melitta, která působí v mezinárodním měřítku po celá desetiletí, byla 15. prosince 1908 zapsána jako Melitta Bentz se 73 feniky vlastního kapitálu do obchodního rejstříku v Drážďanech.
Společnosti Zentrum Mikroelektronik Dresden (ZMD) a Kombinat Robotron začaly v roce 1961 v Drážďanech období výroby mikroelektroniky a počítačů. V roce 1989 pracovalo v mikroelektronickém centru přibližně 4 000 zaměstnanců a Kombinat Robotron zaměstnával až 68 000 lidí. ZMD obchodovalo od roku 1961 do roku 1976 jako pracoviště pro molekulární elektroniku v Drážďanech (původně AME, od roku 1969 AMD). Po dalším přejmenování a privatizaci v 90. letech pracovalo v roce 2011 v „ZMD AG“ asi 300 inženýrů, techniků a kvalifikovaných pracovníků. Kombinat Robotron byl rozpuštěn v roce 1990 a jeho pobočky byly privatizovány. Z těchto nástupnických společností existuje v Drážďanech pouze Robotron Datenbank-Software s 442 zaměstnanci (2017/2018).
Firma Dresdner Maschinenbau má tradici přímého dodavatele pro místní farmaceutický průmysl, optiku a potravinářský průmysl. Saský průmysl dokázal získat konkurenční výhody především díky použití přesné mechaniky při konstrukci velkých strojů. Vedle toho pokračovala ve spolupráci se se speciálními výrobci strojů technologie čistících prostor.
Drážďany a jejich okolí zůstaly ústředním bodem německého optického strojírenského průmyslu až do poválečného období, zejména v oblasti výroby fotografických kamer. Sídlily zde společnosti: Ernemann-Werke, Zeiss Ikon, Ihagee (vynález jednooké zrcadlovky), Kamera-Werkstätten a Kombinat VEB Pentacon (fotoaparáty Praktica). Rovněž v Drážďanech založil v roce 1923 osmnáctiletý fotograf Martin Hanke společnost Hama.
Společnost Elbe Flugzeugwerft, která dnes po názvem Elbe Flugzeugwerke patří Airbusu, byla již velmi brzy po druhé světové válce důležitou továrnou na výrobu letadel. Byla postavena na severovýchodním okraji letiště Dresden-Klotzsche na části terénu bývalé školy Luftkriegsschule 1. Čtyřmotorový proudový dopravní letoun Baade 152, který zde byl vyroben v roce 1958, byl prvním německým dopravním letadlem v poválečném období. Výnosem politbyra SED v roce 1961 však musela být jeho výroba zastavena kvůli nedostatku prodejních příležitostí letadel v NDR, a tím i celý tento projekt.
| Jméno podniku                                                                                          | Založeno                                   | Současný status | Branže                                                  |
| Farmacie a kosmetika                                                                                   | Farmacie a kosmetika                       | Farmacie a kosmetika | Farmacie a kosmetika                                    |
| --- | ------------------------------------------ | --- | ------------------------------------------------------- |
| APOGEPHA Arzneimittel GmbH                                                                             | 1882                                       | Samostatný rodinný podnik | Farmaceutické produkty                                  |
| DENTAL-Kosmetik v mezidobí VEB Elbechemie Dresden                                                      | 1907                                       | GmbH & Co. KG | Zubní hygiena                                           |
| Li-iL                                                                                                  | 1910                                       | GmbH v soukromém vlastnictví | Hygienické produkty                                     |
| Lingner-Werke                                                                                          | 1892                                       | 1945 zničeno; později součást VEB Elbe-Chemie | Ústní hygiena                                           |
| Sächsisches Serumwerk Dresden                                                                          | 1911                                       | GlaxoSmithKline Biologicals Dresden, dceřiná společnost GSK-Konzernu | Vakcíny proti chřipce                                   |
| Infrastruktura                                                                                         |                                            | |                                                         |
| Dresdner Verkehrsbetriebe v mezidobí VEB Verkehrsbetriebe der Stadt Dresden                            | 1872                                       | AG v majetku města | Místní doprava                                          |
| Drewag v mezidobí VEB Energiekombinat Dresden                                                          | 1930                                       | Od roku 1997 městská společnost | Energie                                                 |
| Strojírenství                                                                                          |                                            | |                                                         |
| Clemens Müller                                                                                         | 1855                                       | 1945/46 vyvlastněno, od roku 1951 společně s Seidel & Naumann VEB Schreibmaschinenwerk(e) Dresden                                                                                 | Šicí stroje                                             |
| Elbe Flugzeugwerft                                                                                     | 1955                                       | Dceřiná společnost Airbus Group | Výroba letadel                                          |
| Gläser-Karosserie                                                                                      | 1864                                       | 1946 VEB Karosseriewerk Dresden (KWD), 1994 privatizace | Karosérie                                               |
| Schiffswerft Laubegast                                                                                 | 1898                                       | Samostatná akciová společnost | Stavba lodí určených k dopravě po kontinentu            |
| Seidel & Naumann                                                                                       | 1870 (1868 Naumann)                        | 1945/46 vyvlastněno, od roku 1951 společně s Clemens Müller VEB Schreibmaschinenwerk(e) Dresden, od roku 1980 Kombinat Robotron, od roku 1990 Robotron Erika GmbH, 1992 likvidace | Šicí stroje, jízdní kola, psací stroje, počítací stroje |
| VEB Mikromat                                                                                           |                                            | Od roku 1992 GmbH | Obráběcí stroje                                         |
| Nagema                                                                                                 |                                            | Likvidace | Balicí stroje                                           |
| Optika                                                                                                 |                                            | |                                                         |
| Balda AG                                                                                               | 1909                                       | Sídlo přeloženo do Bad Oeynhausen | Optika                                                  |
| Ernemann-Werke AG                                                                                      | 1889                                       | 1926 ke Zeiss Ikon | Optika                                                  |
| Zeiss Ikon dříve Ernemann-Werke AG a další                                                             | 1926                                       | 1955 zestátněno, integrace do pozdější společnosti Pentacon | Optika                                                  |
| VEB Pentacon Dresden dříve Zeiss Ikon, Ihagee, Kamera-Werke Niedersedlitz, Meyer-Optik Görlitz a další | 1955                                       | Dceřiná společnost J. Schneider Optische Werke, vyčleněna Meyer-Optik GmbH insolventní roku 1991, Kamera-Werke Niedersedlitz částečně restituováno (dnes Kamera Werk Dresden)     | Optika                                                  |
| Potravinářství                                                                                         |                                            | |                                                         |
| Aktienverein der Societätsbrauerei zu Dresden                                                          | 1836                                       | Gastronomický podnik Brauhaus am Waldschlösschen | Pivovarnictví                                           |
| Feldschlößchen-Brauerei                                                                                | 1883                                       | Část Frankfurter Brauhaus GmbH (TCB Beteiligungsgesellschaft) |                                                         |
| f6 Cigarettenfabrik v mezidobí VEB Dresdner Zigarettenfabriken                                         | 1909                                       | Část Altria Group | Tabákový průmysl                                        |
| VEB Dresdner Süßwarenfabriken Elbflorenz dříve Hartwig & Vogel                                         |                                            | likvidace | Potraviny                                               |
| Spezialitätenbäckerei Dr. Quendt                                                                       | 1876                                       | Dr. Quendt KG v soukromém vlastnictví | Potraviny                                               |
| Konsum Dresden eG                                                                                      | 1888 jako sdružený konzum „Vorwärts“       | Samostatné konzumní družstvo ca 25 600 členy, Konsum Dresden eG | Obchod s potravinami, specializace na jídlo a nápoje    |
| Dr. Doerr Feinkost GmbH & Co. KG                                                                       | 1933 jako Feinkostfabrik Dr. Herbert Doerr | Rodinný podnik rodiny Doerrů | Lahůdky                                                 |
| Elektrotechnika a mikroelektronika                                                                     |                                            | |                                                         |
| Koch & Sterzel AG v mezidobí VEB TuR „Hermann Matern“ Dresden                                          | 1904                                       | Dceřiná společnost Siemens AG | Elektrotechnika/rentgenová zařízení                     |
| Radio H. Mende & Co.                                                                                   | 1922                                       | červen 1945 demontáž; 1948–1969 VEB Funkwerk Dresden, 1969–1990 VEB Robotron-Meßelektronik Dresden                                                                                | Radiotechnika, elektrická měřící technika               |
| Sachsenwerk                                                                                            | 1903                                       | část VEM-Gruppe | Elektrotechnika                                         |
| Zentrum Mikroelektronik Dresden                                                                        | 1961                                       | Samostatná AG | Mikroelektronika                                        |
| Služby                                                                                                 |                                            | |                                                         |
| Dresdner Bank                                                                                          | 1872                                       | Sídlo od roku 1950 přeloženo Frankfurtu nad Mohanem, od roku 2009 fúze s Commerzbank                                                                                              | Banka                                                   |
| Dresdner Wach- und Schließgesellschaft                                                                 | 1902                                       | 1945 zestátněno | Bezpečnost                                              |
| Jiné                                                                                                   |                                            | |                                                         |
| Deutsche Werkstätten Hellerau                                                                          | 1898                                       | 1946–1989 VEB, 1992 privatizace | Nábytek                                                 |
| Eg-Gü                                                                                                  | 1890                                       | Nové založení 2006 v Lichtenau u Chemnitz | Čištění bot / čisticí prostředky                        |
| Eschebachsche Werke                                                                                    | 1867                                       | 2004 likvidace | Nábytek                                                 |
| Novatic-Gruppe                                                                                         | 1990                                       | | Barvy a laky                                            |

### Doprava

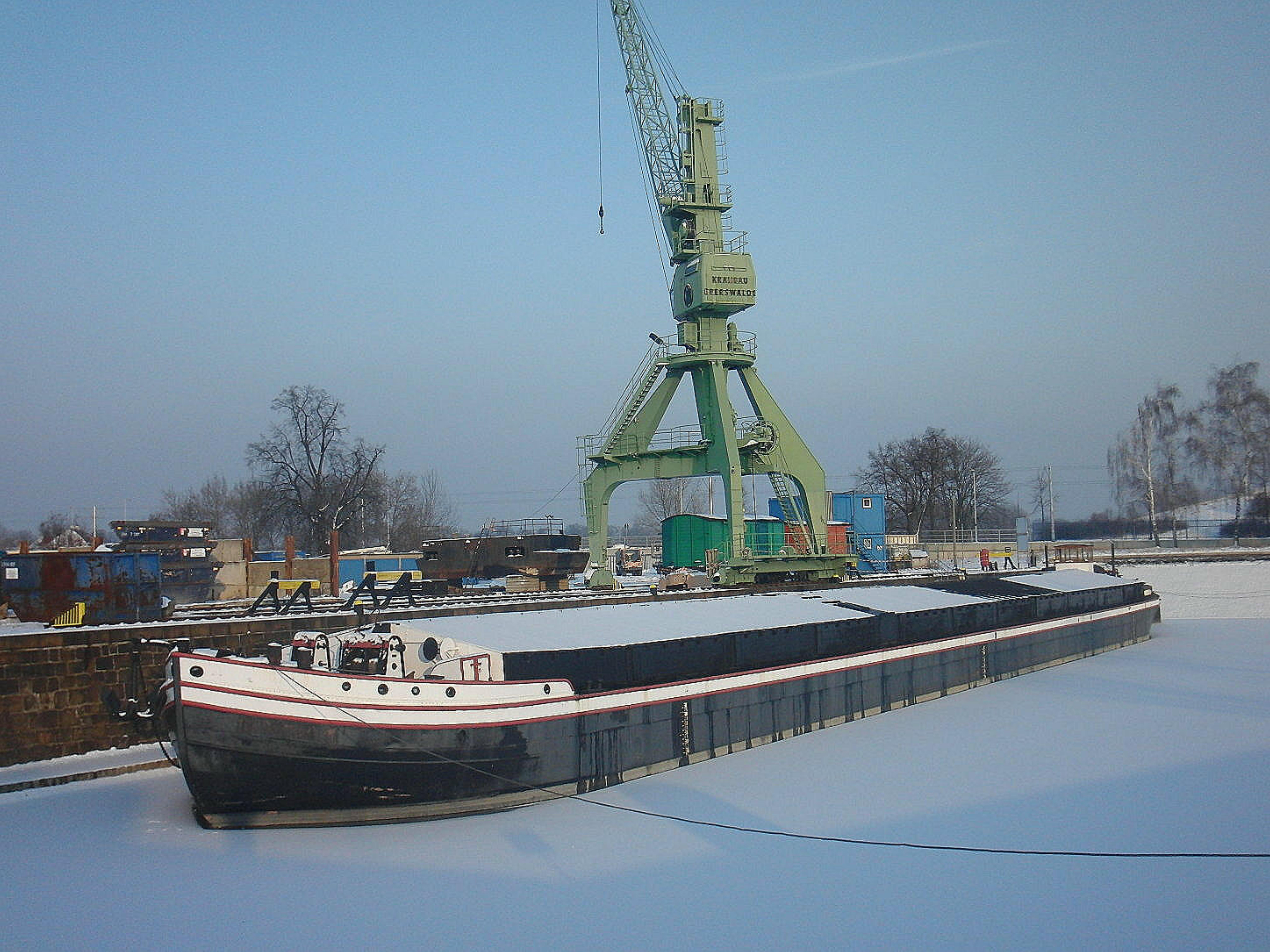
Albertův přístav, 2012

#### Dělba přepravní práce
Následující tabulka ukazuje rozpis ujetých vzdáleností dopravními prostředky v Drážďanech před rokem 2014 (z hlediska provozu označovaných dělba přepravní práce) a jejich změny od roku 1991.
| Dopravní prostředek 000                                   | 1991 | 1998 | 2003 | 2008 | 2013 | 2018 |
| --------------------------------------------------------- | ---- | ---- | ---- | ---- | ---- | ---- |
| Motorizovaná individuální doprava (auto, motocykl, moped) | 36   | 44   | 43   | 41   | 38   | 36   |
| Cyklistika                                                | 6    | 10   | 12   | 16   | 17   | 18   |
| Pěší provoz                                               | 36   | 26   | 24   | 22   | 24   | 26   |
| Městská hromadná doprava                                  | 22   | 21   | 20   | 21   | 21   | 20   |

V posledních letech zůstává poměr cest městskou hromadnou dopravou relativně konstantní. Podíl motorizované soukromé dopravy po převratu výrazně vzrostl, v posledních deseti letech však opět klesal. Naopak podíl cyklistických stezek od roku 1991 neustále roste.

#### Železnice

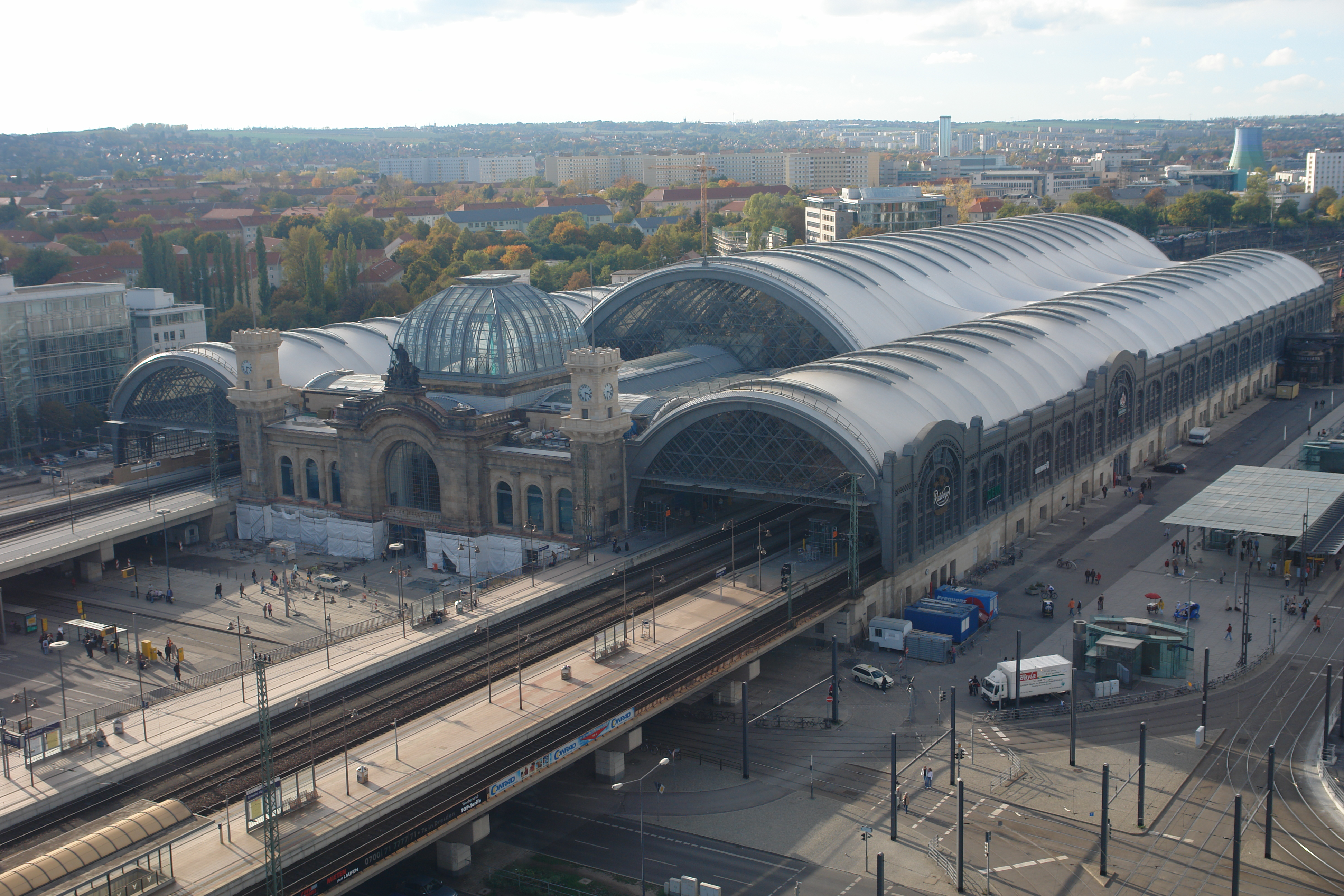
Drážďany hlavní nádraží – Dresden Hauptbahnhof

Železniční uzel Drážďany spojuje pět hlavních a dálkových tras. Drážďanské hlavní nádraží (Dresden Hauptbahnhof) je jedním z 20 dálkových dopravních uzlů v Německu a spolu s nádražím Dresden-Neustadt je nejdůležitější stanicí města. Drážďany mají přímé dálkové spojení v každodenním provozu mimo jiné s  Děčínem, Dortmundem, Düsseldorfem, Essenem, Kielem, Kolínem nad Rýnem, Lipskem, Libercem, Litoměřicemi, Berlínem, Prahou, Erfurtem, Magdeburkem, Frankfurtem nad Mohanem, Wiesbadenem, Hamburkem, Rostockem, Hannoverem, Brnem, Bratislavou, Budapeští, Břeclaví, Ústím nad Labem a Vídní. V sezonním provozu je k dispozici spoj do Greifswaldu, Stralsundu, Binzu a Westerlandu. S-Bahn Drážďany spojuje město s okolím a letištěm. V regionální dopravě jsou Drážďany spojeny s Budyšínem, Görlitz, Lužicí, Chemnitz, Chotěbuzí, Zwickau, Lipskem, Míšní, Hofem, Plavnem, Pirnou, Žitavou a Freibergem.
Největším nákladním nádražím ve městě je železniční stanice Dresden-Friedrichstadt s centrem nákladní dopravy a kontejnerovým terminálem pro kombinovanou dopravu.

#### Silniční provoz

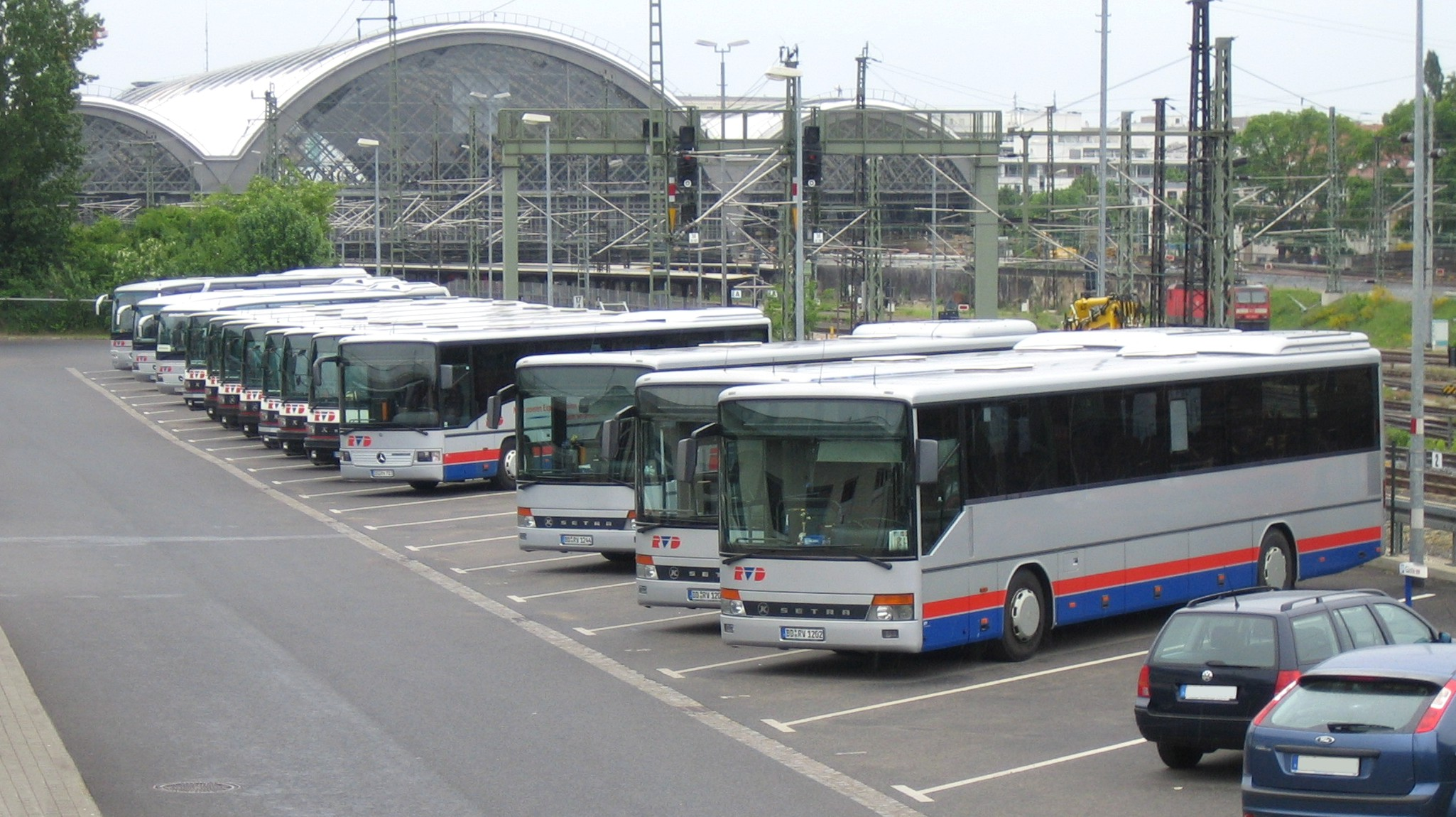
Stanoviště autobusů RVD

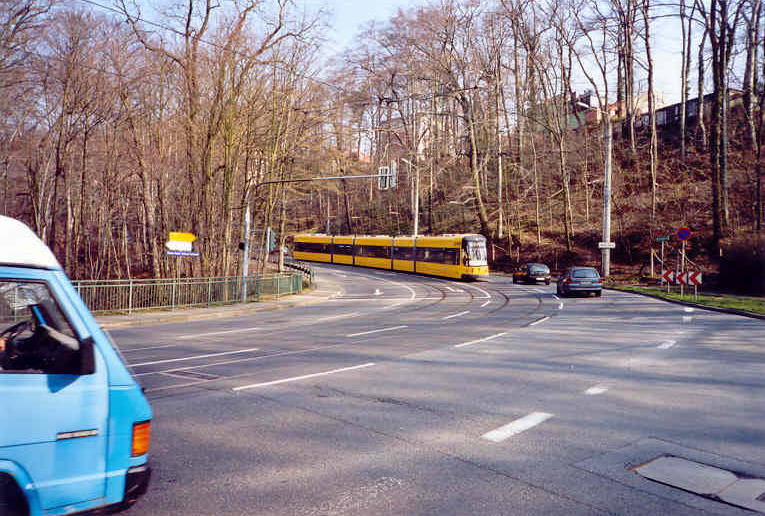
Spolková silnice 6 v Mordgrundu na okraji Drážďanského vřesoviště

V drážďanské aglomeraci jsou čtyři spolkové dálnice. Severozápadním městem vede dálnice A4 do Görlitz nebo Chemnitz a Erfurt s pěti spojovacími body. Od dálnice A4 na severu města, u letiště, se dálnice A13 odklání ve směru na Berlín a západně od Drážďan na dálnici A14 do Lipska.
Dálnice A17 dokončená v roce 2006 začíná na západě Drážďan a dotýká se jihu města třemi spojovacími body. Tato dálnice se pak překrývá s evropskou silnicí E55 a vede přes Krušné hory do Prahy. Pod dvěma drážďanskými městskými obvody probíhá dálnice A17 v tunelech. Dálnice je obzvláště důležitá pro dálkový provoz kamionů ve směru sever-jih a uvolňuje hlavní silnice města ve špičce, protože vede paralelně a blízko k oblasti zahuštěné dopravy, a je proto využívána dojíždějícími z Pirny a Heidenau. Kritizovány byly vysoké náklady na tuto novou trasu a související problém rozrůstání měst do okolní krajiny. Také nově rozvinutá sídliště by v dlouhodobém horizontu mohla generovat nový provoz pro dojíždění a neměla by za následek odlehčení dopravy. Kriticky byl nahlížen rovněž vliv na ovzduší ve městě.
U Mordgrundu na okraji Drážďanského vřesoviště (Dresdner Heide) městem dále vedou spolkové silnice B6, B97, B170 a B173. Město Drážďany s mnoha čtyřpruhovými silnicemi je relativně dobře průjezdné, což však zároveň nepopírá vysokou úroveň zdejší městské hromadné dopravy.
Labská cyklotrasa, kterou v roce 2015 členové ADFC po jedenácté zvolili za nejpopulárnější dálkovou cyklotrasu v Německu, ve městě vede až na několik výjimek podél Labe. V průzkumech o přívětivosti k cyklistům v celém Německu zaujímají Drážďany místo na přibližně uprostřed za Chemnitz a Lipskem (v testu v roce 2014 se umístily na 21. místě z celkového počtu 38 velkoměst nad 200 000 obyvatel). V průzkumu mezi občany města z roku 2014 71 % respondentů uvedlo, že městské zastupitelstvo by se mělo více angažovat ve věci cyklistiky. Obyvatelé města jsou totiž nadšení cyklisté: i při první účasti v městské cyklistické soutěži v roce 2011 vyhráli v kategorii měst s aktivními cyklisty s nejvíce najetých kilometrů.
Celkově silniční síť v městské správě pokrývá 1400 km silnic, 1908 km pěšin a 370 km cyklostezek.

#### Veřejná doprava

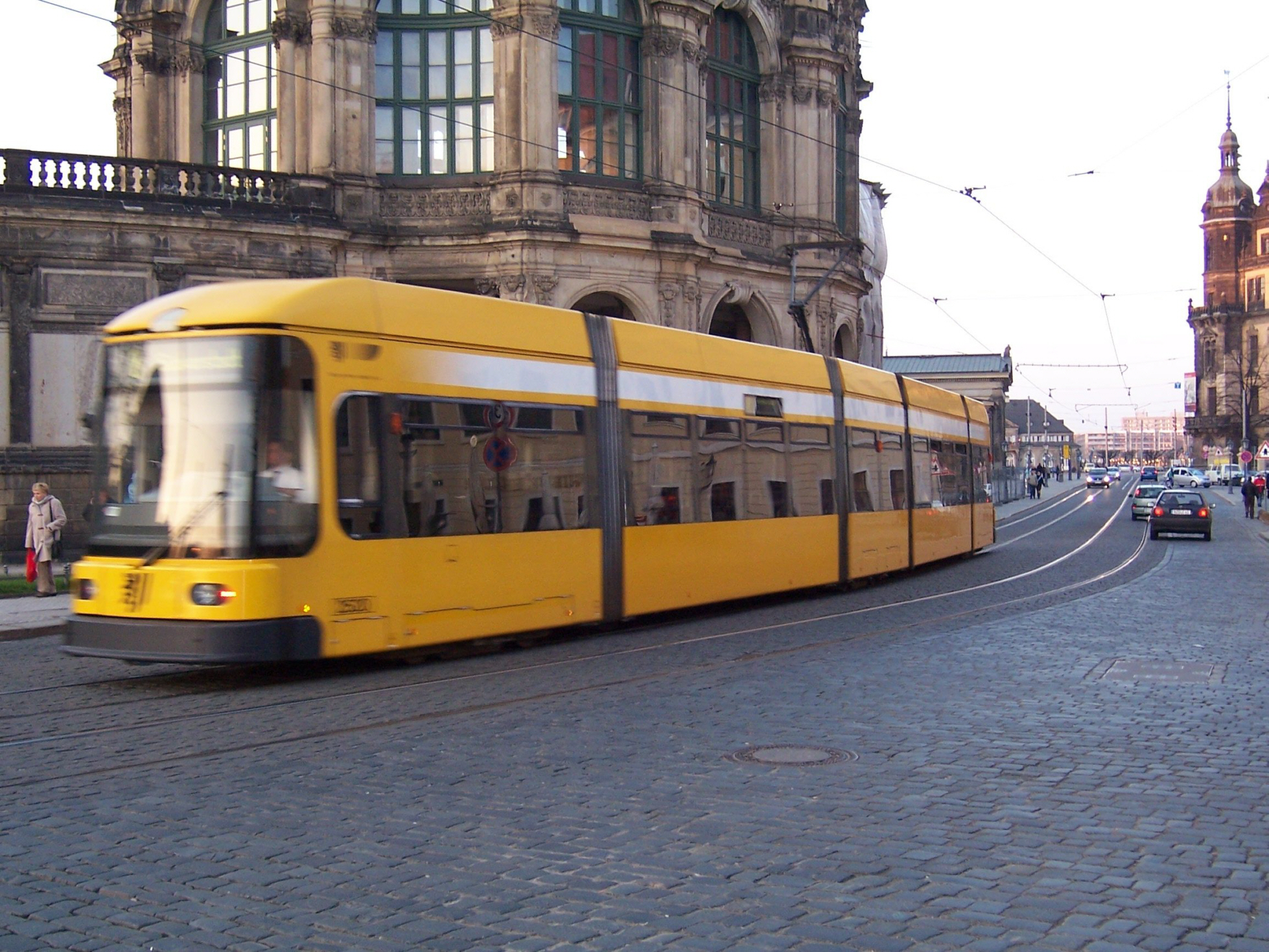
Tramvaj NGT6DD před Zwingerem

Vedle systému příměstské železnice S-Bahn existuje ve městě 12 tramvajových a více než 30 autobusových spojů provozovaných Drážďanských dopravním podnikem a některými autobusovými společnostmi. Významné pozemní linky s napojením na Drážďany provozuje veřejný dopravce Regionalverkehr Sächsische Schweiz-Osterzgebirge. Tramvaje zde fungují od roku 1872, zpočátku jako koňské tramvaje, od roku 1893 postupně elektrifikované. Z počátku existovaly dvě konkurenční soukromé společnosti, jejichž vnějšími identifikátory byly různé barvy vagonů (proto byly v populaci označovány jako „žlutá“ nebo „červená“ společnost). Ty byly v roce 1905 sjednoceny. Od té doby je tramvajová síť provozována v jedné režii, nejprve městem samotným, v průběhu času různými více či méně na městě závislými dopravci. Drážďanská tramvaj je známá vagonem „Großer Hecht“ („velká štika“) používaným v letech 1931–1972. Už za Výmarské republiky částečně existoval tříminutový interval. Od poslední změny trati město provozuje dvanáct tramvajových tratí na přibližně 204 km dlouhé trati, která sahá až do sousedních měst Radebeul, Coswig a Weinböhla; Tato pozemní železnice je nabízena turistům jako tzv. Kultourlinie.

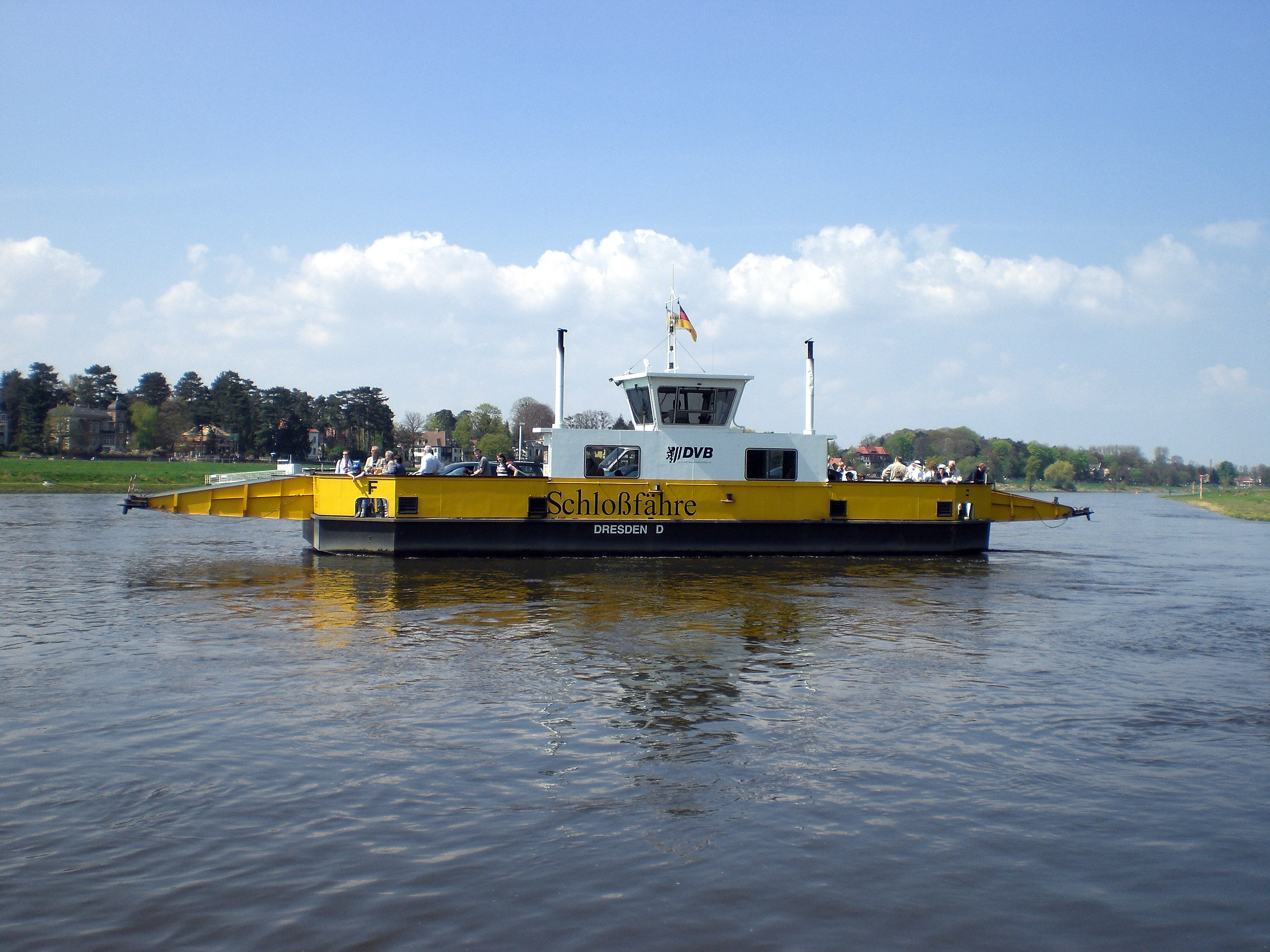
Přejezd přes Labe v Drážďanech-Pillnitz

Drážďanské společnosti veřejné dopravy již léta modernizují svou síť a flotilu. Od června 2010 se s pohodlnými bezstupňovými vstupy běžně používají pouze nízkopodlažní železnice vyrobené v Bombardier Transportation v Budyšíně. Jen pro speciální služby se příležitostně používají Tatry T4D, kromě pravidelné zkrácení intervalu u linky 3 v přednáškovém období.
Tři přejezdy přes Labe umožňují vedle mostů (každý z nich s veřejnou dopravou po železnici, autobusem nebo tramvají) také přechod přes Labe: z Johannstadtu do Neustadtu, z Niederpoyritz do Alttolkewitz a z Kleinzschachwitz do Pillnitz).
V městské části Loschwitz jsou v provozu také historické lanovky: pozemní lanovka do vilové čtvrti Weißer Hirsch a visutá dráha do Oberloschwitz nabízí výhled na město a krajinu na jihozápadě.
Na Labi plují lopatkové parníky Saské paroplavby (Weiße Flotte Sachsen; Bílá flotila) a poskytují výhradně turisticky využívaná spojení proti proudu k Saskému Švýcarsku a po proudu k Míšni. Drážďany jsou také zastávkou osobních lodí organizátorů říčních plaveb.

#### Letecká doprava

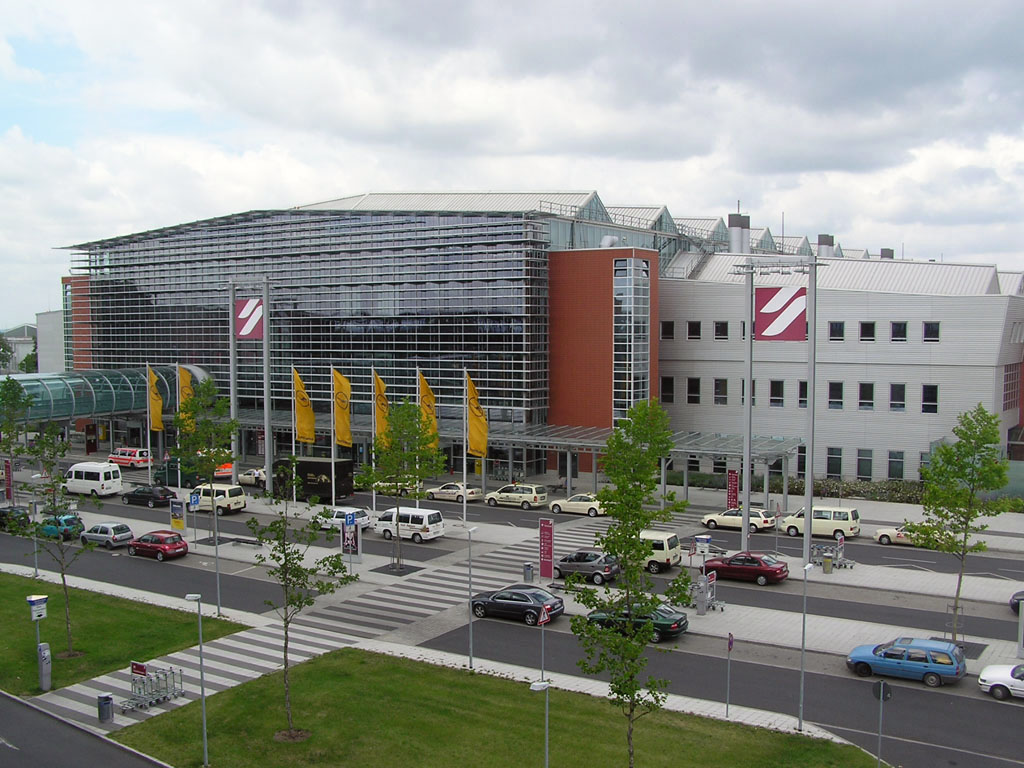
Letiště Drážďany

Na severu Drážďan, v místní části Klotzsche, se od roku 1935 nachází mezinárodní Letiště Drážďany (Flughafen Dresden). V areálu letiště a v jeho terminálu jsou kromě příletové a odletové části i různé obchody, konferenční centrum či vyhlídková plošina pro návštěvníky. Zajímavostí je prosklená lávka, která propojuje kryté parkoviště s odbavovacími přepážkami. Kromě toho má letiště saské metropole vlastní přípojku na dálnici a disponuje i vlakovým nádražím. Terminál, bývalý hangár určený na výrobu letadel, je díky své průmyslové architektuře považován za jeden z nejkrásnějších letištních terminálů v Německu. Každou poslední neděli v měsíci je zde možná prohlídka v češtině.

#### Dálkové autobusy
Drážďany nemají vlastní terminál pro dálkovou autobusovou dopravu. Autobusy používají zastávky v ulici Bayrische Straße u Hlavního nádraží Drážďany (Dresden Hauptbahnhof), nebo na zastávce u nádraží Dresden-Neustadt.
Zejména autobusová zastávka jižně od hlavní stanice není navržena pro rostoucí dálkový autobusový provoz. Především zde chybí přístřešky a lavičky. Je tedy třeba vybudovat centrální autobusové nádraží severně od hlavního nádraží na západním konci Vídeňského náměstí. Přesné plány nejsou v současné době k dispozici.
Kromě velkého množství národních linek obsluhují Drážďany také některé mezinárodní linky. Dosažitelná města Amsterdam, Budapešť, Brusel, Londýn, Kodaň, Paříž, Praha, Stockholm, Vídeň nebo Curych.

#### Nákladní doprava

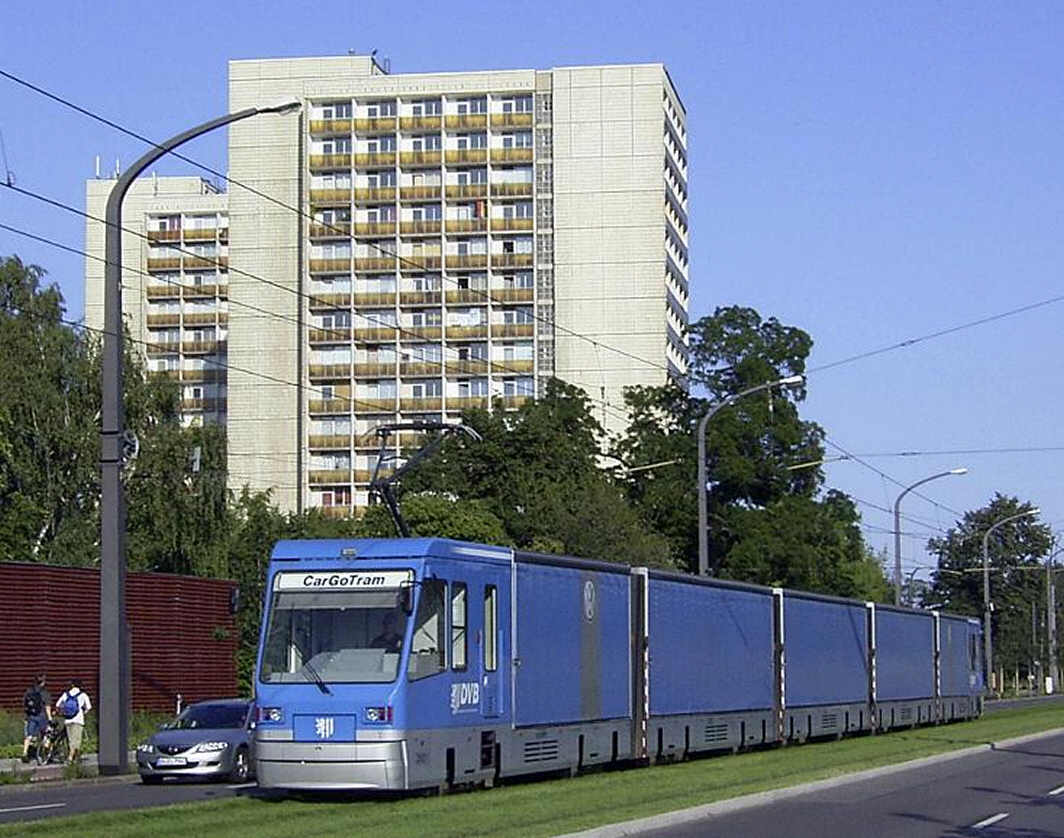
CarGoTram

Drážďany byly a jsou důležitým železničním uzlem v nákladní dopravě, ke které náleží nádraží Drážďany-Friedrichstadt. Pro automobilové závody koncernu Volkswagen v Chemnitz, Zwickau, v Mladé Boleslavi a v Drážďanech samotných hraje toto nádraží důležitou roli jako logistické centrum pro nákladní dopravu. Každý den jezdí přes labskou železnici kolem 200 nákladních vlaků do České republiky a zpět.
Zvláštností Drážďan je nákladní tramvaj CarGoTram, která slouží továrně Volkswagen: Gläserne Manufaktur. Trať byla zřízena tak, aby propojila tuto továrnu s centrem města či logistickým centrem na nákladním nádraží ve Friedrichstadtu bez použití dalších nákladních vozidel.
Drážďanský Albertův přístav se nachází na levém břehu Labe v Drážďanech-Friedrichstadtu a slouží ke kontejnerové a vnitrozemské lodní dopravě. Od roku 2007 se zde používají speciální lodě Roll-on/roll-off pro dopravu kolových vozidel s maximálním přípustným zatížením 500 tun.
Drážďany se nacházejí na křižovatce důležitých evropských silnic E40 a E55. Výstavbou dálnice A17 se podařilo přemístit dálkovou nákladní dopravu z města. Samotný E55 používá denně více než 2000 nákladních vozidel.

### Média

#### Deníky
V Drážďanech se vydávají dva tradiční deníky: Sächsische Zeitung (SZ) a Dresdner Neueste Nachrichten (DNN). Saské noviny byly od roku 1946 po celé období NDR orgánem SED. Dnes je většinovým vlastníkem vydavatelství Gruner + Jahr.
Předchůdci DNN byly noviny Národně-demokratické strany Německa (Sächsische Neueste Nachrichten) Liberálně-demokratické strany Německa (Sächsisches Tageblatt) a CDU (Die Union). DNN dnes patří k Lipské nakladatelské a polygrafické společnosti, která je rovněž akcionářem novin Leipziger Volkszeitung (LVZ). Z této lipské nakladatelské a polygrafické společnosti je 100 % vlastněno společností Verlagsgesellschaft Madsack, která se zase podílí více než 20 % na Německé tiskové a vydavatelské společnosti (dd_vg), která je mediální investiční společnosti SPD.
Dalšími novinami jsou Dresdner Morgenpost a místní vydání deníku Bild.

#### Další noviny a časopisy

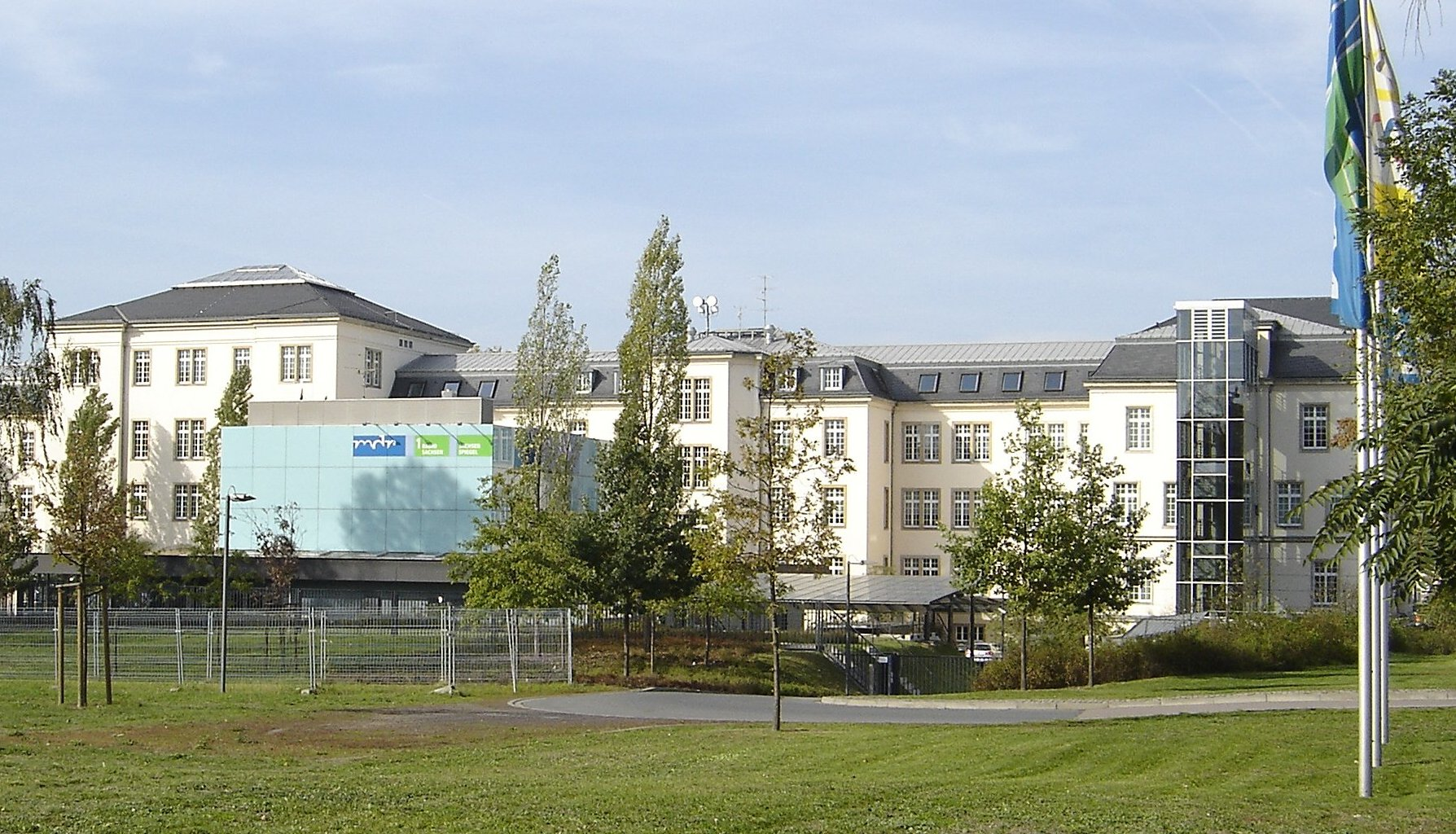
Budova Saského rozhlasu

Bezplatný list Dresdner Amtsblatt (DDA) vydává městské zastupitelstvo jednou týdně. Jeho první předchůdce vycházel již od roku 1839, proto je považován za služebně nejstarší tištěné médium v Drážďanech.
Dresdner Kulturmagazin (bezplatný) a magazín Sax jsou jednou měsíčně vydávané městské časopisy s kalendářem akcí. Gastronomický magazín Augusto vychází jednou ročně. Dalšími časopisy jsou Frizz, Spot, DD-INside, Skunk, SPIESSER, Urania, caz, Prinz a port01, které jsou částečně financovány z reklamy. Některé z těchto listů jsou zastoupeny také v dalších německých městech.
Kromě toho jsou ve městě o víkendech distribuovány bezplatné reklamní časopisy Wochenkurier, freitagSZ a Dresden am Wochenende, přičemž poslední dva patří do portfolia vydavatelství Sächsische Zeitung (DDV Mediengruppe). Kromě toho existují reklamní listy pro příslušné čtvrti, např. Leubener Zeitung pro městskou část Leuben.
Vedle toho jsou pak v Drážďanech vydávány literární časopisy Ostragehege a Signum.

#### Rozhlas a televize

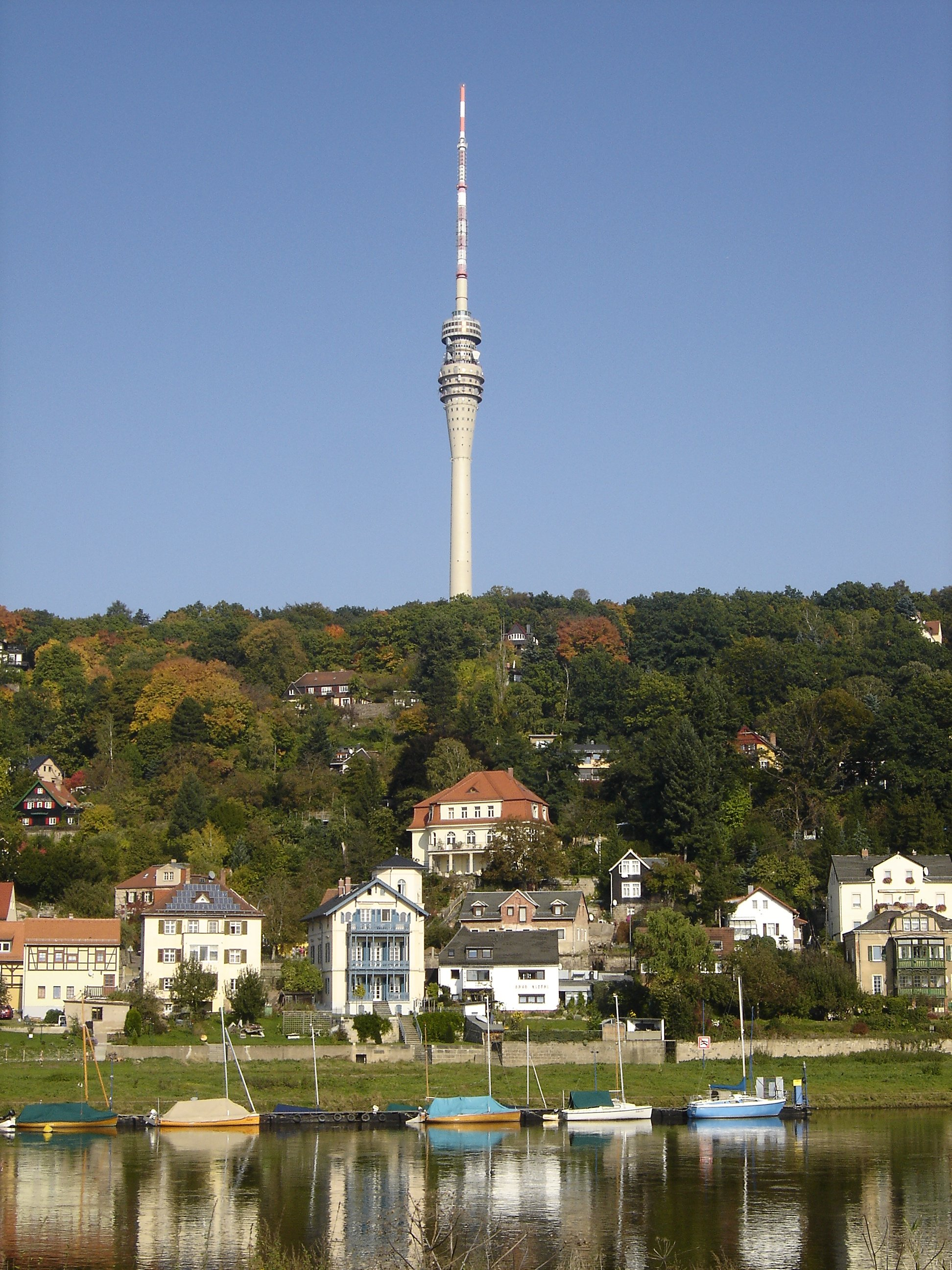
Televizní věž Drážďany-Wachwitz

Vzhledem k tomu, že v Labském údolí bylo jen několik míst, kde bylo možné přijímat celostátně vysílané programy, byla v roce 1969 postavena 252 metrů vysoká televizní věž.
V Drážďanech se kromě zemského vysílače MDR nachází také řada produkčních a servisních společností.
Soukromé rozhlasové stanice jako Hitradio RTL, Radio PSR, Energy Sachsen, Radio Dresden a R.SA jsou v Drážďanech zastoupeny svými programy.
Kromě televizních stanic v jednotlivých městských částech, jejichž signál je šířen anténami, existuje také drážďanská televize Dresden Fernsehen stejně jako soukromý rozhlas pro celé město. V rámci kabelové cítě Vodafone nepřetržitě vysílá lokální televizní stanice tvM (Meissen Fernsehen). Prostřednictvím Primacomu je v Drážďanech distribuován regionální sportovní kanál 8Sport.
V Drážďanech jsou dva saské vzdělávací kanály (SAEK) – jeden pro školy určený kanál SAEK v St. Benno-Gymnasium a jeden v středisku mediální kultury Pentacon. Zde zájemci z řad občanů najdou otevřená studia a mohou se učit produkci i vysílání (na vlastní radiostanici NEON 425 na 104,25 MHz).
Kromě veřejných a soukromých rozhlasových stanic v Drážďanech lze zdarma poslouchat rádio coloRadio ve všední dny od 18 do 24 hodin a o víkendech od 12 do 24 hodin na frekvencích 98,4 a 99,3 MHz. Tyto frekvence jsou sdíleny stanicemi coloRadio s apollo rádio.
Během období NDR nebylo v Drážďanech možné naladit většinou žádné západní televizní stanice, proto se Drážďanům někdy říkalo „Údolí netušících“. V lidovém jazyce bylo jméno ARD interpretováno jako Außer Raum Dresden („ARD všude jinde, jen ne v Drážďanech“). Aby však bylo možné sledovat západoněmecké televizní stanice, založené po roce 1987, vzniklo několik občanských iniciativ, které šířily skrze státem tolerované satelitní signály západoněmecké televizní programy v malých kabelových sítích. Částečně teritoriálně slabě přijímané západoněmecké programy byly v těchto kabelových sítích nabízeny v kolísavé kvalitě. Kromě toho byly šířeny i české televizní programy, ve kterých se občas vysílaly německé filmy s českými titulky.

### Veřejné instituce nadregionálního významu
Vzhledem k tomu, že Drážďany jsou hlavním zemským městem, nachází se tu řada státních veřejných institucí a institucí veřejného práva, jako je Saský zemský sněm, Saská státní kancelář, všechna ministerstva Saské vlády, Saský komisař pro ochranu údajů, Státní kriminální policie Saska a další státní orgány. V Sasku byla dodržována zásada územního oddělení legislativních a výkonných složek soudnictví tak, že kromě Vyššího krajského soudu pro obecnou jurisdikci se všechny ostatní vrchní krajské soudy nacházejí v Lipsku, Chemnitz a Budyšíně.
Univerzitní klinika Carla Gustava Cara při Technické univerzitě v Drážďanech, založená v roce 1954, je nemocnicí pro východní Sasko s asi 1300 lůžky. Městská klinika Drážďany-Friedrichstadt je nemocnicí pro pacienty se zvláštními potřebami.
K dispozici je také Komora pro řemesla a Obchodní a průmyslová komora.
Vodní a lodní úřad Drážďany je podřízen Ředitelství pro vodní cesty a lodní dopravu směrem na východ a je odpovědný hlavně za Labe na úseku 290 km. Federální celní správa zahrnuje Celní vyšetřovací úřad a Hlavní celní úřad se sídlem v Drážďanech. Posledně jmenovaný a přidružený celní úřad je podřízen Centrálnímu federálnímu finančnímu ředitelství v Postupimi. Do 31. prosince 2007 byl podřízen celnímu a spotřebnímu oddělení (ZuVA) Oberfinanzdirektion Chemnitz. Na konci tohoto roku však byla ZuVA rozpuštěna.
V Albertstadtu se vedle Důstojnické školy a Vojenského historického muzea nachází Státní velitelství Saska. Spolková agentura pro technickou pomoc má v Drážďanech regionální úřad. Ten je podřízen THW Saskému státnímu sdružení v Durynsku se sídlem v Altenburgu. Spolková agentura pro elektřinu, plyn, telekomunikace, poštu a železnice je zastoupena v Drážďanech vlastní pobočkou. Kromě toho má ve městě ředitelství Saská akademie umění, Saská státní nadace Příroda a životní prostředí, Komunitní nadace, Nadace Brücke/Most-Stiftung a od roku 2006 Archiv Gerharda Richtera.

## Vzdělávání a výzkum
Drážďany jsou tradičním sídlem významných společností a institucí, které dotvářejí renomé města jako důležitého centra moderních průmyslových technologií a inovací, ale i jeho pověst jakožto významného uměleckého a kulturního města s možností vzdělávání ve výtvarném umění a humanitních oborech. Vzájemná provázanost a tradice v oblasti výzkumu, ekonomiky a kultury přispěly k tomu, že Drážďanům byl od společnosti Stifterverband für die Deutsche Wissenschaft za rok 2006 propůjčen titul „Město vědy“. Související akce byly úzce spjaty s oslavami 800. výročí města.
Ukotvení vědy a vzdělávání v městské populaci je zvláště patrné při každoročně dobře navštěvované akci „Lange Nacht der Wissenschaften“ (Dlouhá noc s vědou).

### Vysokoškolské vzdělávání a univerzitní výzkum

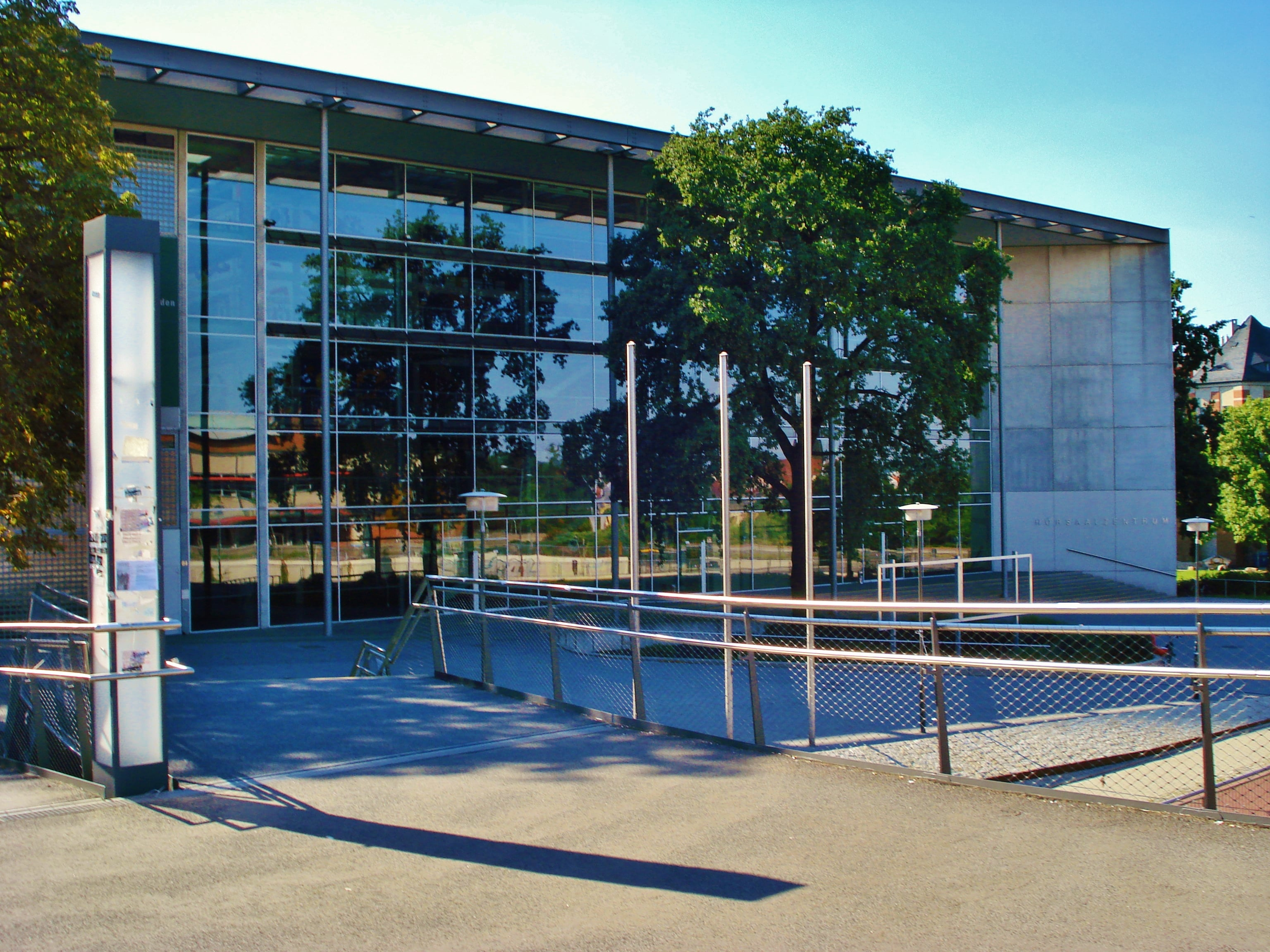
Posluchárna Technické univerzity v Drážďanech

Vysoká škola výtvarných umění na Brühlské terase

Ve městě je devět vysokých škol, které jsou na jedné straně zaměřeny na techniku a ekonomii, na straně druhé na umění a kulturu. Celkem zde studuje více než 40 000 osob. O studenty vysokých škol pečuje organizace Studentenwerk Dresden.
Technická univerzita v Drážďanech (TUD) je 18. největší univerzitou v Německu s necelými 33 000 studenty a přibližně 6 000 zaměstnanci. Její kampus se nachází jižně od centra města v blízkosti Hlavního vlakového nádraží, velká část je na území městské části Südvorstadt. Souvisejícím projektem TUD je Dresden International University (DIU), kde lze studovat pouze postgraduálně. Kromě toho se na TUD v každém semestru pořádá dětská univerzita (Kinderuniversität) ve stylu přednášek na různá témata.
Největší odbornou školou v Drážďanech je Vysoká škola techniky a ekonomie (Hochschule für Technik und Wirtschaft Dresden; HTW Dresden). Hlavní budova HTW Dresden se nachází přímo u Hlavního nádraží. Do roku 1992 fungovala Vysoká škola dopravy „Friedricha Lista“, která je nyní stejnojmennou Fakultou dopravy „Friedricha Lista“ v rámci Technické univerzity. Na HTW momentálně studuje asi 5000 studentů.
V oblasti výtvarného umění lze v Drážďanech studovat Vysokou školu výtvarných umění (Hochschule für Bildende Künste Dresden), která se nachází přímo v centru na Brühlské terase. Dalšími uměleckými školami jsou Vysoká škola tance (Gret) Paluccy (Palucca Hochschule für Tanz Dresden) a Vysoká hudební škola Carla Marii von Webera (Hochschule für Musik Carl Maria von Weber Dresden).
Od prosince 2012 je navíc k dispozici Univerzita spojených národů (Universität der Vereinten Nationen / United Nations University; UNU), na níž lze studovat na Institute for Integrated Management of Material Fluxes and of Resources (UNU-FLORES). Tento institut je zaměřen na globální změny a správu zdrojů pro ekologické hospodaření.
Dalšími vysokými školami jsou Evangelická vysoká škola pro sociální práci (Evangelische Hochschule für Soziale Arbeit Dresden) a Vysoká škola pro církevní hudbu (Hochschule für Kirchenmusik Dresden).
Vedle toho existuje, jakožto další důležitá vysoká škola Akademie pro kooperativní vzdělávání (Berufsakademie Dresden), což je pobočka Státní studijní akademie Saska (Staatliche Studienakademie Sachsen), a Saská správní a hospodářská akademie (Sächsische Verwaltungs- und Wirtschafts-Akademie e.V.), tedy instituce sloužící k pokračujícímu vzdělávání. K těmto institucím lze přiřadit také Vysokou důstojnickou školu (Offizierschule des Heeres), která tradičně školí důstojníky německé armády.

### Mimouniverzitní vědecké organizace

#### Fraunhoferova společnost
Fraunhoferova společnost k podpoře aplikovaného výzkumu (Fraunhofer-Gesellschaft zur Förderung der angewandten Forschung e. V.) s více než 26 600 zaměstnanci je největší organizací pro aplikovaný výzkum a vývoj v Evropě. Tato společnost sídlící v Mnichově provozuje v Drážďanech jedenáct zařízení a centrální institut, což je v Německu daleko největší pobočka této společnosti. Výzkum Fraunhoferovy společnosti se stal významným lokalizačním faktorem pro řadu high-tech společností. Společnost – integrovaná do zařízení bývalého závodu Qimonda – provozuje v Drážďanech Fraunhoferovo centrum nanoelektronických technologií (Fraunhofer-Center Nanoelektronische Technologien).

#### Společnost Maxe Plancka

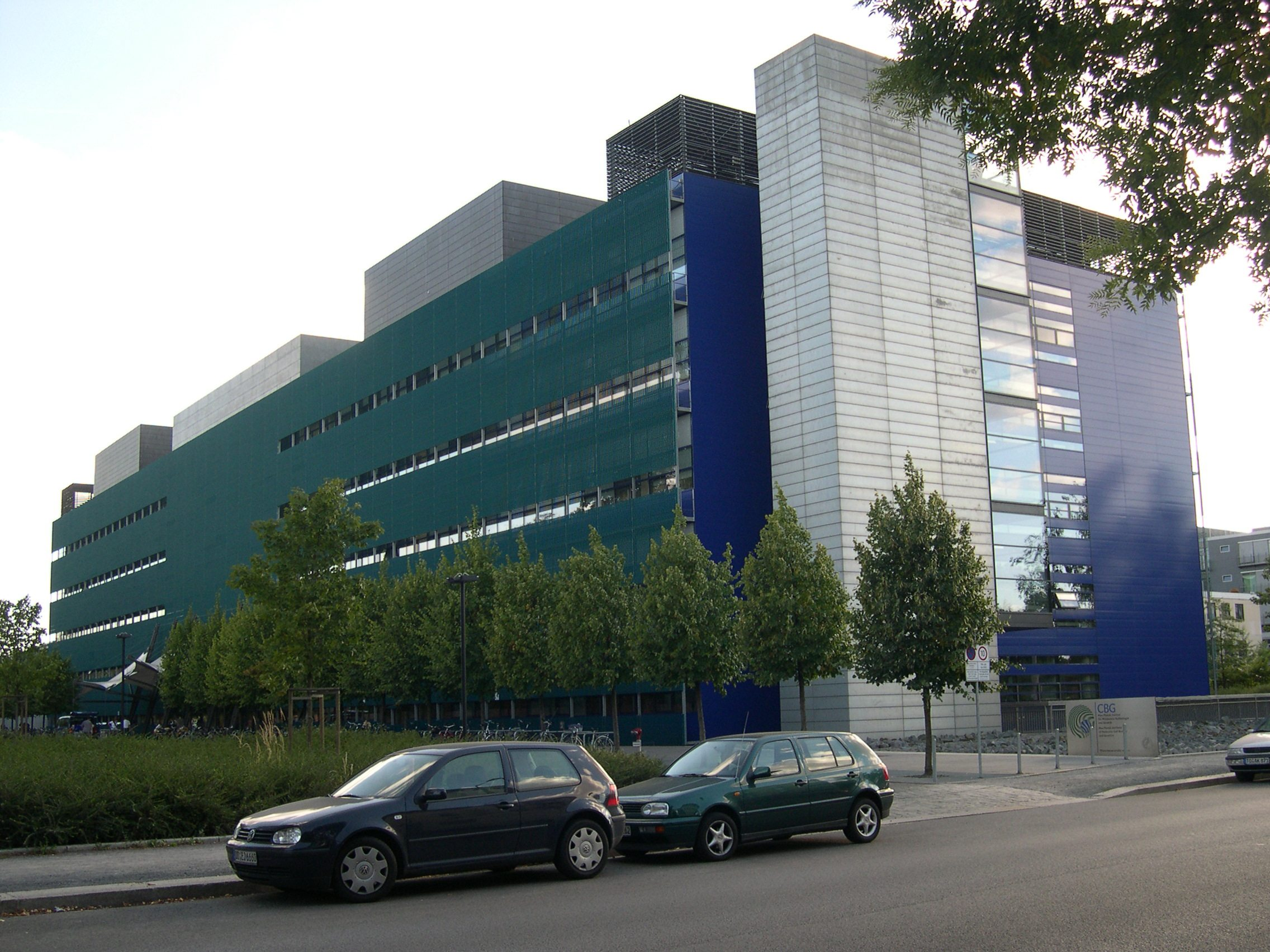
Institut Maxe Plancka pro molekulární buněčnou biologii a genetiku

Společnost Maxe Plancka provozuje od roku 2001 v Drážďanech Institut Maxe Plancka pro molekulární buněčnou biologii a genetiku (Max-Planck-Institut für molekulare Zellbiologie und Genetik; MPI CBG). Od té doby se zde rozvinul mj. výzkumný program molekulárního bioinženýrství, jenž souvisí s celkovou specializací této pobočky na funkční genomiku. V institutu pracuje asi 300 spolupracovníků.
Dalšími ústavy Společnosti Maxe Plancka jsou v Drážďanech Institut Maxe Plancka pro chemickou fyziku pevných látek (Max-Planck-Institut für Chemische Physik fester Stoffe) a Institut Maxe Plancka pro fyziku komplexních systémů (Max-Planck-Institut für Physik komplexer Systeme).

#### Helmholtzovo centrum Drážďany-Rossendorf
Helmholtzovo centrum Drážďany-Rossendorf (Helmholtz-Zentrum Dresden-Rossendorf e.V.), což je přírodovědné výzkumné centrum se sídlem v drážďanské místní části Rossendorf, patří od roku 2011 k Vědecké společnosti Gottfrieda Wilhelma Leibnize (Wissenschaftsgemeinschaft Gottfried Wilhelm Leibniz, zkráceně Leibniz-Gemeinschaft). Těžištěm činnosti tohoto centra jsou např. výzkum rakoviny, výzkum energií a materiálů. Od roku 2009 v Drážďanech sídlí pobočka Německého centra pro neurodegenerativní onemocnění (Deutsches Zentrum für Neurodegenerative Erkrankungen; DZNE).

#### Wissenschaftsgemeinschaft „Gottfried Wilhelm Leibniz“
Leibnizova společnost (Leibniz-Gemeinschaft), která se specializuje na mimouniverzitní výzkum, provozuje v Drážďanech několik ústavů, které se zabývají různými obory:
- Leibniz-Institut für Festkörper- und Werkstoffforschung (IFW) Dresden
- Leibniz-Institut für Polymerforschung Dresden (IPF)
- Leibniz-Institut für ökologische Raumentwicklung (IÖR)
- ifo Institut für Wirtschaftsforschung (Pouze odvětví se zaměřením na ekonomiku v nových spolkových zemích)[116]

### Gymnázia

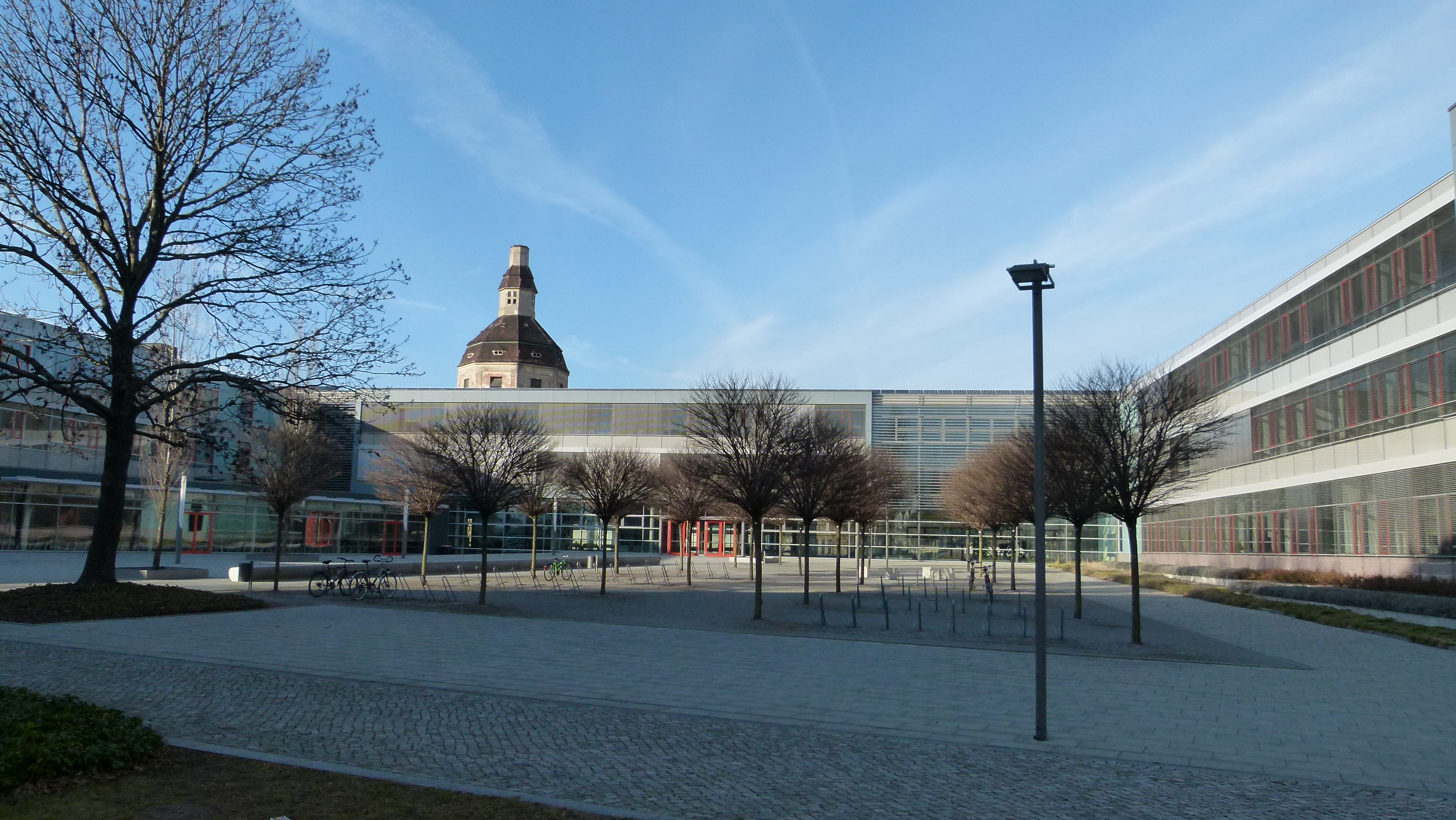
Školní nádvoří Sportovního gymnázia v okolí areálu památkově chráněných bývalých městských jatek

Drážďany mají 31 gymnázií, z nichž Martin-Andersen-Nexö-Gymnasium poskytuje prohloubené matematicko-přírodovědecké vzdělání, Romain-Rolland-Gymnasium hlubší jazykové vzdělávání a Semper-Gymnasium zase prohloubené umělecké vzdělávání. Gymnáziem poskytující klasické humanitní vzdělání je protestantské Kreuzgymnasium, jehož historie sahá až do 13. století. Saské státní hudební gymnázium Carla Marii von Webera školí hudebně nadané studenty. K dispozici je také elitní sportovní škola, jíž je Sportovní gymnázium (Sportgymnasium).

## Osobnosti

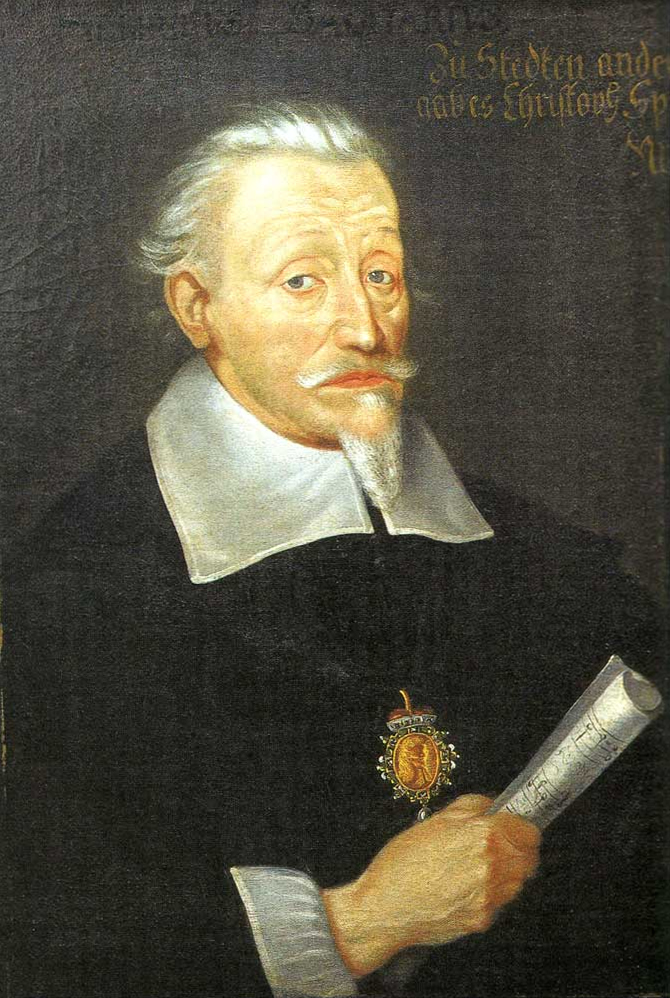
Heinrich Schütz (1585–1672), hudební skladatel a varhaník

- Heinrich Schütz (1585–1672), hudební skladatel a varhaník
- August II. Silný (1670–1733), saský kurfiřt a polský král
- Jan Dismas Zelenka (1679–1745), český barokní skladatel
- August III. Polský (1696–1763), saský kurfiřt a polský král
- Wilhelm Friedemann Bach (1710–1784), hudební skladatel a hudebník, syn Johanna Sebastiana Bacha
- Caspar David Friedrich (1774–1840), malíř a kreslíř, krajinář
- Carl Maria von Weber (1786–1826), hudební skladatel, kapelník, klavírista a dirigent
- Pjotr Stolypin (1862–1911), předseda vlády v carském Rusku
- Heinrich Kühn (1866–1944), fotograf a pionýr fotografie
- Melitta Bentz (1873–1950), vynálezkyně kávového filtru a zakladatelka společnosti Melitta
- Arno Plauert (1876–1937), podnikatel ve strojírenství, výrobce obráběcích strojů ve Varnsdorfu
- Max Immelmann (1890–1916), stíhací pilot, letecké eso v 1. světové válce
- Charlotte Rudolph (1896–1983), fotografka se zaměřením na portrétní a taneční fotografii
- Erich Kästner (1899–1974), novinář a spisovatel
- Manfred von Ardenne (1907–1997), fyzik, vynálezce řádkovacího elektronového mikroskopu
- Günter Behnisch (1922–2010), architekt
- Gerhard Richter (* 1932), malíř a vizuální umělec
- Jiga'el Tumarkin (1933–2021), malíř a sochař
- Matthias Sammer (* 1967), fotbalista, držitel Zlatého míče
- Cathleen Tschirchová (* 1979), atletka
- Peter Scholze (* 1987), matematik, profesor na Bonnské univerzitě, držitel Fieldsovy medaile
- Johannes Vetter (* 1993), atlet, mistr světa v hodu oštěpem v r. 2017